# Żywiec
Żywiec (niem. Saybusch) – miasto w południowej Polsce, w województwie śląskim, siedziba władz powiatu żywieckiego. Stanowi gminę miejską.
Według danych z 31 grudnia 2022 miasto liczyło 29 878 mieszkańców.

## Położenie
Żywiec leży w południowej Polsce, w województwie śląskim, w głębokim obniżeniu śródgórskim – Kotlinie Żywieckiej, nad łączącymi się w pobliżu centrum miasta rzekami Sołą i Koszarawą, nad Jeziorem Żywieckim, na wysokości 345–350 m n.p.m.
Żywiec leży w historycznej Małopolsce, w dawnej ziemi krakowskiej, w ramach której stanowił pierwotnie część kasztelanii oświęcimskiej. W czasach przynależności do księstwa cieszyńskiego, a następnie księstwa oświęcimskiego był przejściowo administracyjnie związany z księstwami śląskimi. Jest głównym ośrodkiem miejskim regionu kulturowego znanego jako Żywiecczyzna.
Miasto graniczy z gminami: Czernichów, Gilowice, Lipowa, Łękawica, Łodygowice, Radziechowy-Wieprz, Świnna.
Według danych z 2002 r. Żywiec miał powierzchnię 50,5 km², w tym: użytki rolne 45%, użytki leśne 17%. Według danych z 1 stycznia 2011 r. powierzchnia miasta wynosiła 50,54 km². Miasto stanowi 4,9% powierzchni powiatu żywieckiego.
W latach 1945–1975 miasto administracyjnie należało do województwa krakowskiego, natomiast w latach 1975–1998 do województwa bielskiego.

## Warunki naturalne
Centrum znajduje się na wysokości około 345–350 m n.p.m. Najniżej położonymi terenami są okolice zajezdni MZK – ok. 340 m n.p.m. (poniżej maksymalnego poziomu Jeziora Żywieckiego), a najwyżej północno-wschodnie krańce, w rejonie Jaworzyny w Beskidzie Małym – ok. 830 m n.p.m. Najbardziej wyróżniające się szczyty górskie widoczne z okolic miasta to: pobliski Grojec (612 m n.p.m.), Łyska (614 m n.p.m.), Pilsko (1557 m n.p.m.), Babia Góra (1725 m n.p.m.), Lipowska (1324 m n.p.m.), Wielka Rycerzowa (1226 m n.p.m.), Romanka (1365 m n.p.m.), Wielka Racza (1236 m n.p.m.) oraz Skrzyczne (1257 m n.p.m.).
Do 1940 r. miejscem o najniższej zarejestrowanej temperaturze w Polsce –40,6 stopni Celsjusza był Żywiec. Taka temperatura wystąpiła w 1929 r. Stracił to miano w 1940 r. na rzecz Siedlec, gdzie zarejestrowano temperaturę –41 stopni Celsjusza.

## Przyroda
Do obiektów przyrodniczych należą:

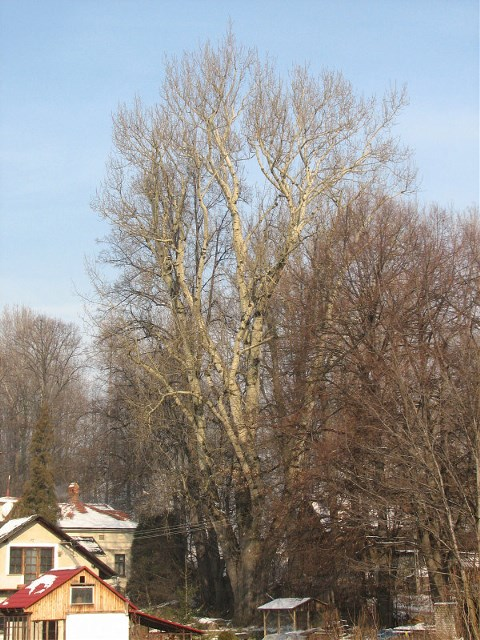
Zabytkowa topola biała

- północno-zachodnie fragmenty Grojca – stanowiska bardzo rzadkich i ginących gatunków roślin, np.: obuwik pospolity – najbardziej okazały przedstawiciel rodzimych storczykowatych, tojad lisi – roślina znana w Polsce tylko z kilku stanowisk[16];
- torfowisko wysokie na zachodnich zboczach Grojca, ze stanowiskiem owadożernej rosiczki okrągłolistnej;
- rezerwat przyrody „Grapa”, chroniący zachowane na stromych zboczach fragmenty lasów grądowych o charakterze naturalnym;
- park zamkowy z licznymi okazami sędziwych, rodzimych i egzotycznych drzew, w tym wielu o randze pomników przyrody;
- inne pomniki przyrody, w tym jedna z najstarszych topól białych w Polsce, datowana na 1800–1830 r. rosnąca przy ul. Paderewskiego 10a.

## Ochrona środowiska
Według raportu Światowej Organizacji Zdrowia w 2016 roku Żywiec został sklasyfikowany jako miasto o najbardziej zanieczyszczonym powietrzu w Unii Europejskiej.

## Nazwa

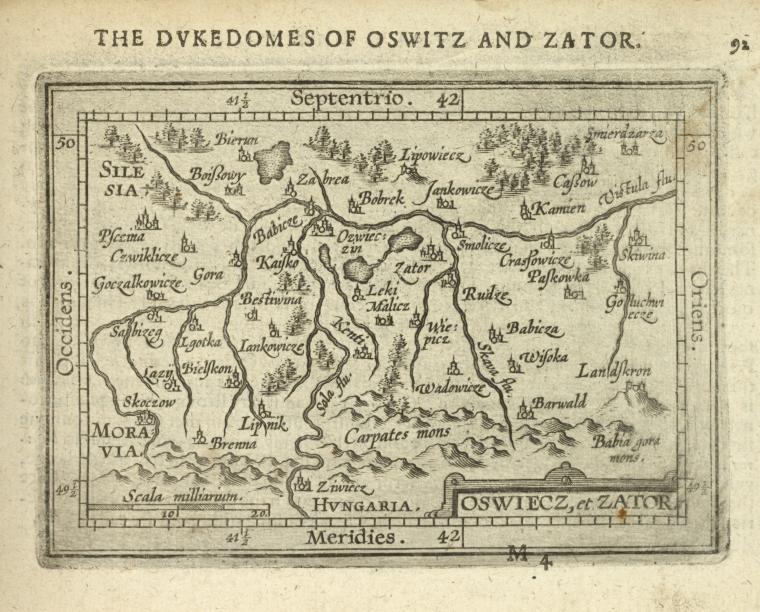
Żywiec na mapie księstwa oświęcimskiego i zatorskiego – mapa Abrahama Orteliusa z 1603 r.

Pierwsze wzmianki w XIV wieku jako Zivicz (1326), Zipscha (1327) lub Ziwcza (1335, 1346–1358). W wieku XV Zywiec (1445), na Zywczy (1460). Nazwę miejscowości w zlatynizowanych staropolskich formach Zywyecz oraz Antiqua Zywyecz wymienia w latach 1470–1480 Jan Długosz w księdze Liber beneficiorum dioecesis Cracoviensis. Długosz w dziele tym wymienia również jako osobne miejscowości dzisiejsze dzielnice Żywca, które w procesach urbanizacyjnych zostały wchłonięte przez miasto: Zabłocie jako Zablocze oraz Moszczanicę jako Mosczennycza. Na mapach Stanisława Porębskiego z 1563 i Abrahama Orteliusa z 1603 roku miasto nazwane jest Ziwiecz.
Nazwa prawdopodobnie wywodzi się od rzeczownika „żywiec”, staropolskiego określenia żywego inwentarza, co ilustruje głowa tura w herbie. Nawiązuje do powszechnej w Żywcu niegdyś hodowli bydła, owiec i trzody chlewnej oraz ich uboju. Kolejna wersja podaje ten sam źródłosłów, ale trochę inaczej go tłumaczy. Wskazuje bowiem, że nazwa miasta wywodzi się od wypasania inwentarza gospodarskiego na żołędziach w pobliskich lasach oraz żywienia ich tym sposobem.
Istnieje również lokalna legenda, która głosi, że nazwa miejscowości wywodzi się od imienia słowiańskiej bogini pogańskiej z głową tura – Żywii. Cytuje ją Jan Nepomucen Gątkowski w swojej książce Rys dziejów księstwa oświęcimskiego i zatorskiego wydanej we Lwowie w 1867 roku. Podaje, że nazwa pochodzi „od wyrazu Żywie (Szywa) bożyszcza pogańskiego z głową tura – czyli woła, jaka jest w herbie miasta. Mieszkaniec bowiem jeden z tej okolicy był tak silny, iż złapawszy tura, przebił mu nozdrze gałęzią i przyprowadził go jak cielę na pierścionku do gminy”. Legenda ta istnieje również w wersji niemitologicznej, podając, że pod miastem złapano żywcem żubra i ofiarowano go księciu oświęcimskiemu, który w zamian nadał miastu herb z głową żubra na niebieskim polu.

W 1440 r. wzmiankowany jest jako Salbchus, a w 1445 r. jako Zeywissch[em], następnie w 1590 jako Seypusch, później Saybusch, prawdopodobnie przekształcenie formy Saubusch, od Sau (świnia) i Busch (busz, krzak). Andrzej Komoniecki w Dziejopisie Żywieckim tłumaczył pochodzenie niemieckiej nazwy miasta w następujący sposób: 

...To miejsce, na którym miasto Żywiec z gruntami zasiadło, naonczs lasem bukowym było, na którym się obficie bukowie rodziło. Gdzie okoliczni mieszkańcy osobliwe Śleziacy Miemieckiego języka będący (gdyż tu Oświęcimskie Księstwo Śląskim nazywano dlatego, że się tu ludzie z różnych miejsc schodzili, to jest Polski i z Morawy i z Czech zleźli albo ześli się, jakoby Śląsko uczynili) stada świni swoich pasali zowiąc ten las z niemiecka Zaypus, to jest Świni Las albo Świniopas. Którego jeszcze języka dotychczas Miemcy wszyscy używają i miasto Żywiec Zaypus nazywają.

## Historia

### Średniowiecze

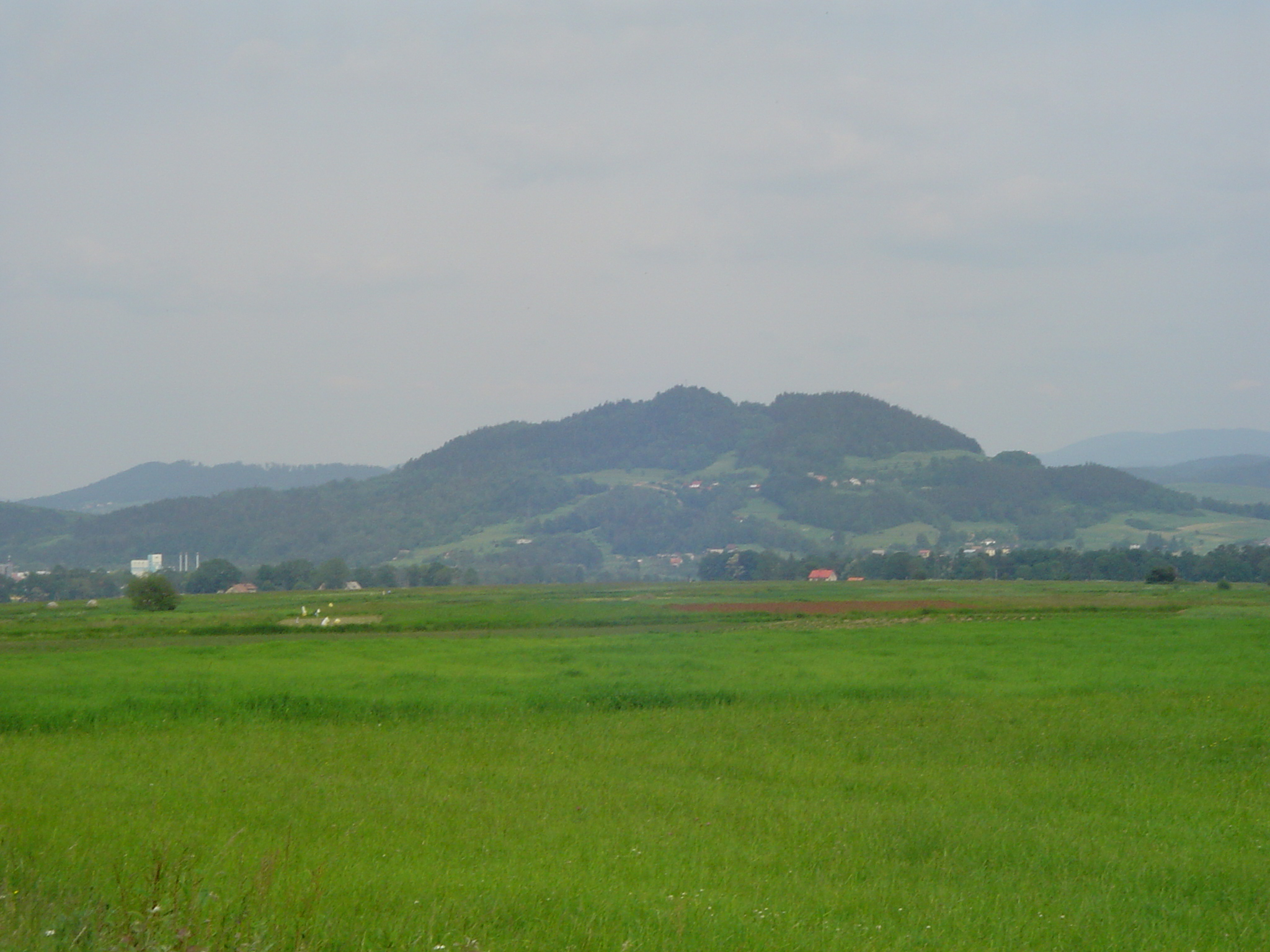
Wzgórze Grojec

Kolebka Żywca to wzgórze Grojec (612 m n.p.m.), które zostało zasiedlone w czasach starożytnych przez Celtów. Istniała na nim wczesnośredniowieczna warownia. Na początku XV w. została ona przekształcona w zameczek myśliwski rozbójniczej rodziny Skrzyńskich herbu Łabędź. W 1462 r. zameczek został zniszczony przez wojska Kazimierza Jagiellończyka. Historycznie miejscowość była częścią księstwa oświęcimskiego.
Żywiec powstał na przełomie XIII i XIV w. Najstarsze wzmianki związane są z miejscową parafią katolicką. Pierwsza wzmianka o niej pochodzi z 1308 r. Po raz kolejny wzmiankowana została w spisie świętopietrza parafii dekanatu Oświęcim diecezji krakowskiej z 1326 r. pod nazwą Zivicz. Ówczesny Żywiec, będący częścią najpierw księstwa cieszyńskiego, a od 1315/1316 księstwa oświęcimskiego, znajdował się w nieco innym miejscu – na terenie późniejszej wioski Stary Żywiec, zalanej w roku 1966 wodami Jeziora Żywieckiego. W 1327 książę Jan I Scholastyk oddał księstwo oświęcimskie w lenno Królestwu Czech, a w towarzyszącym dokumencie z dnia 24 lutego wymieniono również miasteczko (oppidum) Żywiec (Zipscha).

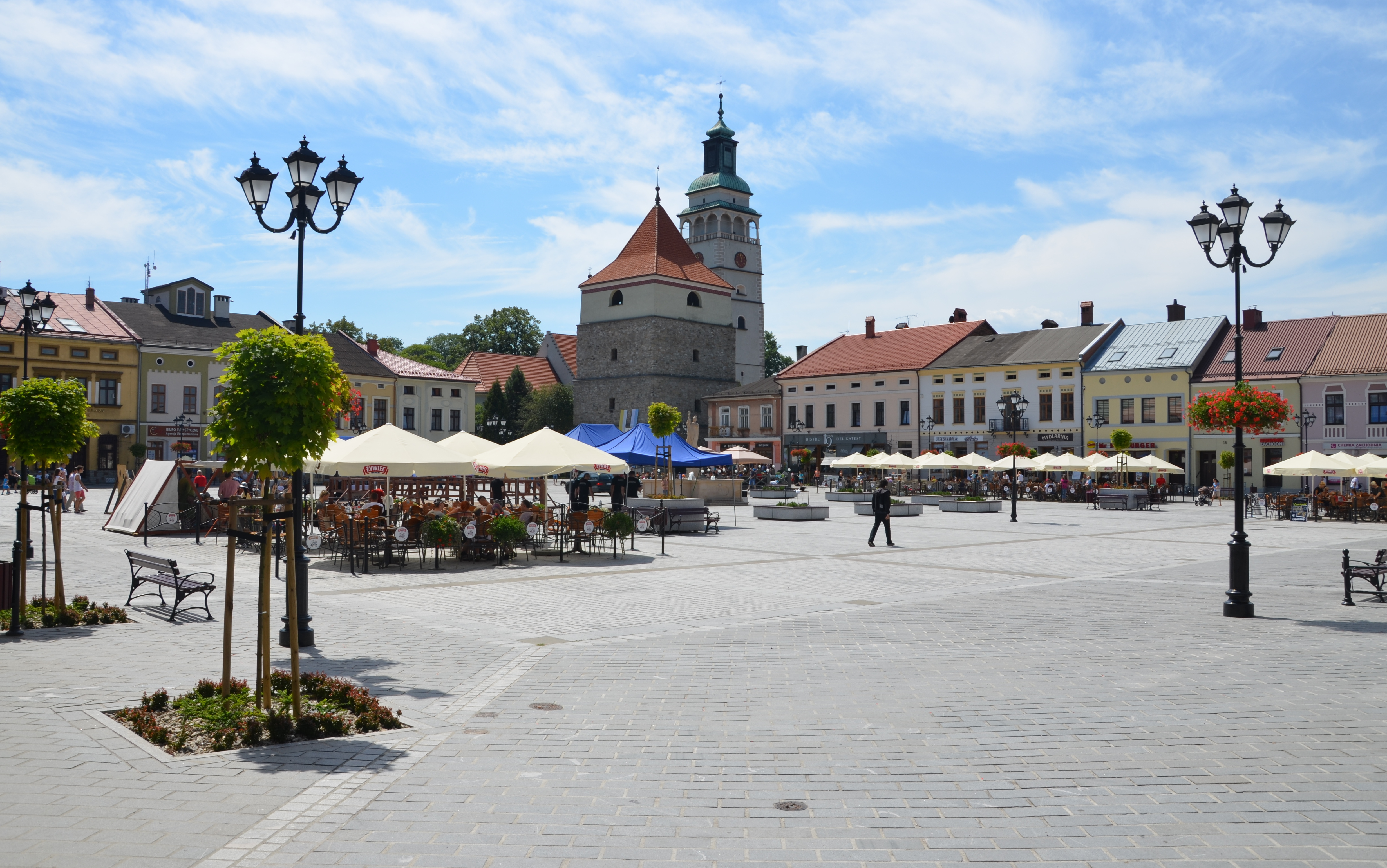
Rynek w Żywcu

Żywiec po raz kolejny wymieniony został w łacińskim dokumencie lennym wystawionym 24 lutego 1327 r. w Bytomiu jako miejscowość lokowana na prawie polskim iure polonico w zlatynizowanej formie Zipscha. Umieszczony w gronie innych miejscowości znajdujących się na terenie księstwa oświęcimskiego – miasteczek (oppida, na prawie zwyczajowym, polskim): Kęty (Kant), Wadowice (Wadowicz) i Spytkowice (Spitkowicz) oraz lokowanych na zachodnim prawie lokacyjnym Oświęcimia (Osswencin) oraz Zatora (Zathor).
W związku z częstymi powodziami, miasto lokowano ponownie w innym miejscu – na wyżej położonym terenie, u ujścia Koszarawy do Soły, gdzie obecnie znajduje się jego historyczne centrum. Uczynił to 10 września 1448 książę Przemysław toszecki, który nadał wówczas Żywcowi prawo magdeburskie.
W 1457 r. księstwo oświęcimskie zostało sprzedane polskiemu królowi Kazimierzowi Jagiellończykowi, tracąc swoją niezależność i stając się integralną częścią Polski, a jego tereny zostały ponownie, już na stałe, zintegrowane z Małopolską (w tym Żywiec). Zamek w Żywcu, należący do książąt oświęcimskich, stał się własnością polskiego króla. Do początku XVII w. Żywiec należał do powiatu śląskiego województwa krakowskiego (ziemi krakowskiej), natomiast w rejestrze do podatku podymnego z 1676 powiat o tej nazwie już ten nie występował, a miasto zostało w nim przedstawione w rubryce dotyczącej terenu księstwa oświęcimskiego i zatorskiego.

### Panowanie Komorowskich: 1467–1624

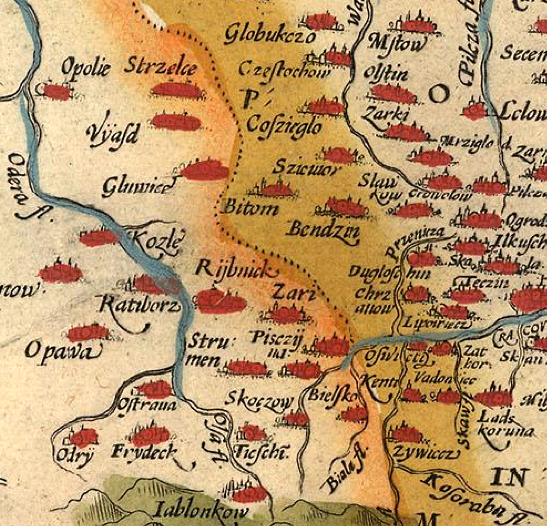
Żywiec w granicach Korony Królestwa Polskiego jako Żywiecz na mapie Wacława Grodzieckiego wydrukowanej w 1592 roku

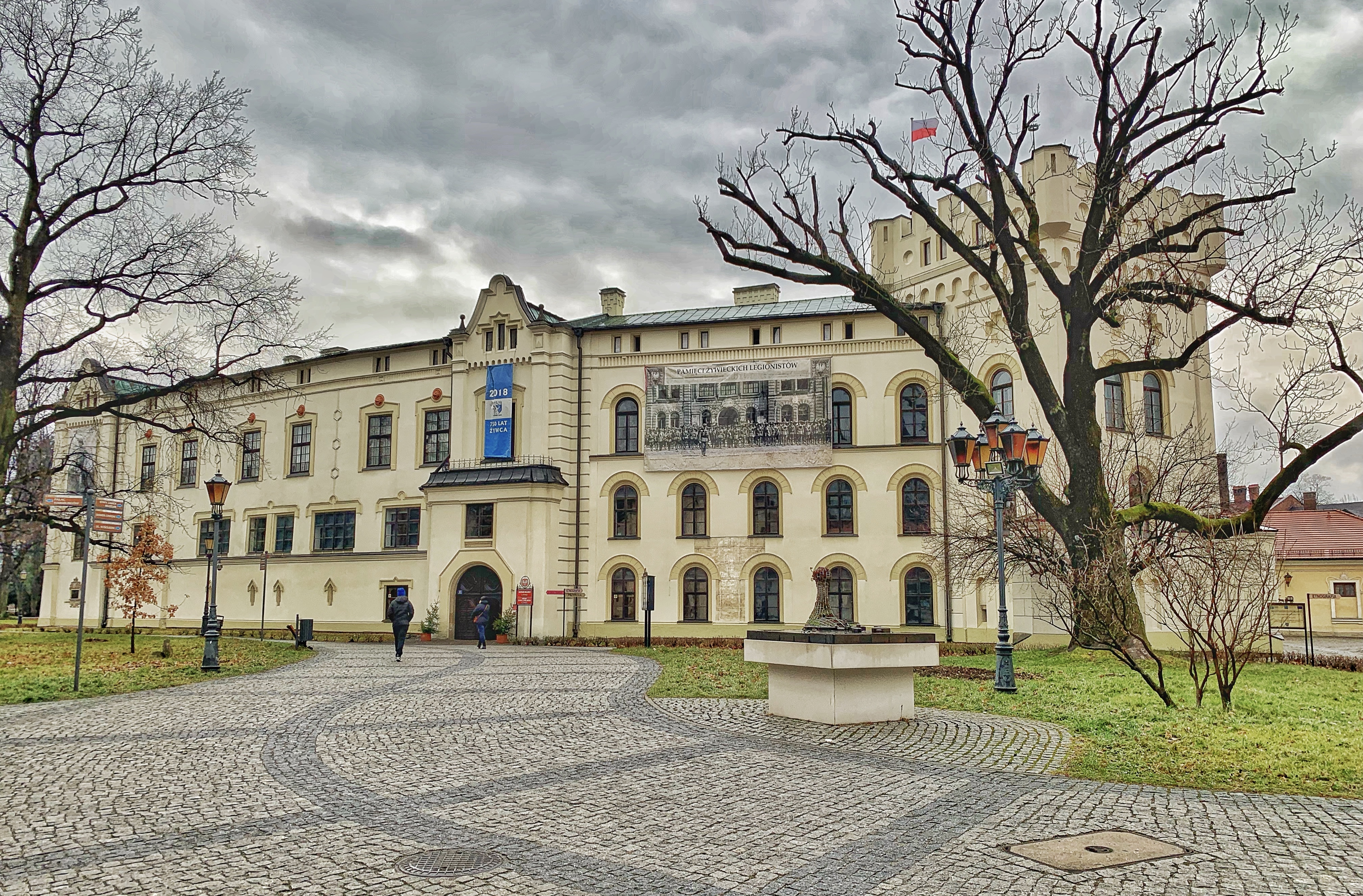
Stary Zamek – ośrodek administracyjny państwa żywieckiego w XVI wieku, obecnie Muzeum Miejskie w Żywcu

W 1467 r. Kazimierz Jagiellończyk nadał dobra żywieckie – zwane odtąd państwem żywieckim – w dziedziczne władanie rodowi Komorowskich herbu Korczak. Była to nagroda za pomoc w ukróceniu rozbójniczej działalności Skrzyńskich i wsparcie w wyprawie króla na Węgry.
Piotr Komorowski, pierwszy właściciel państwa, wkrótce zmienił orientację polityczną i poparł króla Węgier, Macieja Korwina, który sprzymierzył się z zakonem krzyżackim przeciw Polsce. W 1477 r. Kazimierz Jagiellończyk podjął przeciwko Komorowskim akcję zbrojną zakończoną m.in. zniszczeniem zamku w Żywcu. Udało im się jednak uzyskać królewskie przebaczenie i mogli dalej panować na Żywiecczyźnie. W 1512 r. Zygmunt I Stary uwolnił miasto od czopowego, a w 1518 r. nadał mu przywileje organizowania dwóch jarmarków na święto trzech króli oraz na św. Wawrzyńca.
W 1447 r. w miejscowości miał miejsce pożar, a drewniana zabudowa została w znacznej części spalona wraz z drewnianym kościołem. W latach 1515–1542 zbudowano w mieście murowany kościół parafialny w Żywcu, którego uposażenie ze środków Jana Komorowskiego zatwierdził w 1550 król polski Zygmunt August. W 1542 roku w mieście powstał także pierwszy szpital zorganizowany w domu darowanym miastu na ten cel przez mieszczanina Marcina Halamę, który finansowali później z własnych środków Jan Spytek oraz Wawrzyniec Komorowski. W 1537 Komorowscy nadali miastu prawo wyrabiania słodu na piwo oraz wódkę wraz z prawem wyszynku, a w 1548 powstał pierwszy miejski browar. W 1558 roku Jan Komorowski ufundował szkołę, którą podpalił w 1676 roku „złośliwy uczeń Kazimierz Świerczkiewicz z Rybarzowic” odbudowaną później przez jego ojca.
W 1541 r. została uruchomiona łaźnia miejska, w związku z czym ulica, przy której się znajdowała, otrzymała nazwę Łaziebnej. Po otwarciu przy niej warsztatów garbarzy, została przemianowana na Garbarską.
Na mocy dokumentu wydanego przez księcia oświęcimskiego Przemysława 13 września 1448 r. w posiadanie Żywca wszedł las Kabat, położony na lewym brzegu Soły pomiędzy potokami Kiemlichowiec i Sienna, sięgający granicy z Dolną Lipową. Kwestia lasu była powodem sporów z mieszkańcami sąsiedniej wsi Zabłocie, którzy po części karczowali las miejski i urządzali na jego miejscu pola uprawne. 12 listopada 1554 r. Jan Komorowski wyznaczył nowe granice lasu, od strony Zabłocia powstały graniczne kopce, natomiast od strony Pietrzykowic granicę oparto na potoku Kiemlichowiec. W związku ze zmniejszeniem w ten sposób terenu przynależącego do Żywca, Komorowski w zamian wówczas przyłączył do miasta obszar o nazwie Łączki, zlokalizowany wzdłuż brzegu Soły i będący do tej pory częścią Zabłocia. Przy nowej granicy z Zabłociem żywczanie zbudowali stawy – duży staw Borowy oraz pięć stawów Gołubowskich, do których woda była dostarczana przez rowy biegnące przez pola Zabłocia. W 1608 Mikołaj Komorowski wyłączył z terenu lasu Kabat przyznanego Żywcowi jego południową część, na którym założył wówczas nową wieś Sienna.
8 maraca 1562 Jan Komorowski nadał miastu las Kiełbasów, jak również pole Okle oraz Łyskę. Z biegiem czasu granice tych posiadłości uległy mocnemu zmniejszeniu w wyniku przejmowania ich części pod pola uprawne gospodarzy z sąsiadujących z nimi wsi Jeleśnia, Sporysz i Świnna.
Od 1564 r. Żywiec wraz z całym księstwem oświęcimskim i zatorskim leżał w granicach Korony Królestwa Polskiego, znajdował się w województwie krakowskim. Po unii lubelskiej w 1569 r. księstwo Oświęcimia i Zatora stało się częścią Rzeczypospolitej Obojga Narodów, w granicach której pozostawało do I rozbioru Polski w 1772 r. Po rozbiorach Polski miejscowość znalazła się w zaborze austriackim i leżała w granicach Austrii, wchodząc w skład Królestwa Galicji i Lodomerii.
Żywiec uzyskał prawo składu w 1579 roku. W 1579 r. król polski Stefan Batory ustanowił w Żywcu jarmarki w ostatnią niedzielę przed zielonymi świątkami oraz targi, które odbywały się w każdą sobotę. Wydał także przywilej zezwalający miastu ustanowienie składów towarów głównie ołowiu, miedzi oraz soli z żup krakowskich jakie szły drogą handlową z Polski, Węgier na Śląsk i odwrotnie. W 1588 Krzysztof Komorowski nadał ustawę cechowi kowalskiemu w Żywcu.
W 1595 roku miasto położone w powiecie śląskim województwa krakowskiego było własnością kasztelana sądeckiego Krzysztofa Komorowskiego. Komorowscy władali państwem żywieckim jako niepodzielnymi dobrami do 1608 r., kiedy zostało podzielone między synów Krzysztofa Komorowskiego na trzy części: suskie, ślemieńskie i największe żywieckie. Właściciel tego ostatniego, Mikołaj Komorowski w 1615 nadał miastu Górę Borkowską, nazywaną później Górą Burgałowską. Okazał się on jednak utracjuszem i z powodu problemów finansowych najpierw w 1618 r. sprzedał dobra łodygowickie, a w 1624 r. – kiedy okazał się zupełnym bankrutem – wystawił całość na sprzedaż.

### Panowanie Wazów: 1624–1678

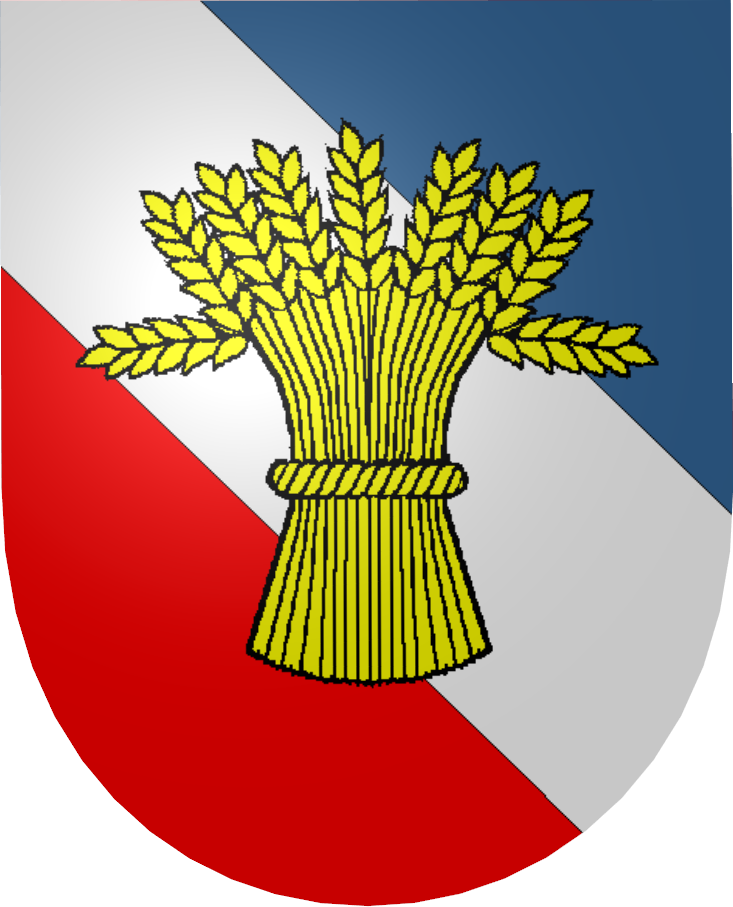
Herb Wazów – Snopek

Wystawione w 1624 r. na sprzedaż państwo żywieckie kupiła za 600 000 złotych Konstancja Habsburżanka, żona polskiego króla Zygmunta III Wazy.
Królowa Konstancja zasłynęła tym, że w 1626 r. wydała zakaz osiedlania się w granicach Żywca Żydów. Nigdy nie zniesiony i przestrzegany nawet dwa czy trzy wieki później spowodował, że w obrębie miasta nie zamieszkała ani jedna żydowska rodzina. W przeciwieństwie do okolicznych wiosek (a dziś dzielnic) – Sporysza, Ispa czy Zabłocia.
5 marca 1626 na drodze przywileju królewskiego Konstancja potwierdziła prawo magdeburskie dla miasta. Zgodnie z przywilejem, wybierano tu burmistrza i rajców, jak również wójta i sześciu ławników. Przyniosło to szybką poprawę stosunków wewnętrznych i przyspieszenie rozwoju gospodarczego.
W 1627 r. powstała ulica Nowy Świat, stanowiąca osadę zamkową. W tym samym roku wytyczony został również plac Rudza Solna stanowiący centrum osady Rudza.
Po śmierci Konstancji w 1631 r. państwo żywieckie odziedziczyli jej synowie, Jan II Kazimierz Waza i Karol Ferdynand Waza.
27 listopada 1639 na mocy przywileju wydanego wówczas przez Karola Ferdynanda Wazę i Annę Katarzynę Konstancję Wazównę za Wyszymieściem założona została osada zamieszkała przez sukienników, stanowiących ewangelickich uchodźców ze Śląska w związku z wydarzeniami wojny trzydziestoletniej. Został przez nich założony luterański cmentarz, zlokalizowany u stóp wzgórza Grapa, gdzie pochowanych zostało kilkoro przedstawicieli tej społeczności. Po ogłoszeniu pokoju westfalskiego w 1648 osadnicy powrócili na Śląsk.
W maju 1655 r. miasto przeszło w ręce króla Jana Kazimierza. Przybył on tutaj 10 października 1655r. wzywając mieszczan i okolicznych górali do zbrojnego oporu wobec najeźdźcy szwedzkiego na Rzeczpospolitą. Jan Kazimierz opuścił kraj, na mieszkańcach Żywiecczyzny się jednak nie zawiódł – miejscowi mieszkańcy wypędzili Szwedów z Beskidów. Powtórnie król Jan Kazimierz przebywał na ziemi żywieckiej, gdy po abdykacji opuszczał kraj.
W okresie potopu szwedzkiego Żywiec znalazł się na linii frontu. Posłowie szwedzcy zażądali hołdu i wysokich kontrybucji, grożąc w przeciwnym razie spaleniem miasta. Szlachta, mieszczanie oraz górale z regionu postanowili nie dopuścić do wkroczenia wojsk szwedzkich. W dolinie Soły w Międzybrodziu i w Bramie Wilkowickiej utworzono fortyfikacje. 8 marca 1656 r. w Mikuszowicach Krakowskich miała miejsce wielka polsko-szwedzka bitwa zakończona zwycięstwem Szwedów. Miasto zostało zdobyte na kilka godzin, splądrowane i w znacznym stopniu zniszczone.

### Panowanie Wielopolskich: 1678–1838

Herb Wielopolskich – Starykoń

W 1678 r. państwo żywieckie kupił – też za 600 000 złotych – od Wawrzyńca Wodzickiego, dzierżawiącego dobra Wazów po śmierci Jana Kazimierza w 1672 r., kanclerz wielki koronny Jan Wielopolski herbu Starykoń.
Panowanie Wielopolskich – obejmujące cały wiek XVIII – nie zostało zapamiętane zbyt dobrze. Był to czas gospodarczej stagnacji i pogarszania się sytuacji chłopstwa. Państwo żywieckie dwukrotnie uległo uszczupleniu w wyniku podziałów spadkowych. W połowie XVIII wieku składało się z miasta Żywca i sześciu kluczy: sporyskiego, jeleśniańskiego, wieprzskiego, starożywieckiego, lipowskiego i węgierskogórskiego.
Do zasług Wielopolskich należy dbałość o żywiecki zamek. Rozbudowali go oni w stylu barokowym i założyli 25-hektarowy park zamkowy.
W pierwszych latach XVIII w. ówczesny wójt Żywca, Andrzej Komoniecki, wystawił u stóp Góry Burgałowskiej niewielki kościółek Przemienienia Pańskiego, mając sobie na to dwie niwki od miasta darowane.
2 sierpnia 1711 r. piorun uderzył w wieżę kościoła parafialnego, który spłonął całkowicie wraz z sąsiednią szkołą i jednym z domostw. Jego odbudowa trwała do roku 1713. W 1723 r. rozebrana została dawna wieża drewniana, a na jej miejscu wzniesiono w następnym roku nową, murowaną dzwonnicę. W 1731 r. w mieście założona została misja jezuicka. W 1747 r. Karol Wielopolski wybudował jezuitom dom, w którym ci następnego zaraz roku oratorjum sobie urządzili, aż później (1760) i kaplicę założyli mimo nieustannych sporów z proboszczem.
W 1772 r., w wyniku I rozbioru Polski, cały obszar państwa żywieckiego, znalazł się w granicach Austrii (pod zaborem austriackim), wchodząc w skład kraju koronnego Galicja i Lodomeria.
W latach 1779–1782 wybudowany został nowy trakt odchodzący od ówczesnego przebiegu ulicy Świętokrzyskiej w kierunku mostu na Sole. Wraz z łączącym go z Rynkiem odcinkiem ul. Świętokrzyskiej otrzymał on nazwę ulicy Bielskiej. Wzdłuż nowej drogi powstały liczne zajazdy i karczmy. W wydanym po raz pierwszy w 1786 r. dziełku pt. „Geografia (...) Galicyi i Lodomeryi” jego autor, hrabia Ewaryst Andrzej Kuropatnicki, tak pisał o Żywcu, wchodzącym wówczas w skład cyrkułu myślenickiego: Stolica obszernego państwa i hrabstwa, na którym za dawnemi nadaniami dom JW. hrabiów Wielopolskich pisze się hrabiami na Żywcu i Pieskowej skale, pałacem wspaniały z pawilonami, ogrodami, kościołami, przy których była tu przed tym rezydencya missyonarzów XX. Jezuitów (...).
Postacią XVII- i XVIII-wiecznego Żywca był wspomniany wyżej, żyjący w latach 1658–1729 Andrzej Komoniecki, przez z górą czterdzieści lat (do swej śmierci) pełniący funkcję wójta. Stworzył on monumentalną kronikę miejską, „Chronografia albo Dziejopis Żywiecki”, w której szczegółowo opisał dzieje miasta i regionu od 1400 do 1728 r. „Dziejopis” jest głównym źródłem historycznym dot. czasów średniowiecznych i nowożytnych Żywca. Jego rękopis znajduje się w Muzeum Miejskim, trzykrotnie – w 1938, 1987 i 2005 r. – został też wydany drukiem.

### Panowanie Habsburgów: 1838–1944

#### Żywiec pod panowaniem Habsburgów w składzie Galicji

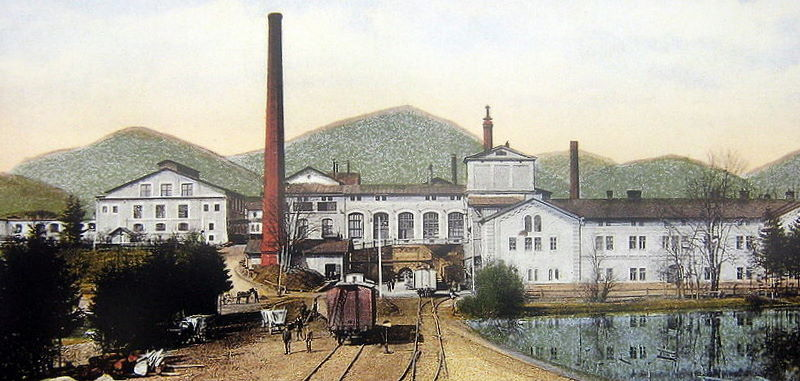
Zabudowania browaru na początku XX wieku

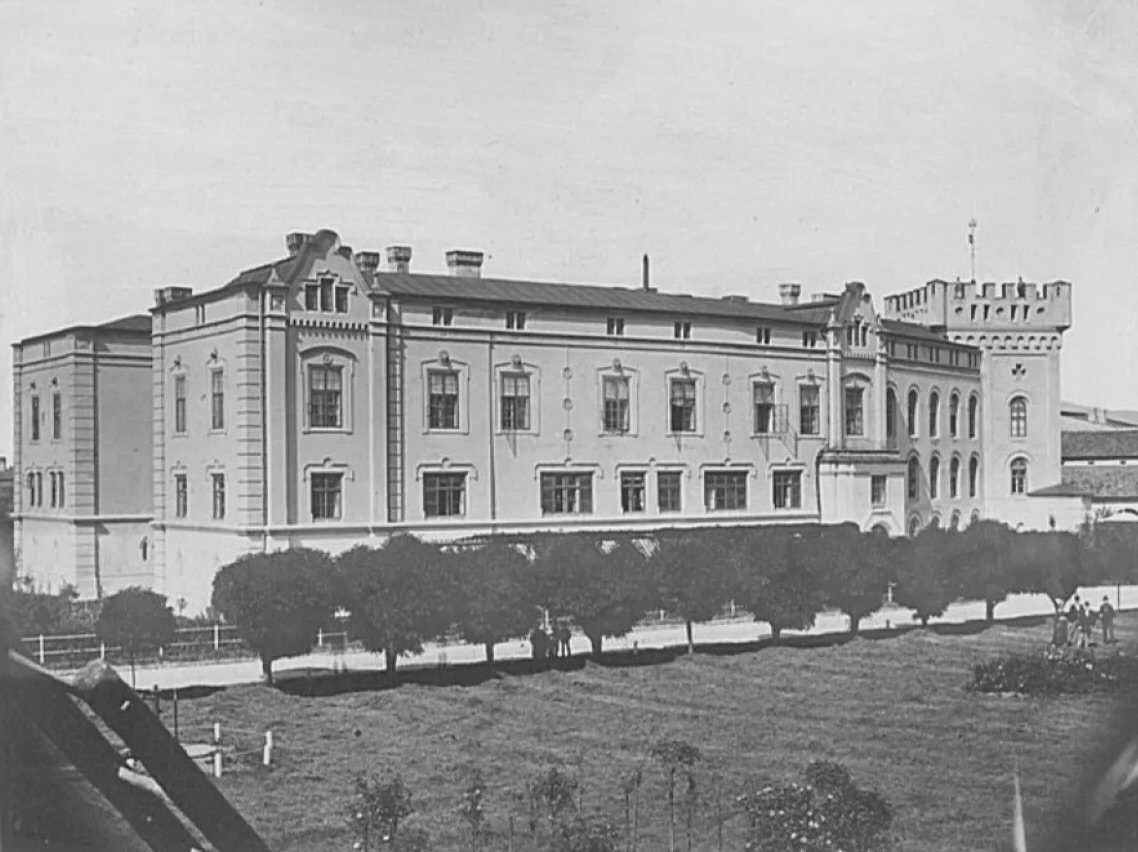
Stary Zamek w latach 70. XIX wieku

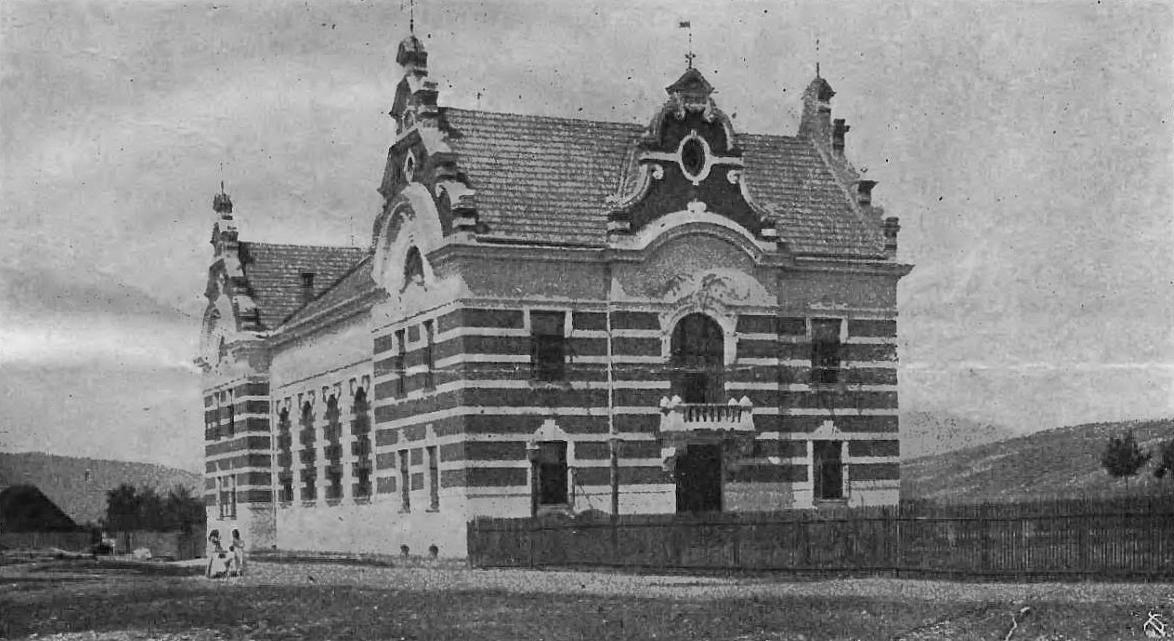
Gmach Towarzystwa Gimnastycznego „Sokół” w Żywcu

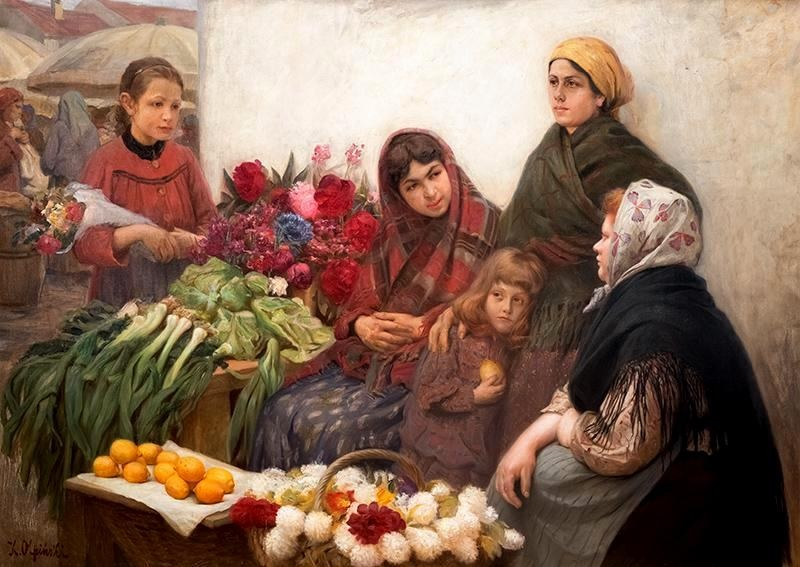
Targ w Żywcu

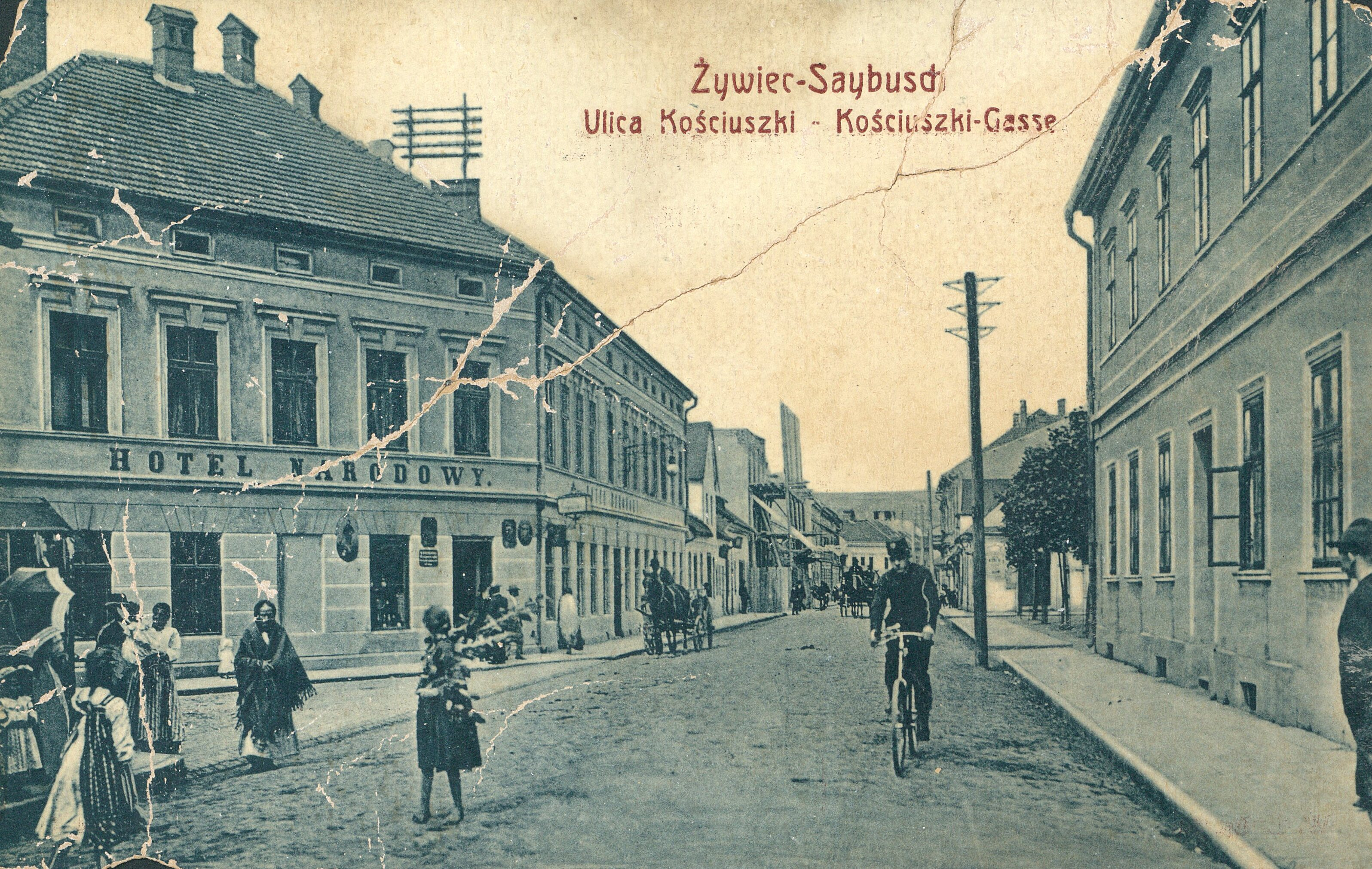
Ulica Kościuszki ok. 1911 r.

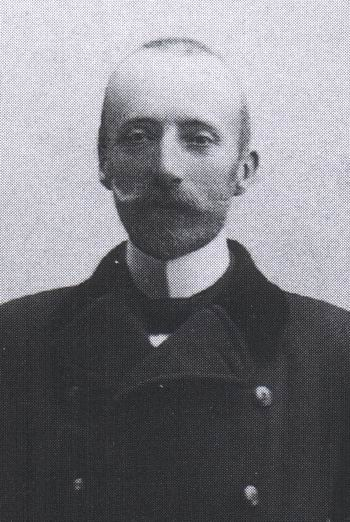
Karol Stefan Habsburg

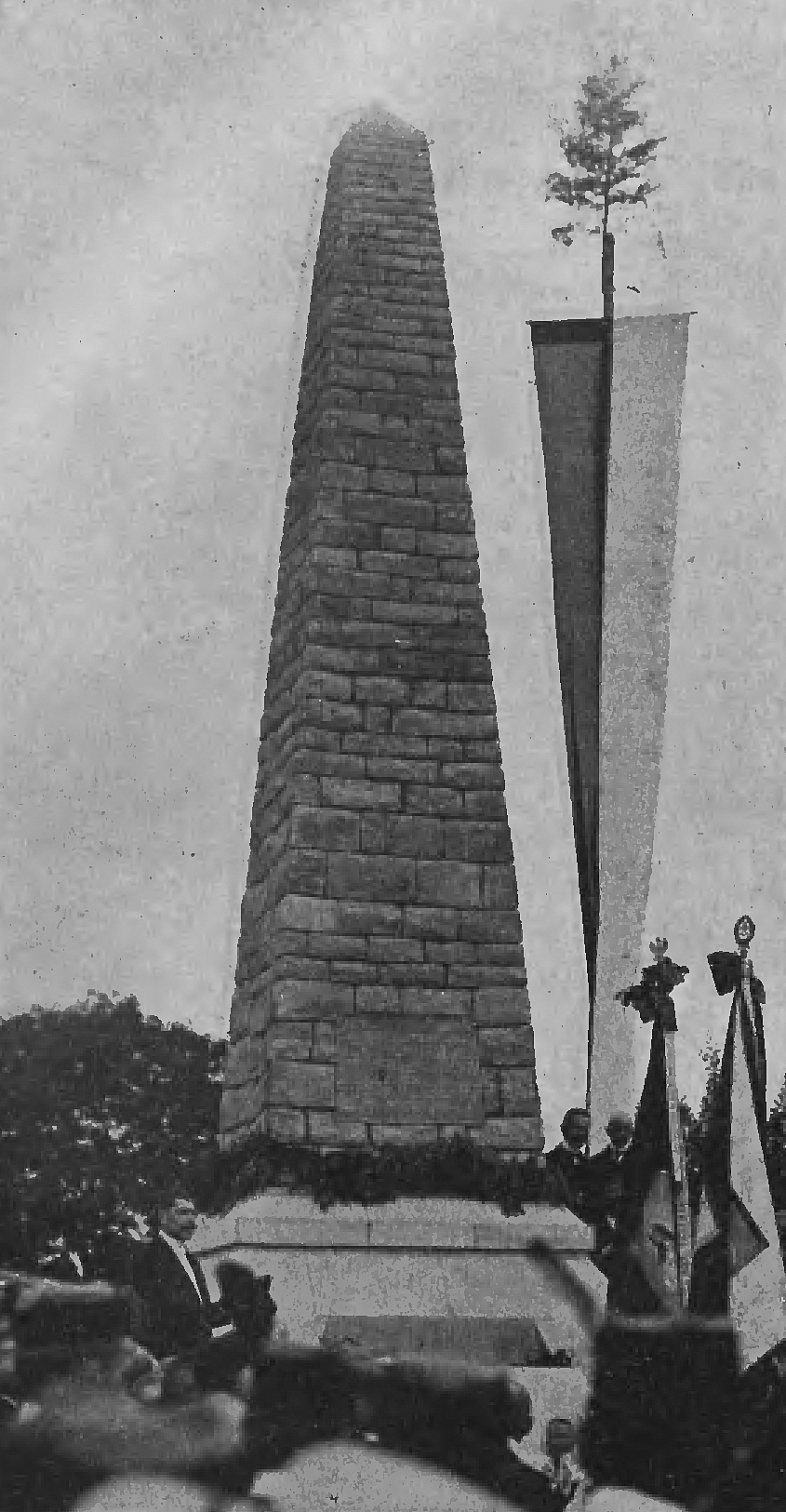
Uroczystość odsłonięcia Pomnika Grunwaldzkiego 15 lipca 1910

W 1838 r. nie mogący zapanować nad ubożeniem majątku Adam Wielopolski wystawił państwo żywieckie na sprzedaż. Kupił je książę cieszyński, arcyksiążę Karol Ludwik Habsburg i włączył w skład Komory Cieszyńskiej.
Przedsiębiorczość cieszyńskich Habsburgów, którzy tworzyli wiele zarządzanych przez Komorę zakładów przemysłowych i rozwijali gospodarkę leśną, spowodowała, że księstwo cieszyńskie wraz z galicyjskim państwem żywieckim należało do najbardziej dochodowych majątków szlacheckich w Austrii.
XIX wiek to okres szybkiej industrializacji okolic Żywca. W samym mieście żadne większe zakłady nie powstały – centrum przemysłowym regionu były wsie, dzisiejsze dzielnice, Zabłocie i Sporysz. W 1856 r. z inicjatywy Albrechta Fryderyka Habsburga na południowych krańcach Zabłocia powstał Browar Arcyksiążęcy – dziś wizytówka miasta i jeden z największych producentów piwa w Polsce. Inne wielkie zakłady tamtych czasów to założona w 1837 r. w Sporyszu Huta Fryderyka przekształcona w 1910 r. we fabrykę śrub (obecnie Żywiecka Fabryka Śrub „Śrubena”), uruchomiona w 1885 r. w Zabłociu Fabryka Wyrobu Masy z Drzewa na Papier (dziś Fabryka Papieru „Solali”), otwarta w Zabłociu w 1902 r. Fabryka Maszyn braci Wróblów (obecnie Ponar Żywiec) i powstała w Zabłociu w 1921 r. Fabryka Skór i Pasów „Siła”.
W 1867 r. został utworzony powiat żywiecki, do 1923 r. i w latach 1932–1955 obejmujący również znaczną część ziemi suskiej, a Żywiec stał się jego siedzibą. Zlokalizowane tu zostały starostwo oraz sąd powiatowy. W związku ze wzrostem rangi ośrodka miejskiego, zdecydowano o budowie nowego gmachu ratusza, pod który kamień węgielny wmurowano 23 czerwca 1868. W okresie tym Żywiec liczył około 4000 mieszkańców. Ludność zamieszkiwała w 391 domach, przeważnie drewnianych i pokrytych gontem, posiadających podcienia i niekiedy piętrowych. Znajdowały się tutaj także murowane kamienice. Miasto było bardzo dobrze utrzymane i czyste. Działały w nim dwie szkoły ludowe, apteka, dwa gabinety lekarskie, czy dom opieki nad biednymi mieszkańcami. Miejscowa parafia rzymskokatolicka skupiała również ludność z 15 pobliskich miejscowości, licząc 12 399 wiernych w 1855, a kościół parafialny podczas świąt i uroczystości gromadził tłumy.
W 1856 r. Albrecht Fryderyk Habsburg założył w Żywcu słynny Arcyksiążęcy Browar (Żywiec). W ramach działalności inwestycyjnej rozwinięto lub założono wiele lokalnych zakładów przemysłowych.
W 1878 r. Żywiec uzyskał połączenie kolejowe z Bielskiem i Czechowicami-Dziedzicami poprzez odnogę Kolei Północnej Cesarza Ferdynanda. W 1884 r. miasto zostało połączone Koleją Transwersalną ze wszystkimi ważniejszymi miejscowościami po północnej stronie Karpat. Stację, ze względu na sprzeciw żywieckich radnych, ulokowano w Zabłociu.
Był to też czas gwałtownej urbanizacji. Większość zabudowy mieszkalnej centrum pochodzi z II poł. XIX i początku XX w. Powstały też liczne gmachy użyteczności publicznej, jak ratusz, Zarząd Dóbr Arcyksiążęcych, c. k. Wyższa Szkoła Realna czy Szkoła Panieńska. Habsburgowie zmienili oblicze zespołu zamkowego – przebudowali zamek w stylu neogotyckim, zbudowali neoklasycystyczny pałac zwany Nowym Zamkiem i przekomponowali park w stylu angielskim. Habsburgowie żywieccy stale, nabywając kolejne ziemie, powiększali włości i polonizowali się.
W 1869 r. uruchomiona została drukarnia Teodora Lintschera, zlokalizowana w kamienicy przy ówczesnej ul. Bielskiej 15. Założyciel stał na jej czele do swojej śmierci w 1917, a następnie kierownictwo nad zakładem objął jego syn Rudolf. W czasie okupacji niemieckiej podczas II wojny światowej przez drukarnię wydawana była gazeta podziemna „Front Polski”. Po zakończeniu wojny przedsiębiorstwo zostało znacjonalizowane i w latach 70. XX wieku przeniesione do nowej siedziby zlokalizowanej w barakach przy ul. Wincentego Witosa, a następnie do nowego budynku przy ul. Świętokrzyskiej. W okresie tym drukarnia stanowiła filię Zakładów Poligraficznych w Cieszynie. W 1991 r. przeszła do prywatnego właściciela.
W 1871 r. w centrum Żywca miały miejsce dwa pożary, w związku z czym postanowiono o założeniu tu ochotniczej straży pożarnej. 14 kwietnia 1872 miejscowe starostwo powiatowe zatwierdziło statut nowej jednostki, a jej siedzibą stał się barak zlokalizowany na obszarze nazywanym Pod Górą.
16 września 1887 Rada Powiatowa podjęła decyzję o budowie w mieście szpitala. Powstał wówczas piętrowy budynek, w którym znalazło się początkowo 30 miejsc dla chorych. Opieką nad pacjentami oraz administracją nad placówką zajmowały się Siostry Miłosierdzia, które pojawiły się w mieście w sierpniu 1888. W 1893 rodzina Cholewińskich przeznaczyła pomieszczenie w swoim domu pod ochronkę dla sierot. Instytucja została uruchomiona w 1895 i prowadzona była przez siostry serafitki i w późniejszych latach została przeformowana w przedszkole, które prowadzi działalność do czasów współczesnych.
6 grudnia 1885 władze miejskie wystosowały petycję do Sejmu Krajowego w celu otwarcia w Żywcu szkoły wydziałowej dla stolarstwa i zabawek drewnianych. Po jej zatwierdzeniu przez Sejm, decyzją Wydziału Krajowego do Spraw Przemysłu Domowego i Rękodzielniczego z 12 lipca 1887 została tu utworzona Krajowa Szkoła Przemysłowa dla Stolarstwa i Zabawek, w której naukę rozpoczęto 1 października 1887. Jej siedzibę stanowił budynek szkoły podstawowej męskiej przy ul. Mickiewicza. W 1897 r. placówka została przemianowana na Uzupełniającą Szkołę Przemysłową, naukę w klasach stolarskich i zabawkarskich przeniesiono do szkoły w Kalwarii Zebrzydowskiej, a profil kształcenia w żywieckiej szkole przemysłowej zmieniono i znacznie rozszerzono. Pierwotnie naukę prowadzono tylko dla chłopców, w 1914 szkoła przekształcona została w koedukacyjną, jednak początkowo dziewczęta uczyły się tylko w klasach o profilu handlowym. W 1925 r. nastąpiła kolejna zmiana nazwy na Publiczną Szkołę Zawodową Dokształcającą, uruchomiona została wówczas także nauka w kolejnych zawodach. W 1940 r. działalność placówki została zawieszona decyzją władz okupacyjnych, a kształcenie wznowiono w 1945 r. w budynku szkoły podstawowej przy ul. Zielonej jako Publiczna Koedukacyjna Szkoła Zawodowa. Z uwagi na nieodpowiednie warunki lokalowe, instytucji przydzielono następnie dawny budynek Żydowskiej Szkoły Powszechnej w Zabłociu, w późniejszych latach całkowicie przebudowany. W 1947 r. została przemianowana na Publiczną Średnią Szkołę Zawodową, a w 1953 r. przekształcono ją w Państwową Szkołę Zasadniczą Metalowo-Drzewną, prowadzącą jedynie klasy stolarskie i metalowe. Wobec niezadowolenia Cechu Rzemiosł Różnych z tej sytuacji, w 1956 r. przywrócone zostały klasy wielozawodowe i przyjęła ona nazwę Zasadniczej Szkoły Zawodowej, zmienioną w 1975 r. na Zespół Szkół Budowlano-Drzewnych.
Koniec XIX wieku wraz z rozwojem placówek edukacyjnych przyniósł powstanie organizacji zajmujących się oświatą. W 1870 r. została założona „Czytelnia Polska”, a w 1892 r. utworzono tu Towarzystwo Szkoły Ludowej. W budynku Szkoły Realnej działalność prowadziła wówczas czytelnia, prenumerująca liczne czasopisma, w tym w językach obcych i prowadząca prelekcje dla młodzieży i dorosłych. 15 lipca 1893 przyjęty został statut Towarzystwa Gimnastycznego „Sokół” w Żywcu.
W 1892 r. działalność rozpoczęła Kasa Oszczędności Miasta Żywca. W końcu wieku zainicjowano także wydawanie pierwszego czasopisma regionalnego, którym został „Przewodnik Powiatu Żywieckiego”, zajmujący się tematami związanymi ze sprawami powiatu, ogłoszeniami samorządowymi, wiadomościami politycznymi i związanymi z przemysłem miejskim. Ukazywało się ono do 1908.
W 1895 r. państwo żywieckie odziedziczył Karol Stefan Habsburg, który zapoczątkował żywiecką linię Habsburgów. Mimo że Habsburgowie są rodem niemieckim, przedstawiciele linii żywieckiej konsekwentnie deklarowali swoją polskość i prowadzili propolską politykę, jak to bywało w Galicji, a więc między innymi i w Żywcu, od drugiej połowy XIX wieku. Karol Stefan był prezesem Polskiej Akademii Umiejętności, a przed i w czasie I wojny światowej był głównym pretendentem do tronu niepodległego Królestwa Polskiego, które miałoby powstać. Po 1918 r. żywieccy Habsburgowie wystąpili o obywatelstwo polskie, które otrzymali w 1921, dzięki czemu mogli zachować swoje posiadłości (w 1919 r. trafiły automatycznie pod zarząd państwowy). W okresie międzywojennym część z tych terenów podarowali państwu (np. stoki Babiej Góry, gdzie powstał park narodowy, czy majątek w Lipowej, z którego do dziś korzysta PAN).
Na początku XX wieku w mieście pojawili się przedstawiciele społeczności greckokatolickiej. Według spisu w 1900 r. na terenie Żywca nie mieszkał żaden grekokatolik, natomiast już w 1902 r. było to 14 osób, a do 1913 r. ich liczba wzrosła do 23. W związku z podejmowaniem nauki w miejscowej szkole realnej przez greckokatolicką młodzież narodowości ukraińskiej, wprowadzono tam naukę języka ukraińskiego.
W 1910 r. przy ul. Bielskiej powstał budynek z garażami dla zaprzęgów konnych, mieszczący siedzibę straży pożarnej, w którym następnie działały remiza Ochotniczej Straży Pożarnej oraz Pogotowie Zawodowe Straży Pożarnych.
15 lipca 1910 przy ul. Kościuszki został odsłonięty Pomnik Grunwaldzki.
W okresie poprzedzającym wybuch I wojny światowej na terenie miasta działał szereg innych organizacji: oświatowych (Towarzystwo „Czytelnia Kupiecka”, Towarzystwo Uniwersytetu Ludowego, Związek Młodzieży Akademickiej), rolniczych (kółka rolnicze, Spółdzielnia Rolniczo-Handlowa „Siejba”, Towarzystwo Rolnicze, Towarzystwo Ogrodniczo-Pszczelarskie), artystycznych (Teatr i Chór Ludowy), turystycznych (Polskie Towarzystwo Tatrzańskie), finansowych (kasa zapomogowa, Spółka Oszczędności i Pożyczek), charytatywnych (Stowarzyszenie „Bratnia Pomoc”, Stowarzyszenie Weteranów Wojskowych, Towarzystwo Opieki nad Wychodźcami „Opatrzność”), czy katolickich (Katolickie Stowarzyszenie Młodzieży Polskiej, Katolickie Stowarzyszenie „Przyjaźń”, Polskie Towarzystwo Katolickich Pracowników, Polski Związek Katolickich Czeladników, Polski Związek Katolickich Uczniów Rękodzielniczych). Znajdowało się tu również Kasyno Powszechne. Stanowiąc siedzibę przeszło 30 stowarzyszeń, miasto pomimo swej wielkości było znaczącym ośrodkiem kulturalnym. Funkcjonowało także kino miejskie, które w 1911 przeniesiono do nowego obiektu.
W mieście powstały również tajne organizacje paramilitarne, jak koło Organizacji Młodzieży Niepodległościowej „Zarzewie” utworzone w czerwcu 1910, Polska Organizacja Bojowa powołana przez młodzież rzemieślniczą oraz działające jawnie Towarzystwo Sportowo-Gimnastyczne „Strzelec”, powstałe 11 marca 1913. W latach 1912–1913 w Żywcu powstały także drużyny skautów.

#### I wojna światowa

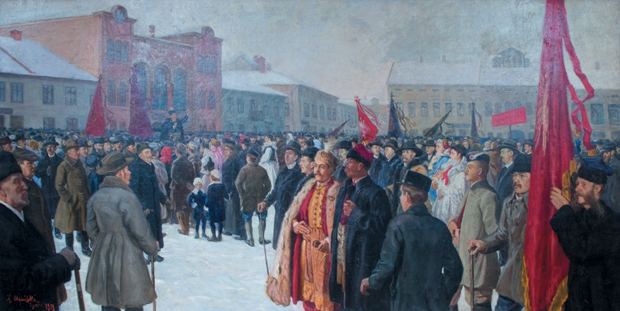
Protest na Rynku żywieckim przeciw ustaleniom traktatu brzeskiego

W związku z rozpoczęciem I wojny światowej, po otrzymanym 7 sierpnia 1914 rozkazie mobilizacji, członkowie Towarzystwa „Strzelec” rozpoczęli walkę na rzecz niepodległości Polski jako część Pierwszej Kompanii Kadrowej. Kolejne miejscowe oddziały powstały po wymarszu młodzieży strzeleckiej i wyruszyły 22 sierpnia 1914. Zawieszono naukę w szkołach, których wszystkie budynki przeznaczono na szpitale dla wojska. Obiekty te zostały zwrócone na cele oświatowe od września 1915.
26 sierpnia 1914 powołany został Powiatowy Komitet Narodowy, zajmujący się zorganizowanym pozyskiwaniem ochotników do walk oraz zbiórką funduszy na ich rzecz.
Karol Stefan Habsburg, panujący w Żywcu i na Żywiecczyźnie, podczas I wojny światowej prowadził ostrożną politykę propolską i w momencie, gdy pojawiła się koncepcja utworzenia okrojonego Królestwa Polskiego zależnego od Niemiec zgodził się kandydować na tron polski. Zanim w roku 1918 (bezkrwawo) powróciła tu Polska, niewiele brakowało, by jej królem został żywczanin, arcyksiążę Karol Stefan Habsburg. Sprzeciw ostatniego wiedeńskiego cesarza zdezaktualizowała ten pomysł. Fakt ten nie zyskał uznania u pozostałych członków rodziny Habsburgów, a zwłaszcza u cesarza, w wyniku czego w 1917 r. wycofał swoja kandydaturę. Poza tym, po odzyskaniu niepodległości, odrodzona Polska ostatecznie została republiką, a nie królestwem. Do 1918 r. Karol Stefan pełnił godność prezesa Akademii Umiejętności w Krakowie.
18 lutego 1918 w Żywcu miała miejsce demonstracja antyaustriacka, zorganizowana z powodu podpisania traktatu brzeskiego. Nastąpiło przerwanie działalności miejskich instytucji i zakładów pracy, a zgromadzona ludność wzięła udział w nabożeństwie, a następnie przemarszu pod Pomnik Grunwaldzki, gdzie śpiewane były patriotyczne pieśni. Powstał także miejscowy oddział Polskiej Organizacji Wojskowej, posiadający w Żywcu kilka sekcji.
Wobec klęski armii austriackiej, w październiku 1918 postanowiono o zorganizowaniu polskiej administracji, czym zajęli się członkowie POW oraz żołnierze służący dotychczas w austriacki wojsku. 30 października rozbrojony został oddział wartowników pilnujący Urzędu Miejskiego. Dzień później dokonano również rozbrojenia stacjonującej w Żywcu austriackiej kompanii wojskowej. Miasto zostało udekorowane, odbywały się patriotyczne manifestacje i nabożeństwa w kościołach.

#### Czasy II Rzeczypospolitej

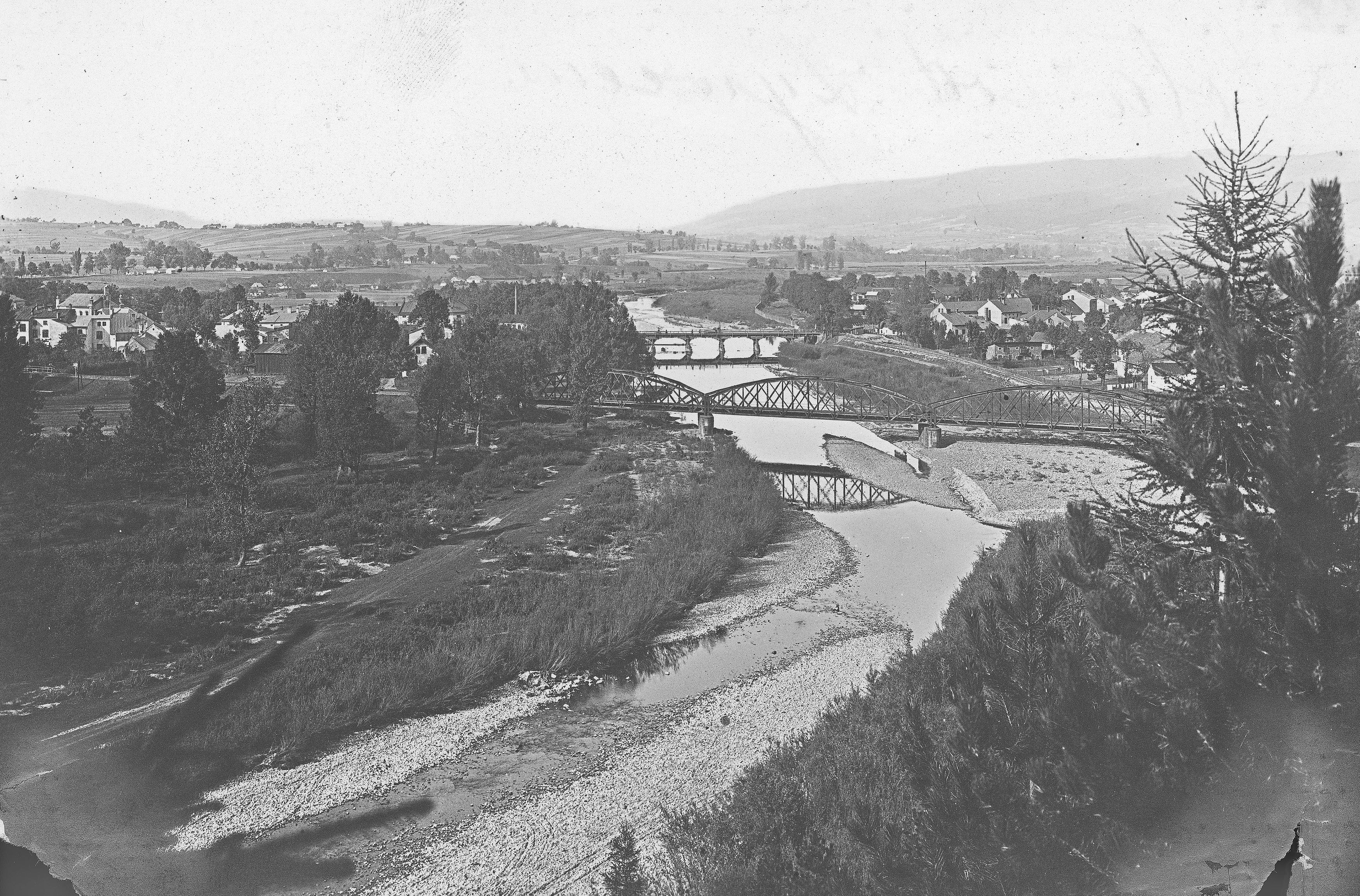
Panorama Żywca i Zabłocia z okresu 1910–1934

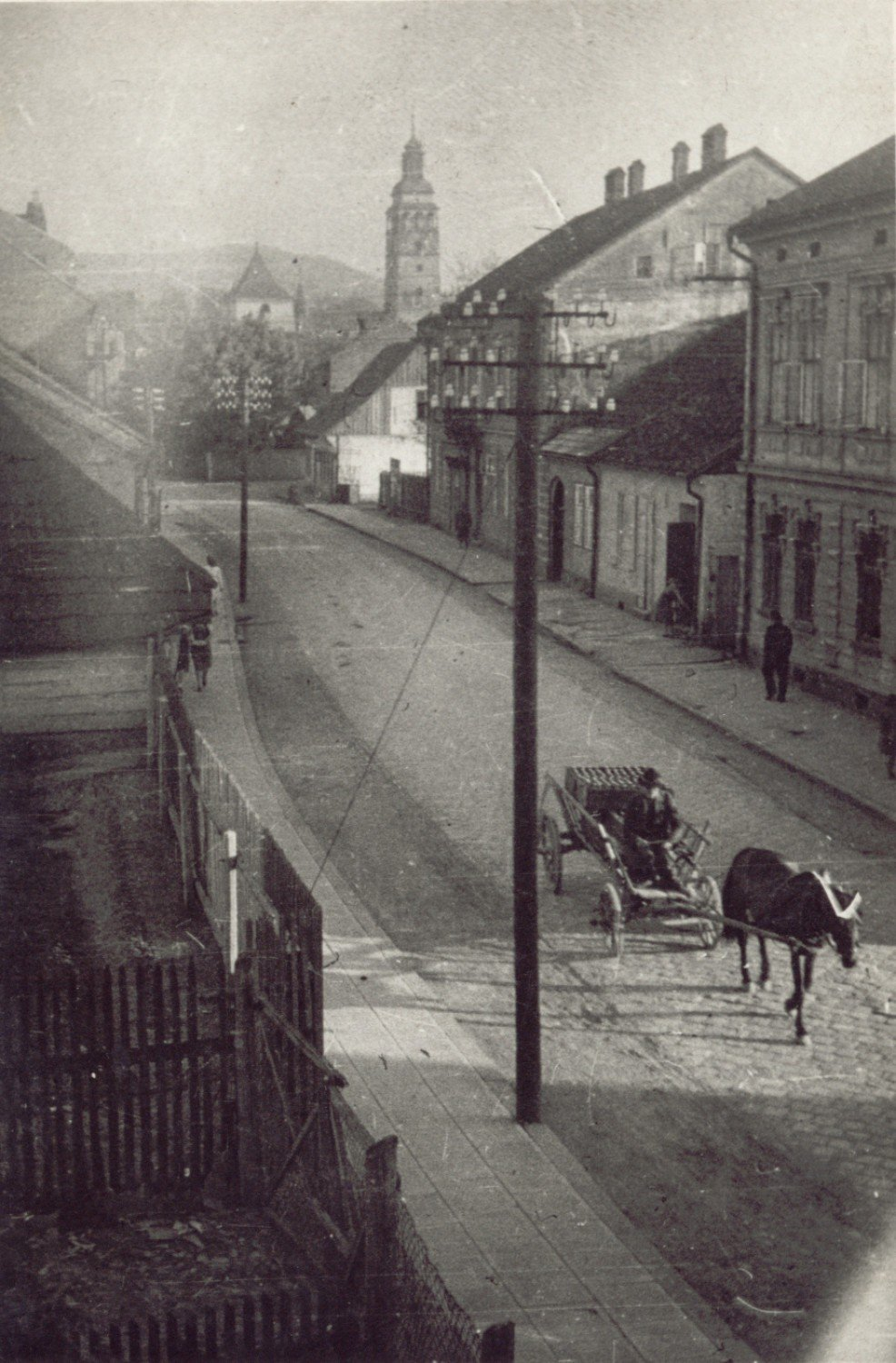
Ulica Krakowska (obecnie ul. Sienkiewicza) w okresie międzywojennym

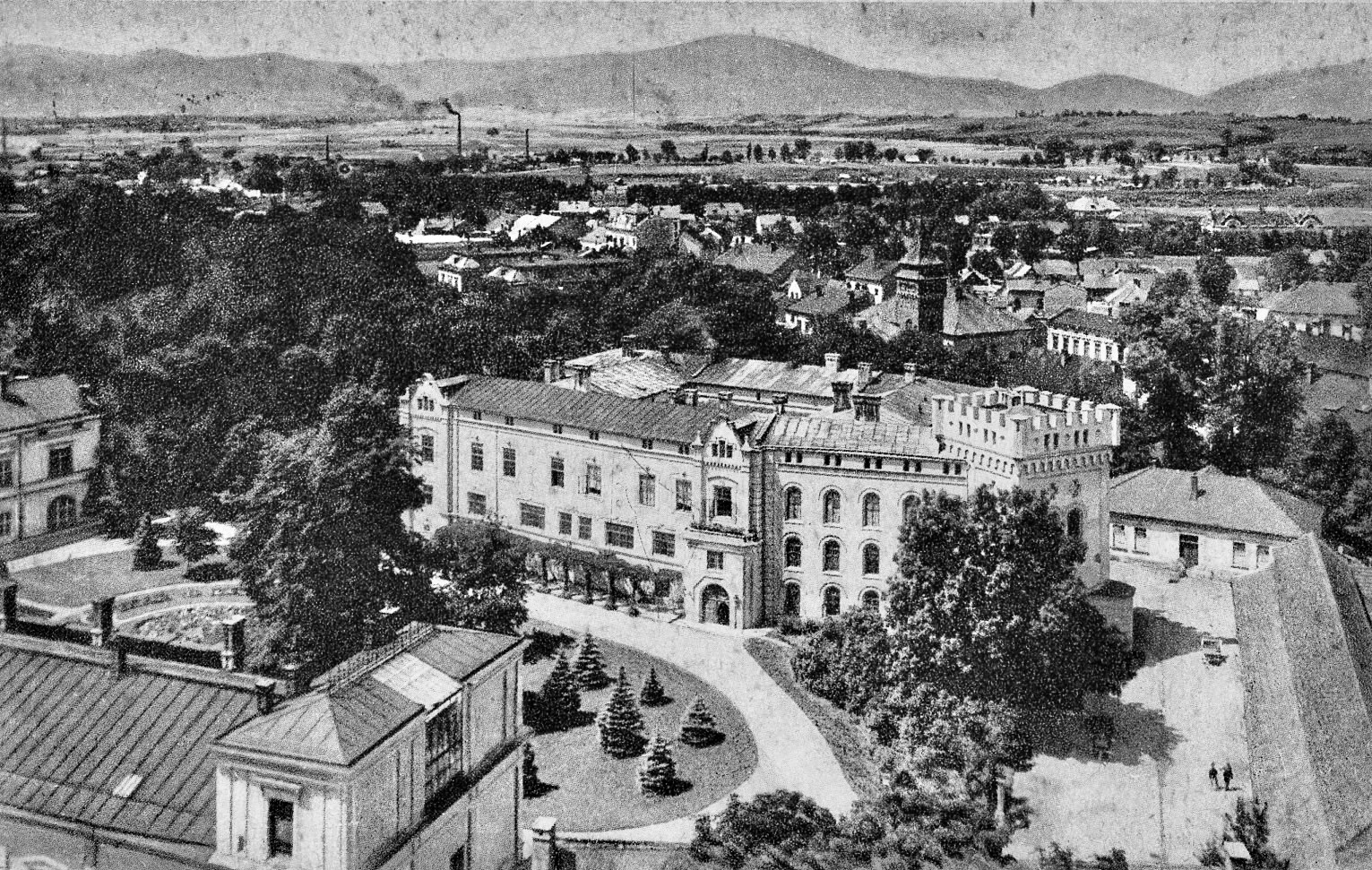
Widok na miasto na początku lat 20. XX wieku

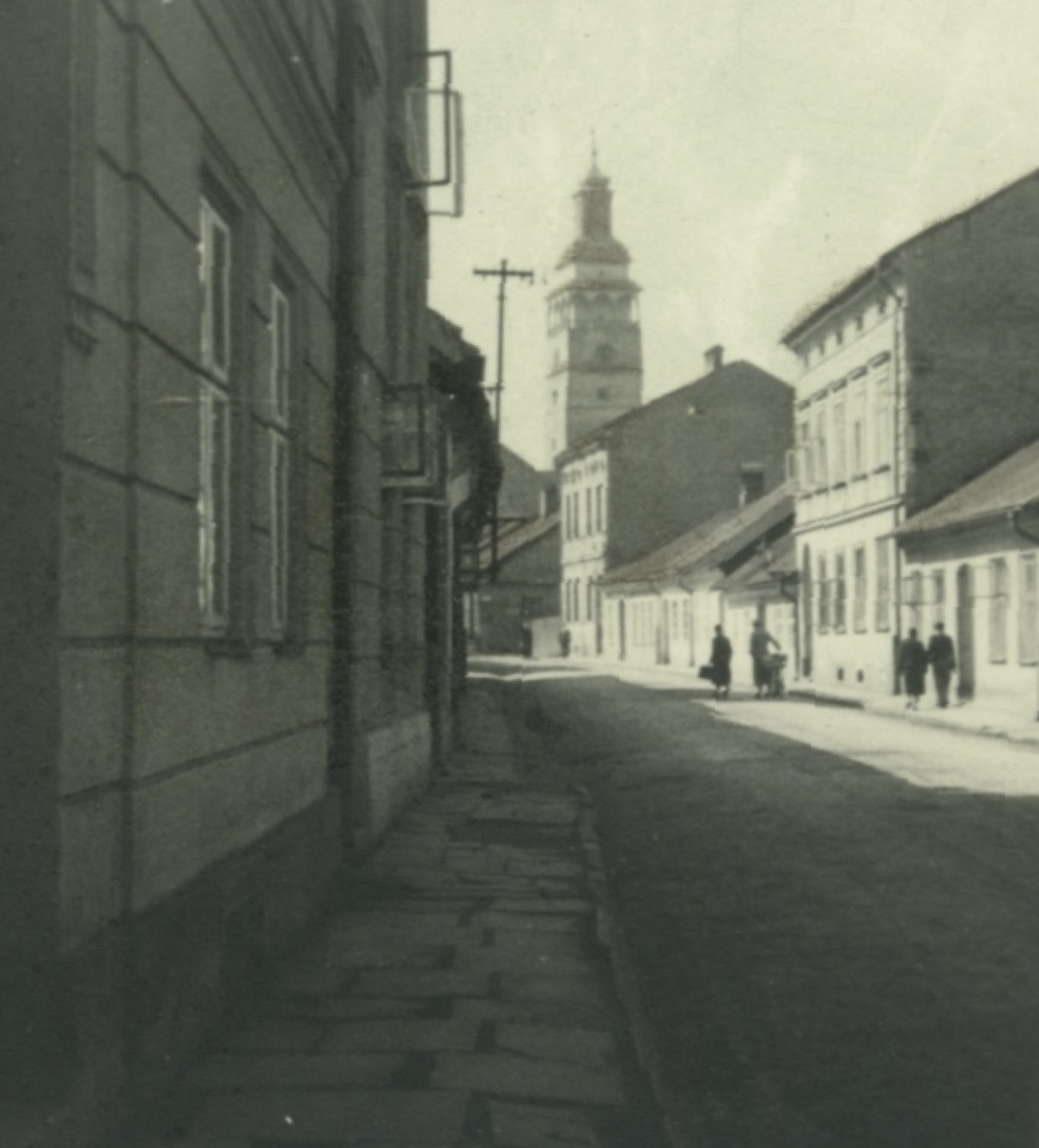
Ulica Jagiellońska w okresie międzywojennym

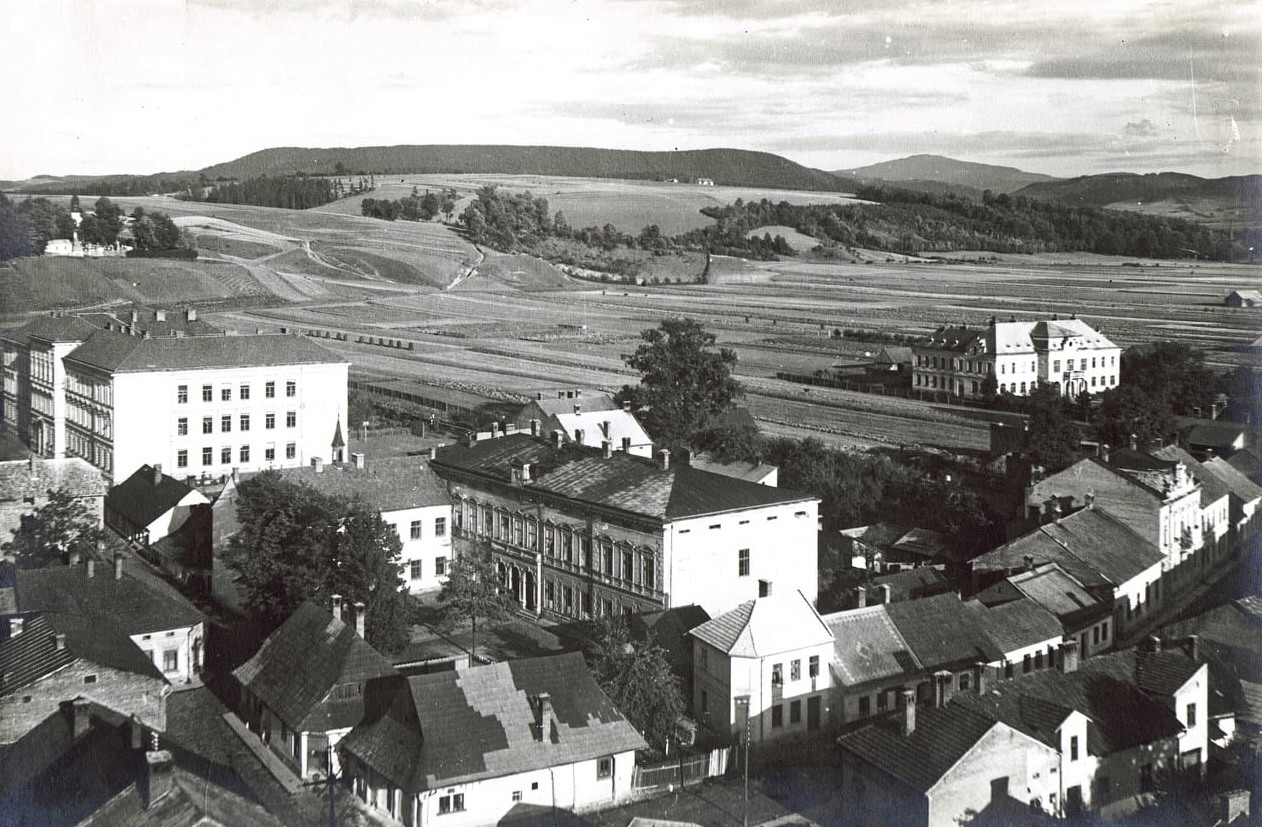
Panorama miasta w 1924 r.

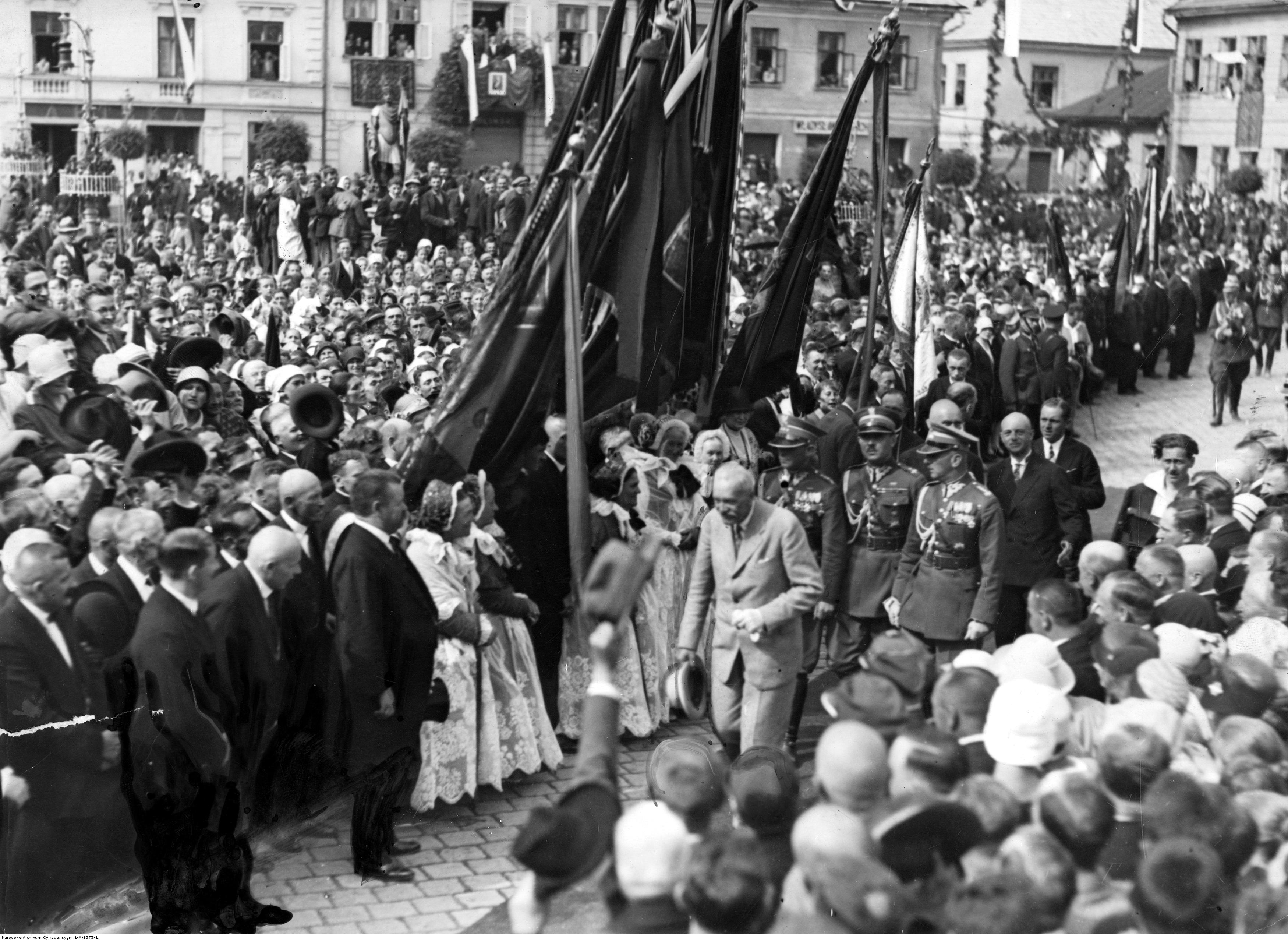
Wizyta prezydenta RP Ignacego Mościckiego w 1929 r.

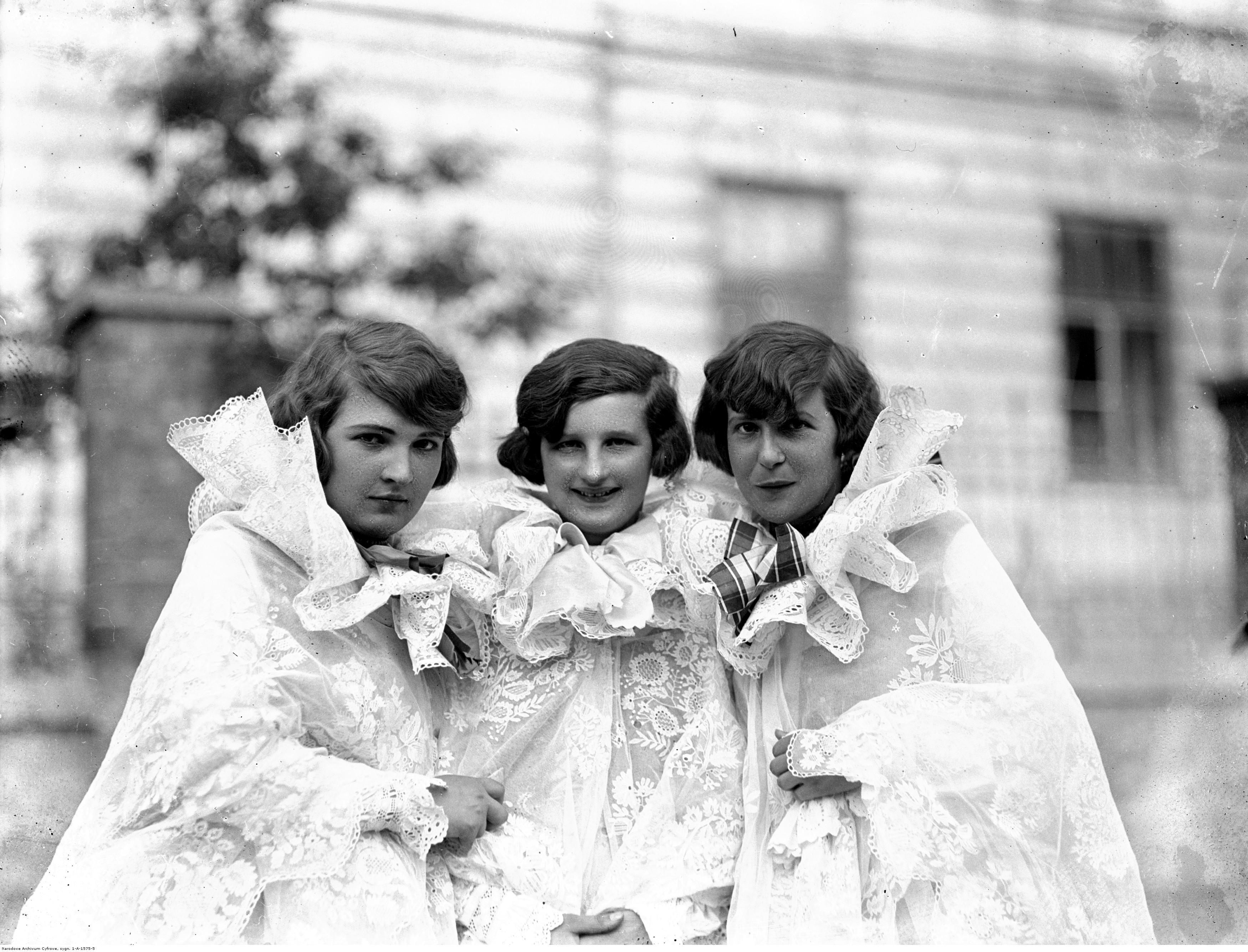
Żywieckie mieszczanki w 1929 r.

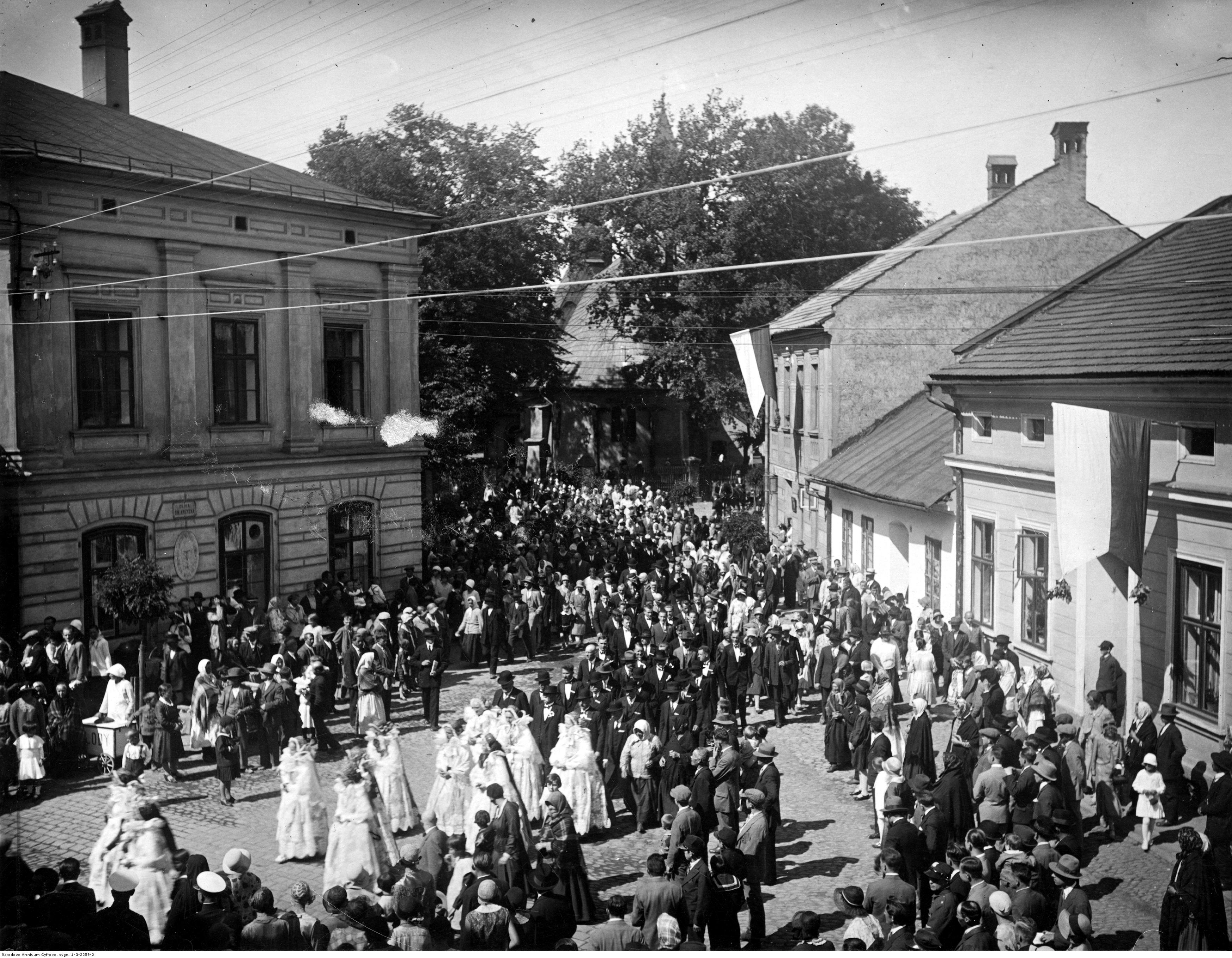
Jubileusz 400-lecia Cechu Piekarzy w 1930 r.

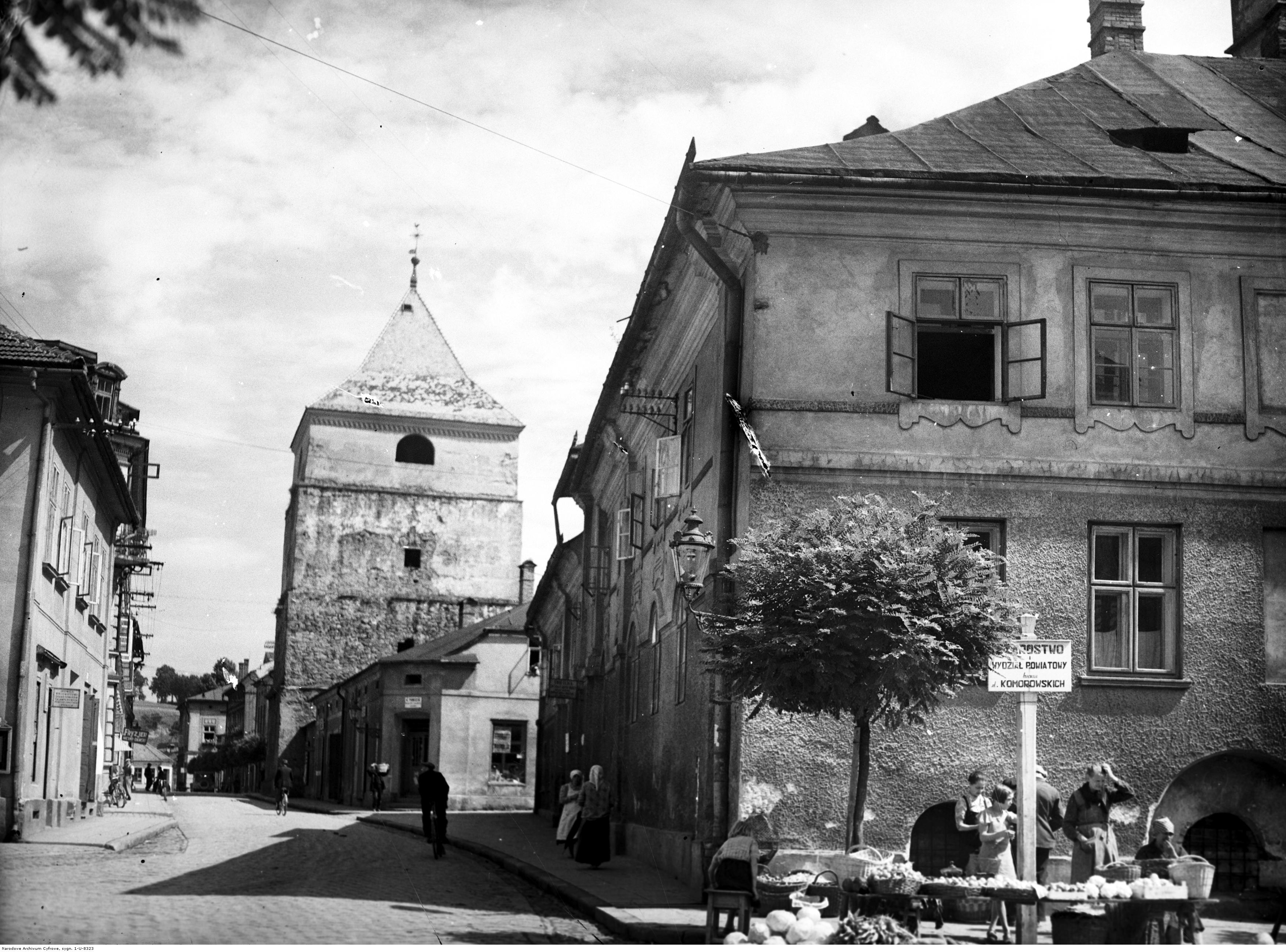
Ulica Kościuszki w 1937 r.

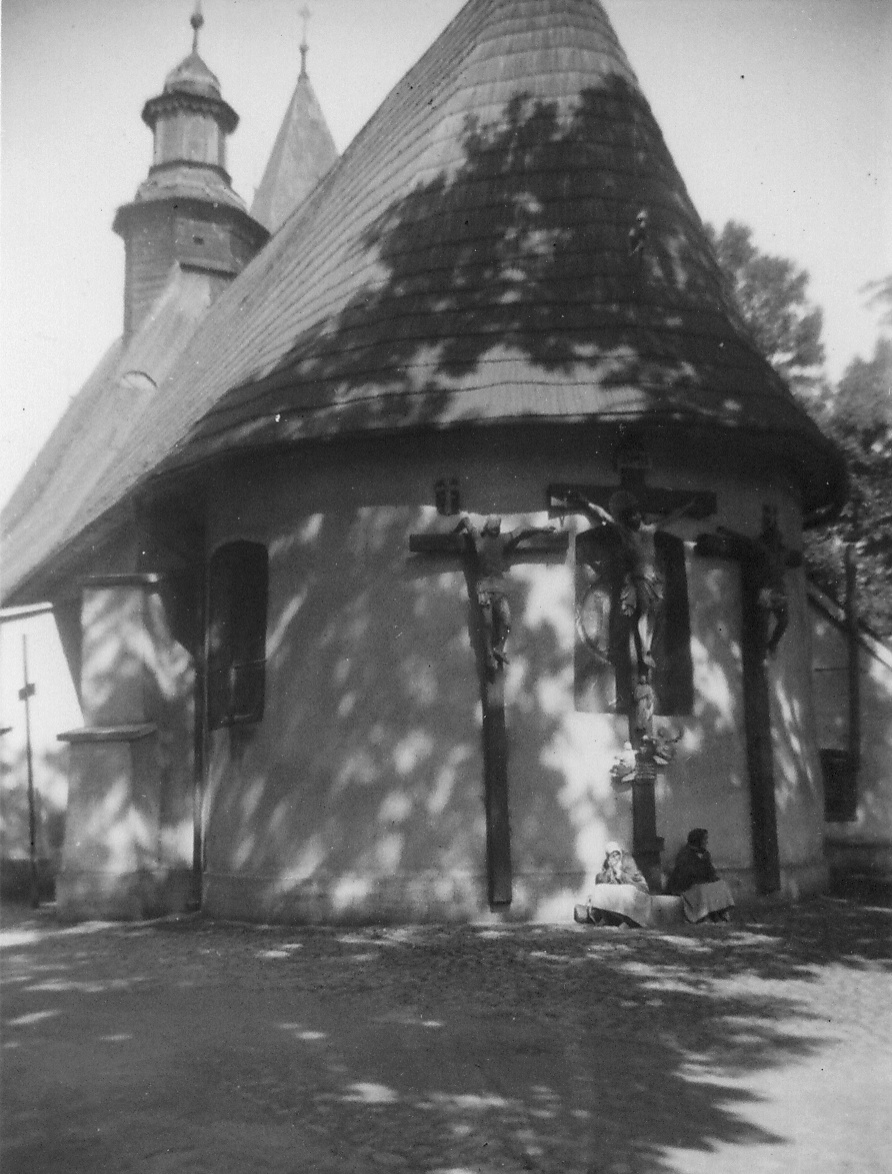
Kościół św. Krzyża w 1938 r.

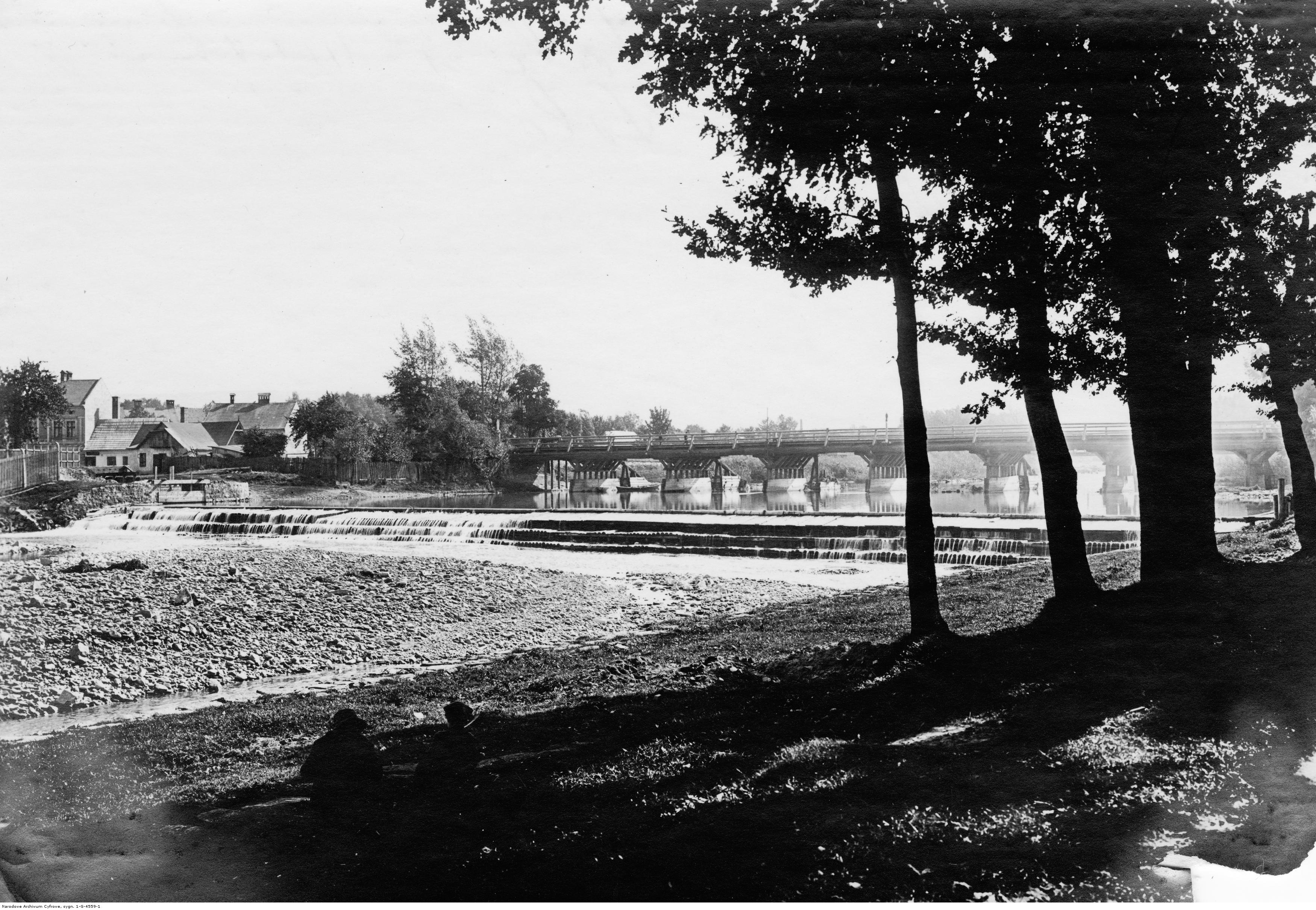
Widok na most łączący Żywiec z Zabłociem i początkowy fragment ul. Kościuszki

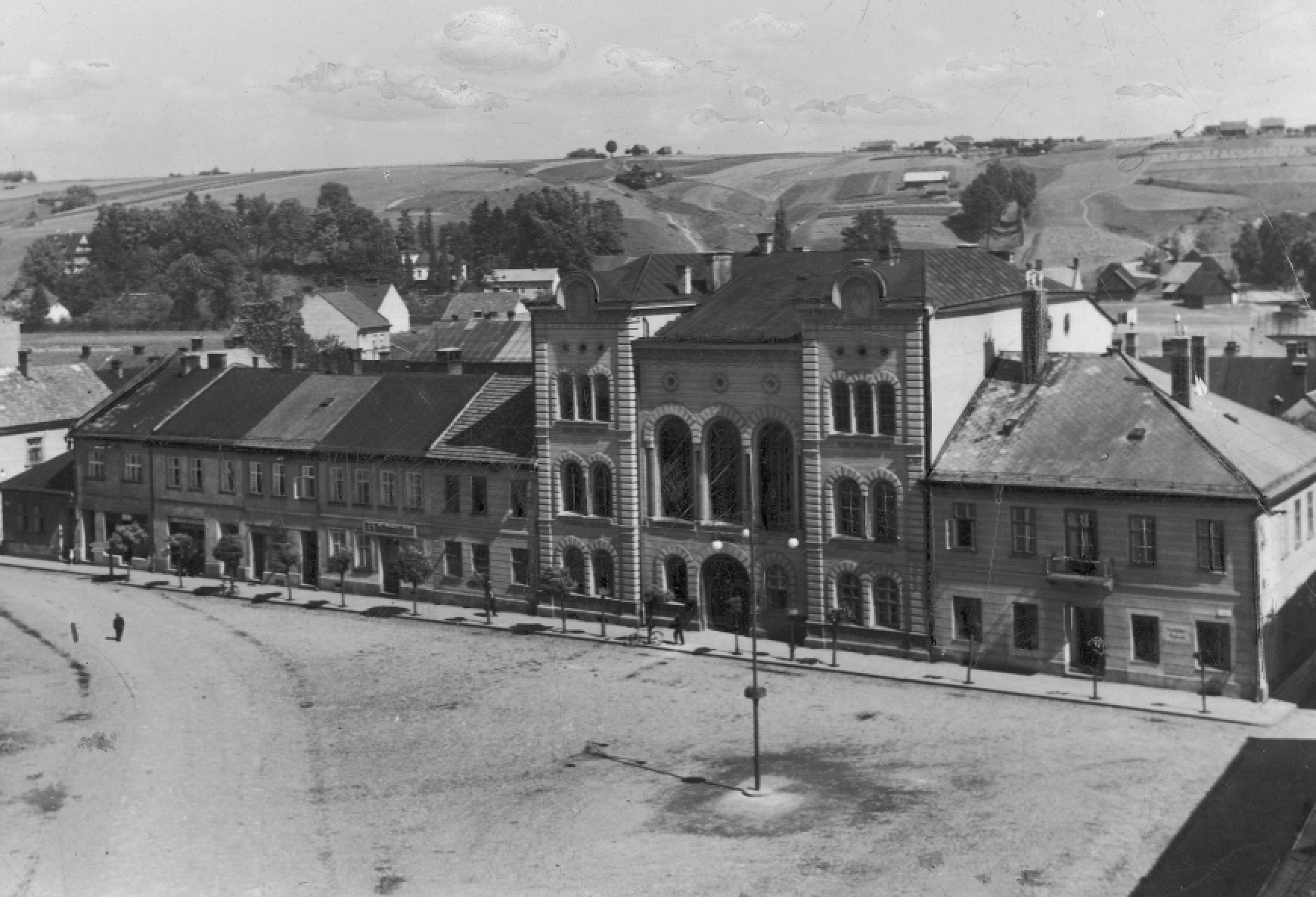
Rynek w Żywcu w dwudziestoleciu międzywojennym

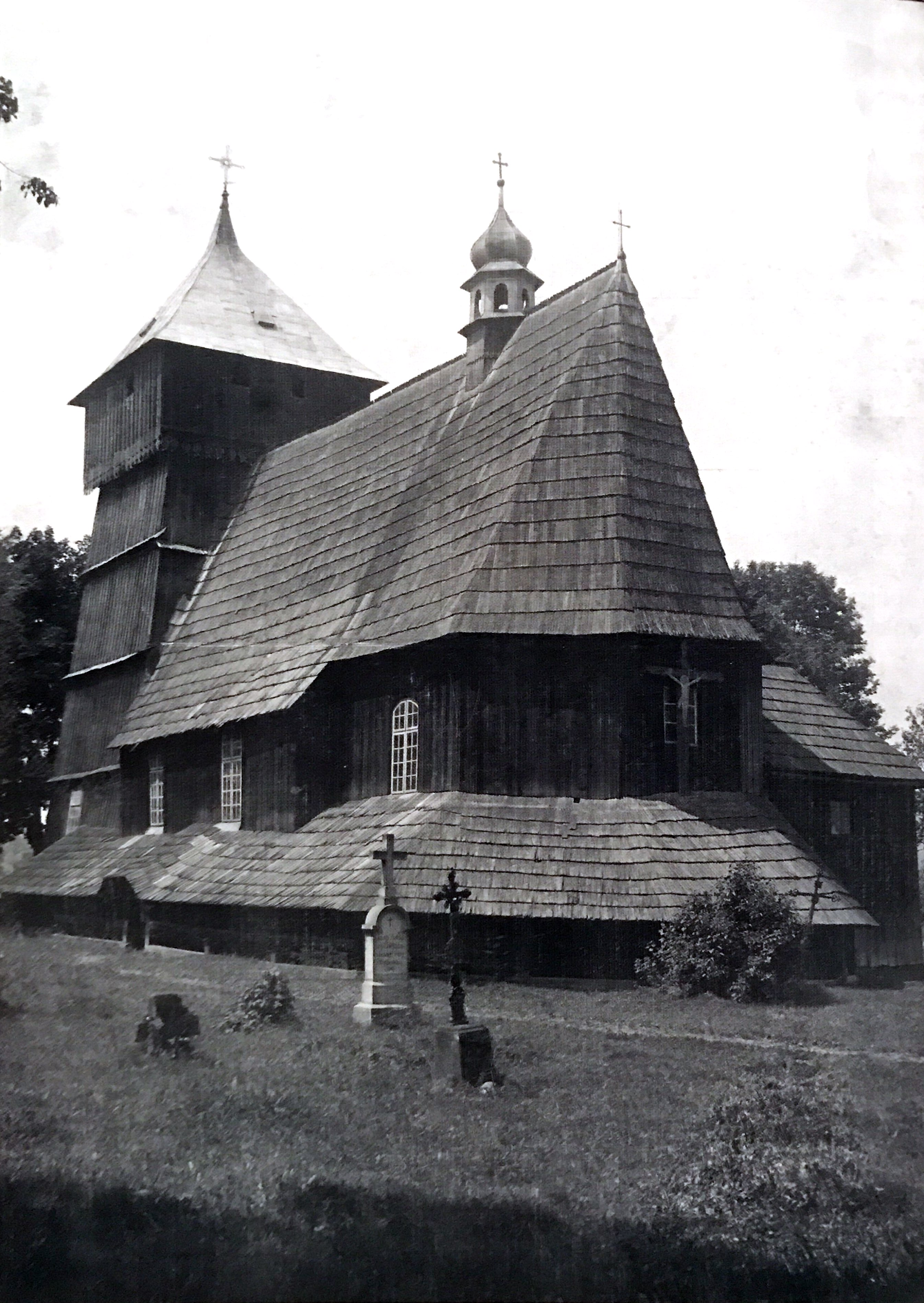
Kościół Wszystkich Świętych w dzielnicy Stary Żywiec

Ostatecznie w listopadzie 1918 roku Żywiec stał się częścią odrodzonej Polski i został włączony w skład województwa krakowskiego. W nową rzeczywistość powojenną miasto weszło jako nadal czyste, lecz w stagnacji i zaniedbaniu. Poza reprezentacyjnymi gmachami, jak również miejskimi kamienicami, które dominowały na terenie centrum Żywca, znajdowały się tu także stare drewniane domy, przede wszystkim w dzielnicy Rudza, która zachowała odrębny architektonicznie charakter do 1939. Miasto posiadało wybrukowane kostką ulice Kościuszki, św. Marka, Jagiellońską i Komonieckiego, jak również częściowo Komorowskich i Rynek. Pozostałe nawierzchnie ulic wykonane były z kamieni rzecznych, a chodniki – z płyt kamiennych, zastąpionych w latach 30. XX wieku płytami betonowymi. Obok okazałej siedziby Towarzystwa „Sokół” ulokowane były rudery i szopy. Teren oddzielający budynek od Soły zajmowały wypalone i pozbawione opieki budynki po dawniej działającej tam fabryce sukna. Obszar ten został zajęty następnie przez tartak, którego właścicielem była zabłocka fabryka „Solali”.
W 1921 r. powstał projekt włączenia w granice miasta pobliskich miejscowości Isep, Sporysz, Stary Żywiec i Zabłocie, czemu przeciwny był Wydział Powiatowy, który obawiał się utraty wpływów z podatków z tych miejscowości na rzecz Żywca. Inicjatywie tej sprzeciwiły się również władze miejskie.
Miasto w 1921 r. liczyło 5320 mieszkańców, z czego 2469 mężczyzn i 2851 kobiet. 5284 osoby przyznawały się do narodowości polskiej, 26 do niemieckiej, 4 określały się jako Rusini, a 6 osób było innej narodowości. Żywiec liczył 5277 rzymskich katolików, 21 grekokatolików, 20 ewangelików i 2 żydów.
15 listopada 1923 miała miejsce uroczystość otwarcia Państwowego Seminarium Nauczycielskiego Żeńskiego w Żywcu, które ulokowano na parterze Szkoły Powszechnej Żeńskiej przy ulicy Zielonej. Seminarium funkcjonowało do 1936.
Działalność prowadziła większość przedwojennych związków i organizacji, powstały również nowe, jak utworzone 10 maja 1923 Koło Związku Inwalidów Wojennych Rzeczypospolitej Polskiej, powstała w 1925 r. Powiatowa Rada Wychowania Fizycznego i Przysposobienia Wojskowego, czy Towarzystwo Śpiewacze „Lutnia”, którego statut został przyjęty 30 stycznia 1925, jednak działalność rozpoczęło ono już wcześniej. W 1926 r. przy Seminarium Nauczycielskim utworzone zostało Koło Krajoznawcze Młodzieży Szkolnej, które zajmowało się zbieraniem eksponatów w celu powołania muzeum miejskiego. Kolejne Koło Krajoznawcze powstało w 1928 r. przy Gimnazjum i do jego zadań należało m.in. gromadzenie dokumentacji odnośnie zwyczajów i wierzeń w Żywcu oraz jego okolicy. Jego członkowie brali udział w zjazdach podobnych organizacji w Krakowie i Warszawie oraz współpracowali z Sewerynem Udzielą.
Mieszkańcy należeli również do ugrupowań politycznych, jak Polska Partia Socjalistyczna i Polskie Stronnictwo Ludowe. W 1925 powstało tu także Koło Mieszczańskie Chrześcijańskiej Demokracji, które realizowało program podobny do Narodowej Demokracji.
W styczniu 1925 w budynku miejskiego Gimnazjum zainaugurowano prowadzenie wykładów we współpracy z Uniwersytetem Jagiellońskim, w których organizację zaangażowane było żywieckie Koło Towarzystwa Szkoły Ludowej. Akcja prowadzona przez uniwersytet miała na celu propagowanie oświaty wśród mieszkańców prowincji. Towarzystwo Szkoły Ludowej prowadziło także centralną bibliotekę w Żywcu oraz uruchomioną 3 maja 1927 czytelnię im. Juliusza Słowackiego z książkami oraz czasopismami krajowymi i zagranicznymi.
W 1925 r. rozpoczęto wydawanie „Gazety Żywieckiej”, a siedziba jej redakcji mieściła się w lokalu przy ul. Krakowskiej. Czasopismo wydawane było najpierw przez miejscową drukarnię prowadzoną przez Teodora Lintschera, a następnie jej drukiem zajął się zakład Studenckiego w Białej Krakowskiej. Zajmowała się zarówno tematyką lokalną, jak i wydarzeniami na szczeblu krajowym. Gazeta posiadała charakter chadecki, była nieprzychylna ówczesnemu rządowi i żywieckim przeciwnikom popieranej przez nią ideologii politycznej. Po kilku latach jej wydawanie wstrzymano. Kolejna gazeta lokalna powstała w 1928 r. Nowe czasopismo „Głos Ziemi Żywieckiej” przedstawione było jako niezależna gazeta narodowa. Jego redakcja miała siedzibę w Żywcu, a drukowano je w Cieszynie. Pismo wychodziło do 1933 r. Czasopisma ukazujące się w Żywcu w tym okresie były przeważnie stronnicze i wspierały określoną opcję polityczną, ganiąc jej oponentów. W związku z tym nie przedstawiały właściwego poziomu i były niechętnie kupowane przez mieszkańców miasta, wobec czego w krótkim czasie ich wydawanie było przerywane.
Dzięki działalności prowadzonej przez miejscową Radę Wychowania Fizycznego i Przysposobienia Wojskowego w 1926 r. w przyległym do miasta Zabłociu otwarty został park sportowy. Został zlokalizowany u stóp Grojca, pomiędzy Sołą i groblą kanału, odprowadzającego wody z papierni. W jego budowę zaangażowana została młodzież z żywieckich szkół. Stał się on szybko popularnym miejscem spędzania wolnego czasu, odbywały się tam festyny, mecze i zawody w różnych dyscyplinach, a także inne imprezy, jak Tydzień Sportowy.
W mieście panował duży ruch, w szczególności podczas odbywających się tam targów. Z dworca kolejowego położonego w pobliskim Zabłociu kursowały dorożki, umożliwiając pasażerom dotarcie na pociągi odjeżdżające w kierunku Bielska, Zwardonia i Suchej. W związku z popularnością tej formy transportu, w miejscowej Szkole Zawodowej Doszkalającej powstała klasa kształcąca w zawodzie fiakra. Wkrótce pojawiła się również komunikacja samochodowa pod postacią taksówek, uruchomione zostały też linie autobusowe łączące Żywiec z Bielskiem i Krakowem.
Na terenie Żywca rozwijał się przemysł. Działała tu m.in. fabryka „Lechia”, wywodząca się z dawnego zakładu należącego do braci Wróblów i stanowiąca największy zakład przemysłowy w mieście. Istniały również cegielnia pod nazwą „Miejska Fabryka Cegieł i Dachówek”, oraz tartak parowy, będący częścią papierni „Solali”. W 1923 na obrzeżach miasta przy granicy z Pietrzykowicami otwarto Fabrykę Dywanów Orientalnych „Persja”.
Działalność prowadziły tu także duże zakłady rzemieślnicze i hurtownie, jak również liczne placówki handlu detalicznego, do których należały między innymi: drogeria prowadzona przez Tadeusza Plucińskiego, księgarnia Rudolfa Karuzela, składnica żelazna „Bisanz-Ernst”, delikatesy kolonialne Jana Drohomeckiego, sklep bieliźniany Zygmunta Rottera. Istniał także sklep prowadzący sprzedaż towarów kolonialnych, mąki, warzyw, nawozów i produktów naftowych Rudolfa Kaisera, księgarnia i sklep papierniczy Piotra Bielewicza, sklep bławatny Królikowskich, czy apteka Gebauera i apteka z drogerią Tadeusza Pucińskiego. Działały tutaj też zakłady, takie jak masarnia „Janina”, należąca do Walentego Wrężlewicza, piekarnia mechaniczna Molińskiego, pracownia trykotarska „Irena” Mieczysława Dowolnego, zakład obuwniczy Józefa Jeziorskiego, laboratorium chemiczno-kosmetyczne wraz z drogerią Kornickiego, zakład maszynowo-ślusarski Juliana Rybarskiego, zakład kamieniarsko-betoniarski Łatanika, zakład kamieniarski Rudolfa Faltusa. Istniała Spółdzielnia Rolniczo-Handlowa „Siejba”, zajmująca się sprzedażą maszyn rolniczych, nawozów, paszy dla zwierząt, a także soli, węgla czy materiałów budowlanych. Przy spółdzielni prowadzony był skup zboża. Przy ul. Kościuszki mieściły się hotel i restauracja Meresa. Oprócz tego na terenie miasta działały dziesiątki małych sklepików, zakładów, pracowni rzemieślników, restauracji i jadłodajni.
Prowadzony był szereg gabinetów lekarskich, a pojemność szpitala wynosiła wówczas około 100 łóżek. W 1927 r. utworzono Miejski Ośrodek Zdrowia, w którym powstały specjalistyczne poradnie. Ośrodek posiadał dwa ambulatoria, które uruchomiono w oddanym do użytku w 1929 r. gmachu Kasy Chorych przy ul. Sokolskiej. Ośrodek obsługiwał również kilka podżywieckich miejscowości.
Każdego roku organizowane były przez Polską Partię Socjalistyczną i miejscowe związki zawodowe uroczyste obchody Święta Pracy 1 Maja. Pochody przeważnie odbywały się spod dworca kolejowego w Zabłociu, następnie ich uczestnicy przechodzili na Rynek, gdzie odbywały się przemówienia, a następnie pochód obchodził centrum miasta pobliskimi ulicami, wracając pod dworzec. Uroczystości kończyły się akademią odbywającą się w gmachu „Sokoła”. Udział w pochodzie brało od 2000 do 3000 osób, wśród nich członkowie PPS i związków zawodowych z miejscowości na terenie powiatu.
25 lipca 1929 miasto odwiedził prezydent Ignacy Mościcki, który został powitany na Rynku przez mieszczan przebranych w tradycyjne stroje oraz przedstawicieli wszystkich miejscowości powiatu. Cech masarzy podarował prezydentowi 30 m kiełbasy, która została nawinięta na stelaż ze srebrnym orłem na szczycie, a Okręgowe Towarzystwo Rolnicze oraz kobiety z Pietrzykowic wręczyły mu sery owcze. Mościcki odwiedził wówczas również miejscowe gimnazjum oraz pałac Habsburgów.
W 1929 r. do Żywca włączono wieś Stary Żywiec, liczącą wówczas 321 ha powierzchni oraz 720 mieszkańców w 84 domach. Wówczas liczba mieszkańców miasta osiągnęła 6870 osób w 824 domach i rozciągało się ono na 1274 ha. W 1939 r. na niecałe 5 lat częściami miasta stały się również Isep, Sporysz i Zabłocie.
W 1932 r. otwarta została elektrownia miejska, w której agregat napędzany był maszynami parowymi. Działała ona do okresu okupacji niemieckiej, kiedy to przeprowadzono rozwój sieci energetycznej na terenie miasta. Następnie została uruchomiona stacja transformatorowa zlokalizowana w budynku cegielni, która została połączona z elektrownią „Silesia” w Czechowicach. Działały także małe elektrownie przyzakładowe.
Również w 1932 r. powołano Towarzystwo Kultury Artystycznej, organizujące między innymi spotkania literackie i wydające czasopismo „Żagiew”, gdzie publikowane były utwory jego członków, jednak ukazały się jedynie dwa numery gazety w związku z publikacją tam tekstu o zabarwieniu erotycznym, co wywołało zgorszenie wśród niektórych mieszkańców miasta. Rozwiniętą działalność prowadziły zespoły teatralne skupiające aktorów-amatorów. Sztuki wystawiały też Związek Młodzieży Akademickiej, Stowarzyszenie Młodzieży Katolickiej, czy społeczności Gimnazjum Miejskiego oraz Seminarium Nauczycielskiego. Poza biblioteką i czytelnią Towarzystwa Szkoły Ludowej, w mieście znajdowały się Biblioteka Pedagogiczna Związku Nauczycielstwa Polskiego oraz szereg niewielkich bibliotek działających przy różnych instytucjach i stowarzyszeniach.
16 marca 1932 w wyniku protestu przeciwko ograniczaniu praw robotników oraz wzrostowi bezrobocia, we wszystkich zakładach przemysłowych na terenie Żywca miał miejsce strajk okupacyjny, zorganizowany w wyniku poprzedzającej go konferencji przedstawicieli Polskiej Partii Socjalistycznej, związków zawodowych, Powiatowego Komitetu Towarzystwa Uniwersytetu Robotniczego oraz bezrobotnych z miasta i okolicy, która miała miejsce w lutym tego roku. Dzień strajku był dniem targowym i z uwagi na obecność wielu ludzi w mieście miały miejsce również pochód oraz wiec na Rynku, w którym wzięło udział około 3000 osób, do których dołączyli także członkowie Komunistycznej Partii Polski. Żądano wprowadzenia na terenie powiatu robót publicznych, jak również większej ochrony praw robotników. Na Wyszymieściu doszło do starć demonstrantów z policją, która otwarła ogień do protestujących, w wyniku czego cztery osoby zginęły, a około 30 kolejnych zostało rannych. Zajścia te zostały upamiętnione 16 marca 1962 poprzez odsłonięcie tablicy ku czci poległych w miejscu ich śmierci.
11 września 1932 w mieście odbyła się wizyta Józefa Hallera, spotkanie z generałem miało miejsce w siedzibie Towarzystwa Gimnastycznego „Sokół”.
W latach 1933–1934 ukazywała się gazeta „Przegląd Żywiecki”, mająca być niezależnym czasopismem skupionym na tematach gospodarczych, kulturalnych i społecznych. Jednak w związku z opublikowanym tam artykułem krytykującym miejscową Radę Powiatową, po wydaniu dziewiątego numeru gazetę zamknięto.
W 1934 r. w lesie miejskim Kiełbasów na terenie należącej do Żywca części Koleb uruchomiono ośrodek obozów i kolonii letnich dla młodzieży szkolnej.
W 1936 r. działalność rozpoczęła Miejska Jednoroczna Szkoła Przysposobienia Kupieckiego, od 1937 r. jako Miejskie Gimnazjum Kupieckie. W czasie okupacji w trakcie II wojny światowej funkcjonowanie szkoły zawieszono, a do jej reaktywacji doszło w kwietniu 1945 w formie Miejskiego Koedukacyjnego Liceum Handlowego oraz Liceum Handlowego II stopnia. W pierwszym okresie wznowienia działalności placówka prowadziła zajęcia w dwóch lokalizacjach – w budynku szkoły podstawowej przy ul. Zielonej oraz na parterze siedziby Liceum. Od 1 września 1947 na potrzeby Liceum Handlowego przeznaczono budynek dawnej szkoły podstawowej przy ul. Mickiewicza 6. Trzy lata później zostało przejęte przez Ministerstwo Finansów, które przekształciło je w Technikum Finansowe. Na skutek wstrzymania naboru do szkoły, od 1 września 1954 żywieckie Technikum Finansowe stało się Technikum Ekonomicznym Ministerstwa Skupu. Od 1956 placówka zaczęła podlegać Ministerstwu Oświaty i została przekształcona w Technikum Ekonomiczne, przy którym rok później powstała Zasadnicza Szkoła Handlowa. Zakres kształcenia szkoły zawodowej został od 1966 poszerzony o kierunki związane z gastronomią, w związku z czym przyjęła ona nazwę Zasadnicza Szkoła Zawodowa w Żywcu. W kolejnych latach powstały tu również Technikum Gastronomiczne, a także zaoczne i policealne studium zawodowe oraz technika dla pracujących. Po roku 1989 jednostki wchodzące w skład szkoły utworzyły Zespół Szkół Ekonomiczno-Gastronomicznych w Żywcu. W 2003 naukę w szkole pobierało 1021 uczniów, działało tu wówczas liceum profilowane, technikum i zasadnicza szkoła zawodowa.
W 1937 r. w należącej do miasta części Koleb została oddana do użytku dwuklasowa szkoła powszechna, w tym samym roku otwarto też jednoklasową szkołę w dzielnicy Stary Żywiec. W związku z tym na terenie Żywca działały w sumie dwie szkoły powszechne siedmioklasowe, jedna dwuklasowa i jedna jednoklasowa, dwie szkoły średnie, Gimnazjum Miejskie im. Mikołaja Kopernika, Miejskie Gimnazjum Kupieckie i Publiczna Szkoła Zawodowa Dokształcająca.
W związku z napiętą atmosferą na arenie międzynarodowej od 1938 r. zaczęto prowadzić szkolenia obronne dla członków organizacji harcerskich i powstała Powiatowa Komenda Pogotowia Harcerek i Harcerzy. Powołany został też Powiatowy Komitet Ziemi Żywieckiej Dla Dozbrojenia Armii, a działające w mieście stowarzyszenia i szkoły zaczęły zbiórkę środków finansowych w celu zakupu sprzętu dla wojska. W dotacje na cele wojskowe włączył się również arcyksiążę Karol Olbracht. 25 marca 1939 w Żywcu ulokowany został batalion „Berezwecz” Korpusu Ochrony Pogranicza. W tym czasie powołano także 2 Pułk Strzelców, którego dowództwo umieszczono w Starym Zamku. Przez skierowany tu oddział wojsk inżynieryjno-saperskich w kwietniu 1939 rozpoczęta została również budowa umocnień w rejonie miasta. Powstał także Batalion Obrony Narodowej „Żywiec”. Jego dowództwo stacjonowało w zabudowaniach fabryki „Lechia”, a żołnierzy skoszarowano w stodołach w pobliżu placu targowego, w gmachu „Sokoła”, na terenie tartaku oraz w Zabłociu. W lipcu i sierpniu 1939 harcerze zostali zgrupowani w ośrodku kolonijnym w lesie Kiełbasów w Kolebach i przeszkoleni przez przebywających w mieście żołnierzy.
30 sierpnia 1939 ogłoszona została powszechna mobilizacja. Władze miasta i powiatu ewakuowano, od tej pory stanowisko pełniącego obowiązki burmistrza sprawował Mieczysław Mączyński. Harcerze rozpoczęli pełnienie służby patrolowej i wartowniczej, nadzorując budynki będące siedzibami instytucji, mosty, wiadukty oraz stan linii telefonicznych.

### II wojna światowa

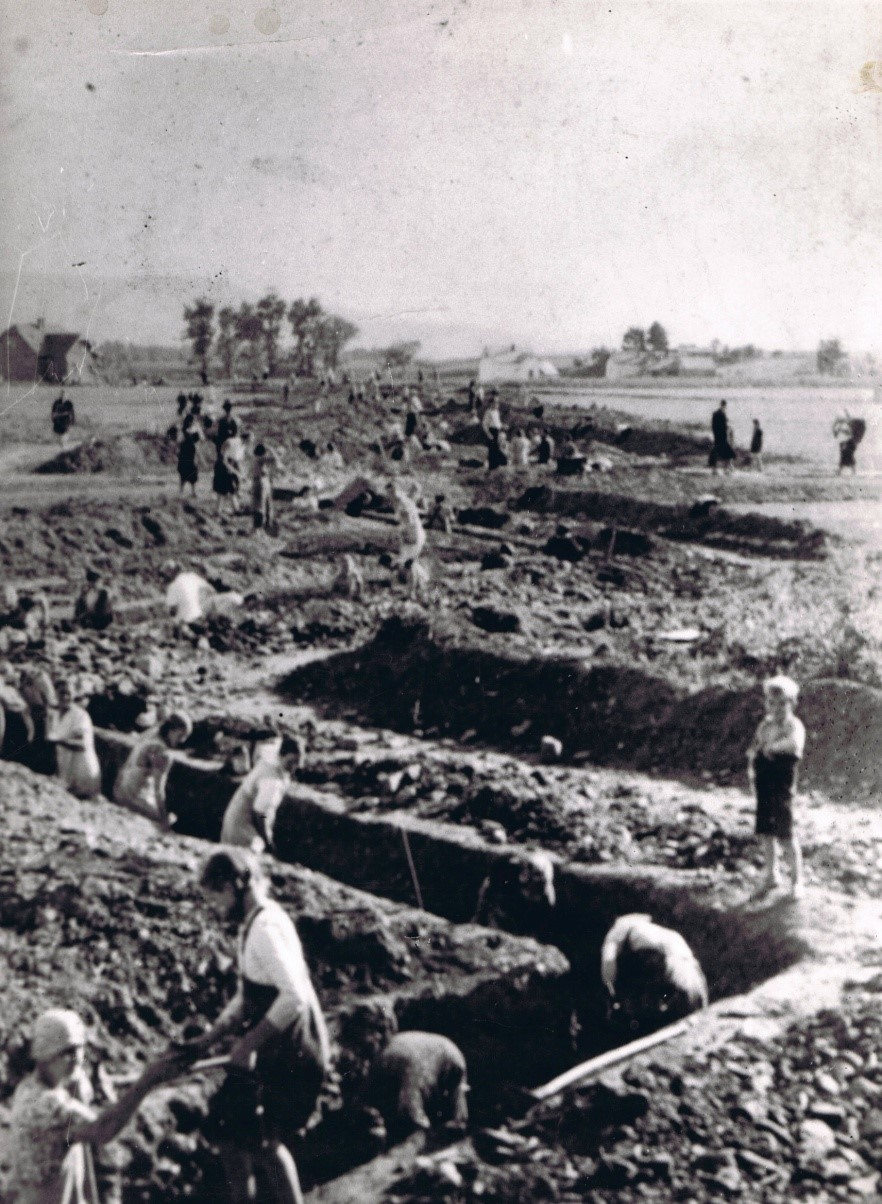
Budowa okopów przez miejscową ludność

Po rozpoczęciu wojny 1 września 1939 miejskie drogi pełne były uciekających mieszkańców, słyszalne były również dźwięki bomb i pocisków spadających na prowadzące obronę forty na terenie Węgierskiej Górki. Pozostała na miejscu ludność zajmowała się zabezpieczeniem szyb w zamieszkałych przez nich budynkach. Tłum na drogach powiększył się w następnych dniach.
Po wprowadzeniu administracji niemieckiej Żywiec znalazł się bezpośrednio w granicach III Rzeszy, w prowincji górnośląskiej Okupant niemiecki wprowadził oficjalnie nazwę Saybusch.
Na przełomie grudnia 1939 i stycznia 1940 władze okupacyjne przy współudziale organizacji paramilitarnej Volksdeutscher Selbstschutz, złożonej głównie z mieszkańców Bielska, przeprowadziło spis ludności, w efekcie którego miejscowa ludność uzyskała dokumenty Fingerabdruck. W mieście stwierdzono wówczas zamieszkanie 12 426 osób, z czego 12 050 obywateli narodowości polskiej, 364 – niemieckiej, 36 – ukraińskiej, 18 Żydów oraz 28 osób innej narodowości.

#### Administracja

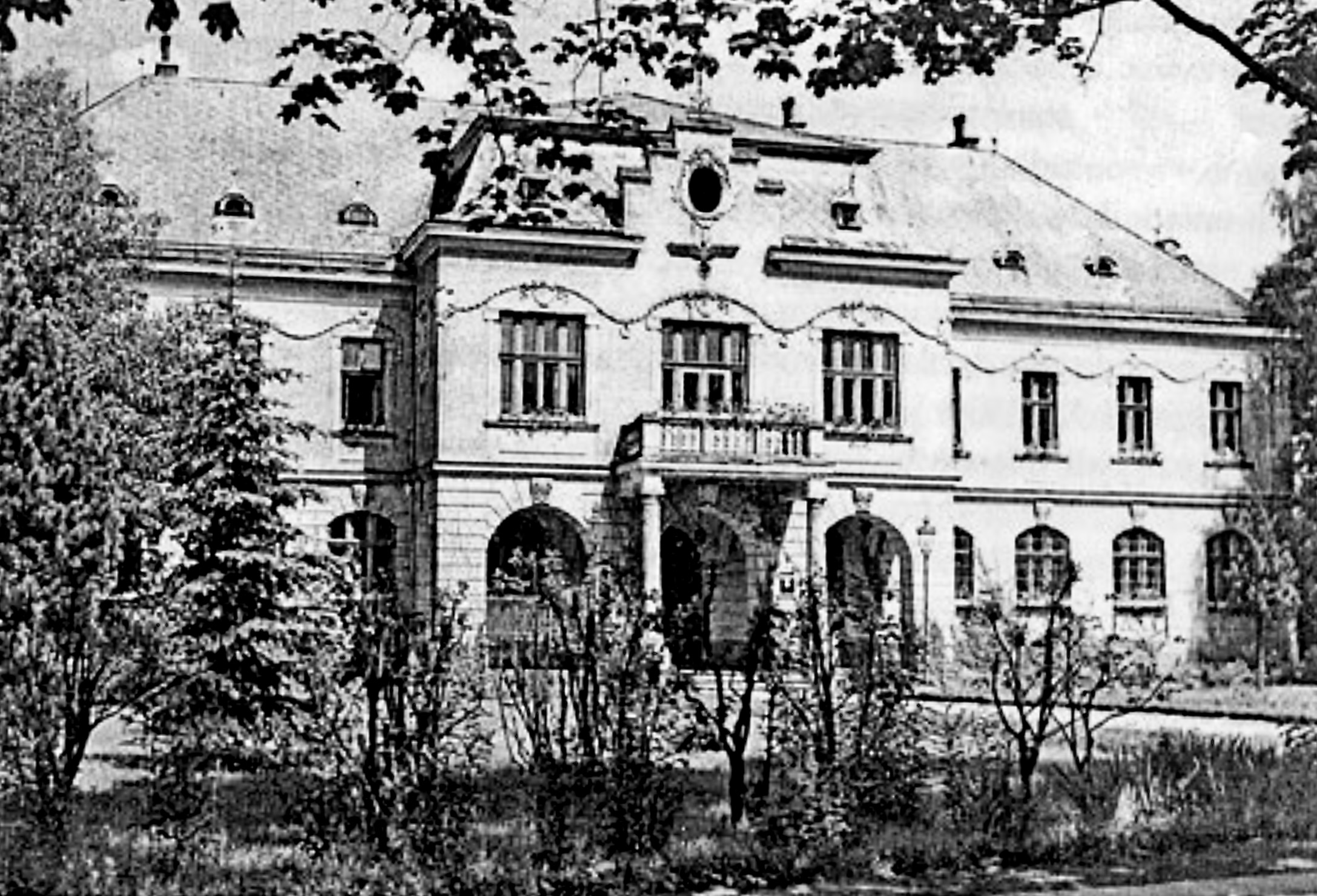
Gmach landratury w Żywcu

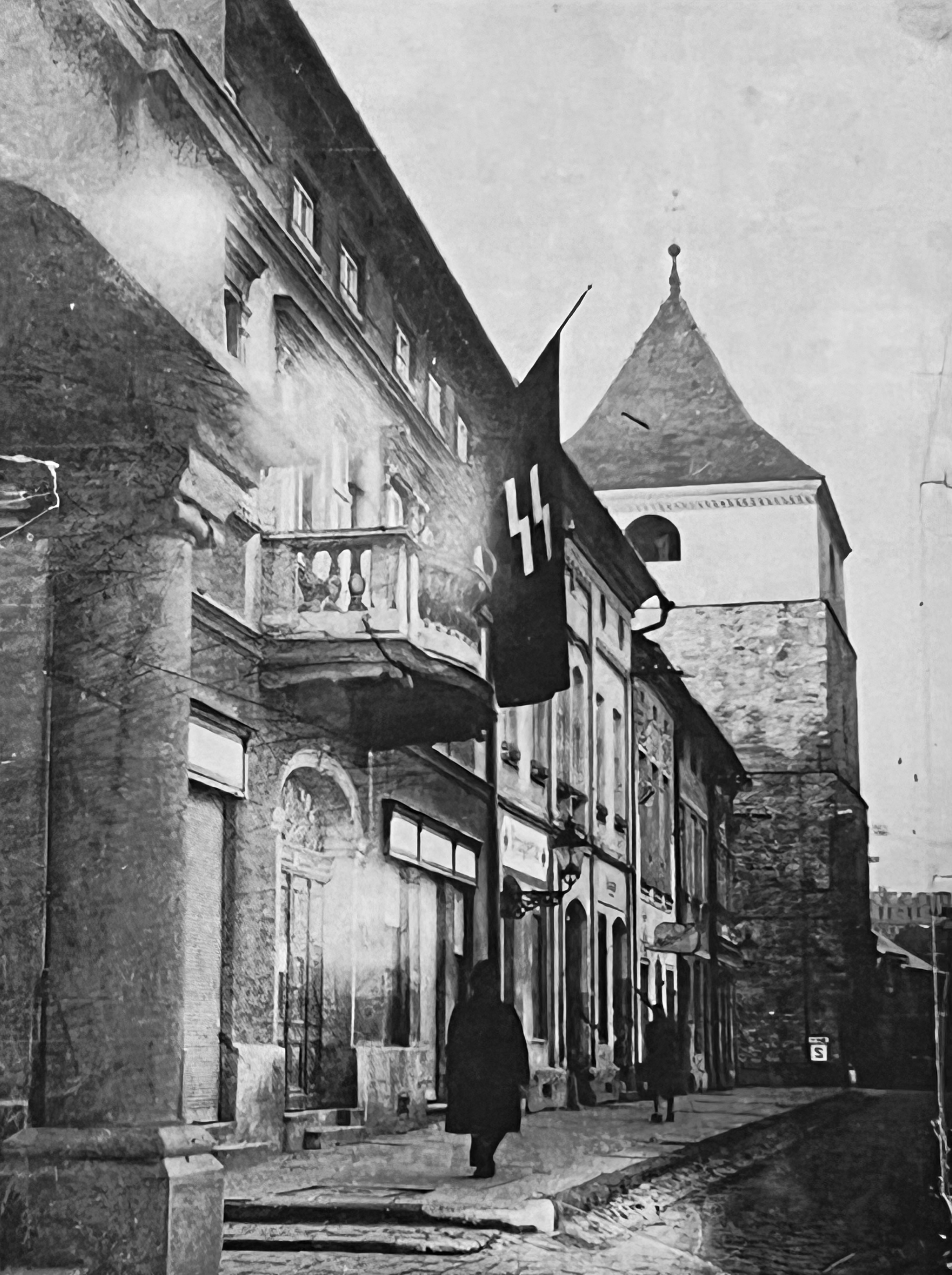
Sztab osiedleńczy przy Rynku 23 w Żywcu

We wrześniu 1939 zarząd nad miastem objął siedmioosobowy oddział administracyjny Wehrmachtu pod przewodnictwem landrata Prange, który to po wypadku samochodowym został zastąpiony na tym stanowisku przez Eugena Heringa. Zamieszkał on wraz z rodziną przy Kreishausgasse. W Żywcu w chwili zajęcia go przez okupanta znajdowali się mówiący językiem niemieckim urzędnicy, zatrudnieni dotychczas w zarządzie majątku Habsburgów i zostali oni początkowo skierowani do pracy w administracji okupacyjnej. Końcem lutego 1940 w landraturze podległej Heringowi pracowało około 15 urzędników, jednak pochodzili oni w większości z terenów w głębi Niemiec. Rozwój administracji nastąpił z uwagi na zbliżającą się realizację planów przeprowadzenia wysiedleń ludności.
Od września 1939 do stycznia 1941 do miasta przeniosło się 766 osób narodowości niemieckiej, zarówno w ramach akcji Heim ins Reich, jak i z terenów Niemiec sprzed II wojny światowej. Pośród nich liczne grono stanowili urzędnicy i pracownicy biurowi. Znaleźli oni zatrudnienie między innymi w landraturze, gdzie w końcu 1940 pracowało 68 osób, z czego 32 skierowanych tu Reichsdeutschów, 21 Volksdeutschów i 15 Polaków. Osoby narodowości polskiej planowano zastąpić Niemcami, jednak do końca wojny zmagano się z brakiem wystarczającej liczby urzędników z uwagi na stosunkowo małą liczbę mieszkańców miasta narodowości niemieckiej.
25 października 1939 do Żywca przyłączony został Isep, Sporysz i Zabłocie. Pierwszym burmistrzem powiększonego miasta został Rudolf Drobenko, prawnik narodowości ukraińskiej. Po jego śmierci w 1940 r. stanowisko komisarza urzędowego, a następnie nowego burmistrza objął Gothard Riedel, którego zastępcą pozostawał Walther Jachmann, pełniący jednocześnie stanowisko naczelnika policji. Według stanu na 1940 r. w urzędzie miejskim (magistracie) pracowało kilkunastu Reichsdeutschów oraz nieznana liczba Volksdeutschów i Polaków. W 1942 r. zatrudnionych było tu również przynajmniej pięciu osadników niemieckich pochodzących z Bukowiny.
W 1941 r. Żywcowi został nadany Niemiecki Regulamin Gminny („Deutsche Gemeindeordnung”), w związku z czym zrównany został w porządku prawnym z pozostałymi miastami na terenie Rzeszy. Poza landraturą i magistratem działały tu urzędy takie jak między innymi: Urząd Celny („Zollamt”), Urząd Pocztowy („Postamt”), Urząd Katastralny („Katasteramt”), Państwowy Urząd Zdrowia („Staatliches Gesundheitsamt”).
Miasto w pierwszym okresie okupacji objęte było działalnością Urzędu Skarbowego („Finanzamt”) w Bielsku. W połowie stycznia 1940 przy Grünergasse 10 powstał nowy Urząd Skarbowy dla powiatu żywieckiego, a jego naczelnikiem został Karl Ostermann. Urząd prowadził egzekucję podatku obrotowego („Umsatzsteuer”), podatku dochodowego od osób fizycznych („Einkommenssteuer”) oraz podatku dochodowego od osób prawnych („Köperschaftssteuer”).
5 sierpnia w 1940 w kamienicy nr 23 przy Rynku został utworzony sztab osiedleńczy pod kierownictwem Sturmbannführera Hugo Oskara Hackbarta, koordynujący akcję przesiedlenia wewnętrznego Polaków i zatrudniający 28 osób. Do września 1944 liczba pracowników została zmniejszona do 10 osób, w tym 3 Polaków.

#### Formacje policyjne

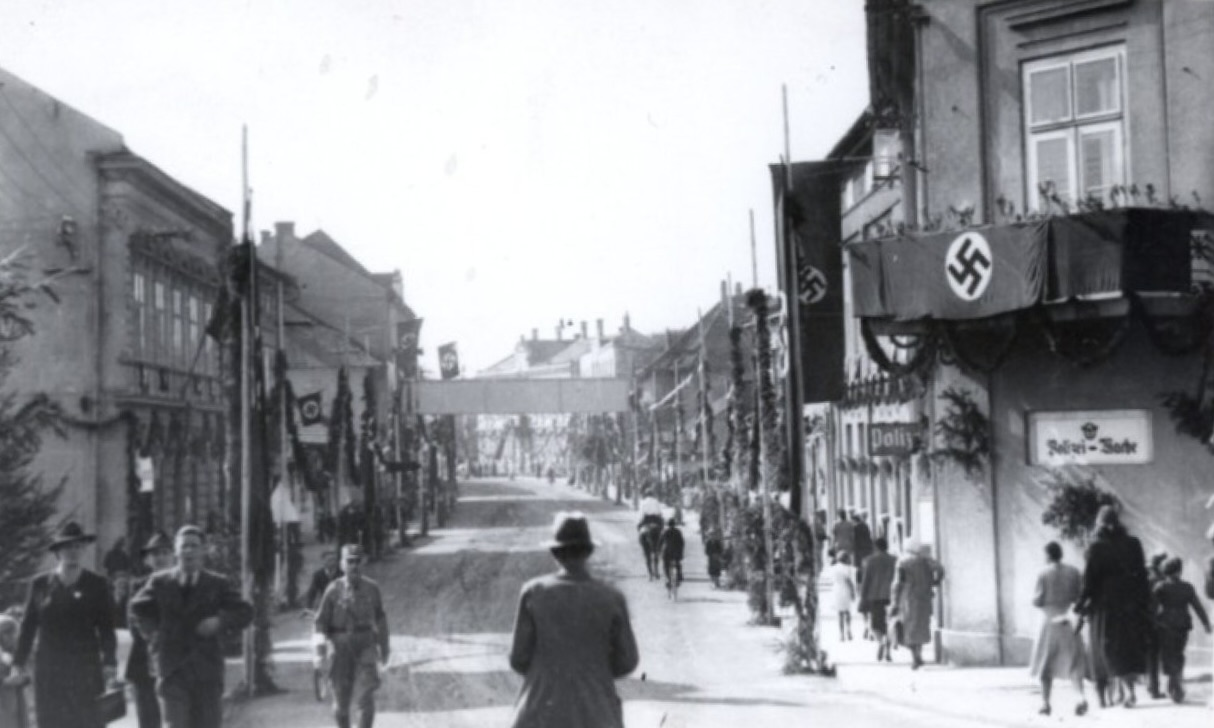
Ulica Dworcowa podczas okupacji, po prawej widoczna siedziba Schutzpolizei

Żywiec posiadał duże znaczenie z uwagi na bezpieczeństwo w wyniku jego zlokalizowania w pobliżu granic Rzeszy z Protektoratem Czech i Moraw, Słowacją i Generalnym Gubernatorstwem. Objęty on był działalnością Schutzpolizei oraz Gendarmerie podległej Ordnungspolizei, Kriminalpolizei i Gestapo. Część z tych formacji posiadała siedziby w Żywcu, pozostałe – w Bielsku i Katowicach.
W listopadzie 1939 kierownictwo nad powstałym tu posterunkiem Schutzpolizei z siedzibą przy Bahnhofstrasse 4 objął sierżant Schulz, oddelegowany do Żywca z Gliwic, a jego zastępcą został sierżant Iwe z Nysy. Następcą Schulza na stanowisku dowódcy Schutzpolizei stał się podporucznik Warwas, a po nim porucznik Paul Salzgeber. Przełożonym władzy policyjnej na terenie Żywca pozostawał burmistrz, odpowiadający przez landratem. W oddziale Schutzpolizei pracowało 20–30 funkcjonariuszy, którzy wspierani byli przez żandarmerię (Gendarmerie) liczbie około 60–70 członków, którzy rozsiani byli w różnych miejscowościach powiatu pod dowództwem Domdeya, rezydującego w centrum miasta. Funkcję kierownictwa nad żandarmerią objął po nim Josef Ulbrich, a później Anton Styrnal. Schutzpolizei i żandarmeria pełniły zadania związane z ochroną, prowadząc patrole oraz dokonując interwencji. Ponadto własną służbę patrolową prowadzili także niemieccy osadnicy.
Śledztwami zajmowała się Kriminalpolizei („Kriopo”), dzieląca budynek z Schutzpolizei, której pierwszym udokumentowanym kierownikiem był sekretarz kryminalny Paul Kirchner, pochodzący z Hildesheim i pełniący tam służbę jako funkcjonariusz Kriminalpolizei do lata 1940, przeniesiony w lipcu 1940 do jednostki tej formacji w Chrzanowie i następnie początkiem marca 1941 do Żywca, gdzie objął funkcję śledczego. Przebywał tu do września 1943, kiedy to został powołany do Wehrmachtu. Podczas służby w Żywcu został zapamiętany jako funkcjonariusz stosujący przemoc, bijący osadzonych w areszcie. Doprowadził do schwytania kilkunastu Polaków będących uczestnikami tzw. afery kartkowej, na skutek czego zostali oni straceni 2 kwietnia 1942. Paulowi Kirchnerowi podległych było dwóch funkcjonariuszy – starszy asystent kryminalny Vinzenz Ettlinger oraz asystent kryminalny Georg Lota, odkomenderowani tu z Düsseldorfu, jak również dwóch urzędników Szczur i Karge, pełniących rolę tłumaczy.
Sprawy kryminalne wyższej wagi, jak nielegalna działalność prowadzona w ramach ruchu oporu leżały w gestii Gestapo, które pozbawione było własnej siedziby na terenie miasta, wobec czego Żywiec objęty był zasięgiem delegatury Gestapo w Bielsku.

#### Sytuacja mieszkańców narodowości polskiej

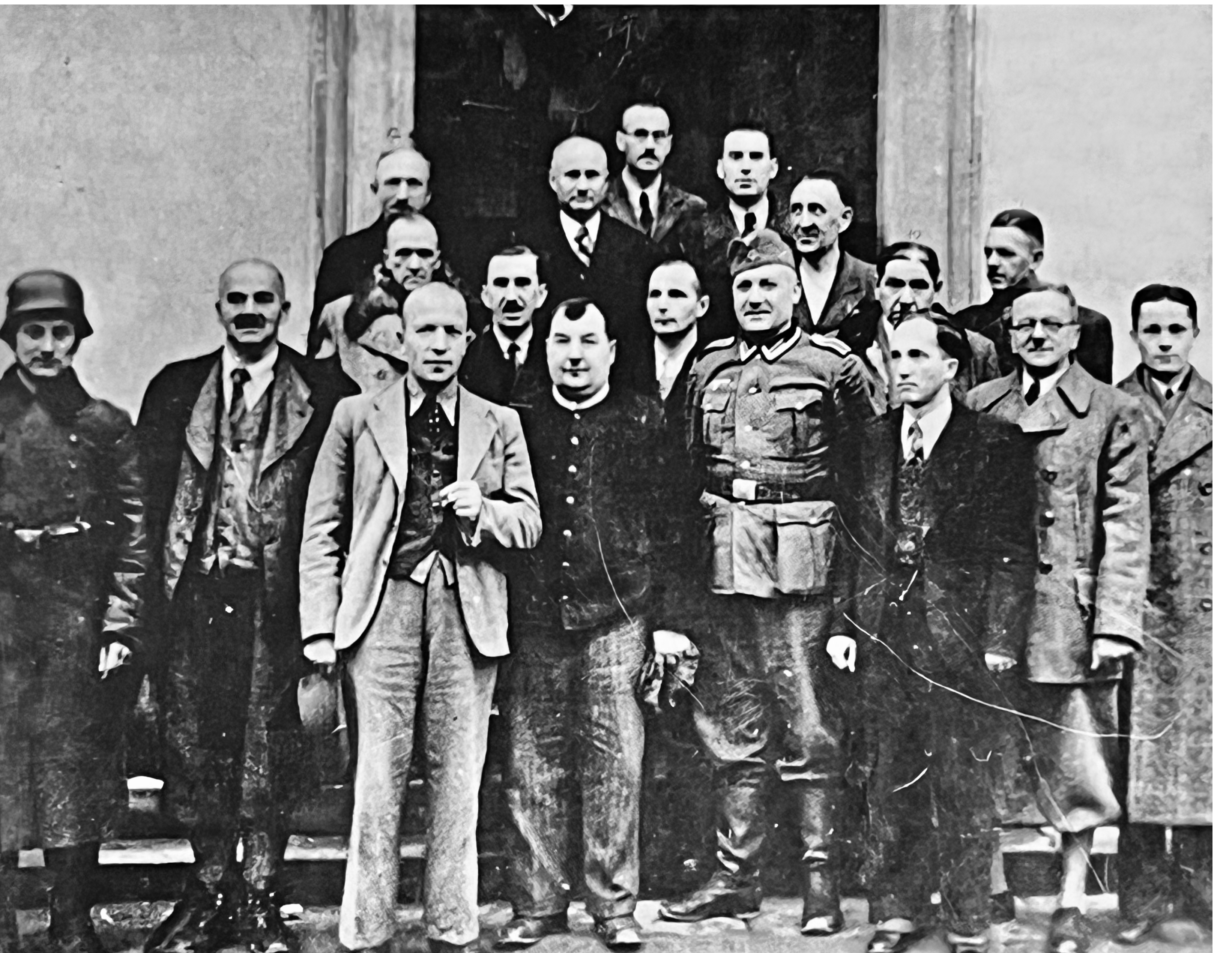
Grupa zakładników aresztowanych przez nazistów w Żywcu w 1939 r.

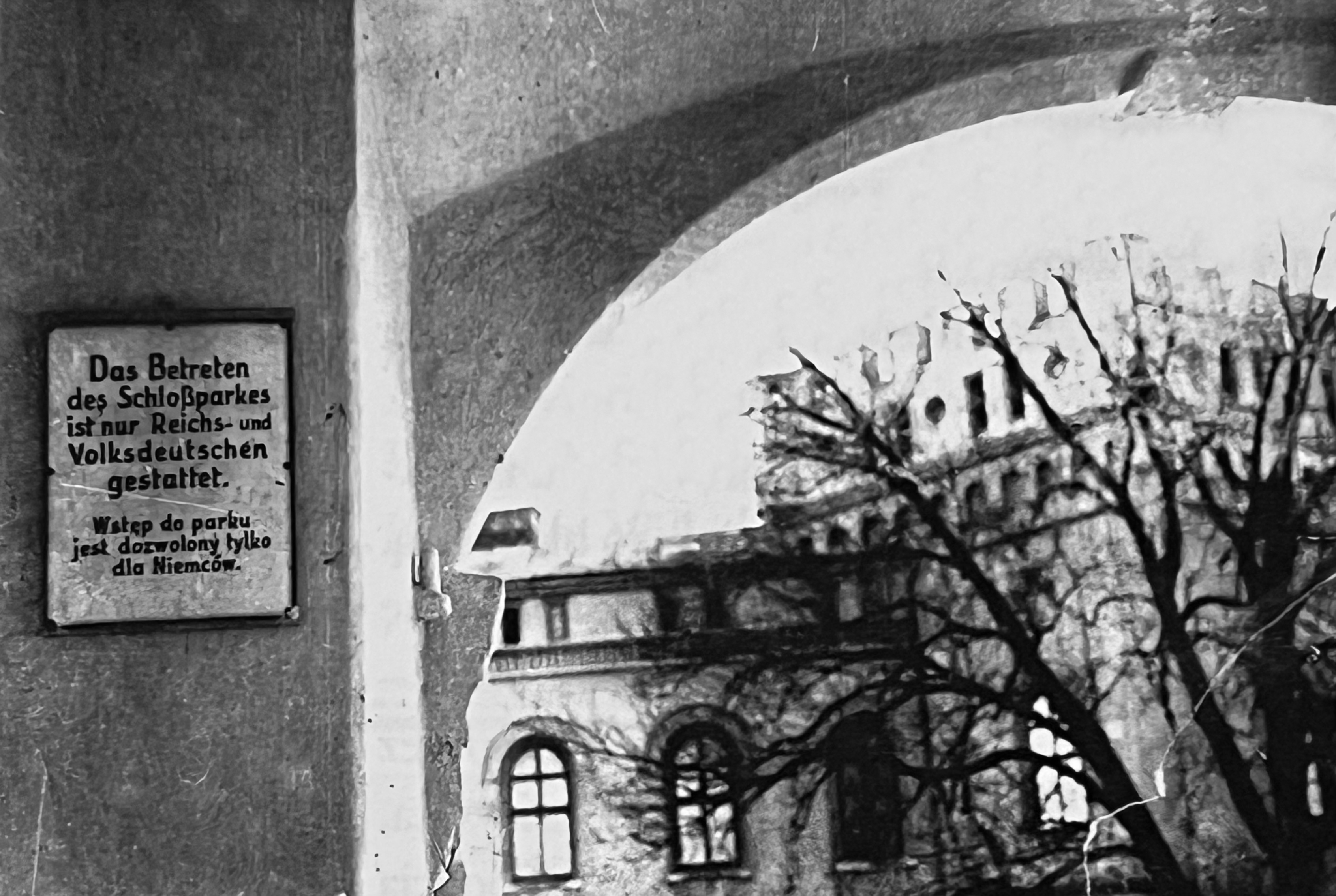
Zezwolenie na wejście do parku w Żywcu tylko dla Niemców w 1940 r.

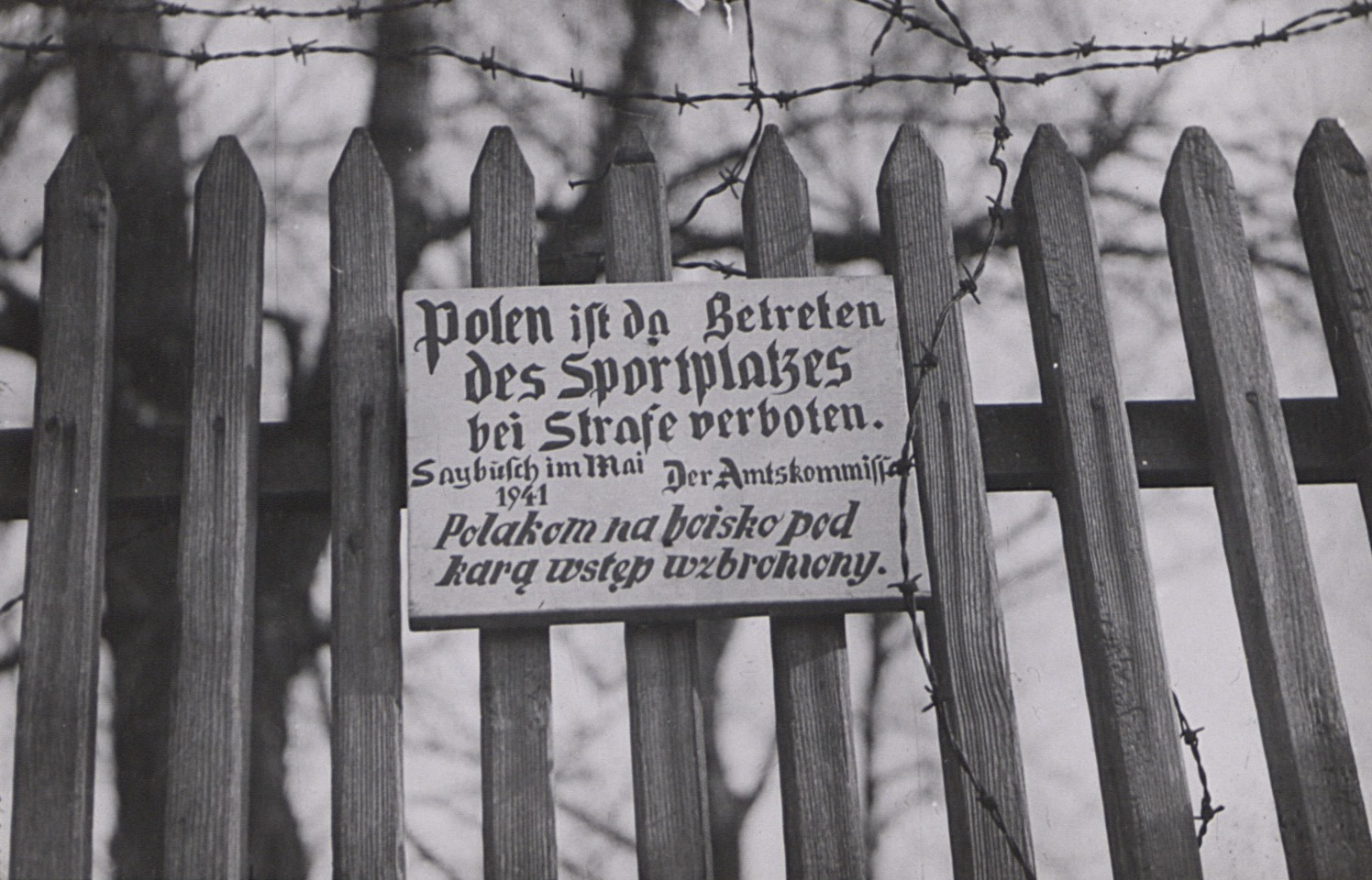
Zakaz wstępu dla Polaków na boisko w Żywcu

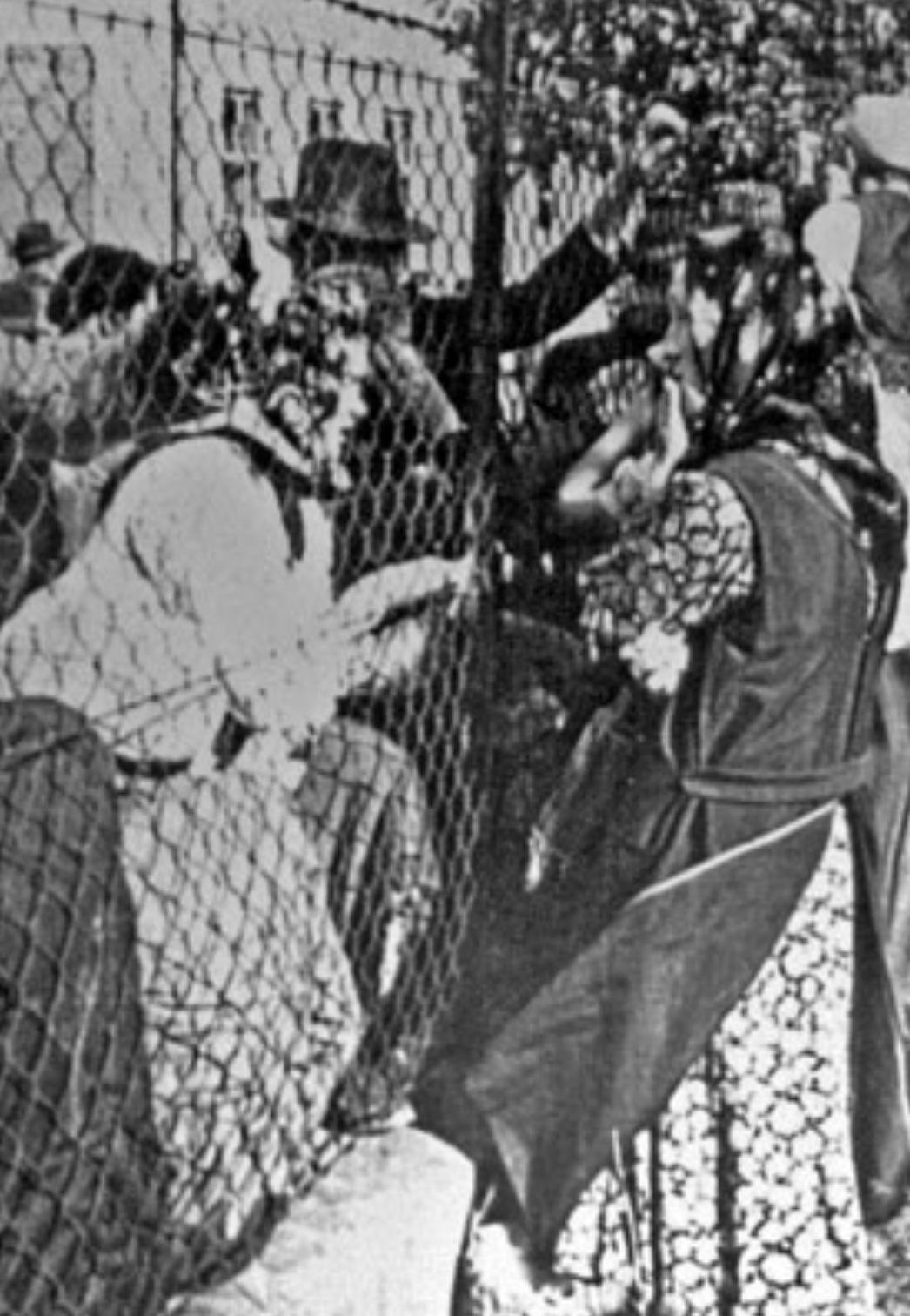
Obóz zbiorczy w Żywcu-Zabłociu

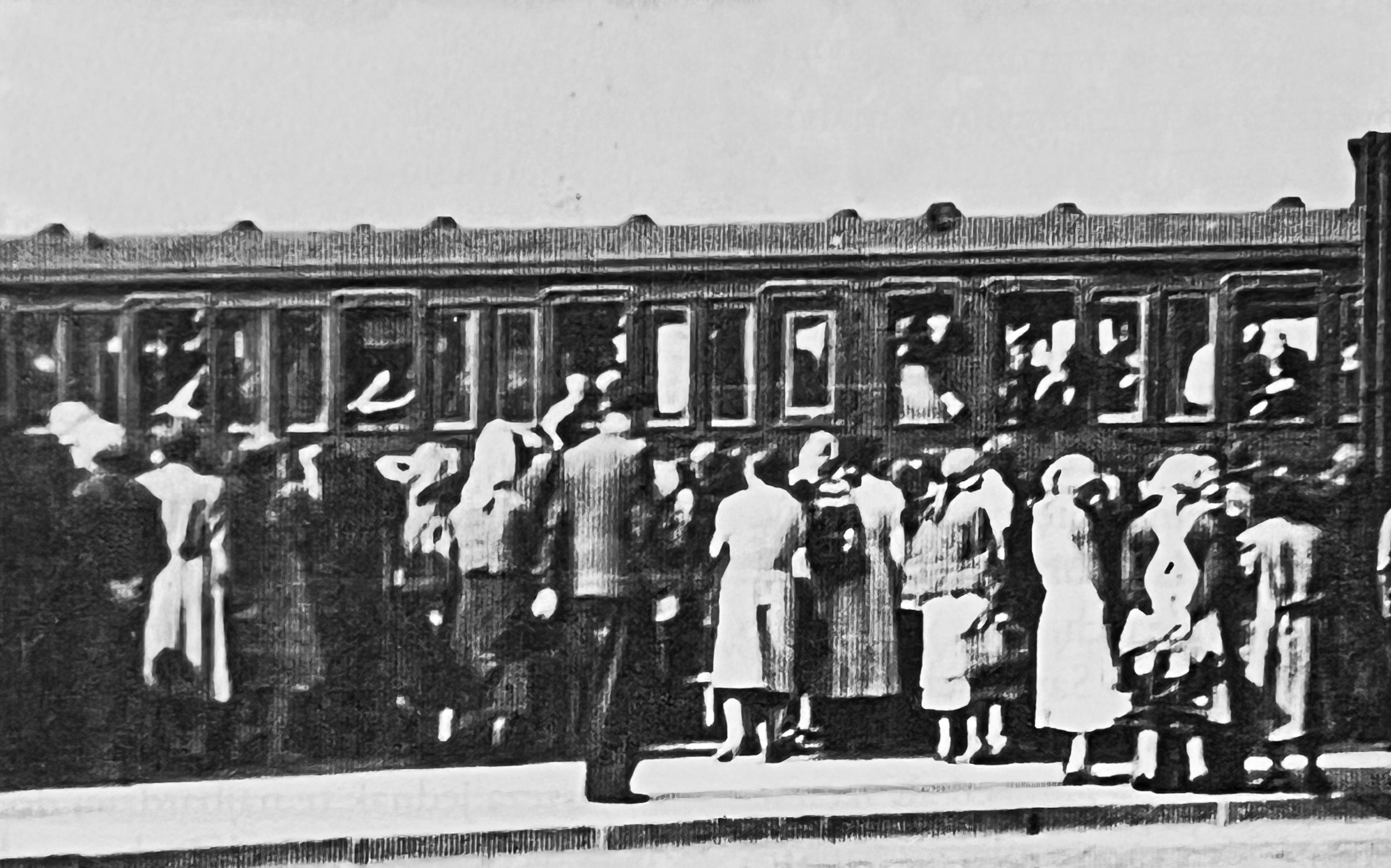
Pożegnanie wysiedlanych na dworcu w Żywcu w 1940 r.

W momencie wejścia do miasta oddziałów Wehrmachtu w dniu 3 września 1939 aresztowaniu jako zakładnicy ulegli ks. proboszcz Jan Satke, wikariusz ks. Tadeusz Jajko, profesor gimnazjum miejskiego Walenty Augustynowicz oraz kupiec Zygmunt Rotter, co nastąpiło w wyniku obawy o opór ludności cywilnej wobec wojsk okupacyjnych. Zakładnicy zostali zwolnieni po kilku dniach. 10 listopada 1939 w związku z planami zorganizowania obchodów Święta Niepodległości dokonano zatrzymania 16 osób, które rekrutowały się głównie spośród członków inteligencji oraz działaczy społeczno-politycznych. Przewiezieni zostali oni do więzienia w Wadowicach i zwolnieni stamtąd w grudniu 1939.
Początkowo polscy mieszkańcy miasta traktowani byli przez przybyłe tu oddziały niemieckie w sposób przychylny. Otwarte zostały na nowo placówki handlowe, a życie toczyło się normalnym rytmem. Początkowy okres okupacji charakteryzował się dobrym zaopatrzeniem ludności polskiej w niezbędne towary. Pierwsze tygodnie po wkroczeniu oddziałów niemieckich cechowały się poprawą zatowarowania placówek handlowych w stosunku do czasu przed wojną, co było efektem skutecznej organizacji okupanta. Jesienią 1939 na Rynku niemiecka administracja na dowód zwycięstwa ustawiła stoły, na których dla mieszkańców miasta podawano biały chleb, kiełbasę i napoje alkoholowe. Z poczęstunku skorzystało wówczas jedynie kilkudziesięciu Volksdeutschów, którzy podczas przyjęcia wyrażali się pochlebnie o rządach niemieckich.
W kolejnych miesiącach sytuacja ta uległa zmianie, co stało się w wyniku rozpoczęcia traktowania Polaków jako obywateli drugiej kategorii. Przejęte zostały prowadzone przez nich przedsiębiorstwa, które przekazano Volksdeutschom. Mieszkańcy obserwowali rozwój życia kulturalnego Niemców, następujący głównie dzięki działalności nazistowskich organizacji nadzorowanych przez NSDAP. Część obiektów na terenie miasta, do których należały boiska i skwery, jak również komunikacja publiczna zostały określone jako „Nur für Deutsche”. Wprowadzona została godzina policyjna, trwająca codziennie od godziny 21:00 do 4:00 oraz obowiązek zaciemniania domów. Polacy byli często zmuszani do brania udziału w pracach na cele wojenne, takich jak budowa umocnień. Wszyscy mieszkańcy narodowości polskiej zostali objęci pierwszą grupą opodatkowania („Steuergruppe I”), do której zaliczano także Niemców niebędących w związku małżeńskim. Wprowadzony został obowiązek pracy dla mężczyzn-Polaków od 14 roku życia. Polskich pracowników obowiązywał 10-godzinny dzień roboczy, pozbawieni zostali także prawa do urlopu, jak również zasiłku rodzinnego i pogrzebowego. Zgodnie z rozporządzeniem ogłoszonym 5 października 1941 Polkom odebrano zasiłki ślubne i porodowe.
Część mieszkań należących dotychczas do Polaków i Żydów, którzy opuścili miasto po rozpoczęciu działań wojennych została zajęta na przez okupanta już we wrześniu 1939, a następnie przekazana w administrację spółki „Geos” i przeznaczona przede wszystkim dla urzędników niemieckich oraz zasłużonych działaczy mniejszości niemieckiej z terenu Żywiecczyzny. Kolejne nieruchomości były zajmowane na skutek wywłaszczeń i przesiedleń.
24 października 1939 zainaugurowana została wymiana złotych polskich na Reichsmarki, a 1 złoty otrzymywano 0,50 marki. Zgodnie z sugestią władz polskich, część ludności miasta postanowiła o nieprzyznawaniu się przed administracją okupacyjną do posiadanych oszczędności zgromadzonych w dawnej walucie.
Wprowadzony został system reglamentacyjny towarów w postaci zaopatrzenia kartkowego, w który włączono dystrybucję artykułów spożywczych, odzieży i wyposażenia domu. W stosunku do Niemców przydział dla Polaków pozostawał dużo bardziej ograniczony. Utworzone zostały trzy kategorie kartek o nominałach punktowych, podzielone według kryteriów narodowościowych. Najwyższy przydział obowiązywał Niemców i Volksdeutschów, dla których przeznaczono największą ilość i zróżnicowanie dostępnych towarów, mogli zakupić również najbardziej kaloryczne artykuły spożywcze, jak słodycze i bakalie. Dwa razy niższe przydziały skierowane były do pracujących Polaków, a jeszcze bardziej ograniczone – dla Polaków niepracujących.
Mieszkańcy miasta padali ofiarą aresztowań i przesłuchiwań przez miejską Kriminalpolizei, której towarzyszyli oficerowie Gestapo z Bielska. Pojmani traktowani byli wówczas w brutalny sposób, a niektórych transportowano następnie do więzień w Katowicach i Mysłowicach, a stamtąd niejednokrotnie do obozu Auschwitz-Birkenau. Miejscowi nauczyciele, działacze społeczni i polityczni oraz duchowni byli wywożeni do obozów koncentracyjnych, głownie Dachau (KL), jak również Mauthausen (KL) i innych obozów zlokalizowanych w głębi Rzeszy. Do Dachau i Mauthausen przewiezione zostało 56 osób uwięzionych w ramach Intelligenzaktion w kwietniu 1940. W obozach tych śmierć poniósł m.in. dyrektor dóbr arcyksiążęcych Mieczysław Mączyński, komendant powiatowy Związku Strzeleckiego Stanisław Stawowczyk, zasiadający przed wojną we władzach powiatowych inżynier Józef Chałasiński oraz były poseł na Sejm Rzeczypospolitej Polskiej Franciszek Michulec.
Do połowy 1940 r. w wyniku przeprowadzonej przez okupacyjne władze mobilizacji część polskich mieszkańców miasta została przymusowo wywieziona na roboty przymusowe w III Rzeszy. Zainaugurowana została także Aktion Saybusch oraz odbywające się równolegle do niej i trwające także po 1941 r. do końca wojny wewnętrzne przesiedlenia Polaków, prowadzone pomiędzy poszczególnymi domami. Kontynuowane były również łapanki w celu pozyskania osób do przewiezienia na roboty przymusowe w Rzeszy. Jedna z większych tego typu akcji została przeprowadzona 1 lipca 1941 w dzielnicy Zabłocie.

#### Aktion Saybusch

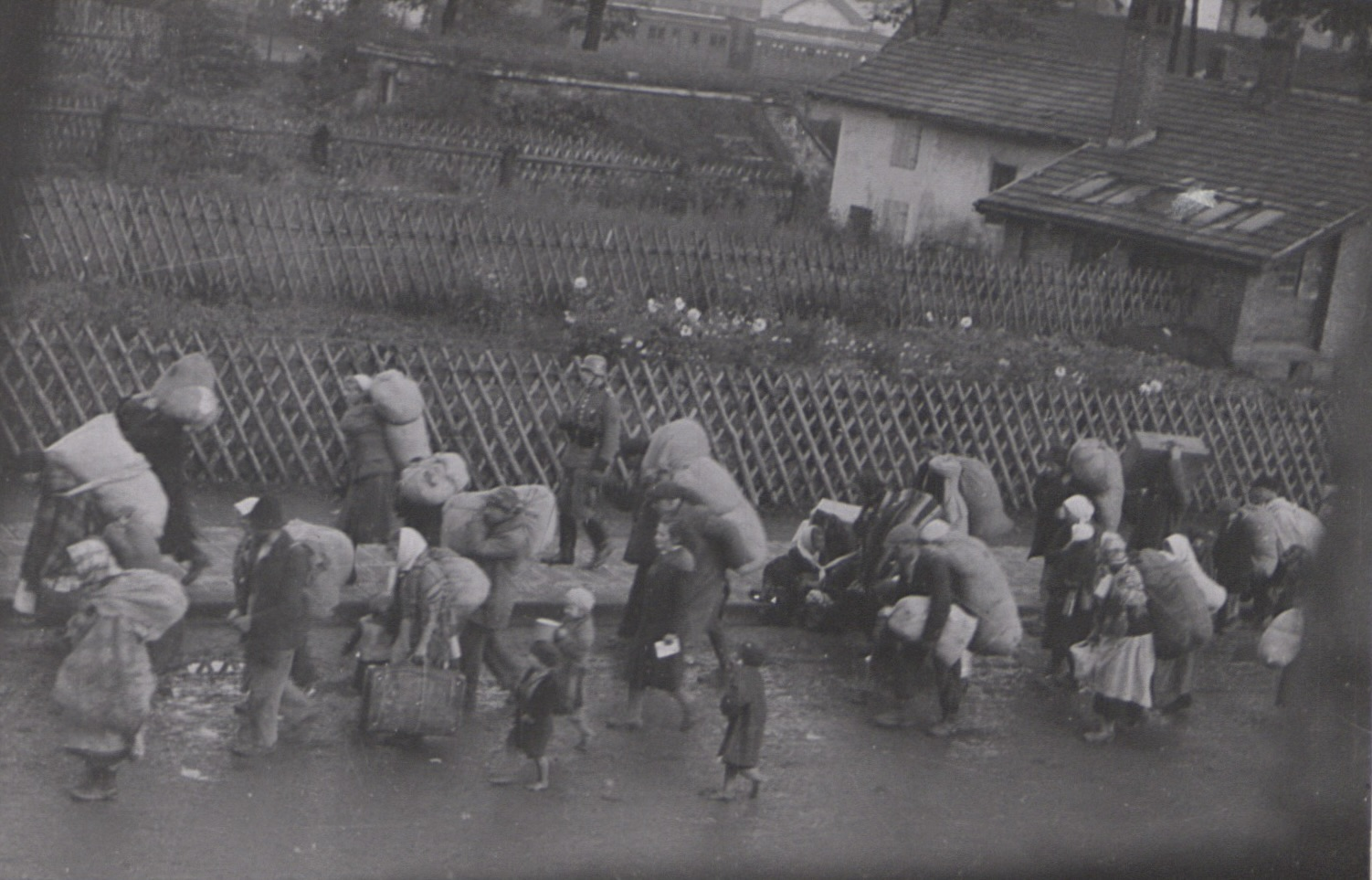
Aktion Saybusch – wysiedlanie mieszkańców miasta w 1940 r.

W 1940 r. na Żywiecczyźnie przeprowadzono Aktion Saybusch – wysiedlenie ok. 20 000 osób do Generalnego Gubernatorstwa. Ich miejsce mieli zająć koloniści niemieccy przesiedlani ze wschodu i południa Europy w ramach akcji Heim ins Reich. Mimo akcji propagandowej, przybyli na miejsce koloniści byli częstokroć rozczarowani i niechętni do zamieszkiwania w ubogich, wiejskich chałupach. Mieszkańcy miasta zostali dotknięci wysiedleniami w mniejszym stopniu niż inne miejscowości powiatu z uwagi na skupienie się okupanta w początkowym okresie wysiedleń na wywózce posiadaczy gospodarstw rolnych, a nie zakładów produkcyjnych, placówek rzemieślniczych i zamieszkałych w miejskich lokalach. W dniach 27–28 września 1940 wysiedlono jednak z Żywca członków 25 rodzin, których przeniesiono w rejon Garwolina i Siedlec. 10 listopada 1940 dokonano także wysiedlenia 15 rodzin zamieszkałych dotychczas w Żywcu, które stanowiło 46 osób. Do zwolnionych wówczas mieszkań wprowadziło się 7 rodzin niemieckich osadników, w sumie 20 osób.
Po wojnie większość wysiedlonych w ramach Aktion Saybusch dotychczasowych mieszkańców Żywiecczyzny powróciła w okolice miasta.

#### Losy ludności żydowskiej w trakcie wojny
Na czas okupacji w granice miasta zostały włączone wsie Isep i Zabłocie, a także częściowo Sporysz, zamieszkałe przez mniejszość żydowską, liczącą w chwili wybuchu wojny około 1200 osób. Po rozpoczęciu działań wojennych część z nich opuściła miasto, udając się w stronę Krakowa, jednak do 20 września większość z nich powróciła do domów, a pozostali osiedlili się w Krakowie i w miejscowościach położonych dalej na wschód kraju.
Burmistrzem miasta mianowano Rudolfa Drobenkę, będącego narodowości ukraińskiej i przed wojną pracującego jako adwokat w Milówce. Przez pierwsze kilka dni nakazano Żydom otwarcie prowadzonych przez nich sklepów i prowadzenie w nich sprzedaży. Sklepy te oznaczone zostały Gwiazdą Dawida. Jednak po około 4 dniach od wydania tego zarządzenia okupacyjny burmistrz postanowił o ich zamknięciu, konfiskacie utargu z kasy, wywózce towarów do zbiorczego magazynu urządzonego w gmachu „Sokoła”, a następnie opieczętowaniu lokali. Później zabrane towary zostały sprzedane przez władze miejskie mieszkańcom po przedwojennych cenach.
Własność Żydów została przejęta przez Rzeszę na mocy rozporządzeń ogłoszonych w 1939 r. na poziomie ogólnokrajowym i rejencyjnym. Zajęte zostały należące do nich przed wojną zakłady przemysłowe, takie jak Fabryka Papieru „Solali” Ignacego Seroga, nad którą zarząd komisaryczny przejął Volksdeutsch Bathelt. Do innych dawnych żydowskich zakładów objętych niemieckim zarządem komisarycznym należała Fabryka Dywanów „Persia” należąca wcześniej do Vaksmana i Fabiszkiewicza, a zajęta przez Biesmera, Fabryka Futer Maurycego Balitzera objęta przez Vökela, garbarnia „Siła” Herzberga, Grossa i Straussa, zakład chemiczny „Zabłocie”, czy fabryka produktów drogeryjnych Patzaua.
20 września 1939 okupanci dokonali pierwszej egzekucji czterech miejscowych Żydów, których wywieźli za miasto i zastrzelili.
Nakazem burmistrza, wraz z początkiem października 1939 przeprowadzony został spis Żydów mieszkających na terenie miasta w celu objęcia ich nakazem pracy. Według zarządzenia Rudolfa Drobenki codziennie 50–60 młodych osób pochodzenia żydowskiego kierowanych było do pracy rolnej i w pobliskich majątkach dworskich, między innymi w Wieprzu, nie otrzymując za nią żadnego wynagrodzenia. Ludność tę angażowano także do zasypywania okopów.
12 grudnia 1939 zostało przeprowadzone pierwsze wysiedlenie Żydów z terenu Żywca, czego dokonano z inspiracji burmistrza. Zostali oni przewiezieni m.in. do Krakowa. Przeprowadzono wówczas także spis wszystkich Żydów na obszarze powiatu żywieckiego. W efekcie spisu liczbę Żydów w powiecie obliczono na 557, a wszystkich wyznawców judaizmu na 580.
4 stycznia 1940 na mocy rozporządzenia wydanego przez landrata na rozkaz katowickiego Gestapo wprowadzony został obowiązek noszenia przez Żydów opaski z Gwiazdą Dawida oraz płacenia przez nich specjalnego podatku. Każdy z żydowskich lokali publicznych, jak na przykład placówki handlowe, miał być oznakowany niebieską lub czarną Gwiazdą Dawida o wielkości co najmniej 40 cm. Ludność żydowska utrzymywała się wówczas z nieoficjalnego handlu i wyprzedaży własnego dobytku, jak również rzemiosła i opieki społecznej, której udzielała rada żydowska.
Końcem stycznia 1940 przy działającym tu zarządzie Gminy Wyznaniowej Żydowskiej powstała Rada Starszych („Ältestenrat”), której przewodniczącym i jednocześnie inspektorem powiatowym („Kreisinspektor”) został mianowany przez Niemców adwokat dr Abraham Nehmer.
19 kwietnia 1940 ogłoszone zostało zarządzenie Gestapo o nakazie przesiedlenia do końca kwietnia tego roku wszystkich Żydów zamieszkałych na terenie powiatu do getta w Suchej, które posiadało charakter otwarty. Wysiedlenie trwało jednak przez około rok, ponieważ objęci nią mieszkańcy wsi byli wymagani do przeprowadzenia niezbędnych prac polowych. Rozpoczęło się w maju 1940 i co miesiąc typowano 40–50 osób, które furmankami udawały się do Suchej, a biedniejsi otrzymywali dotację na przewóz wypłacaną przez radę żydowską. Przesiedlenie trwało do października 1941. Getto w Suchej uległo likwidacji w latach 1942–1943 w wyniku wysłania jej mieszkańców, w tym ludności żydowskiej pochodzącej z Żywiecczyzny, do obozu zagłady Auschwitz-Birkenau.
W 1940 r. na terenie dzielnicy Zabłocie utworzony został obóz przejściowy, działający do 1943 r. We wrześniu 1943 w Zabłociu został uruchomiony obóz pracy, który funkcjonował do stycznia 1945.
Oprócz tego w Zabłociu zarząd okupacyjny prowadził obóz pracy, który obejmował również lokalizację w Wieprzu. Znajdowało się w nim jednocześnie około 40 Żydów przywożonych wcześniej z getta w Suchej, a następnie stopniowo wysyłanych do Auschwitz-Birkenau i zastępowanych kolejnymi. Został on zamknięty w maju 1944, kiedy miał miejsce ostatni transport do Auschwitz.

#### Ludność narodowości niemieckiej

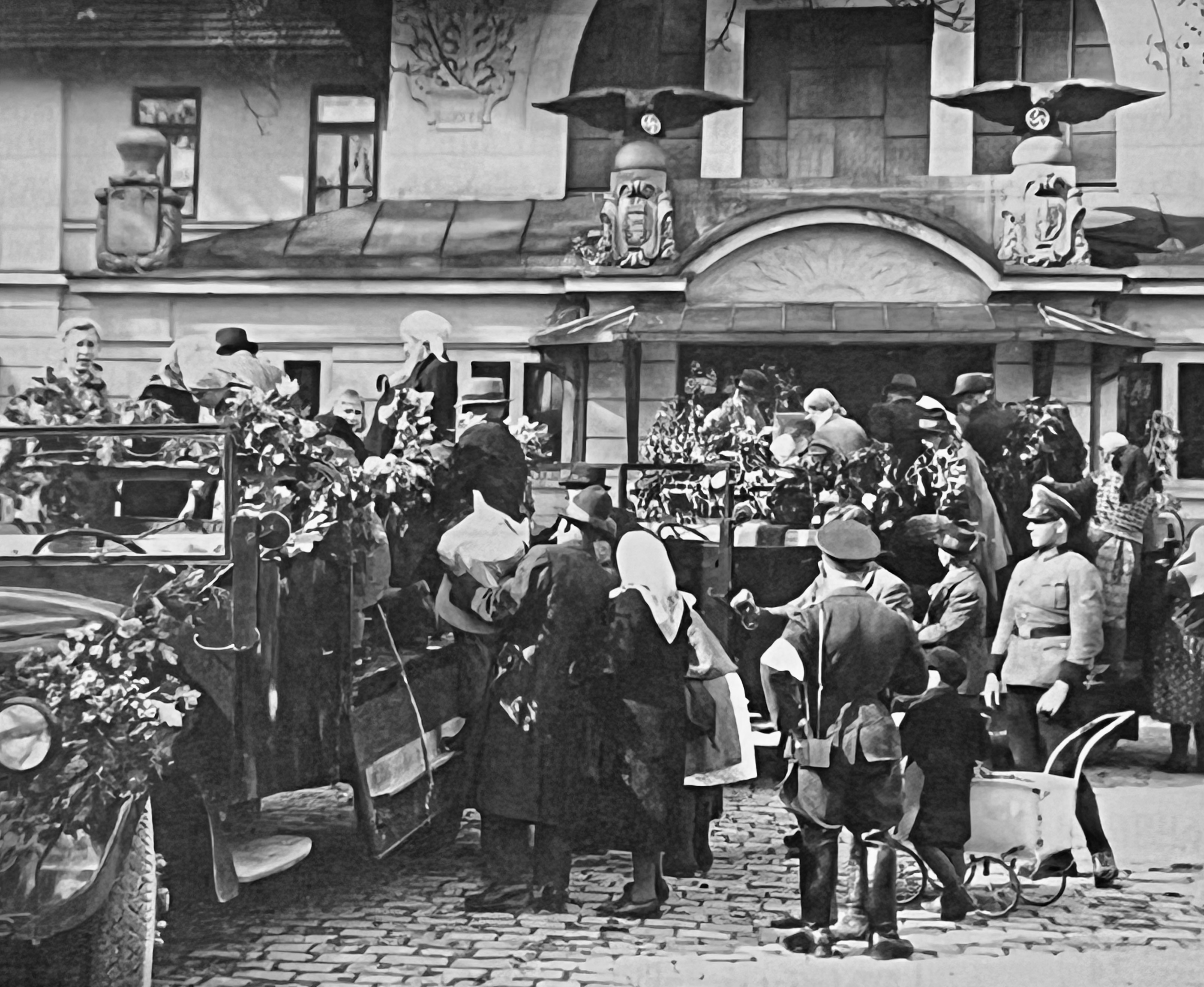
Powitanie osadników niemieckich na dworcu kolejowym w Żywcu w 1940 r.

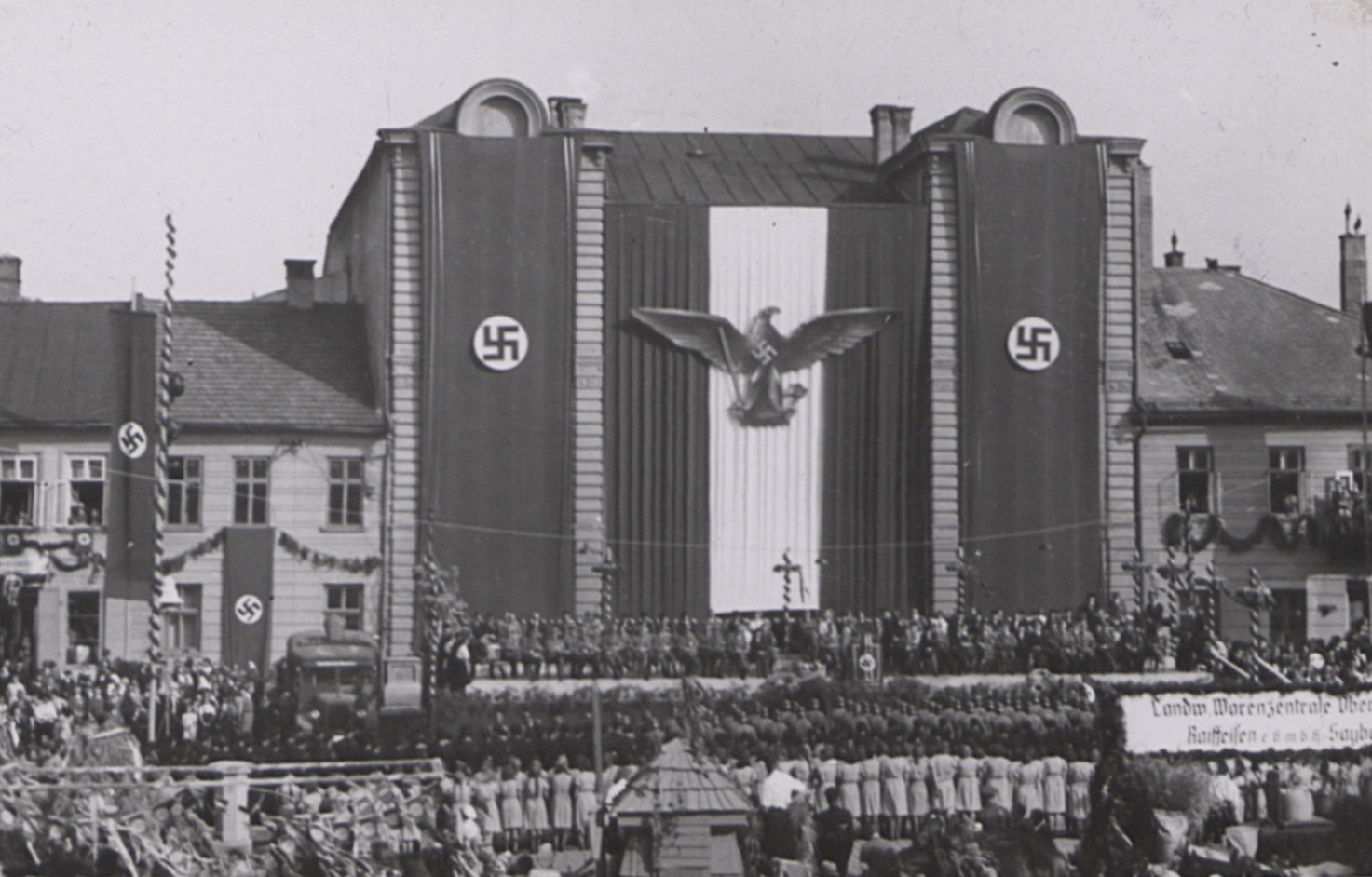
Dożynki na Rynku w 1941 r.

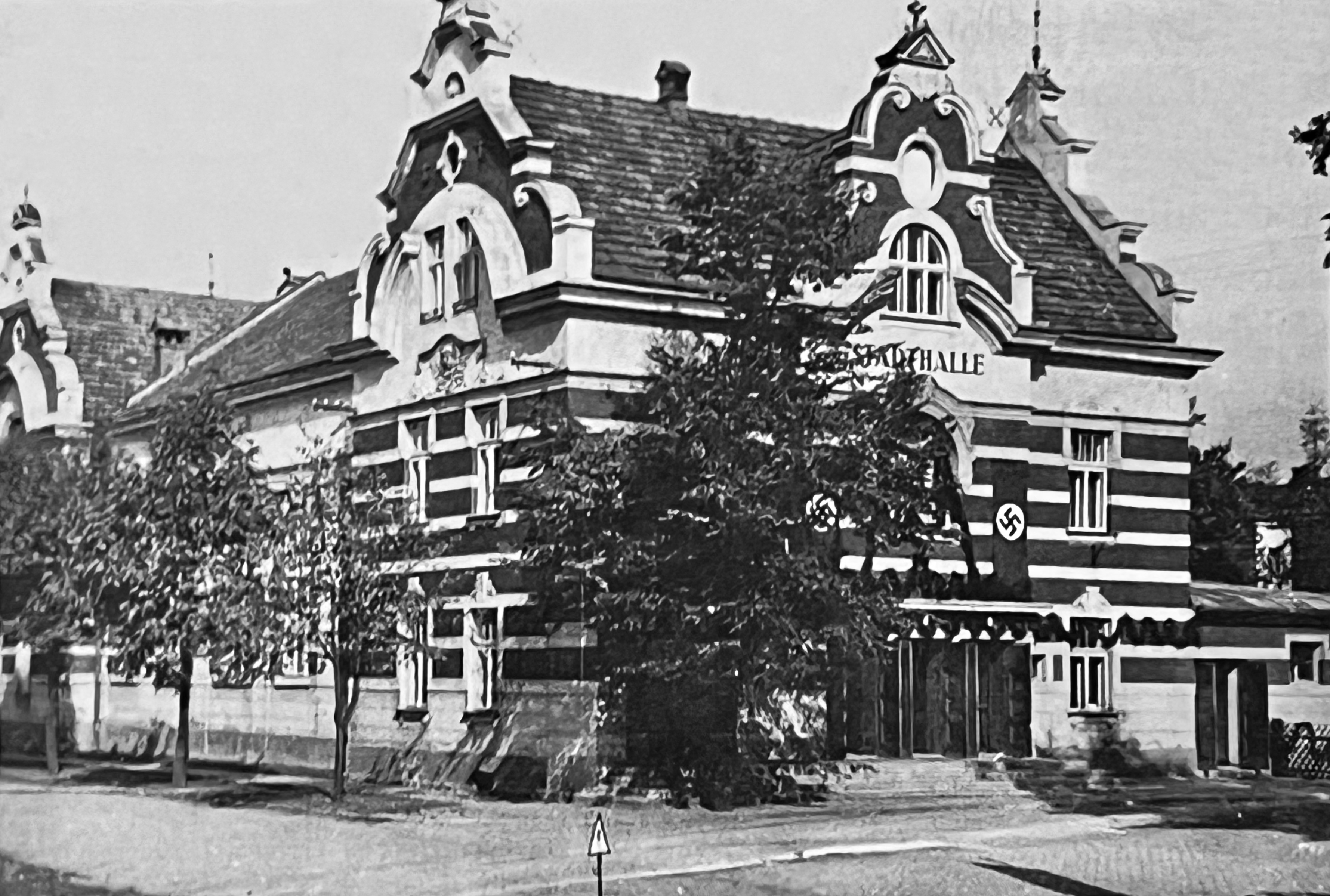
Hala miejska (Stadthalle) w 1943 r.

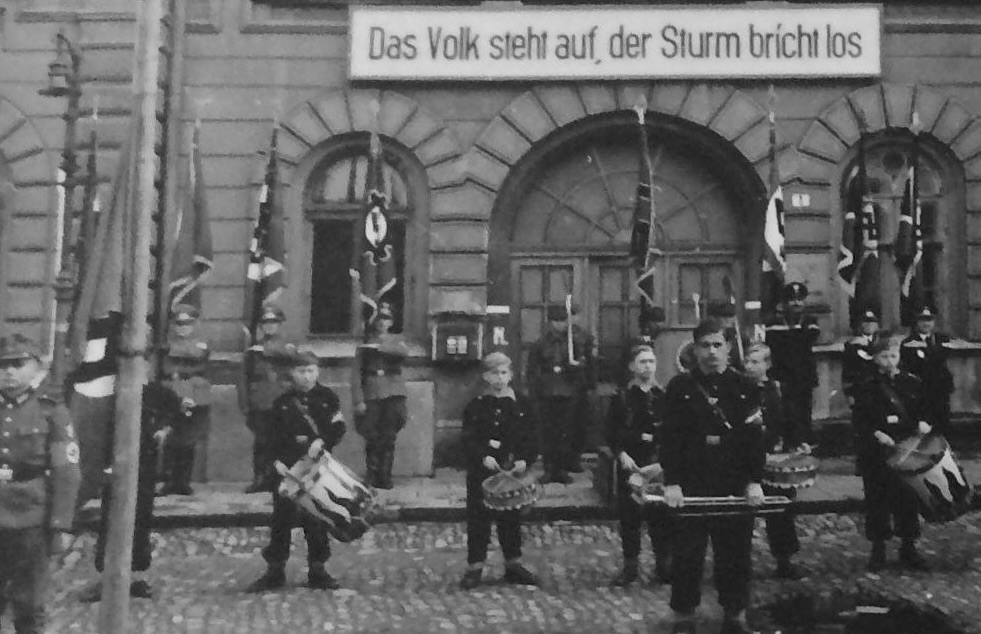
Niemieckie uroczystości na Rynku podczas okupacji

Według statystyki z 13 września 1939 w mieście zamieszkiwało 35 Volksdeutschów. Zgodnie z policyjnym spisem ludności z marca 1940 było ich już 364, co landrat Eugen Hering uważał za liczbę przesadzoną, gdyż przez Związek Niemiecki–Wschód z całego powiatu żywieckiego za Volksdeutschów było uznanych 125 osób. Do 1943 w mieście na niemiecką listę narodowościową do kategorii I (Volksdeutscher) i II (Deutschstämmige) wpisanych zostało 339 osób, a kolejne 537 mieszkańców przyjęło kategorię III (Eingedeutschte) i IV (Rückgedeutschte).
Życie kulturalne i społeczne mieszkańców narodowości niemieckiej skupione było głównie wokół Starego Zamku, należącego do organizacji „Herrschaft Saybusch” oraz Hali Miejskiej („Stadthalle”), dawnej siedziby Polskiego Towarzystwa Gimnastycznego „Sokół”, gdzie prowadzone były różnorakie imprezy i uroczystości, prowadzone m.in. przez organizację „Kraft durch Freude”, nadzorowaną przez Front Pracy działający przy NSDAP. Spotkania towarzyskie odbywały się także w salach Fabryki Papieru.
Na przełomie lat 1940–1941 w Żywcu mieszkało 91 osadników niemieckich pochodzących z Galicji Wschodniej, stanowiących 27 rodzin. Członkowie 21 rodzin pozostawali zatrudnieni w przemyśle, a pozostali – w zakładach rzemieślniczych i urzędach. 29 października 1940 miała tu miejsce wizytacja gauleitera prowincji górnośląskiej Franza Brachta, kontrolującego przebieg akcji osiedlania Niemców. Latem 1941 do miasta rozpoczęto kierować osadników z północnej Bukowiny. W przeciwieństwie do ludności pochodzącej z Galicji Wschodniej, osiedlanej przede wszystkim na terenach wiejskich, mieli oni zasiedlać miasta. W pierwszej grupie z Bukowiny do Żywca przyjechało kilkoro samotnych emerytów oraz członkowie kilku, przeważnie katolickich, rodzin z Czerniowców. Akcja osiedleńcza została zintensyfikowana wiosną i latem 1942, w związku z czym końcem grudnia 1942 w mieście były osiedlone już 102 rodziny. Cztery z nich stanowiły rodziny rolnicze, natomiast na pozostałe składali się robotnicy, rzemieślnicy, właściciele zakładów przemysłowych, inteligencja oraz emeryci.
18 stycznia 1941 uruchomiona została biblioteka z siedzibą przy ul. Kościuszki 20, stanowiąca jedną z najpiękniejszych niemieckich bibliotek ludowych na terenach przyłączonych do Rzeszy. Prowadzono w niej cyklicznie wieczorki odczytowe („Leseabende”). W planach była ponadto budowa kina z widownią na 450 miejsc.
W dniach 4–5 października 1941 na Rynku oraz na zamku miały miejsce dożynki, w których udział wzięli między innymi: Fritz Bracht, gauleiter prowincji Górny Śląsk wraz ze swoim zastępcą Albertem Hoffmannem, prezydent rejencji katowickiej Walter Springorum, miejscowi Volksdeutsche i osadnicy niemieccy, jak również 500 członków Hitlerjugend i Bund Deutscher Mädel, którzy brali udział w pracach polowych w tym roku. Ulice miasta z okazji dożynek zostały bogato udekorowane. Miał miejsce wówczas pochód oraz przejazd ozdobionych wozów na Rynek, którymi jechali osadnicy stanowiący reprezentantów różnych grup zawodowych w towarzystwie członków stowarzyszeń nadzorowanych przez NSDAP.
W styczniu 1944 w Żywcu zamieszkiwało 3526 Reichsdeutschów, Volksdeutschów i osadników niemieckich, natomiast Polacy liczyli 10 611 osób. Miasto charakteryzowało się wówczas najmniejszym odsetkiem ludności polskiej ze wszystkich miejscowości powiatu żywieckiego.

#### Sytuacja rodziny Habsburgów w trakcie okupacji

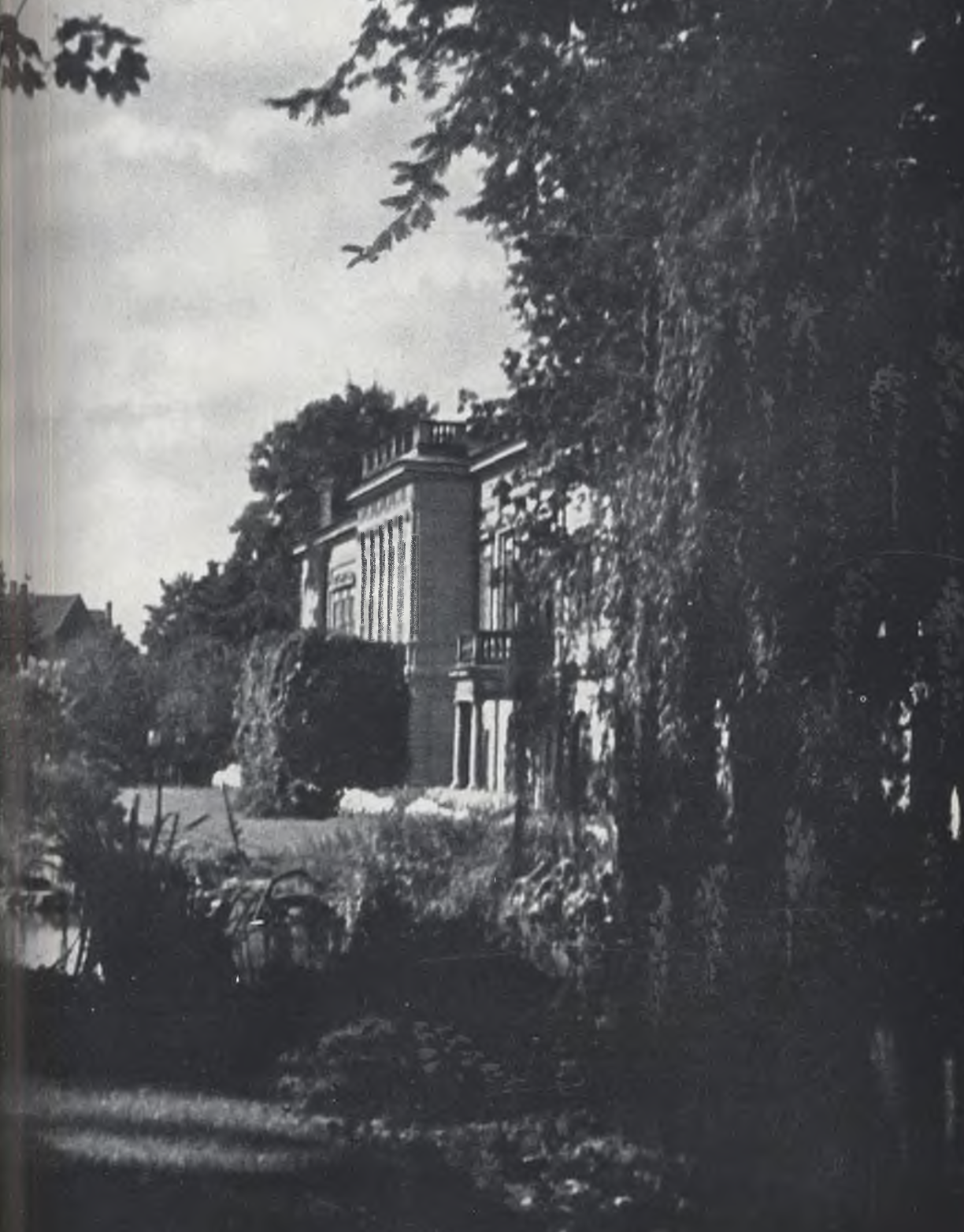
Pałac Habsburgów w okresie okupacji

Ostatni właściciel państwa żywieckiego, Karol Olbracht Habsburg, odmówił podpisania Volkslisty. W efekcie dobra przeszły pod zarząd państwowy, a sam arcyksiążę został internowany w Cieszynie, skąd dzięki interwencji międzynarodowej został zwolniony. Alicja Habsburg została objęta aresztem domowym. W 1941 małżeństwo zostało przewiezione do Wisły, skąd jesienią 1942 zostali przesiedleni na roboty przymusowe do Straussberg w Turyngii. Ich druga córka Maria Krystyna Altenburg wyjechała stamtąd do Wiednia.
Z uwagi na antyniemiecką postawę oraz brak niemieckiego obywatelstwa, Karol Olbracht Habsburg razem z żoną Alicją i dziećmi zostali pozbawieni majątku. Należący do nich zamek i pałac wraz z parkiem oraz pozostałymi nieruchomościami i arcyksiążęcym browarem, jak również około 40 000 hektarów lasów zostały w 1939 r. zajęte przez władze okupacyjne, a w 1943 r. finalnie odebrane i przekazane na rzecz samorządu prowincji górnośląskiej. Równocześnie w 1943 r. swój majątek na rzecz państwa utraciła Maria Klotylda von Thuillères hrabina von Montjoye-Vaufrey et de la Roche, wdowa po Leonie Karolu Habsburgu, która została wpisana do II grupy Volkslisty (Deutschstämmige) i w wyniku tego uzyskała odszkodowanie za odebrany jej majątek w wysokości około 2 milionów Reichsmarek.
Po zakończeniu wojny Karol Olbracht Habsburg wraz z żoną wyjechał do Szwecji, skąd pochodziła Alicja.

#### Narodowosocjalistyczna Niemiecka Partia Robotników

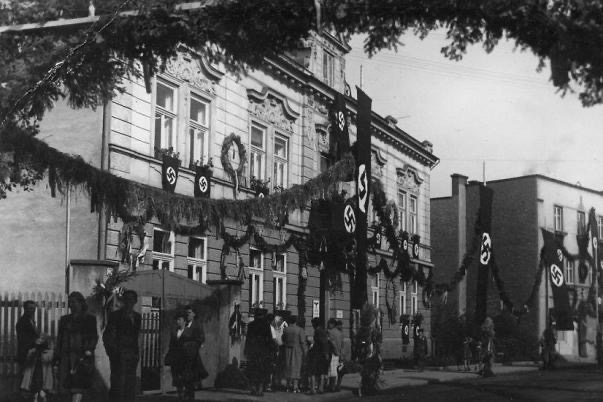
Bahnhofstrasse w 1940 r.

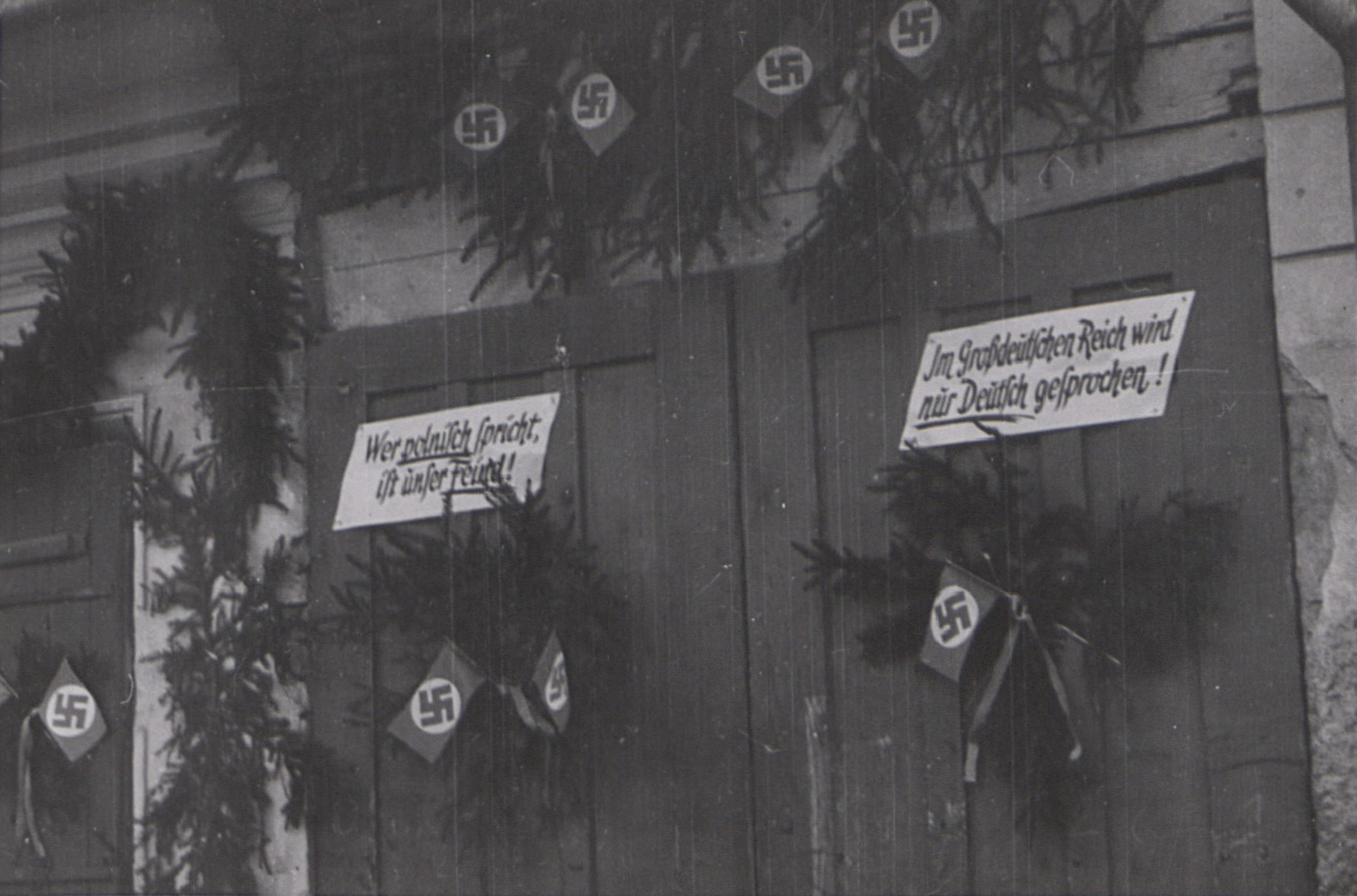
Nazistowskie plakaty propagandowe w 1941 r.

Jedną z kluczowych instytucji posiadających siedzibę w mieście było Kierownictwo Powiatowe Narodowosocjalistycznej Niemieckiej Partii Robotników, którego siedziba znajdowała się przy Bahnhofstrasse 20. Działały tu dwie grupy miejscowe („Ortsgruppe”) NSDAP – Wschód i Zachód. Stanowisko pierwszego kreisleitera na powiat żywiecki pełnił Wilhelm Scholtz, który podczas sprawowania tej funkcji mieszkał wraz z żoną Charlotte Suchanek i piątką dzieci przy Bielitzerstrasse 32. Został on jednak powołany na front wschodni w marcu 1942, gdzie zginął w październiku 1942. Jednym z czołowych działaczy miejscowego NSDAP był August Lux, członek Oddziałów Szturmowych oraz Narodowosocjalistycznego Korpusu Motorowego. W październiku 1940 objął on stanowisko kierownika Powiatowego Urzędu Pracy NSDAP. Kolejnym znanym działaczem partii był Karl Luger, który pełnił funkcję dowódcy miejskiej jednostki Oddziałów Szturmowych NSDAP (SA-Mann Obertruppführer), których siedziba mieściła się przy Bahnhofstrasse 21.
W mieście funkcjonowały także inne organizacje podległe Narodowosocjalistycznej Niemieckiej Partia Robotników, takie jak stowarzyszenia kobiece „NS-Frauerschaft” i „Nationalsozialistische Volkswohlfahrt”, czy organizacje młodzieżowe „Hitlerjugend” (dowódcą podokręgu żywieckiego był Johann Bertoletti) i „Bund Deutscher Mädel” (pod dowództwem Traute Kliem). Członkowie organizacji nazistowskich rekrutowali się przede wszystkim z przybyłych do Żywca Reichsdeutschów i miejscowych Volksdeutschów.

#### Gospodarka

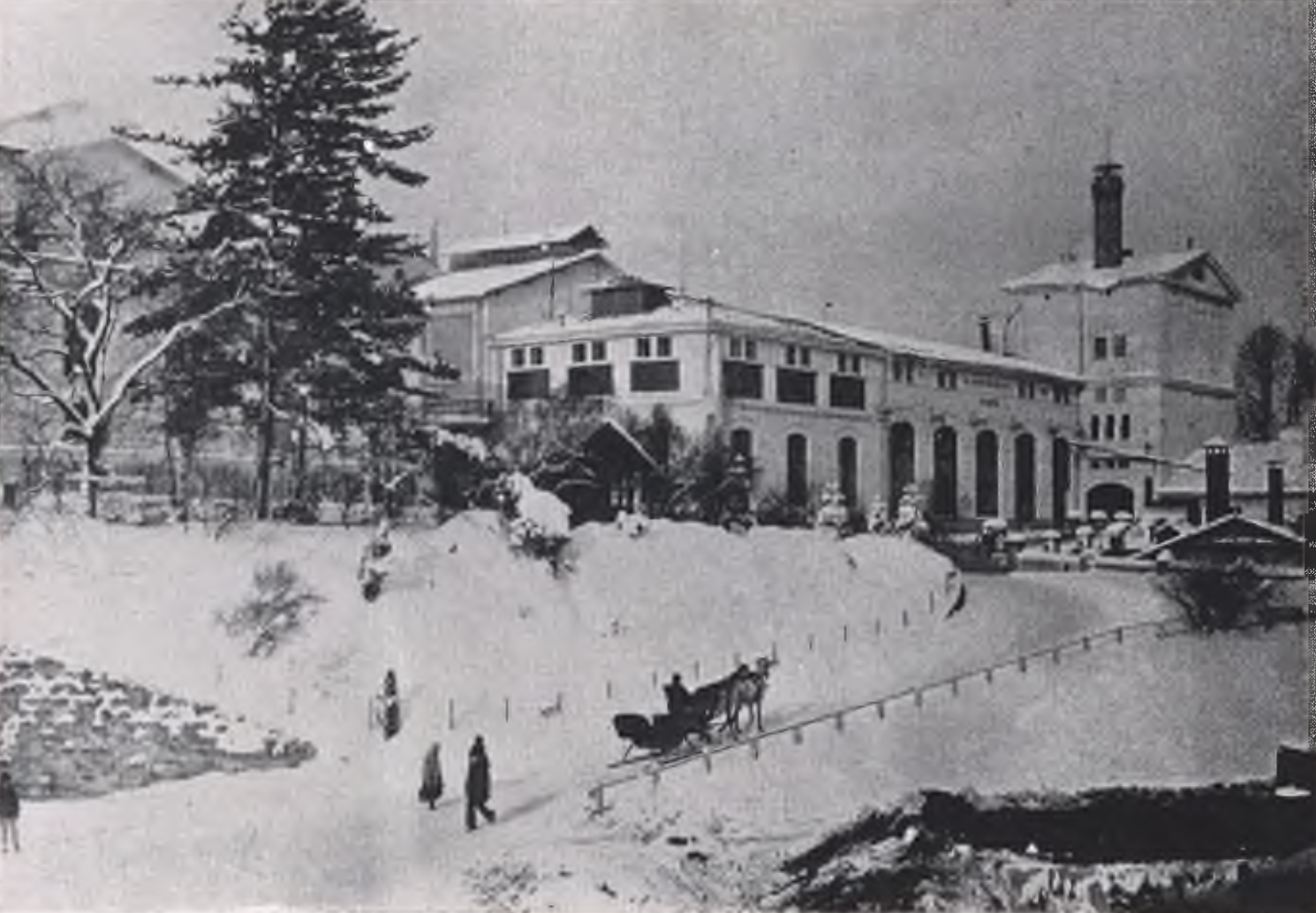
Browar w Żywcu w okresie okupacji

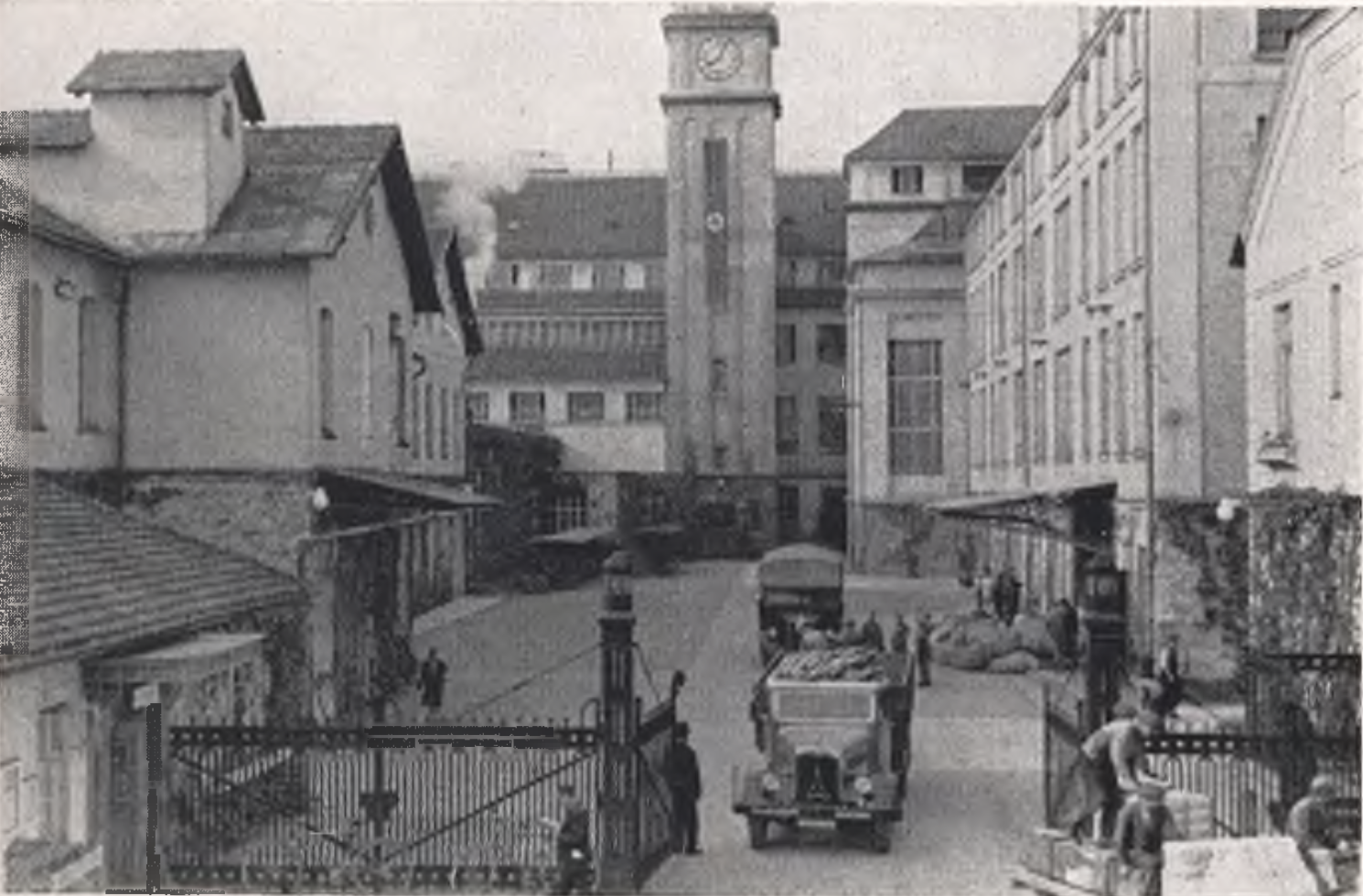
Fabryka Papieru „Solali” w okresie okupacji

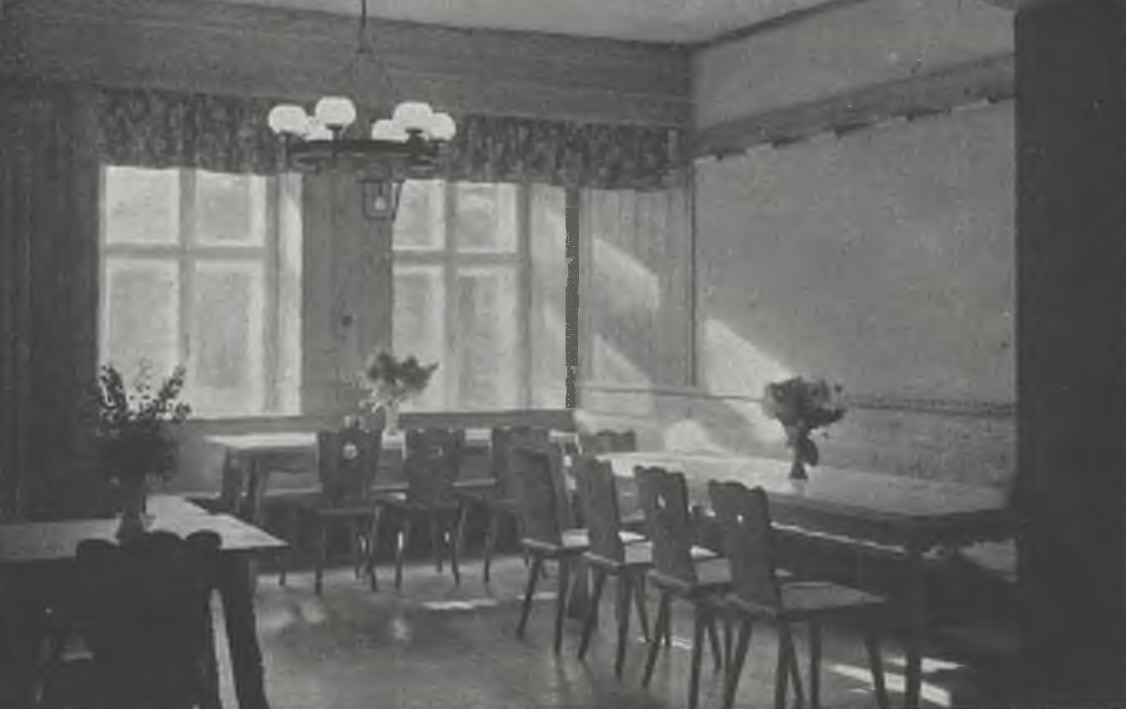
Wnętrze hotelu „Deutscher Hof” (wcześniej hotel „Polonia”)

Po wprowadzeniu niemieckiej administracji rozpoczęta została inwentaryzacja mienia polskiego w celu jego zajęcia na rzecz państwa, jak również majątku odebranego Żydom. Własność Polaków i Żydów miała być docelowo przekazana przybyłym tu osadnikom niemieckim. Powstały osobne spółki zajmujące się inwentaryzacją poszczególnych kategorii zajętego mienia, a prace te prowadzone były przez zatrudnianych przez nie rzeczoznawców, geodetów i taksatorów. Nadzór nad większymi zakładami przemysłowymi przejęła „Treuhandelstelle Ost”, zakłady rzemieślnicze objęła „Handwerksaufbau GmbH”, a handlowe – „Handelsaufbau GmbH”. Kuratelę nad przejętymi lokalami mieszkaniowymi przekazano spółce „Grundstückgesellschaft Oberschlesien” („Geos”), posiadającą tu ekspozyturę z siedzibą przy Bahnhofstrasse 7, która kierowana była przez Waltera Speike, a później przez Paula Golla. Spółka „Ostland” zajęła się gospodarstwami rolnymi. Powołano także osobną spółkę sprawującą pieczę nad hotelami oraz placówkami gastronomicznymi.
Według stanu z 1940 r. w mieście działało około 30 zakładów przemysłowych, w których pracowało 1500 osób. Największym zakładem pozostawała Papierfabrik „Solali”, zatrudniająca około 1000 osób. Zajmowała się przede wszystkim wytwarzaniem bibuły papierosowej, eksportowanej następnie do różnych krajów. Należała do najbardziej nowoczesnych zakładów papierniczych na zajętych wschodnich terenach. Funkcjonował ponadto browar „Beskidenbrauerei”, gdzie pracowało około 300 osób. Działała też fabryka dywanów pod nazwą „Teppichfabrik Persia AG” z około 250 pracownikami, fabryka wyrobów skórzanych „Siła”, futrzarnia i garbarnia Balitzerów („Balicer Saybusch Rauchwarenzurichterei”), zakład produkcji maszyn oraz fabryka chemiczna. W sumie w Żywcu w 1940 r. działało 500 zakładów przemysłowych i rzemieślniczych oraz placówek handlowych.
Przez okupanta były z biegiem czasu zajmowane kolejne zakłady przemysłowe i rzemieślnicze, przede wszystkim najbardziej intratne. Do końca 1941 r. Eduard Geimer został nowym właścicielem fabryki przy Hauptstrasse 50 („Blasiak Viktor & Sohn”), a drukarnia „Rotary Saybusch Druckerei” i fabryka smarów „Patzau Schmierfettfabrik Saybusch” zostały przejęte w celu sprzedaży ich osobom odbywającym w tym czasie służbę wojskową na froncie. Przedsiębiorstwo transportowe prowadzone przez Rudolfa Piela zostało przekazane Franzowi Pentelajczukowi, a podobna firma Zygmunta Seemana przeszła na rzecz Josefa Brauna. Dotychczasowa piekarnia Stanisława Ostrowskiego została wywłaszczona i oddana Heinrichowi Umbachowi, nowym właścicielem zakładu rzeźniczego Floriana Studenckiego stał się Johann Glaß, natomiast zakład krawiecki Walentego Gajdocha stał się własnością Olgi Sawilla, a Walenty Wrenzlewicz zmuszony został do oddania rzeźni, którą objął Wenzel Mirbauer. Sukcesywnie dochodziło do zajęć innych placówek.

#### Planowanie przestrzenne

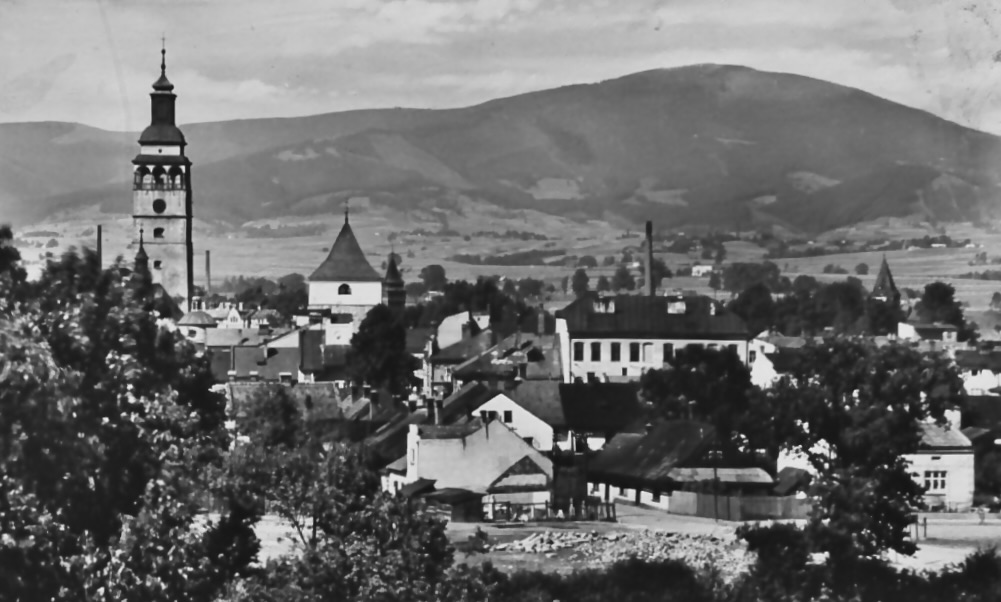
Panorama Żywca w okresie okupacji

Stanowisko architekta miejskiego objął Hans Ehl. Założony został przez niego plan przypisania określonych funkcji poszczególnym dzielnicom miasta, a ich zróżnicowanie i granice pomiędzy nimi miały być łatwo zauważalne. Ehl stworzył projekt podziału miasta na cztery dzielnice. Centrum („Stadtkern”), obejmujące również zamek oraz park, miało być miejscem lokalizacji siedzib instytucji miejskich i powiatowych, jak również pełnić funkcję mieszkalną. Dzielnica „Sonnenberg” miała powstać na terenie Ispu oraz Grojca i pełnić funkcję rekreacyjną – zamierzano utworzyć tam obiekty sportowe i gastronomiczne, jak również wytyczyć szlaki spacerowe. Zabłocie określano jako obszar wymagający rewitalizacji, powstać miało tu osiedle mieszkaniowe, przeznaczone przede wszystkim dla ludności robotniczej. Sporysz miał natomiast zachować swój dotychczasowy charakter zabudowy, na którą składały się luźno usytuowane budynki mieszkalne.

#### Oświata
Władze niemieckie zezwoliły na uruchomienie polskich szkół powszechnych z dniem 1 października 1939, natomiast szkoły średnie rozpoczęły prowadzenie zajęć w połowie października 1939. Jednakże już 8 listopada okupanci nakazali zamknięcie szkół średnich, a 25 listopada 1939 również szkół powszechnych.
1 grudnia 1939 w miejsce zlikwidowanych polskich placówek szczebla podstawowego powstały szkoły ludowe z polskim językiem nauczania („Volksschule mit polnischer Unterrichtssprache”), w których zajęcia były prowadzone przez nauczycieli z zamkniętych szkół powszechnych. W Żywcu jedyna szkoła ludowa została otwarta początkowo w budynku szkoły przy ul. Mickiewicza, jednak w wyniku zajęcia go przez wojsko zajęcia przeniesiono do siedziby dawnej szkoły powszechnej w Zabłociu, następnie na przełomie lat 1942–1943 do Sporysza, a stamtąd ostatecznie do Starego Żywca. Prowadzenie nauki w placówce było skrajnie utrudnione. Podczas jej funkcjonowania w Sporyszu na tysiąc uczniów przeznaczone było 6 pomieszczeń lekcyjnych, natomiast po przeniesieniu szkoły do Starego Żywca placówka dysponowała jedynie dwoma izbami. Nauczyciele narodowości polskiej byli nadzorowani przez radę szkolną, której członkowie byli wybierani spośród ich grona. Przewodniczył jej inspektor szkolny („Schulrevisor”) Michał Horodyński, dawny profesor miejskiego gimnazjum narodowości ukraińskiej. Siedziba rady mieściła się w budynku landratury.
Działalność polskich szkół średnich nie została wznowiona. Budynki stanowiące ich siedziby zostały początkowo zajęte przez policję i wojsko, a następnie po wysiedleniach w ramach Aktion Saybusch przekazane na rzecz niemieckich uczniów.
W 1939 r. w dawnym budynku mieszczącym siedzibę władz gminy wyznaniowej żydowskiej w Zabłociu otwarta została niemiecka szkoła ludowa („Deutsche Volksschule”). Z uwagi na przybywanie do miasta nowych niemieckojęzycznych uczniów, głównie dzieci urzędników, 16 czerwca 1940 szkoła została przeniesiona do obiektu dawnej żywieckiej szkoły handlowej. Według stanu na 1944 r. w Żywcu działały cztery niemieckie szkoły średnie: Oberschule (w okresie 1941–1943 funkcjonowała w budynku dawnego Gimnazjum Miejskiego, następnie została przeniesiona do Zabłocia), Kreisberufschule (szkoła zawodowa działająca w budynku dawnej szkoły handlowej), Landwirtschaftliche Fachschule (technikum rolnicze) oraz Haushaltungsschule (szkoła gospodarstwa domowego).
Z inicjatywy Związku Walki Zbrojnej, a później Armii Krajowej powstały polskie konspiracyjne komisje oświaty i kultury. Utworzony został program tajnych kompletów, który na poziomie szkoły powszechnej był koordynowany w Żywcu przez Antoniego Ćwiertnię, Czesława Litwińskiego i Andrzeja Pyrlika, natomiast program tajnego nauczania na poziomie szkół średnich był ustalany przez Kazimierę Białek, Czesława Janika „Grypę”, Irenę Puszyńską oraz osobę o pseudonimie „Ryszard”. Podręczniki oraz inne materiały potrzebne do prowadzenia nauki pozyskiwane były dzięki pracownikom kolei, prowadzącym przewozy w relacji z Krakowa do Żywca przez Suchą. W okresie 1940–1944 okolicy Żywca z tajnych kompletów skorzystało 1027 uczniów szkół powszechnych oraz 181 na poziomie szkoły średniej.

#### Życie religijne

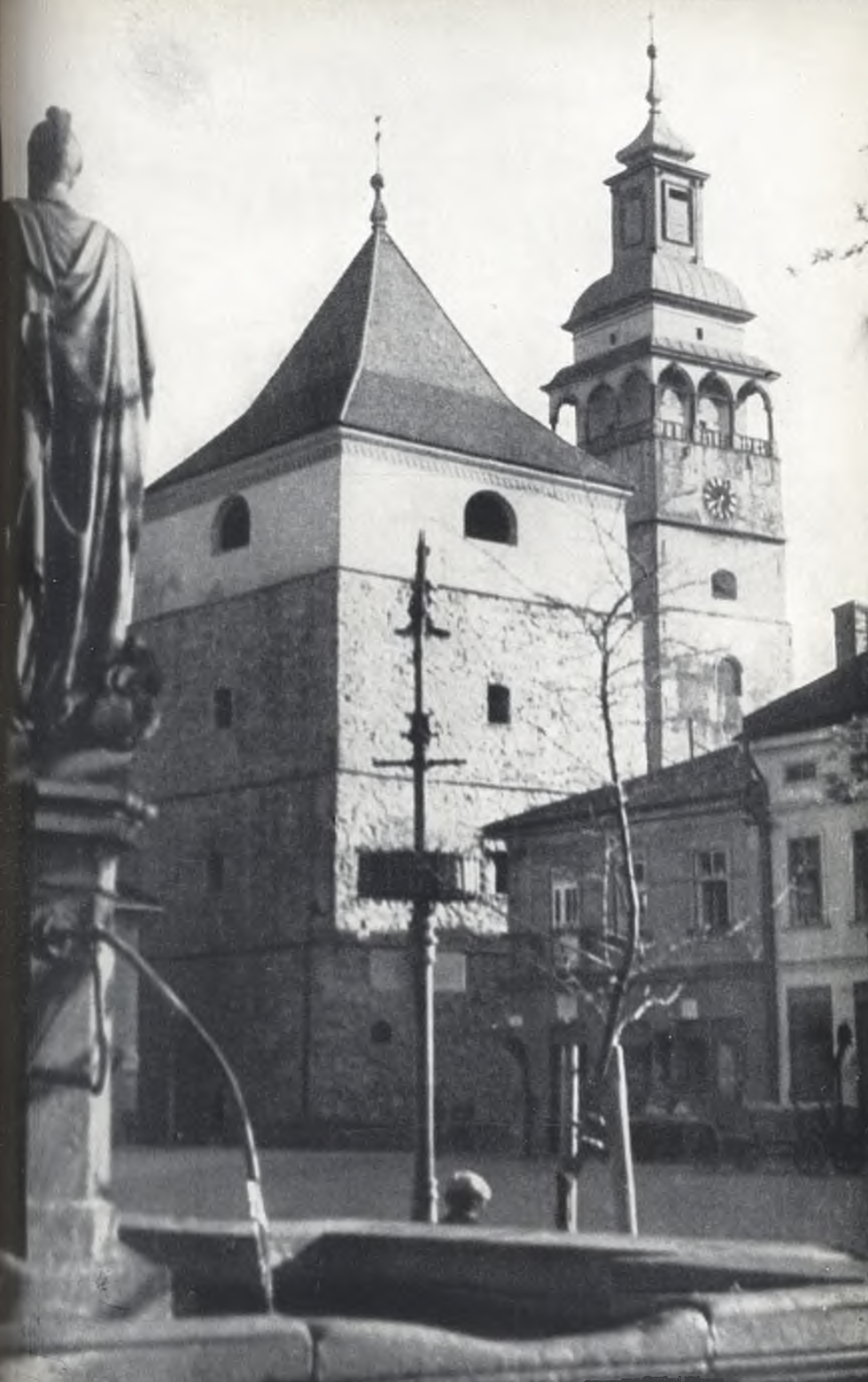
Kościół Narodzenia Najświętszej Maryi Panny wraz z dzwonnicą w okresie okupacji

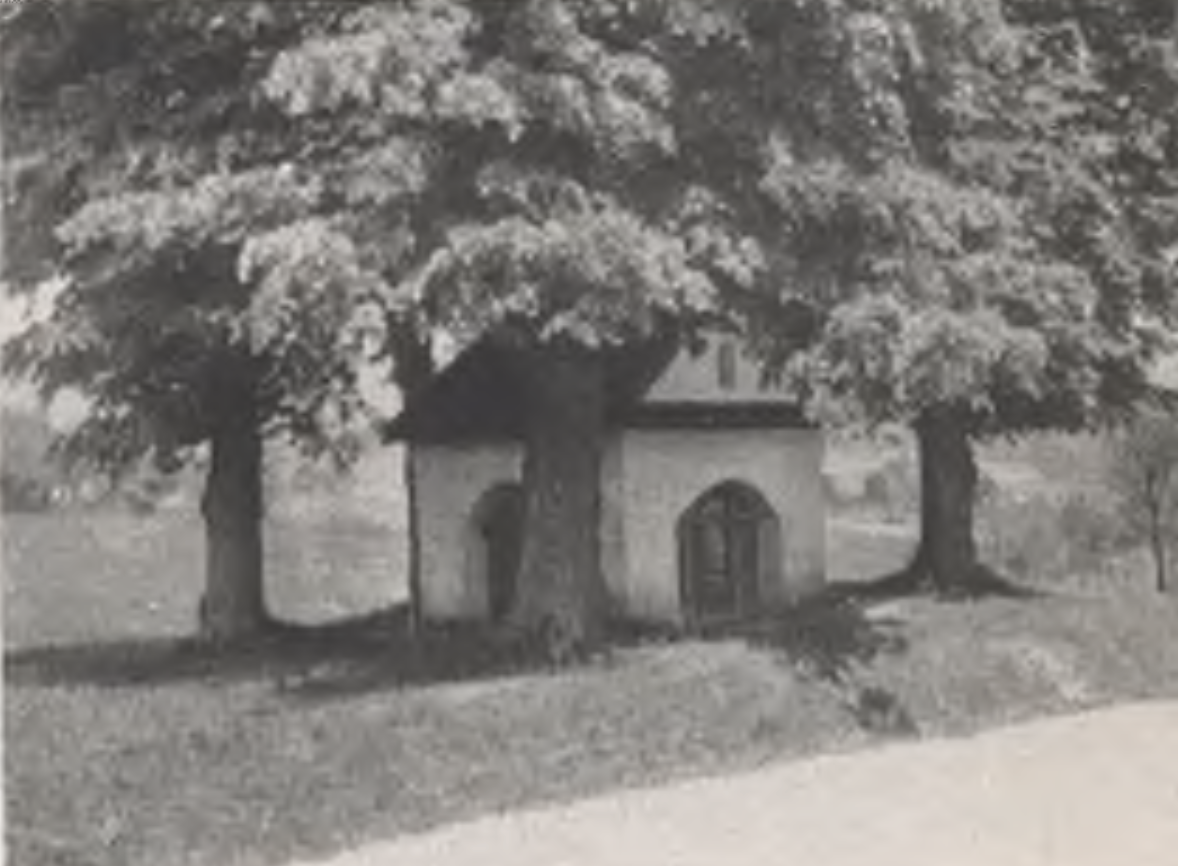
Kapliczka „Upadek Jezusa pod krzyżem” przy ul. Komonieckiego w okresie okupacji

W strukturach kościoła rzymskokatolickiego obszar Żywiecczyzny w chwili jej wejścia w skład III Rzeszy został wyłączony z archidiecezji krakowskiej i wcielony do archidiecezji wrocławskiej pod przewodnictwem arcybiskupa Adolfa Bertrama.
Kościół Narodzenia Najświętszej Maryi Panny w Żywcu początkowo został świątynią przeznaczoną dla wiernych narodowości niemieckiej. Z czasem powrócił jednak do polskich parafian z uwagi na przyjęcie przez Niemców teorii o germańskim pochodzeniu mieszkańców Żywca, wobec czego postanowiono o przekazaniu niemieckiemu duszpasterstwu najstarszego kościoła na terenie miasta, który stanowił kościół Świętego Krzyża. 7 lipca 1942 przy świątyni tej została powołana nowa parafia rzymskokatolicka przeznaczona dla Niemców. Proboszczem nowo utworzonej jednostki został ks. Kurt Bensch, będący w latach 1937–1940 proboszczem polsko-niemieckiej parafii w Pojana Mikuli w Bukowinie, gdzie wmawiał zamieszkałym tam Polakom narodowość słowacką i wprowadzał język słowacki do prowadzonych liturgii. Został nominowany na stanowisko w niemieckiej parafii w Żywcu przez krakowskiego arcybiskupa Adama Stefana Sapiehę. Proboszcz Bensch zamieszkał w budynku przy Heiliegen Kreuzstrasse 48, a swoją pierwszą mszę po osiedleniu się w Żywcu poprowadził 30 sierpnia 1942. Nabożeństwa odprawiane były przez niego jedynie w języku niemieckim. 1 września 1942 kościół Świętego Krzyża został formalnie przekazany nowej parafii św. Krzyża przez parafię Narodzenia Najświętszej Marii Panny.
Według stanu na 1943 r. do polskich wiernych poza kościołem Narodzenia Najświętszej Maryi Panny należały kościoły św. Marka i Przemienienia Pańskiego w Śródmieściu, kościół Wszystkich Świętych w Starym Żywcu, a także kościół św. Floriana w Zabłociu.
Proboszcz niemieckiej parafii rzymskokatolickiej ks. Kurt Bensch po jej powołaniu rozpoczął prowadzenie dla niej osobnych ksiąg metrykalnych. Przewodził ponadto Urzędowi Duszpasterstwa dla Niemieckiego Powiatu Żywieckiego („Seelessorgeamt für Deutsches Kreis Saysbusch”). Pozostał w mieście do stycznia 1945, a następnie wyjechał do Niemiec.
Wierni Kościoła Ewangelicko-Augsburskiego nie stanowili tu dużej grupy. Ich liczba wzrosła w wyniku przyjazdu osadników z terenu Bukowiny, jednak był to niewielki odsetek. Z tego powodu władze okupacyjne nie poświęcały dużej uwagi organizowaniu życia religijnego wśród ewangelickich kolonistów, w przeciwieństwie do stosunku wobec licznej ludności niemieckiej wyznania rzymskokatolickiego. W związku z minimalną liczbą luteran wśród mieszkańców narodowości polskiej nie istniało także ryzyko zacieśniania więzi między przedstawicielami obu narodowości podczas odbywania się wspólnych nabożeństw. W wyniku nieposiadania własnego miejsca prowadzenia działalności religijnej, nabożeństwa ewangelickie w okresie okupacji niemieckiej prowadzone były w siedzibie kasyna należącego do Fabryki Papieru „Solali” w Żywcu przez proboszcza z parafii ewangelickiej w Bielsku lub kapelana wojskowego, będących narodowości niemieckiej.

#### Ruch oporu

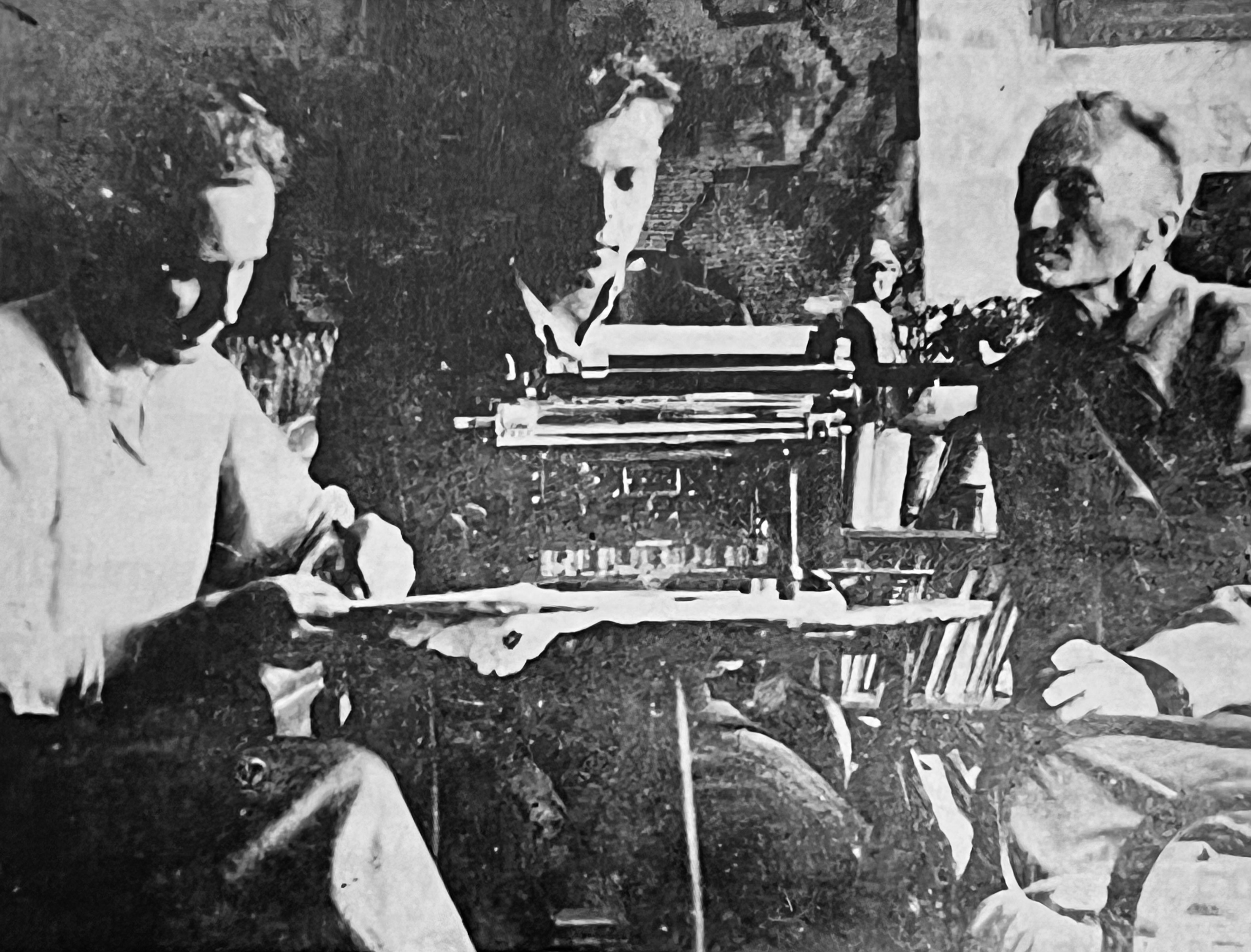
Członkowie grupy konspiracyjnej podczas pracy

Jesienią 1939 powstały pierwsze grupy konspiracyjne, które w późniejszym okresie weszły w skład ogólnokrajowych struktur organizacji podziemnych.
W grudniu 1939 powstała w Żywcu Tajna Organizacja Wojskowa pod kierownictwem kapitana Wenecjusza Zycha („Szary”, „Dziadek”). Należał do niej również m.in. ks. Stanisław Słonka („Stasiek”), proboszcz parafii w Zabłociu. Tajna Organizacja Wojskowa wydawała czasopismo „Hasło” pod redakcją Jana Urbańca („Ponton”), zajmowała się także pracą charytatywną oraz obserwacją działalności niemieckich organów, takich jak landratura, poczta, policja czy kolej. Organizacja prowadziła akcje małego sabotażu, co miało na celu hamowanie pracy fabryk. Utworzone zostały składy broni, ulokowane w kościele Świętego Krzyża oraz w budynku cegielni.
Ponadto w początkowych miesiącach okupacji zawiązana została tajna organizacja zajmująca się dystrybucją gazetek „Błyskawica” i „Sikorka”, które powstawały pod redakcją Juliana i Zbigniewa Kubielasów.
Początkiem 1940 r. powyższe organizacje wraz z innymi stowarzyszeniami konspiracyjnymi z terenu powiatu żywieckiego połączyły się pod kierownictwem Wenecjusza Zycha (jego zastępcą mianowano Antoniego Płatnika) i dokonały włączenia w skład Służby Zwycięstwu Polski, a następnie do Związku Walki Zbrojnej, który zastąpił SZP. Stały się one częścią nowo powstałego obwodu żywieckiego Związku Walki Zbrojnej, wchodzącego w skład jej okręgu śląskiego i posiadającego placówki w Jeleśni, Łodygowicach, Milówce, Suchej i Żywcu. Na czele obwodu stanęli Wenecjusz Zych, Antoni Płatnik („Lech”, „Roman”) i Antoni Cader („Rola”).
Następnie powstała komórka powiatowa Delegatury Rządu na Kraj. Jej członkami zostali Feliks Koczur oraz Czesław Janik ze Stronnictwa Ludowego, Florian Sanetra ze Stronnictwa Demokratycznego, Franciszek Hess ze Stronnictwa Narodowego i Antoni Płatnik.
Na początku 1942 r. Związek Walki Zbrojnej został przemianowany na Armię Krajową. Powiat żywiecki wszedł w skład inspektoratu bielskiego Armii Krajowej jako Obwód Żywiec „Żegota”. Miejscowi członkowie Armii Krajowej z racji przedwojennych powiązań administracyjnych regionu z Krakowem utrzymywali jednocześnie więzi z Inspektoratem Kraków AK. W wyniku aresztowań polskich działaczy konspiracyjnych późnym latem 1942 doszło do uwięzienia około 1500 osób z terenu powiatu, w tym 170 żołnierzy Armii Krajowej, wobec czego Obwód Żywiec i Inspektorat Bielsko uległy rozpadowi. Obwód Żywiec został reaktywowany latem 1943 pod dowództwem Antoniego Płatnika i uzyskał kryptonim „Bojownica”. W wyniku braku kontynuowania działalności przez Inspektorat Bielsko, Obwód Żywiec stał się zależny bezpośrednio od sztabu Okręgu Śląsk. Na wiosnę 1943 zaczęły formować się również pierwsze w rejonie oddziały partyzanckie AK. W 1944 działalność prowadziło zgrupowanie „Garbnik”, do którego zadań należało m.in. uśmiercanie zdrajców i szpiegów. Wykonało ono 19 wyroków. „Garbnik” zakończył funkcjonowanie w lutym 1945, kiedy na Żywiecczyznę weszła Armia Czerwona.
W grudniu 1940 powstała Tajna Organizacja Niepodległościowa, do której należały komórki na terenie całej prowincji górnośląskiej, a jedna z nich posiadała siedzibę w Żywcu i zajmowała się rozpowszechnianiem czasopisma „Front Polski”. Jeden z jej działaczy, Antoni Ścieszka „Sęp” został aresztowany w sierpniu 1942. Do kolejnych zatrzymań członków Tajnej Organizacji Niepodległościowej doszło po wejściu w jej struktury donosiciela Gestapo R. Czarnoty, który we wrześniu 1942 zadenuncjował jej dwóch członków (Studenckiego i Józefa Sobla). Po uwiezieniu kolejnych osób z Tajnej Organizacji Niepodległościowej jej działalność została zakończona. W 1943 struktury TON zostały jednak odnowione i organizacja powiązana została z Narodową Organizacją Wojskową, a następnie wraz z nią weszła w skład Armii Krajowej. Do najbardziej aktywnych członków TON po reaktywacji należeli Feliks Cholewa „Skała”, Jan Mituś „Roman” i Tadeusz Sulicki „Aleksander”.
Organizację konspiracyjną zawiązali również dawni działacze związani ze Stronnictwem Ludowym. W 1941 r. w mieście i jego okolicy rozpoczęto tworzenie komendy obwodowej Batalionów Chłopskich, która podlegała Okręgowi Kraków BCh. Komendantem żywieckiej jednostki został Zygmunt Mrozik „Niski”, któremu podlegało kilkoro podkomendnych z pobliskich wsi. W okresie 1942–1943 działalność komendy została osłabiona, a w 1944 doszło do jej ponownego zintensyfikowana, jednak nastąpiło to głównie na terenach wiejskich, jak Pewel Mała i Wieprz.
Z uwagi na wprowadzenie systemu reglamentacji towarów opartego na kartkach i skrajnie niewystarczających racjach przyznanych w ten sposób obywatelom narodowości innej niż niemiecka, wprowadzony został obrót niezbędnymi dobrami na czarnym rynku oraz prowadzenie nielegalnego uboju, który odbywał się pod karą śmierci, także dla prowadzących go osadników niemieckich. Pozyskiwana w ten sposób żywność była przeznaczana również na cele aprowizacji członków rodzin mieszkańców Żywca osadzonych w obozach koncentracyjnych. Ponadto przez zatrudnione w żywieckich aptekach polskie pracownice wyprowadzane były z nich leki, które były następnie przekazywane mieszkańcom miasta oraz ich bliskim przebywającym w więzieniach.
W 1941 r. zainaugurowana została akcja kradzieży kartek żywnościowych z siedziby landratury („afera kartkowa”). Do grupy zajmującej się tym procederem należał Karol Gawęda (kupiec pracujący w tej instytucji jako ślusarz i stolarz), majster Czesław Kudzia, księgowy Antoni Ryczek, a także fryzjer Franciszek Worek i jego brat Kazimierz Worek. Następnie wyniesione kartki były rozprowadzane przez Henryka Błaszczyńskiego, dawnego ucznia Miejskiej Szkoły Handlowej, który został zmuszony w wyniku okupacji do przerwania tam nauki w 1939 r. i pracującego w landraturze jako goniec, jak również przez masarza Roberta Jeziorskiego wraz ze swoim kuzynem Tadeuszem Jeziorskim. Do grona zaangażowanych w akcję należały też osoby spoza miasta. Kartki kolportowane były nie tylko na terenie Żywca, docierały nawet do Krakowa w Generalnym Gubernatorstwie, czy Pragi, Wiednia i innych miast na terenie III Rzeszy. Bony zaopatrzeniowe podlegały tam wymianie na towary wysokiej jakości, które pozostawały poza zasięgiem Polaków. Działalność grupy została jednak wykryta i rozbita przez żywiecką Kriminalpolizei końcem lutego 1942 w Wiedniu podczas przeprowadzenia transakcji przez członków szajki, którzy zostali zatrzymani i przetransportowani do Bielska. Do końca marca 1942 uwięzione zostały 34 osoby zamieszane w proceder, a większość z nich była poddawana torturom podczas przesłuchań. Według późniejszych szacunków, gospodarka Rzeszy w wyniku kradzieży kartek poniosła straty o wysokości około 2 milionów Reichsmarek. Zatrzymani otrzymali następnie kary pozbawienia wolności i osadzeni zostali w więzieniu w Mysłowicach, kary umieszczenia w obozie Auschwitz-Birkenau lub wyroki śmierci. Na żywieckim targowisku w Wielki Czwartek 2 kwietnia 1942 odbyła się egzekucja 11 osób uczestniczących w aferze kartkowej. Do oglądania stracenia przymuszona została zapędzona tu miejscowa ludność, w tym członkowie rodzin skazanych. Część osób uczestniczących w akcji dystrybucji kartek nie została schwytana w wyniku ukrywania się przed Niemcami do końca wojny, natomiast niektórzy z pojmanych i osadzonych w obozie Auschwitz-Birkenau doczekali jego wyzwolenia w 1945.

#### Zakończenie wojny

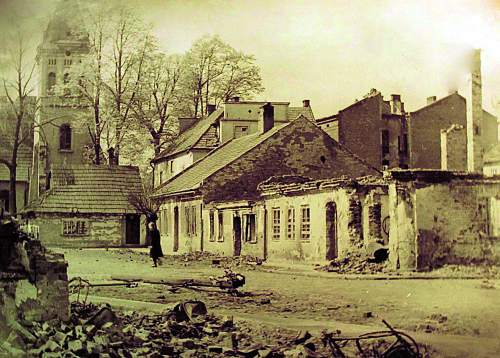
Zniszczenia wojenne w dzielnicy Rudza

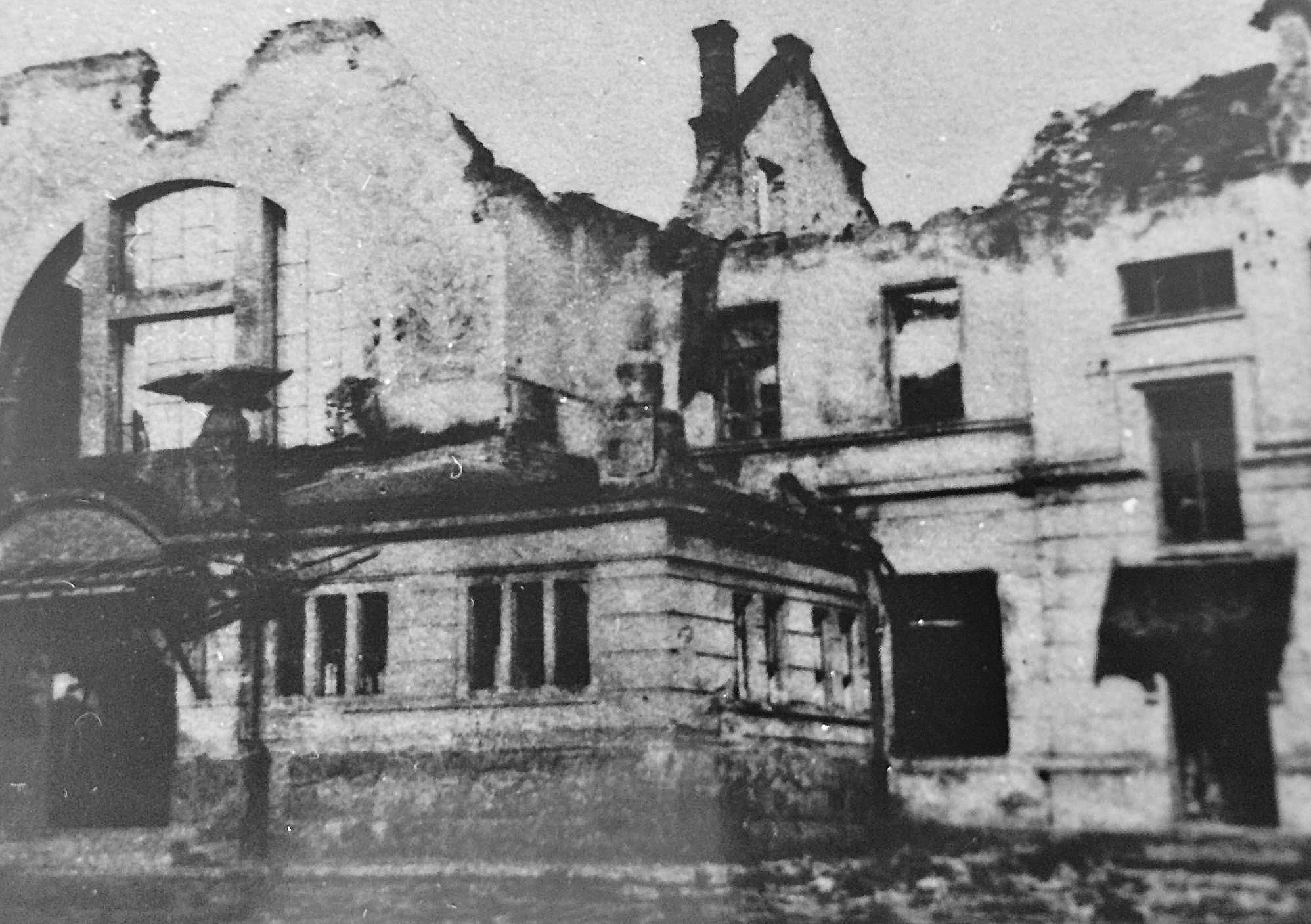
Spalony dworzec kolejowy w Żywcu

W 1944 r. na podstawie dekretu o reformie rolnej państwo żywieckie – po 477 latach istnienia – definitywnie przestało istnieć.
Po 10 stycznia 1945 w wyniku zbliżającego się frontu, władze okupacyjne ogłosiły ewakuację kobiet, dzieci i osób starszych narodowości niemieckiej, a następnie wprowadziły ją dla wszystkich Niemców zamieszkujących powiat, poza zatrudnionymi w administracji. Opuszczający tę okolicę Niemcy zostali przewiezieni wozami i pociągami w kierunku Kraju Sudetów, a następnie do Austrii i Bawarii.
25 stycznia 1945 około godziny 13:00 miał miejsce pierwszy nalot lotniczy przeprowadzony na miasto przez armię radziecką. W jego wyniku śmierć poniosło blisko 40 osób, a zniszczeniu uległy między innymi niektóre z kamienic usytuowanych przy Rynku i ulicach Kościuszki oraz Komorowskich, jak również wieża kościoła Narodzenia Najświętszej Marii Panny oraz zlokalizowana w jego pobliżu dzwonnica.
28 stycznia 1945 landrat Eugen Hering wprowadził ewakuację niemieckiego personelu administracyjnego. 1 lutego 1945 część wojsk radzieckich weszła do miasta, jednak zostali oni wyparci przez oddziały niemieckiej piechoty.
W lutym i marcu 1945 r. miały miejsce krwawe walki o miasto. Starcia i ostrzał artyleryjski Armii Czerwonej spowodowały poważne zniszczenia w dzielnicach Rudza i Stary Żywiec. Wycofujące się wojska niemieckie wysadziły most kolejowy i dwa mosty drogowe, a także podpaliły dworzec kolejowy oraz parowozownię. Ponadto zaminowane przez Niemców zostały obiekty takie jak Pałac Habsburgów, Stary Zamek, dzwonnica, gmach Starostwa Powiatowego, Szkoła Podstawowa i Fabryka „Lechia” przy ul. Zielonej, kamienice przy Rynku i stodoły na „Pod Górą”, jak również Fabryka Papieru „Solali” w Zabłociu. Nie doszło jednak do ich zniszczenia dzięki wykryciu, a następnie uszkodzeniu sieci kabli minerskich przez oddziały konspiracyjne Armii Krajowej. Żywiec został ostatecznie wyzwolony 5 kwietnia 1945.

### Lata powojenne

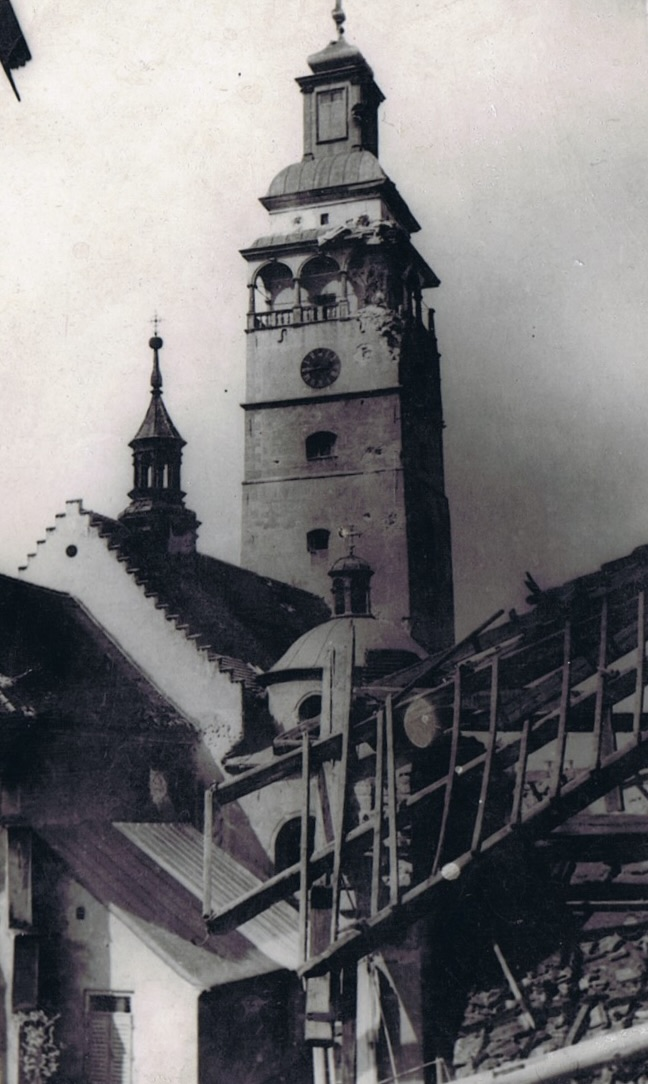
Uszkodzona wieża kościoła Narodzenia Najświętszej Marii Panny w 1945

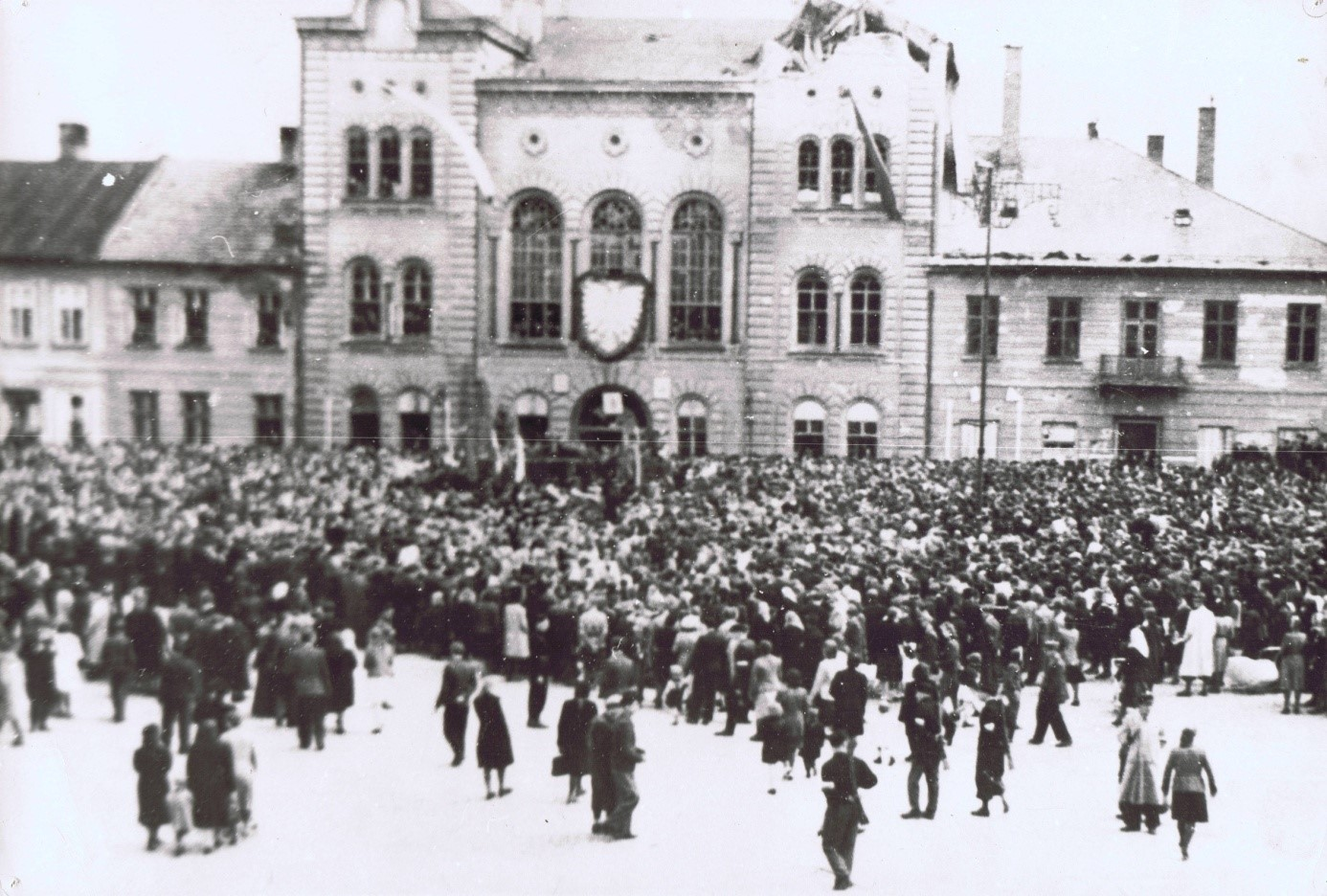
Uroczystości z okazji Święta Pracy 1 maja 1945

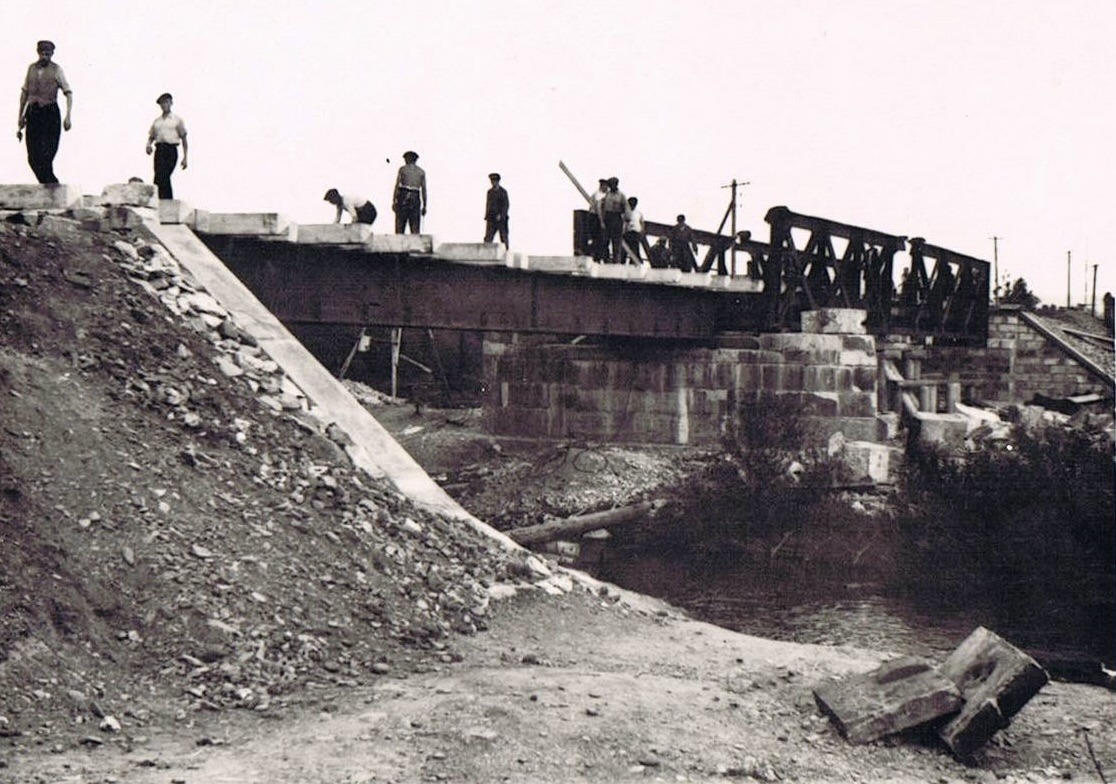
Odbudowa zniszczeń wojennych w Żywcu

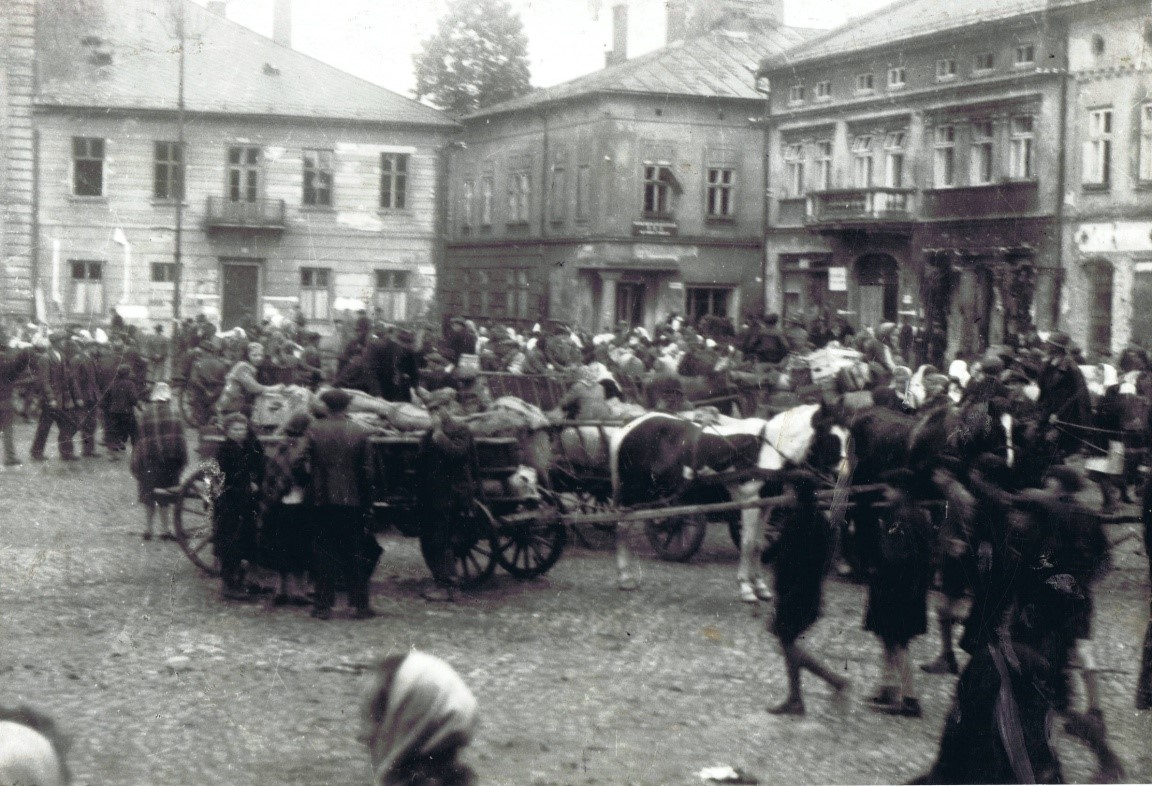
Osadnicy z powiatu żywieckiego ruszają na Ziemie Odzyskane w 1945 r.

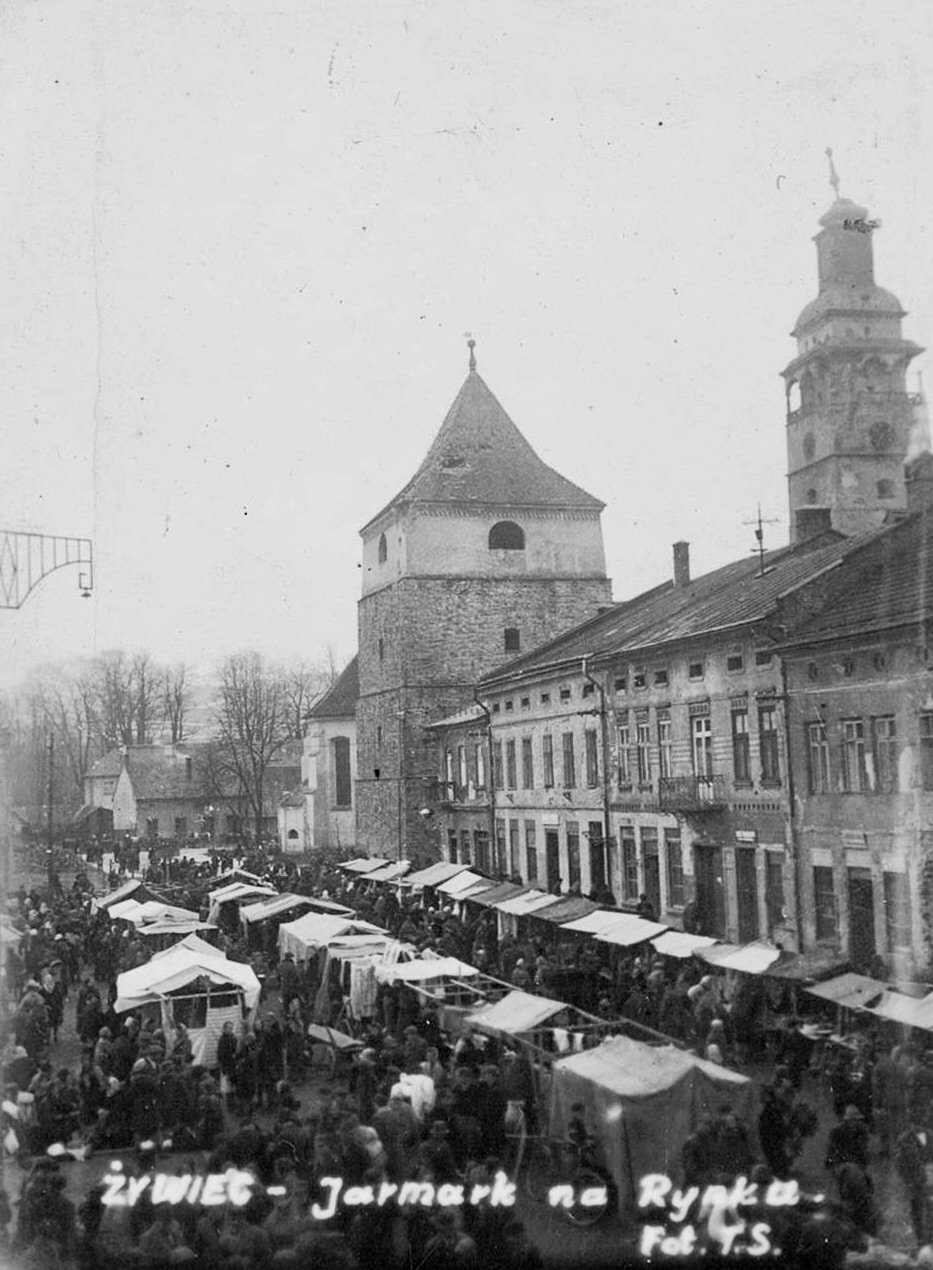
Jarmark na Rynku w 1945 r.

Miasto zostało częściowo zniszczone w wyniku działań wojennych. W momencie wkroczenia oddziałów Armii Czerwonej całkowicie zniszczonych pozostawało 126 budynków drewnianych i 68 murowanych, z czego 5 obiektów piętrowych. Częściowemu uszkodzeniu, głównie w wyniku bombardowań, uległo 98 budynków murowanych, w tym 22 piętrowych. Spaleniu uległ kościół Wszystkich Świętych w Starym Żywcu. Trafiona przez pocisk została wieża kościoła Narodzenia Najświętszej Marii Panny, uszkodzony też został budynek ratusza, siedziba straży pożarnej, cegielnia i elektrownia miejska przy ul. Wesołej, poczta, rzeźnia, gmachy szkół podstawowych nr 1 (ul. Mickiewicza), nr 2 (ul. Zielona), nr 3 (w Kolebach), nr 4 (w Starym Żywcu) oraz gimnazjum miejskiego. Największemu zniszczeniu uległy zabudowania dzielnic Stary Żywiec (w 90%) i Rudza.
Po zakończeniu wojny w mieście brakowało żywności. Jej transport pozostawał utrudniony w wyniku wysadzenia przez cofające się niemieckie oddziały mostów kolejowych na terenie Żywca oraz w jego bezpośredniej okolicy. Poza niekursującą komunikacją kolejową miasto zmagało się także między innymi z brakiem łączności telefonicznej, a czasopisma były tu dowożone przez gońca udającego się do Bielska.
8 kwietnia 1945 powstała Miejska Rada Narodowa w Żywcu, w skład której weszło 23 członków. Dokonano wówczas wyboru Prezydium Miejskiej Rady Narodowej i Zarządu Miejskiego, a pierwszym powojennym burmistrzem został wówczas Jan Dziki.
W 1945 r. wprowadzono parcelację majątków należących m.in. do Habsburgów i Kępińskich, a ich część przeszła pod zarząd państwowy. 1 maja 1945 odbyła się demonstracja robotnicza na Rynku, podczas której zostały nadane pierwsze akty własności ziem wchodzących w skład dawnych majątków. Lasy należące do dawnych panów zostały włączone w skład Zespołu Nadleśnictw w Żywcu. Powstały też pierwsze sklepy Spółdzielni „Samopomoc Chłopska”.
16 maja 1945 powołany został Powiatowy Komitet Przesiedleńczy, którego zadaniem było pozyskiwanie chętnych do przeniesienia się na Ziemie Odzyskane, jak również zajmowanie się kwestiami organizacyjnymi dotyczącymi wyjazdów i koordynacją osiedlania repatriantów na miejscach docelowych. 19 maja 1945 teren powiatu opuściło pierwszych 1915 osób stanowiących 340 rodzin skierowanych do powiatu grodkowskiego. Do końca czerwca 1945 z powiatu żywieckiego wyjechało na Ziemie Zachodnie 6 transportów osadników, w skład których weszło 15 031 osób (członków 2437 rodzin), które zasiedliły powiat grodkowski, niemodliński, nyski i opolski. W lipcu 1945 w miejsce Powiatowego Komitetu Przesiedleńczego w mieście utworzono Oddział Państwowego Urzędu Repatriacyjnego, którego zadaniem była koordynacja osadnictwa na Ziemiach Odzyskanych w celu likwidacji przeludnienia na terenie powiatu. W czerwcu 1946 oddział został przekształcony w Komitet Osadniczo-Przesiedleńczy, a wyjazdy z terenu powiatu trwały do 1953. Nowy Zamek stał się od 1 października 1946 siedzibą Gimnazjum Przemysłu Drzewnego.
W lipcu 1945 działalność zainaugurowała Powiatowa Komenda Straży Pożarnej, jak również Powiatowa Komenda Wychowania Fizycznego i Przysposobienia Wojskowego. Na powrót uruchomiono Komunalną Kasę Oszczędności Miasta Żywca przy Rynku 1, kontrolowaną przez Radę Miejską i zajmującą się działalnością umożliwiającą mieszkańcom gromadzenie oszczędności oraz pozyskiwanie nisko oprocentowanych kredytów. Powstawały także kolejno komitety odbudowy obiektów publicznych i zabytkowych, jak gmachu Towarzystwa Gimnastycznego „Sokół”, czy wieży kościoła Narodzenia Najświętszej Marii Panny. Władze miejskie przeznaczyły pozyskaną pożyczkę bankową w kwocie 250 000 zł na cele zabezpieczenia najbardziej zniszczonych obiektów, a na drodze dalszych starań otrzymały środki w kwocie 1 000 000 zł pochodzące z kredytu Ministerstwa Odbudowy zaciągniętego w Banku Gospodarstwa Krajowego.
18 sierpnia 1945 reaktywowane zostało funkcjonowanie elektrowni miejskiej zlokalizowanej przy ul. Wesołej. Węgiel potrzebny do produkcji energii elektrycznej przed uruchomieniem połączeń kolejowych był transportowany do elektrowni z Łodygowic za pomocą wozów konnych.
We wrześniu 1945, dzięki odbudowaniu zniszczonych mostów kolejowych, przywrócono kursowanie pociągów w relacji Żywiec – Bielsko, a w listopadzie tego roku – od Żywca do Węgierskiej Górki. Na pełnej długości linii w kierunku południowym do Zwardonia pociągi ponownie zaczęły jeździć w 1946 r., wtedy też przywrócono ruch na trasie Żywiec – Sucha.
Jeszcze w 1945 produkcję odlewów i narzędzi rolniczych rozpoczęła na nowo Fabryka Maszyn Rolniczych „Lechia” przy ul. Sienkiewicza 19, zatrudniając 87 pracowników. 13 marca 1946 zniszczony tartak wodny znajdujący się w lesie miejskim Kiełbasów został wynajęty Franciszkowi Suchoniowi zamieszkałemu w Jeleśni, co nastąpiło w celu pozyskania dodatkowych wpływów do miejskiego budżetu. Najem nastąpił pod warunkiem odnowienia i ponownego uruchomienia tartaku, a także nieodpłatnego przekazywania przez dzierżawcę 100 m³ drewna rocznie na rzecz miasta. Z uwagi na nieopłacalność remontu pozostającego w tragicznym stanie technicznym obiektu, został on wyburzony, a jego miejsce zajął nowy tartak.
24 maja 1946 działalność wznowiła chłodnia w Rzeźni Miejskiej, a z uwagi na znaczne zapotrzebowanie na cegłę 13 kwietnia 1947 rozpoczęto odbudowę cegielni, która uruchomiła produkcję w połowie czerwca 1947.
Komunikacja autobusowa została uruchomiona 2 maja 1947 w relacji Bielsko – Żywiec, natomiast pierwszymi liniami autobusowymi wewnątrzpowiatowymi były pojazdy kursujące od lipca 1949 z Żywca do Lipowej oraz Ślemienia.
17 czerwca 1947 upaństwowione zostało Przedsiębiorstwo Gazowe „Żywiec” z siedzibą przy ówczesnej ul. Daszyńskiego 16. Zostało ono wówczas włączone do Zakładu Gazownictwa Okręgu Krakowskiegoo.
9 maja 1947 została utworzona Spółdzielnia Przemysłu Ludowego i Artystycznego „Chałupnik” z siedzibą przy ul. Kościuszki 43, od 1964 r. działająca pod nazwą Spółdzielnia Pracy Przemysłu Ludowego i Artystycznego „Pilsko”. Na początku swojego istnienia prowadziła skup i sprzedaż wyrobów bednarskich, koszy i zabawek ludowych. W 1954 r. ze spółdzielni wydzieliła się jednostka zajmująca się wikliniarstwem. Spółdzielnia „Pilsko” zajmowała się następnie produkcją tkanin i chodników wełnianych, narzut, pledów, dywanów, kilimów oraz chust. Była wykonawcą strojów żywieckich noszonych przez członków zespołów „Mazowsze” i „Śląsk”.
9 grudnia 1947 powstała Miejska Szkoła Muzyczna, której siedziba została urządzona na I piętrze gmachu Szkoły Podstawowej nr 1 przy ul. Mickiewicza. 28 listopada przy Miejskiej Szkole Muzycznej uruchomiona została ponadto Szkoła Umuzykalniająca prowadzona przez osoby prywatne, przejęta w lutym 1949 przez władze miejskie i przekształcona w Miejską Szkołę Umuzykalniającą, która działała do lipca 1949, kiedy została zlikwidowana z powodu braku środków finansowych i nieotrzymania dotacji państwowej na jej prowadzenie.
W październiku 1948 doszło do przyjęcia przestawionego Zarządowi Miejskiemu i Miejskiej Radzie Narodowej projektu dotyczącego włączenia w granice administracyjne miasta miejscowości Isep, Sporysz i Zabłocie, a także przysiółków Kocurów (ze wsi Moszczanica) oraz Pawlusie (ówcześnie część Wieprza).
Od 1949 r. następowało upaństwowienie dotychczas prywatnych placówek handlowych, które były przejmowane przez Powszechną Spółdzielnię Spożywców „Społem”. W 1951 r. w Żywcu pod szyldem spółdzielni działały 22 sklepy spożywcze, jeden warzywniak, cukiernia, dwa sklepy handlujące chemią domową, 5 placówek tekstylno-odzieżowych, 10 sklepów mięsnych, 6 piekarń, 7 zakładów usługowych, 3 gospody, 2 stołówki, 2 bary, kawiarnia, zakłady mięsne, ciastkarnia oraz zakład produkujący wody gazowane. Do 1958 r. liczba sklepów w strukturach PSS wzrosła na terenie miasta do 60.
16 stycznia 1949 reaktywowana została działalność Powiatowej i Miejskiej Biblioteki Publicznej.
1 maja 1949 przez Powszechną Spółdzielnię Spożywców „Społem” została wydzierżawiona restauracja „Pod Filarem” Stefana Bizona, zlokalizowana przy Rynku. Jej właściciel objął stanowisko pierwszego kierownika lokalu w nowej formie.
13 listopada 1949 w Żywcu założona została Spółdzielnia Inwalidów „Jedność”, która rozpoczęła działalność 1 grudnia 1949. Przejęła ona wówczas prowadzenie działającego od 10 września 1947 sklepu monopolowo-spożywczego prowadzonego przez Związek Inwalidów Wojennych, jak również prywatnego warsztatu piekarskiego. Władysław Wajda przekazał spółdzielni wytwórnię wyrobów drucianych i przyborów kancelaryjnych, a Marian Idechowski – zakład fryzjerski. Biura spółdzielni powstały w dwupokojowym lokalu w kamienicy przy ul. Kościuszki 24, a stanowisko jej prezesa pełnił Mieczysław Paciorek. Spółdzielnia przejęła 25 maja 1950 wytwórnię past i kitów przy ul. Kolejowej (współcześnie ul. Dworcowej) w Zabłociu oraz wynajęła w jej sąsiedztwie nowe lokale biurowe, dokąd przeniesiono z Żywca jej siedzibę.

### Lata 50. XX wieku
W 1950 r. granice Żywca rozszerzono o Isep, Kocurów, Pawlusie, Sporysz i Zabłocie. Na skutek tego powierzchnia miasta wyniosła wówczas 3296 ha, a liczba mieszkańców – 15 715 osób. W 1976 r. częściami miasta stały się Moszczanica i Rędzina, w 1991 r. – Oczków, a w 2001 r. – Podlesie.
Wobec problemu powtarzających się nazw ulic na terenie miasta i we włączonym do niego Zabłociu, w 1951 r. dokonano korekty ich nazewnictwa. Na terytorium dotychczas zajmowanym przez Żywiec zmieniono nazwę ul. Rzeźniczej na ul. Stefana Żeromskiego, ul. Wąskiej na ul. Rzeczną i ul. Garbarską na ul. Stefanii Sempołowskiej.
W styczniu 1950 w Żywcu została otwarta hurtownia należąca do Wojewódzkiego Przedsiębiorstwa Hurtu Spożywczego. Zajmowała się ona zaopatrzeniem w artykuły spożywcze sklepów, jak również instytucji takich jak szpitale, czy schroniska.
1 lipca 1950 została tu powołana pierwsza spółdzielnia pracy na terenie powiatu – Spółdzielnia Pracy Kaflarzy i Zdunów w Żywcu. Wytwarzała ona kafle, szamoty i cegłę, zajmowała się też budową pieców przenośnych oraz zapewniała usługi zduńskie. W końcu lat 60. XX wieku zajęła się również produkcją narzędzi ściernych o chemicznym wiązaniu, w czym pozostawała monopolistą w skali kraju przez około dwadzieścia kolejnych lat. Natomiast we wrześniu 1953 doszło do połączenia Spółdzielni Stolarzy i Metalowców w Rajczy oraz żywieckiego działu drzewnego Centrali Przemysłu Ludowego i Artystycznego „Chałupnik” i utworzenia w ten sposób Drzewnej Spółdzielni Pracy „Góral” w Żywcu, która zajmowała się wyrabianiem sklejki, płyt stolarskich, mebli białych, a także akcesoriów budowlanych oraz ich elementów z drewna. W miejskich stolarniach w Śródmieściu oraz dzielnicy Sporysz, a także w Radziechowach powstawały meble fornirowane, wyposażenie meblowe sklepów oraz inne elementy stolarskie. 17 września 1950 przez piętnastu żywieckich rzemieślników została otwarta Spółdzielnia Pracy Szewców i Cholewkarzy, w skład której weszła 7 sierpnia 1952 również Rzemieślnicza Spółdzielnia Pracy Branży Skórzanej. Fabryka Dywanów „Persja” została przejęta przez Spółdzielnię Rękodzieła Ludowego i Artystycznego „Chałupnik” (późniejszą Spółdzielnię „Pilsko”). W 1954 r. uruchomiona została Spółdzielnia Krawiecka, a w 1956 r. – spółdzielnia fryzjerska, która wraz ze zjednoczeniem szewców i pracowników przemysłu skórzanego powołała wspólną Powiatową Wielobranżową Spółdzielnię Pracy Usług Rzemieślniczych „Żywczanka” w Żywcu.
Przy ul. Marchlewskiego 22 w 1951 r. w wyniku przekształcenia działającej tam w dwudziestoleciu międzywojennym Przetwórni Owoców i Jagód Furhmanna, powstały Żywieckie Zakłady Przetwórcze „Las”, wchodzące w skład Zjednoczenia Leśnej Produkcji Niedrzewnej. Fabryka zajmowała się wyrabianiem dżemów, syropów, soków i win owocowych.
Również w 1951 r. zostało otwarte żywieckie pogotowie ratunkowe. W tym samym roku został rozbudowany także miejski szpital.
27 września 1952 w Żywcu powstało państwowe przedsiębiorstwo „Miejski Handel Detaliczny”, zajmujące się sprzedażą produktów spożywczo-przemysłowych. W 1953 r. posiadało ono 14 sklepów, a do 1958 r. liczba jego placówek wzrosła do 40.
W 1952 Prezydium Miejskiej Rady Narodowej dokonało przejęcia pozostającego w bardzo złym stanie parku zamkowego. W roku tym rozpoczęto również budowę tymczasowego dworca PKS w dzielnicy Zabłocie na placu przed dworcem kolejowym. Docelowy dworzec uruchomiono w marcu 1960 przy ul. Marchlewskiego. Został on wzniesiony na terenie dawnego boiska Żydowskiego Towarzystwa Gimnastyczno-Sportowego „Makabi”.
1 września 1953 w budynku dawnej Szkoły Podstawowej Żeńskiej zostało uruchomione Liceum Pedagogiczne w Żywcu, działające do 6 czerwca 1973. W wyniku zaistnienia potrzeby założenia internatu, obiekt został rozbudowany o jedną kondygnację. W budynku mieściła się w dalszym ciągu szkoła podstawowa, stanowiąca szkołę ćwiczeń dla liceum. W 1953 r. została natomiast zlikwidowana Zasadnicza Szkoła Papiernicza zlokalizowana przy ul. Marchlewskiego w dzielnicy Zabłocie, w związku z czym w jej dotychczasowym budynku została otwarta nowa, druga szkoła podstawowa dla dzielnicy – Szkoła Podstawowa nr 4.
W 1953 r. przy Spółdzielni Przemysłu Ludowego i Artystycznego „Chałupnik” został powołany chór. W 1954 r. utworzono również zespół taneczny, prezentujący folklor ziem górskich oraz miasta, który po 1960 r. przyjął nazwę Zespołu Pieśni i Tańca „Pilsko”.
W styczniu 1954 decyzją Wydziału Zdrowia Prezydium Powiatowej Rady Narodowej władze miasta stały się właścicielem łaźni zlokalizowanej w budynku Kasy Chorych przy Alei Wolności. Łaźnia miejska została uruchomiona po przeprowadzonym następnie remoncie.
W 1954 r. w Żywcu powstał Urząd Stanu Cywilnego z siedzibą w gmachu Starostwa Powiatowego, który objął terenem swojej działalności obszar powiatu żywieckiego i przejął księgi metrykalne od roku 1890 od parafii rzymskokatolickiej.
W okresie 1954–1955 na terenie miasta miały miejsce próbne odwierty w celu przeprowadzenia badań wód gruntowych, które zorganizowane były w związku z planami budowy na jego terenie sieci kanalizacyjnej i wodociągowej. Realizacja projektu została zatwierdzona w 1957, a prace przeprowadzono w latach 1958–1959.
W 1955 r. została otwarta baza PKS w Sporyszu. Również w 1955 r. powołane zostało Miejskie Przedsiębiorstwo Gospodarki Komunalnej, które zajęło się m.in. oczyszczaniem miasta, oświetleniem, wodociągami, studniami i melioracją, prowadzeniem hotelu, pralń i łaźni miejskiej, czy opieką nad grobami wojennymi. Jej siedzibą został dawny budynek gazowni przy ul. Brackiej. Przedsiębiorstwo zajmowało się ponadto prowadzeniem ogrodu miejskiego, położonego przy ul. Sienkiewicza obok budynków Żywieckiej Fabryki Maszyn. W 1958 ogród ten został przekazany fabryce w celu jej rozbudowy na jego terenie. W 1957 Miejskie Przedsiębiorstwo Gospodarki Komunalnej przejęło prowadzenie pralni należącej do Krakowskich Zakładów Pralniczych, a także zakład pogrzebowy Wielobranżowej Spółdzielni „Żywczanka”. Włączony do niego został również Zarząd Budynków Mieszkalny, będący do tej pory jednostką Miejskiej Rady Narodowej.
W dniach 21–22 czerwca 1955 w wyniku webrania wód Soły i Koszarawy doszło do zerwania mostu w Sporyszu oraz kładek pieszych w ciągu ulicy Łączki i w Zabłociu. W związku z wylaniem Koszarawy pod wodą znalazło się 80 ha ziemi uprawnej na terenie Sporysza. Po przejściu fali powodziowej rozpoczęto odbudowę mostu oraz kładek.
W latach 1956–1957 w siedzibie Miejskiego Domu Kultury działał Teatr Ziemi Żywieckiej, zlikwidowany z powodu problemów finansowych.
8 kwietnia 1957 przez Oddział Wojewódzki Powszechnej Kasy Oszczędności w Krakowie został otwarty Oddział PKO w Żywcu, który zajął się prowadzeniem jednostek tego banku funkcjonujących na terenie powiatu żywieckiego, nad którymi pieczę sprawował do tej pory Oddział PKO w Wadowicach.
Miasto ucierpiało na skutek powodzi 29 czerwca 1958, kiedy to wylała zarówno Soła, jak i Koszarawa. Zniszczeniu uległy mosty kolejowy i drogowy na Sole, a niżej położone budynki zostały zalane (w tym Fabryka Papieru, garbarnia i Spółdzielnia „Chałupnik”). Woda wdarła się wówczas do centrum miasta, zalewając m.in. ulice Kościuszki oraz Dworcową. W celu umożliwienia komunikacji przez rzekę po zniszczeniu mostu drogowego, w dniach po ustąpieniu powodzi wojsko wzniosło most pontonowy, który działał do 15 sierpnia 1958, kiedy to został oddany do użytku tymczasowy most stalowy, zastąpiony 17 lipca 1960 betonową przeprawą, która funkcjonowała do 2014. Kolejna powódź nawiedziła miasto w 1960.
15 lipca 1959 w Żywcu powstało Powiatowe Archiwum Państwowe, które poza powiatem żywieckim obejmowało także powiat suski. Jego siedzibą został do października 1960 budynek Prezydium Powiatowej Rady Narodowej, następnie przeniesiono je do pomieszczeń Starego Zamku, skąd biura i część magazynów przeniesiono kolejny raz w 1976 i ulokowano w zastępczej lokalizacji przy ul. Marchlewskiego. Pozostałe magazyny archiwum znajdowały się w Starym Zamku do 1982. Kolejną siedzibą archiwum został budynek przy ul. Świętokrzyskiej 50a. 14 sierpnia 2015 placówka działająca jako oddział Archiwum Państwowego w Katowicach została przekształcona w ekspozyturę, która uległa likwidacji 1 października 2015, a jej zbiory zostały przekazane do Oddziału Archiwum Państwowego w Katowicach w Bielsku-Białej.

### Dzieje od lat 60. XX wieku do 1989

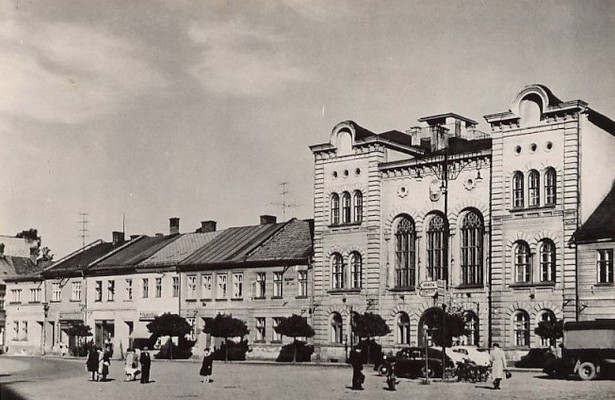
Rynek w 1961 r.

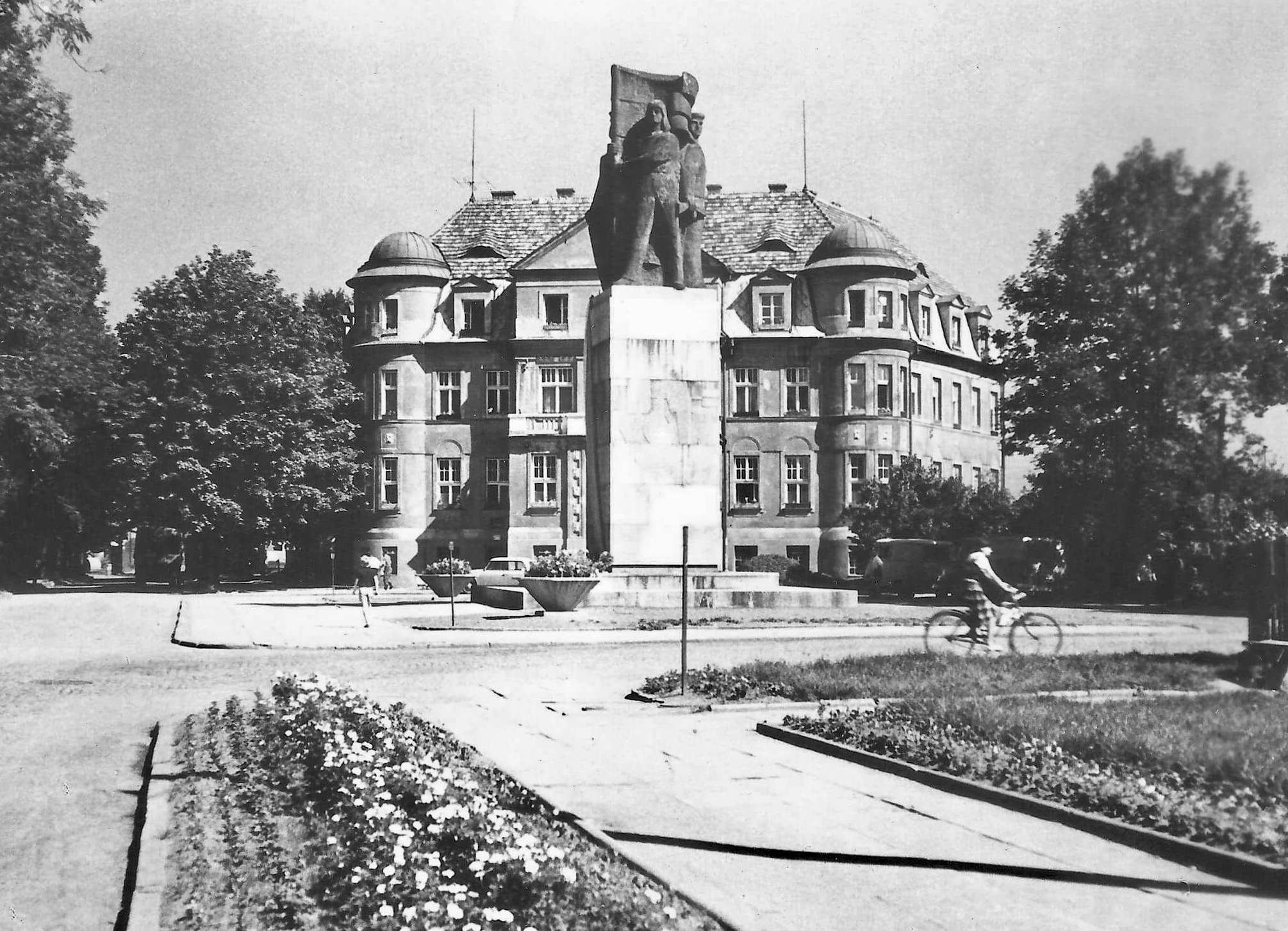
Pomnik Wdzięczności, Męczeństwa i Braterstwa Broni, odsłonięty w 1963 r.

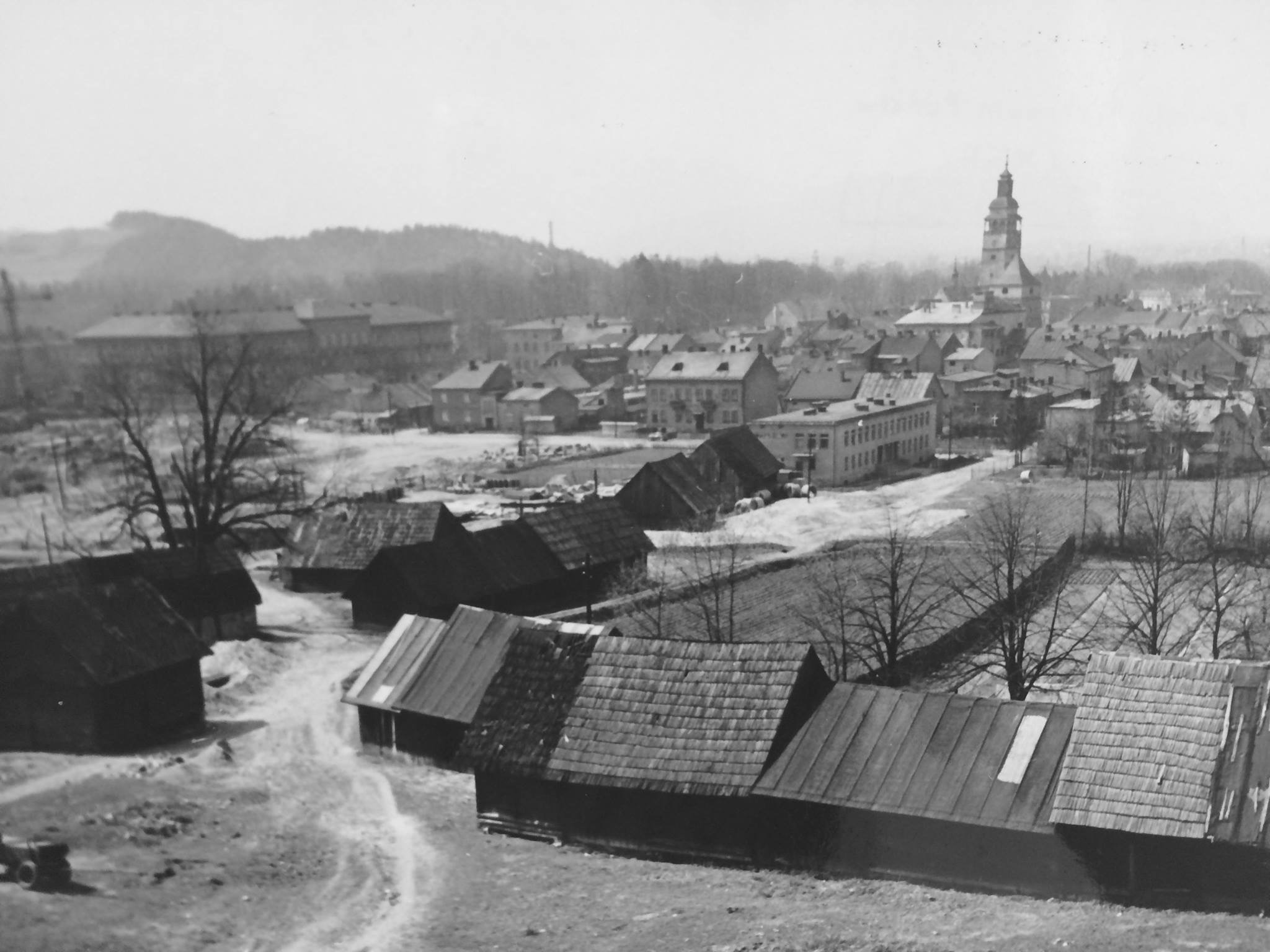
Panorama miasta w II poł. lat 60. XX wieku

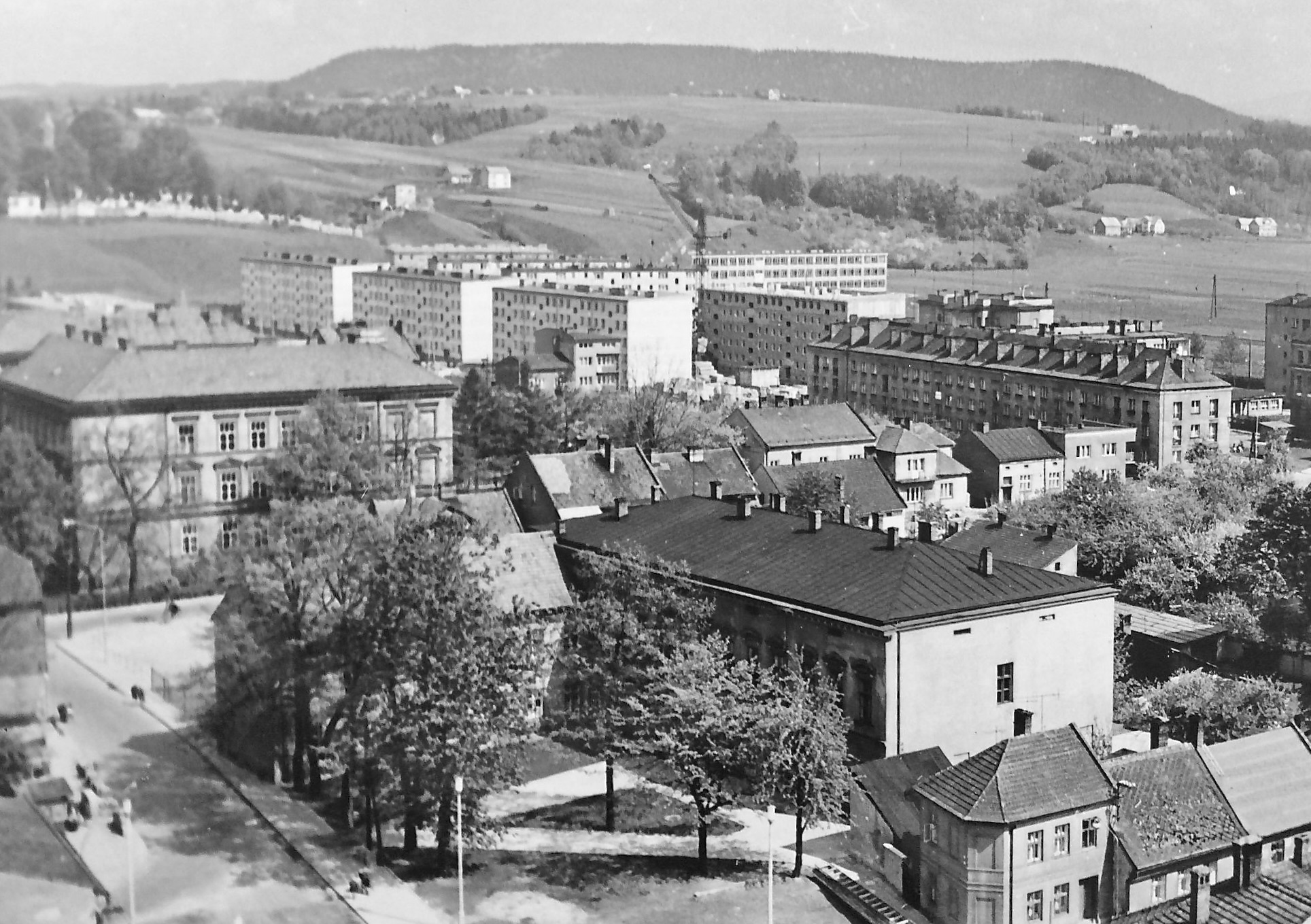
Widok na miasto w 1967 r.

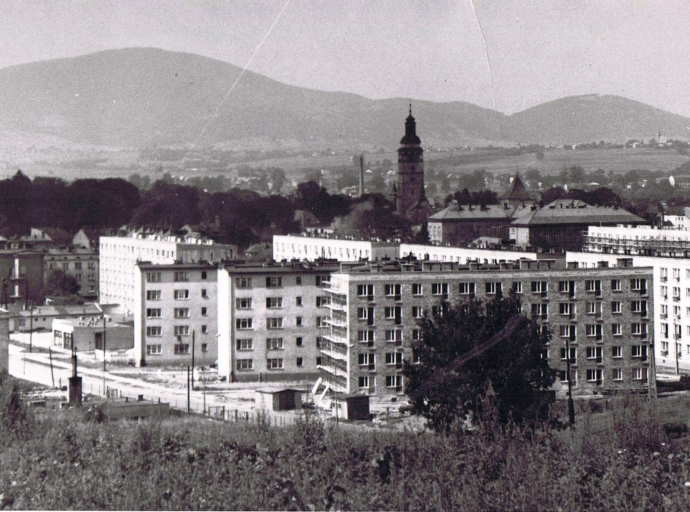
Budowa Osiedla Młodych w 1968 r.

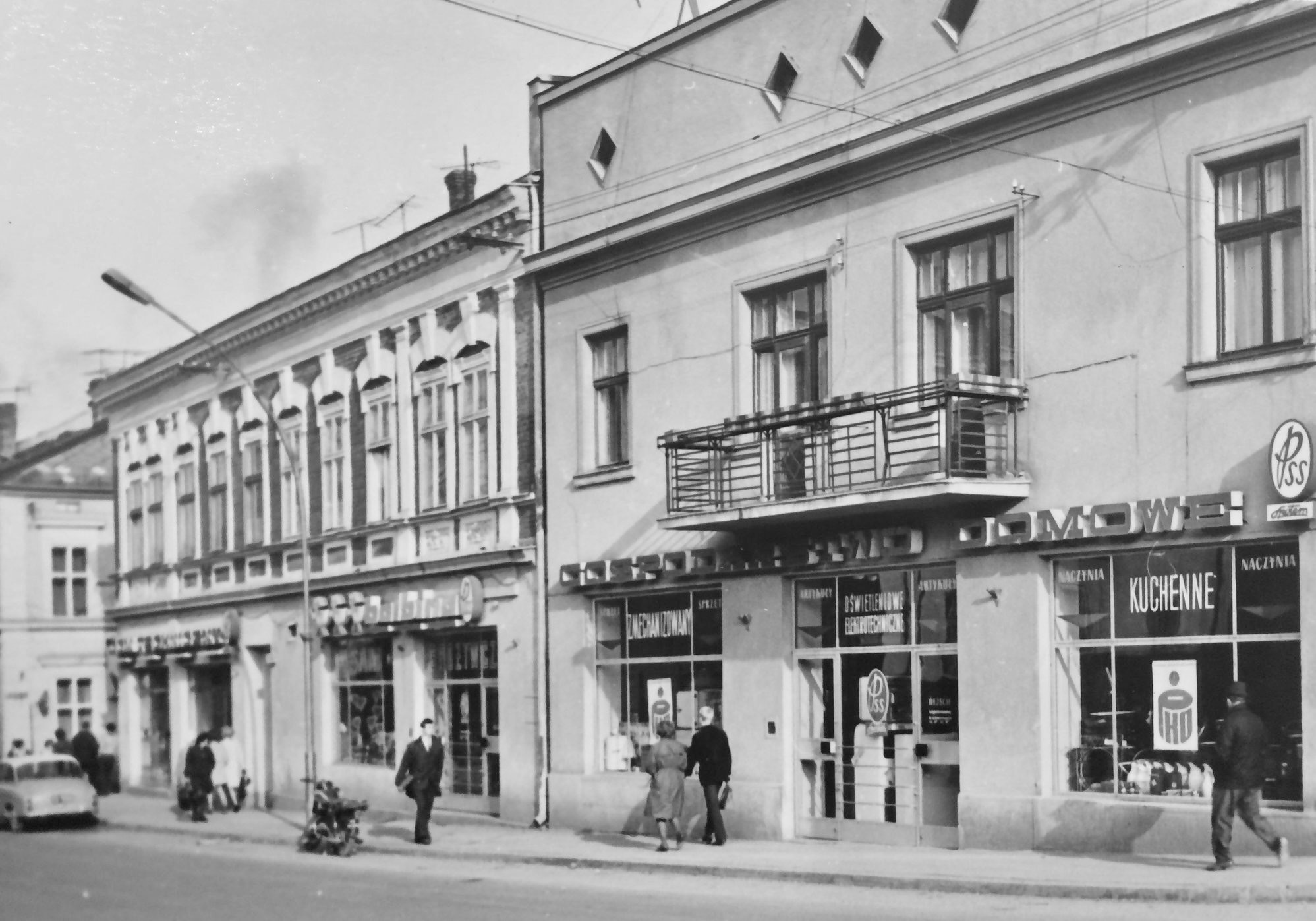
Ulica Juliana Marchlewskiego w 1970 r.

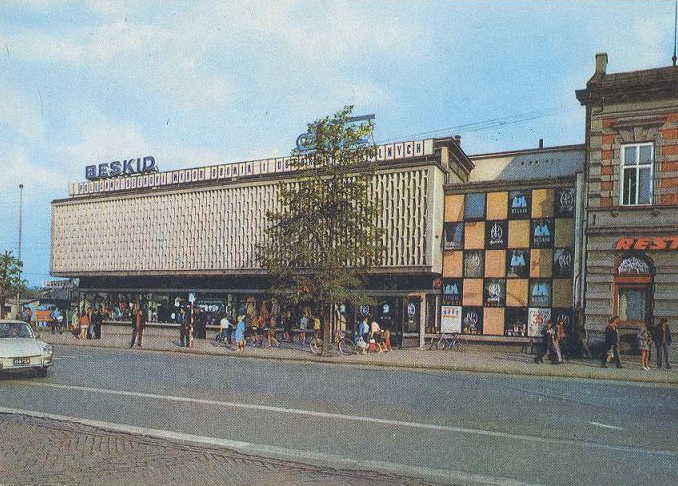
Spółdzielczy Dom Handlowy „Beskid” w 1972 r.

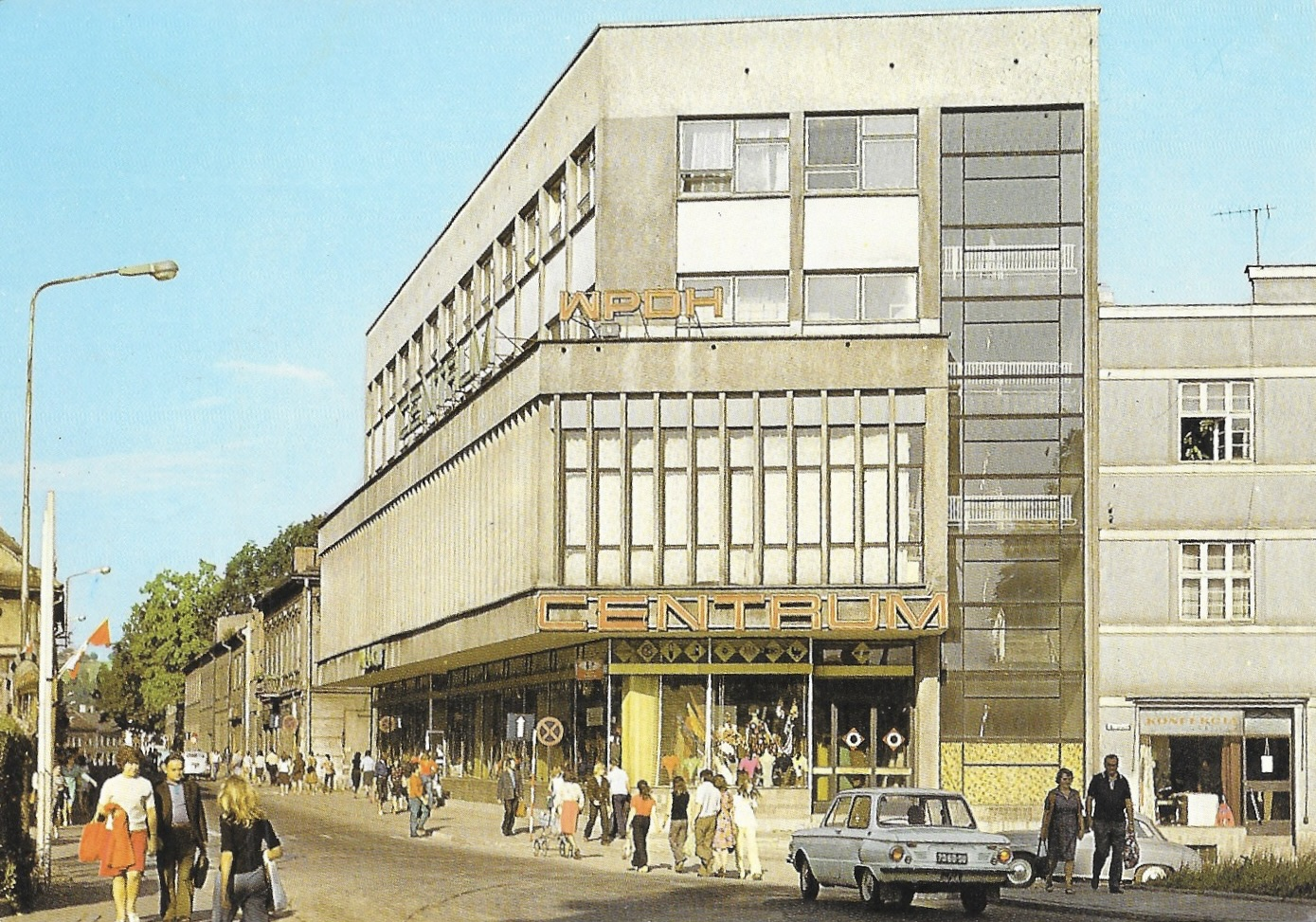
Dom Towarowy „Centrum”, otwarty w 1972 r.

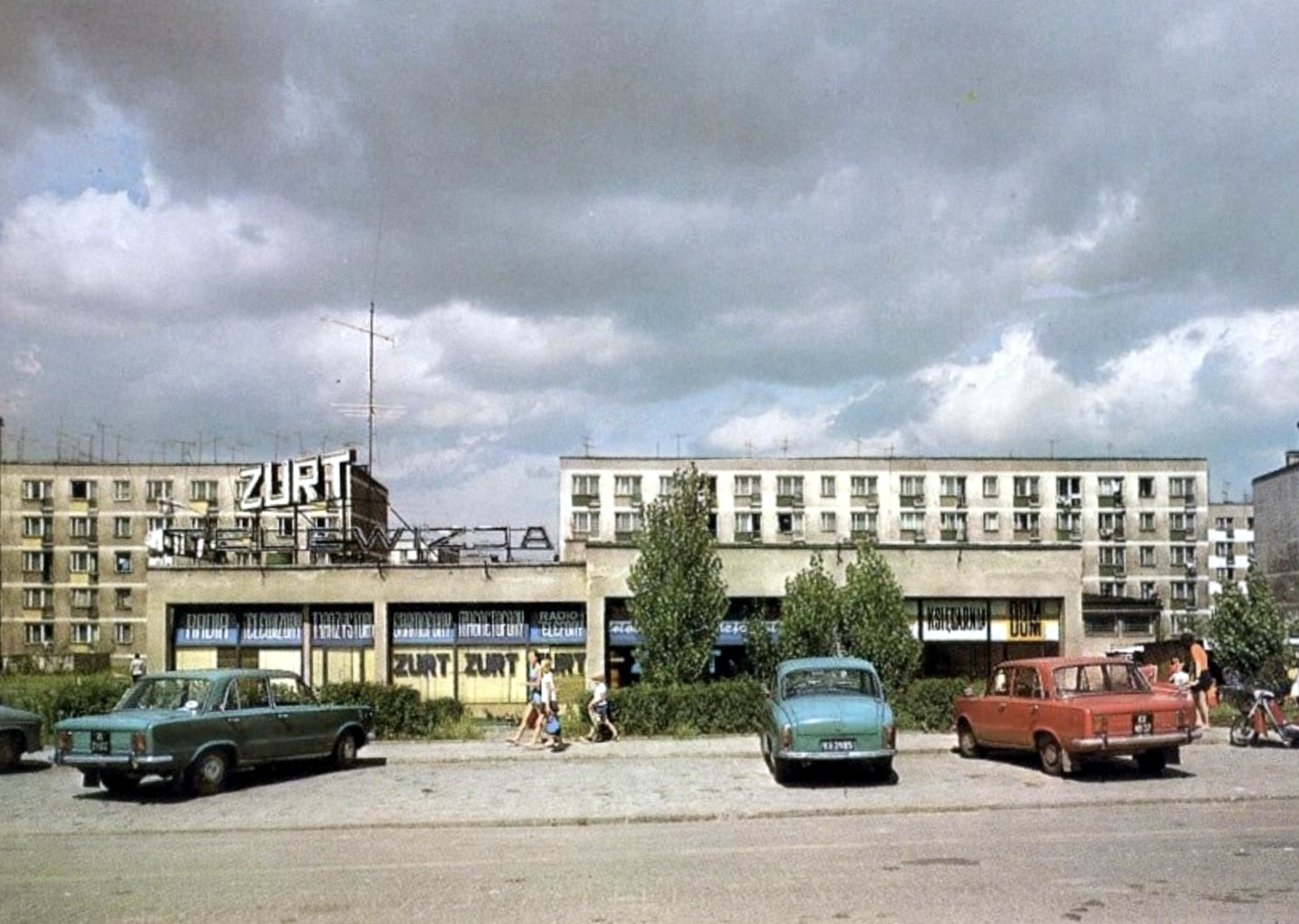
Pawilon handlowy na Osiedlu Młodych w 1975 r.

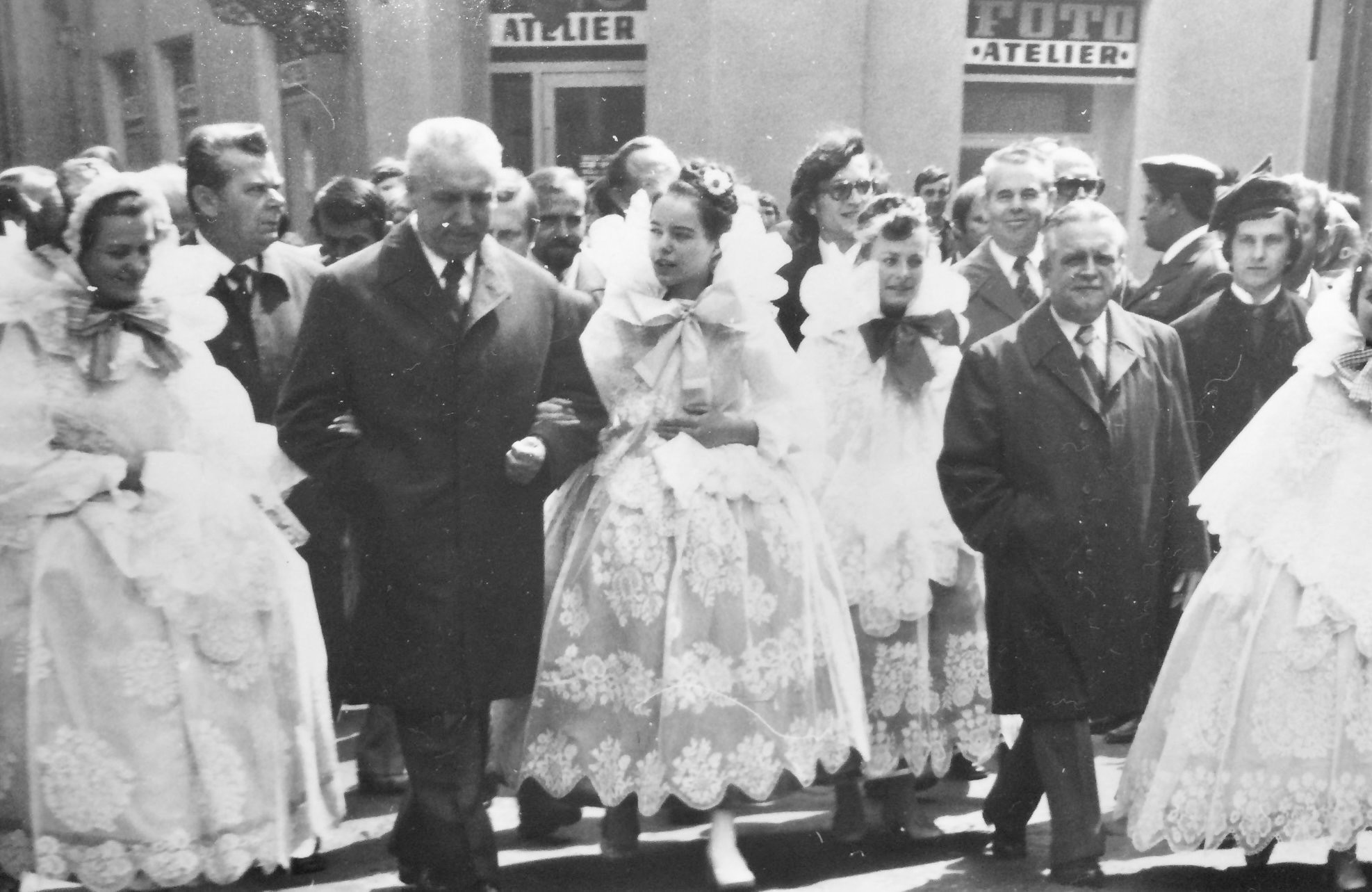
Wizyta Edwarda Gierka w Żywcu, 26 maja 1977

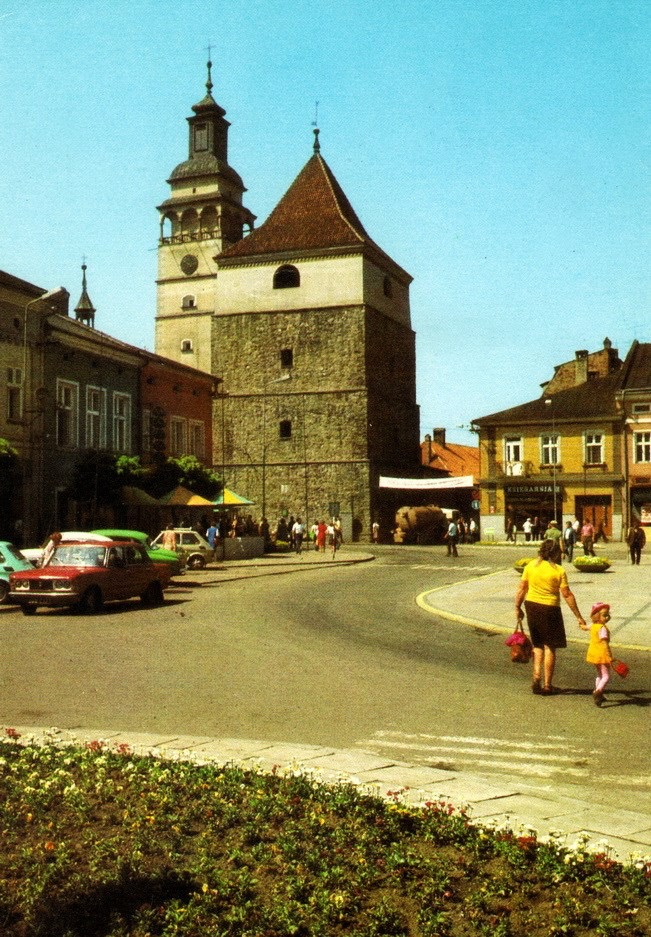
Rynek w 1977 r.

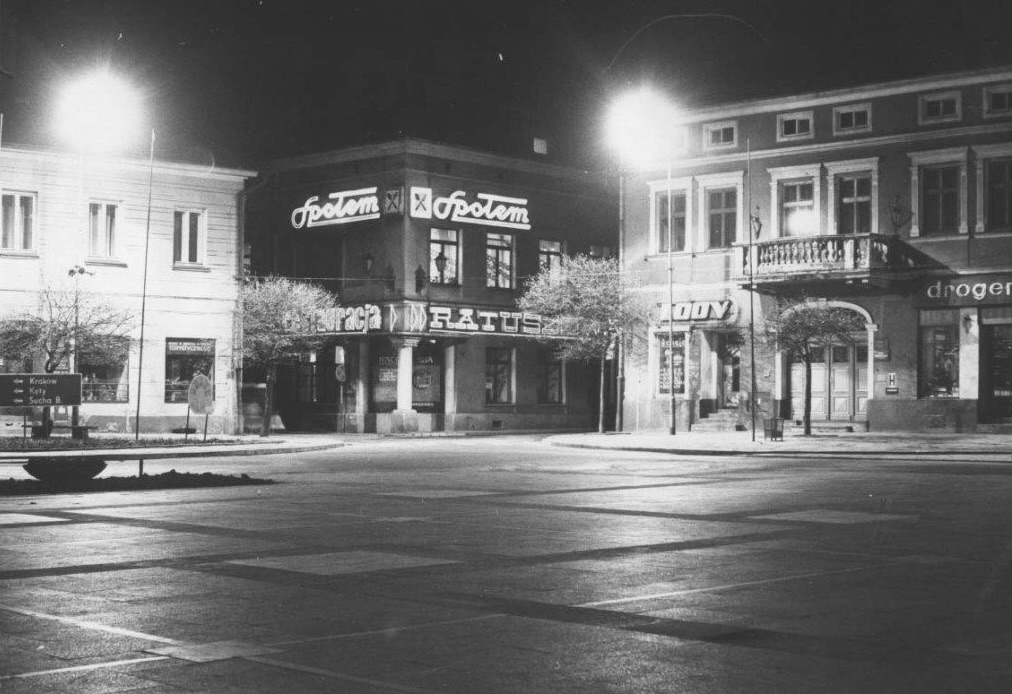
Restauracja „Ratuszowa” w latach 80. XX w.

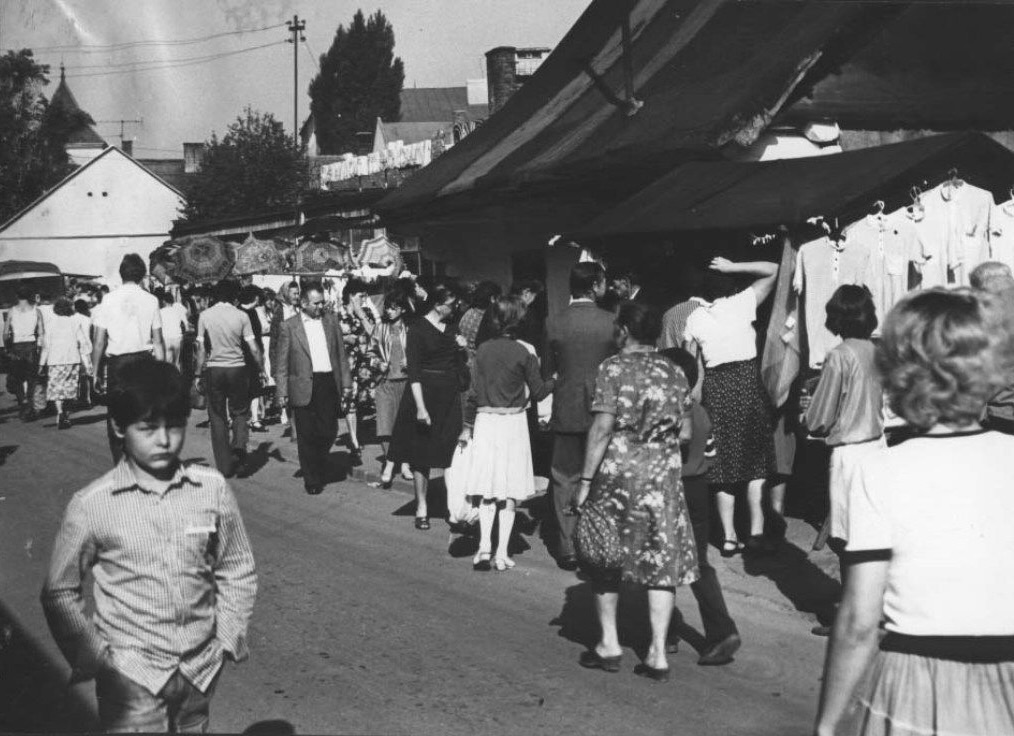
Dzień targowy w Żywcu w latach 80. XX w. na ul. Komonieckiego

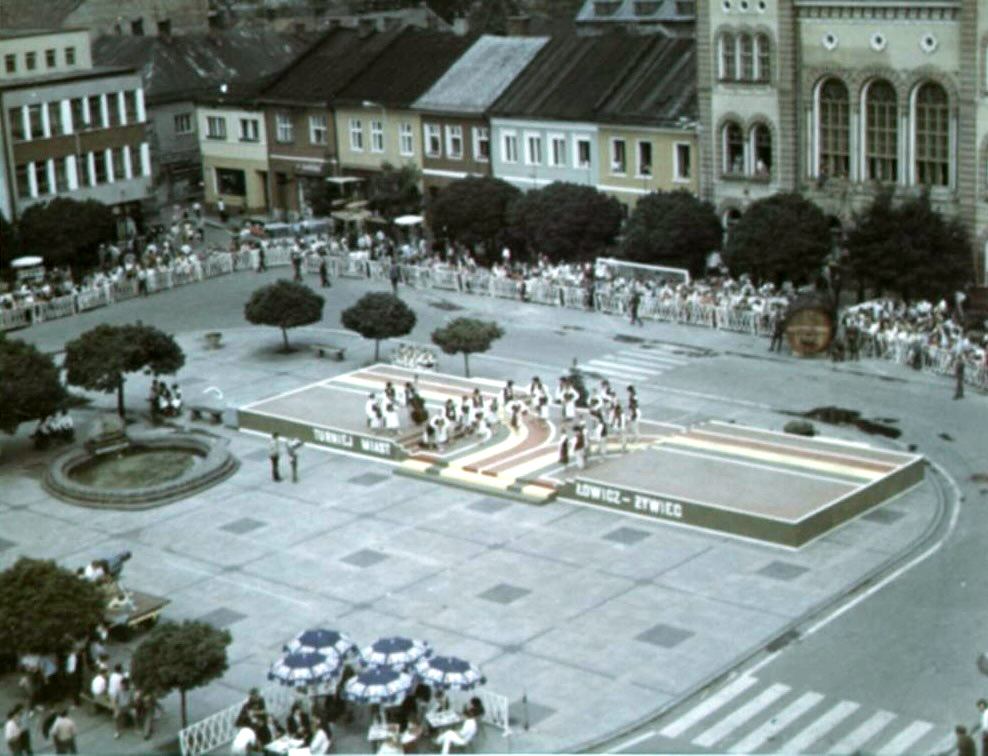
Telewizyjny Turniej Miast Żywiec-Łowicz w 1986 r.

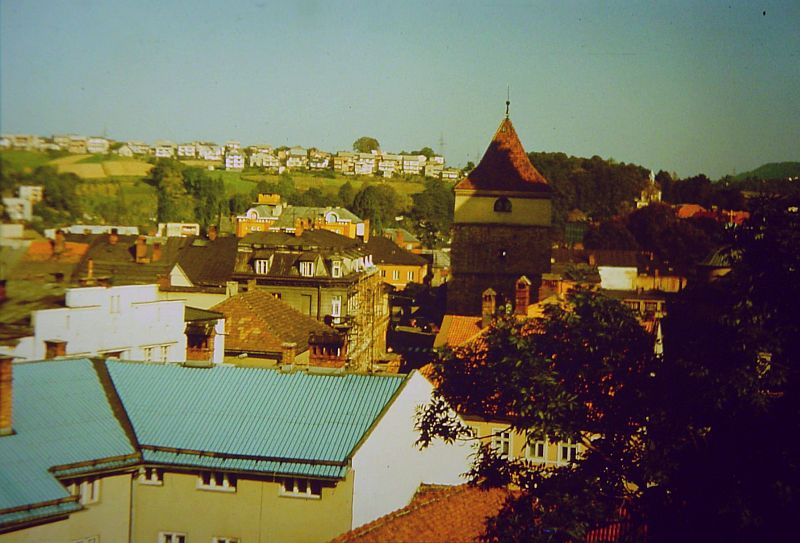
Widok Śródmieścia w 1988 r.

W dzielnicy Sporysz w 1960 r. został oddany do użytku nowy budynek dla Szkoły Podstawowej nr 3. Rok później w Sporyszu utworzona została również Szkoła Zawodowa Przyzakładowa PKS Oddział w Żywcu, początkowo ulokowana w pomieszczeniach nowo wybudowanej szkoły podstawowej. W 1966 r. szkoła zawodowa pozyskała budynek należący do dawnego majątku dworskiego, który został otwarty po przebudowie ukończonej dwa lata później. W 1981 r. siedziba szkoły powiększona została o nową część, a poza zasadniczą szkołą zawodową zostało uruchomione tam technikum dla pracujących, później liceum zawodowe, a następnie technikum dla młodzieży.
W 1963 roku przy al. Wolności wzniesiono pomnik autorstwa Antoniego Biłka upamiętniający bitwy żołnierzy Wojska Polskiego i polsko-radzieckie braterstwo broni. W tym samym roku pracownia urbanistyczna Wojewódzkiej Rady Narodowej w Krakowie opublikowała plan zagospodarowania przestrzennego Żywca, w którym przeznaczała lewobrzeżną część miasta na budownictwo mieszkaniowe oraz tereny rekreacyjne, natomiast dzielnice na prawym brzegu Soły wybrała na miejsce koncentracji zakładów przemysłowych i magazynów. Sporysz, Śródmieście oraz położoną nad nim Górę Burgałowską określiła jako tereny pod zabudowę niską.
1 stycznia 1964 r. w wyniku przekształcenia Zakładu Wodociągów i Kanalizacji powstało Miejskie Przedsiębiorstwo Wodociągów i Kanalizacji, zajmujące się zaopatrzeniem w wodę, jak również budową i konserwacją urządzeń wodociągowych oraz kanalizacyjnych.
W 1964 r. w mieście została zorganizowana wielka wystawa przemysłowa, mająca uczcić dwudziestolecie utworzenia Polskiej Rzeczypospolitej Ludowej. Zaprezentowano na niej osiągnięcia miejscowych zakładów przemysłowych oraz drobnych producentów.
W 1966 r. poprzez spiętrzenie wód Soły zaporą w Tresnej utworzono zbiornik retencyjny Jezioro Żywieckie. Decyzję o jego budowie podjęto po katastrofalnej powodzi w 1958, kiedy pod wodą znalazło się m.in. centrum Żywca. Powstanie jeziora spowodowało zalanie dzielnicy Stary Żywiec, wsi Zadziele i części wsi Zarzecze oraz Tresna. Jeszcze w 1964 z powodu budowy jeziora wysadzona została neogotycka kaplica św. Wita powstała w 1869 na miejscu wcześniejszego drewnianego obiektu z 1669.
W latach 1960–1966 na terenie miasta otwarto szereg nowych budynków szkół podstawowych, powstałych w ramach akcji „Tysiąc szkół na Tysiąclecie”. Były to m.in. Szkoła Podstawowa nr 1 (Zabłocie), nr 3 (Sporysz), nr 5 (Osiedle 700-lecia). W 1966 rozpoczęto również budowę siedziby Szkoły Specjalnej przy ul. Kopernika, oddanej do użytku we wrześniu 1968.
1 stycznia 1968 powołana została w Żywcu Zawodowa Straż Pożarna, co nastąpiło decyzją Prezydium Wojewódzkiej Rady Narodowej w Krakowie, na wniosek Komendanta Wojewódzkiego Straży Pożarnej, Stanisława Zarzyckiego. Początkowo Zawodowa Straż Pożarna zajmowała pomieszczenia wygospodarowane w budynku Ochotniczej Straży Pożarnej przy ul. Kościuszki, następnie po 1975 r. zajmując kolejne sale w obiekcie. Na potrzeby ZSB planowano na lata 1975–1976 powstanie nowego budynku jej strażnicy, jednak na skutek trudności finansowych prace pozostawały w fazie projektów. W 1984 przystąpiono do rozbudowy siedziby OSP Żywiec-Zabłocie przy ul. Objazdowej 2, a jej nowe pomieszczenia przeznaczone zostały dla ZSP. Prace zostały zakończone w 1990. W 1997 powstał dodatkowo kolejny budynek, mieszczący pomieszczenia wykorzystywane przez ZSP.
W 1968 r. miały miejsce uroczystości związane z obchodami 700-lecia miasta, co związane było z przyjęciem przez władze miasta roku 1268 jako daty jego założenia. Patronat nad jubileuszem objął Józef Cyrankiewicz. Główne wydarzenia związane z jubileuszem miały miejsce w dniach 7–16 września 1968, a w ceremonii odbywającej się 15 września uczestniczyli wicepremier Zenon Nowak, a także przedstawiciele władz administracyjnych i politycznych województwa krakowskiego oraz miast partnerskich. W celu uczczenia 700-lecia, w latach je poprzedzających oddana do użytku została Zapora Tresna, wyremontowano Rynek, Plac Mariacki, a także liczne ulice. Zmodernizowano wodociąg i kanalizację, otwarte zostały oczyszczalnia ścieków przy ul. Brackiej oraz zakład uzdatniania wody przy ul. Kopernika, a na Górze Burgałowskiej powstał zbiornik wyrównawczy. Przez Towarzystwo Miłośników Ziemi Żywieckiej zostało z tej okazji wznowione ukazywanie się wychodzącego w okresie międzywojennym czasopisma „Gronie”, które przyjęło nowy tytuł „Karta Groni”. Ponadto jeden ze statków zbudowanych w stoczni w Warnie otrzymał nazwę „Żywiec”, a następnie użytkowały go Polskie Linie Oceaniczne w Szczecinie. Załoga statku utrzymywała partnerskie kontakty ze Szkołą Podstawową nr 2.
Darem Wojewódzkiej Spółdzielni Spożywców „Społem” dla miasta z okazji 700-lecia był otwarty 29 lutego 1968 Spółdzielczy Dom Handlowy „Beskid”, będący pierwszym domem towarowym na terenie Żywca. Obiekt powstał według projektu Wiktora Zina. Początkowo parter budynku mieścił wyroby dziewiarskie, a na piętrze można było zakupić ubrania, tkaniny i obuwie. Następnie parter zajął dział spożywczy, a artykuły przemysłowe dostępne były na piętrze.
W 1969 r. pierwszy raz odbył się festiwal folklorystyczny „Żywieckie Gody”, stanowiący konkurs kolędniczy. Wtedy też powstał w Żywcu Ochotniczy Hufiec Pracy, który został utworzony na mocy uchwały Rady Ministrów z 1958. Hufiec stanowił jednostkę stacjonarną, związaną z Powiatowym Przedsiębiorstwem Remontowo-Budowlanym, a jego członkowie zostali rozlokowani w siedzibie hufca przy ul. Marchlewskiego (współcześnie budynek Szkoły Podstawowej nr 9).
Do miasta zostały w 1970 r. przeniesione „Dni Polskie”, organizowane do tego czasu w Zakopanem i stanowiące wybory uczestników Międzynarodowego Festiwalu Folkloru Ziem Górskich. W 1974 r. „Dni Polskie” zostały przeorganizowane w osobny festiwal, pod nazwą „Festiwal Folkloru Górali Polskich”, na którym od 1979 r. przyznawane są nagrody „Żywieckie Serca”. Początkowo miejscem odbywania się imprezy był Miejski Dom Kultury, następnie w 1980 r. stał się nim amfiteatr zlokalizowany u stóp wzgórza Grojec. W 1982 r. daty odbywania się Festiwalu Folkloru Górali Polskich i Tygodnia Kultury Beskidzkiej połączono.
W 1970 r. miała miejsce kolejna powódź, która tylko w infrastrukturze związanej z regulacją wód spowodowała straty na łączną kwotę 66,5 miliona ówczesnych złotych. Na terenie miasta i powiatu kataklizm doprowadził do uszkodzenia dróg, mostów i linii energetycznych, zniszczenia wałów.
30 marca 1971 powstała Miejska Komunikacja Samochodowa. Początkowo prowadziła przewozy na jednej linii prowadzącej ze Świnnej do Browaru.
W latach 1971–1973 doszło do budowy nowego dworca kolejowego Żywiec Sporysz, który powstał na miejscu dawnego budynku z 1884 r., zniszczonego w trakcie przejścia frontu w 1945 r. i rozebranego po zakończeniu działań wojennych. Nowy dworzec wzniesiony został jako nowoczesny, parterowy pawilon z licznymi przeszkleniami, a w bryłę budynku zostały wkomponowane dekoracyjne otoczaki, mające nawiązywać do górskiego położenia stacji.
1 września 1972 w Żywcu została utworzona filia Szkoły Muzycznej w Oświęcimiu. Pierwotnie mieściła się ona w pomieszczeniach należących do Szkoły Podstawowej nr 5. W 1975 r. usamodzielniła się i jako Szkoła Muzyczna w Żywcu zajęła poddasze Szkoły Podstawowej nr 2. W 1990 r. placówka uzyskała własny budynek przy ul. Łącznej. Obiekt ten mieścił poprzednio dyrekcję zakładów budowlanych. Na skutek jego oddalenia od centrum miasta, w 1996 r. ostateczną siedzibą szkoły stał się były biurowiec Fabryki Wtryskarek „Ponar” przy ul. Sienkiewicza.
10 września 1972 zostało otwarte Policealne Studium Medyczne kształcące pielęgniarki. W 1974 r. uruchomiono również liceum medyczne na podbudowie szkoły podstawowej. Do 1975 r. placówka zajmowała barak po dawnym internacie, zlokalizowany na podwórzu I Liceum Ogólnokształcącego. Po przeniesieniu działalności Zespołu Szkół Mechaniczno-Elektrycznych do nowej siedziby, jego dotychczasowy budynek przy ul. Grunwaldzkiej został przeznaczony na potrzeby Liceum Medycznego. Szkole udostępniono także internat przy ulicy Kopernika. W 1996 r. zlikwidowane zostało liceum, a 31 stycznia 2003 – studium policealne. Liceum Medyczne zostało przekształcone w II Liceum Ogólnokształcące, działające do 2009 r., kiedy to zostało połączone z I LO.
W 1972 r. przez Miejski Handel Detaliczny został otwarty reprezentacyjny Dom Handlowy „Centrum”, o którego budowie postanowiono jeszcze w 1968 r., zważywszy na sukces Domu Handlowego „Beskid”. Nowy obiekt zlokalizowany został przy skrzyżowaniu ulic Kościuszki i Handlowej i posiadał cztery kondygnacje, z czego pierwotnie dwie handlowe (parter mieścił wówczas dział spożywczy oraz bar kawowy, natomiast I piętro – działy przemysłowy, odzieżowy i obuwniczy), a kolejne dwie przeznaczono na biura i magazyny.
W 1975 r. powstała w Żywcu jednostka Narodowego Funduszu Ochrony Zdrowia, działającego przy Froncie Jedności Narodu i zajmującego się m.in. tworzeniem nowych ośrodków zdrowia. Dzięki jego działalności nastąpiła tu budowa nowej przychodni. Z jego środków, pozyskiwanych dzięki składkom pracowniczym, dokonano również zakupu nowych karetek dla pogotowia ratunkowego.
W okresie PRL wzniesiono wielorodzinne osiedla mieszkaniowe. Pierwsze bloki na terenie miasta powstały przy ul. Handlowej, Witosa i Krasińskiego (1959). W latach 1958–1960 wzniesionych zostało 14 bloków z 608 mieszkaniami, natomiast w okresie 1961–1963 w kolejnych tego typu obiektach udostępniono 412 mieszkań. W 1961 r. wybudowane zostało Osiedle Kochanowskiego, będące zespołem bloków zakładowych Fabryki Papieru „Solali”. 4 marca 1961 powstała Spółdzielnia Mieszkaniowa „Gronie”, która w 1962 rozpoczęła budowę Osiedla Pod Grapą. Stawianie Osiedla Parkowego zakończono w 1964, Osiedla Młodych – w 1971 r., natomiast Osiedle 700-lecia powstało w latach 1973–1992, a Osiedle Paderewskiego w 1981 r. Ponadto w 1976 r. rozpoczęto budowę osiedli domów jednorodzinnych zlokalizowanych na Górze Burgałowskiej.
W 1976 r. w siedzibie Zespołu Szkół Mechaniczno-Elektrycznych została uruchomiona filia Wydziału Mechanicznego Politechniki Krakowskiej, funkcjonująca do 1982 r.
W 1977 r. PSS „Społem” przeprowadziła generalny remont restauracji „Pod Filarem” przy Rynku, w wyniku którego zostało zamurowane dawne wejście główne umieszczone pod filarem kamienicy, a w zamian powstało nowe, od strony ul. Mickiewicza. Doszło wówczas także do budowy szatni, a piętro kamienicy stanowiącej siedzibę restauracji zostało przekształcone pod działalność gastronomiczną, powstała tu także kawiarnia. Restauracja po remoncie została otwarta pod nową nazwą i od tej pory funkcjonowała jako „Ratuszowa”. Kierowniczką lokalu pozostawała wówczas Krystyna Muś, natomiast stanowisko szefowej kuchni pełniła Stanisława Gawlas. Do specjalności restauracji należał żurek staropolski i kurczak po cygańsku. Po 1989 r. „Ratuszowa” została wynajęta prywatnemu inwestorowi.
Pierwszy publiczny żłobek na terenie miasta został uruchomiony w 1977 r. na Osiedlu 700-lecia. Posiadał 75 miejsc. Do tej pory w Żywcu funkcjonował jedynie żłobek zakładowy przy Fabryce Papieru „Solali”, posiadający 25 miejsc.
26 maja 1977 miasto gościło I Sekretarza Komitetu Centralnego Polskiej Zjednoczonej Partii Robotniczej Edwarda Gierka. Uroczystość jego powitania odbyła się na Rynku, uczestniczył w niej I Sekretarz Komitetu Miejskiego PZPR Stanisław Kowalski, odbyły się też występy zespołów regionalnych. Następnie Edward Gierek wraz z towarzyszeniem mieszczanek ubranych w tradycyjne stroje udał się ul. Kościuszki do Starego Zamku, później odwiedził Zakład A Fabryki Wtryskarek.
W 1977 r. wybudowana została kładka na Koszarawie, łącząca Sporysz z Śródmieściem. W tym samym roku dzięki przeprowadzonemu remontowi, ulica Żeromskiego, Aleja Wolności i ulica Wojsk Ochrony Pogranicza utworzyły pierwszy obwód drogowy ścisłego centrum miasta, dzięki czemu możliwe były wyprowadzenie z niego ruchu tranzytowego.
Zarówno w okresie przed- jak i powojennym Żywiec należał do województwa krakowskiego. W latach 1975–1998 miasto i okolica wchodziły w skład województwa bielskiego, następnie zostały włączone do województwa śląskiego.
3 maja 1978 przez Przedsiębiorstwo Budownictwa Ogólnego „Oświęcim” ukończona została rozbudowa Szpitala Rejonowego, który wzbogacił się o dwa nowe budynki mieszczące oddział urazowo-kostny oraz stołówkę dla personelu.
We wrześniu 1978 został otwarty Dom Spokojnej Starości przy ul. Śliżowy Potok, wybudowany dzięki czynowi społecznemu mieszkańców miasta oraz pracowników spółdzielni „Społem” oraz „Góral”, zakładów przemysłowych zlokalizowanych na terenie Żywca i w okolicznych miejscowościach oraz Zakładu Doświadczalnego Polskiej Akademia Nauk w Lipowej. Inicjatorem powstania placówki był lekarz Adam Pliszewski, który objął stanowisko przewodniczącego komitetu budowy. Środki na powstanie obiektu pochodziły głównie z dotacji Narodowego Funduszu Ochrony Zdrowia, jak również z funduszy zakładów pracy i osób prywatnych. Wanda Mojżyszek dokonała przekazania budynku mieszczącego kino „Janosik” na rzecz komitetu budowy, który został przez niego sprzedany Wojewódzkiemu Zarządowi Kin, a pozyskane w ten sposób środki zasiliły budżet inwestycji. Prace budowlane zostały przeprowadzone przez Przedsiębiorstwo Budownictwa Ogólnego „Oświęcim”. Nowy Dom Spokojnej Starości im. lek. Adama Pliszewskiego posiadał 100 miejsc w 68 pokojach jednoosobowych i 16 dwuosobowych. Dysponował pełnym węzłem sanitarnym. Powstała tu również świetlica, biblioteka, pokój do zajęć własnych, ambulatorium lekarsko-dentystyczne, kuchnia, jadalnia i pomieszczenia gospodarcze.
W 1979 r. w budynku przy Placu Mariackim zostało uruchomione domowe przytulisko dla zwierząt, prowadzone przez Marię Tomiak. Z powodu wzrostu liczby podpiecznych, doprowadziła ona do utworzenia w Żywcu oddziału Towarzystwa Opieki nad Zwierzętami oraz podjęła starania o powstanie w mieście schroniska dla bezdomnych zwierząt, które zostało ostatecznie uruchomione w pozyskanym na ten cel drewnianym domu z ogrodem zlokalizowanym przy ul. Batorego. W 1991 r. siedziba schroniska została przeniesiona na ul. Świętokrzyską.
W 1980 r. rozpoczęta została budowa amfiteatru, zlokalizowanego nad rzeką Koszarawa pod Grojcem. Jeszcze w trakcie prac w 1980 r. miał tu miejsce Festiwal Folkloru Górali Polskich, zorganizowany na tymczasowej estradzie i przy prowizorycznie urządzonych miejscach dla widowni. Budowę obiektu ukończono rok później. Posiadał on widownię na 1500 miejsc.
W 1980 r. utworzone zostało Przedsiębiorstwo Robót Elektrycznych i Teletechnicznych „Elmontaż”, a w 1985 r. w mieście została otwarta hala warsztatowa należąca do Zakładu Doskonalenia Zawodowego w Katowicach.
W 1990 r. w Żywcu powstał urząd rejonowy, który stanowił jednostkę rządowej administracji na terytorium dawnego powiatu żywieckiego. 6 kwietnia 1990 utworzona została również Komenda Rejonowa Policji.

### Miasto w III RP

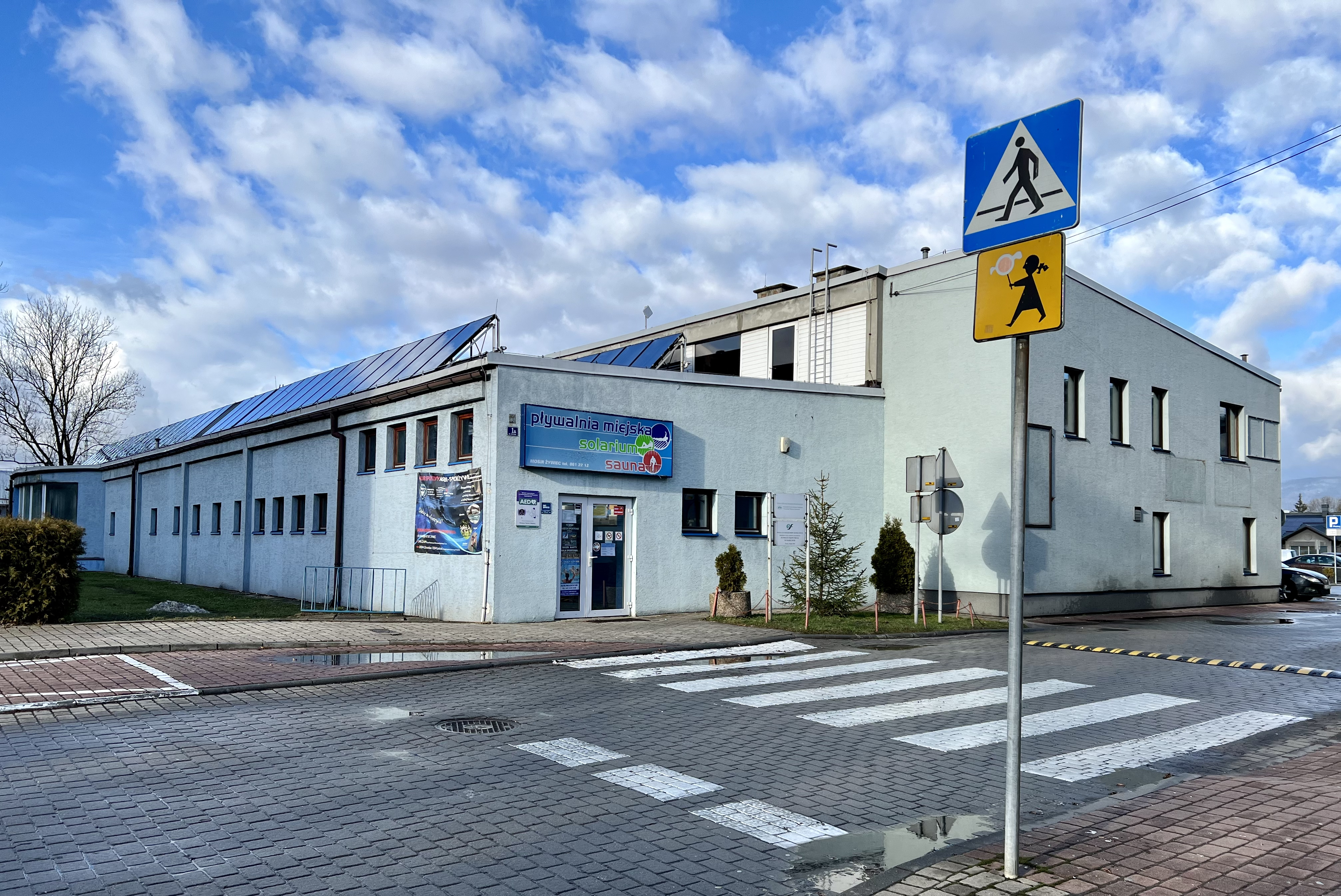
Pływalnia miejska przy ul. Zielonej, otwarta 14 listopada 1996

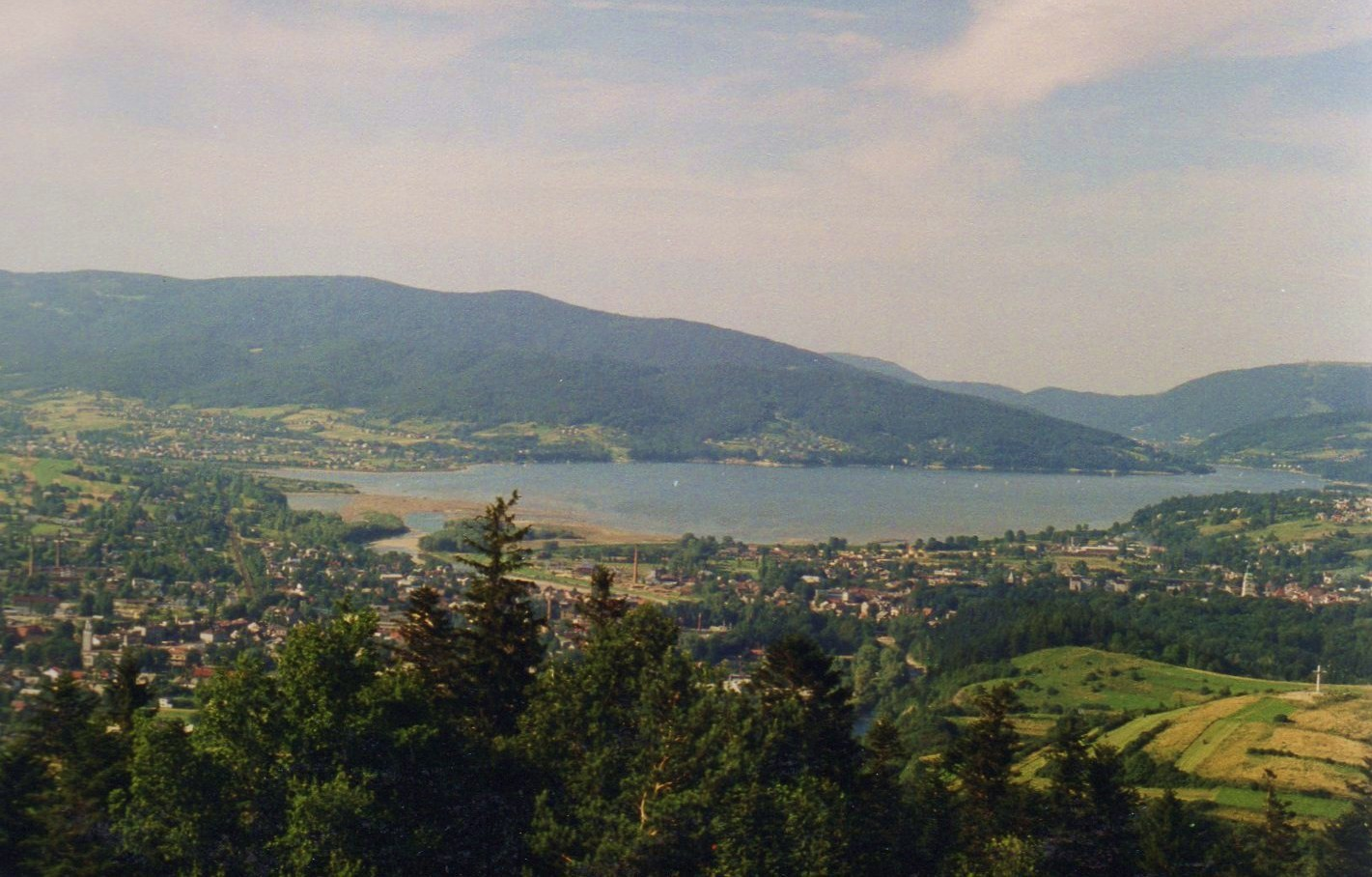
Widok na miasto w 1997 r.

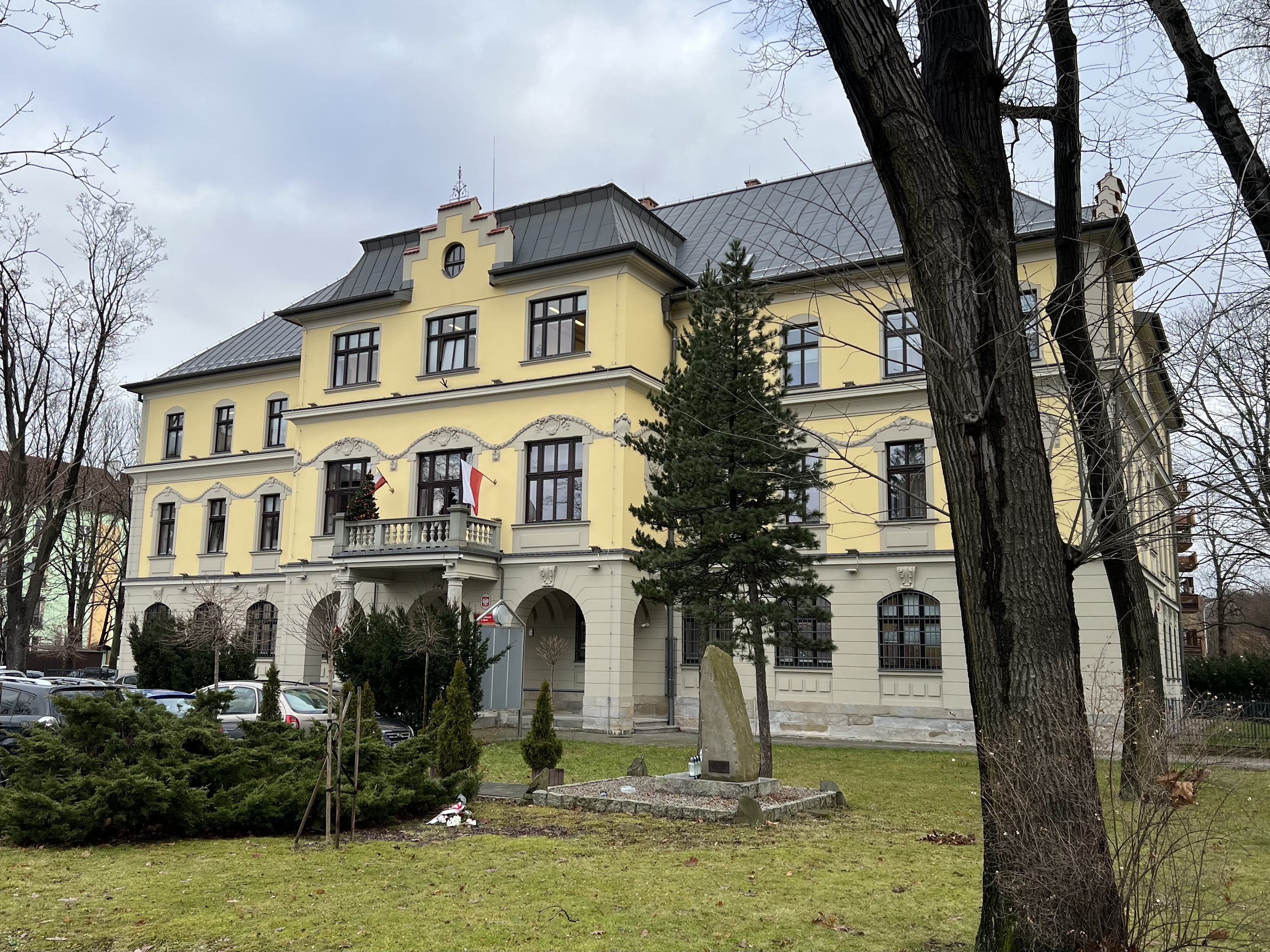
Starostwo Powiatowe w Żywcu

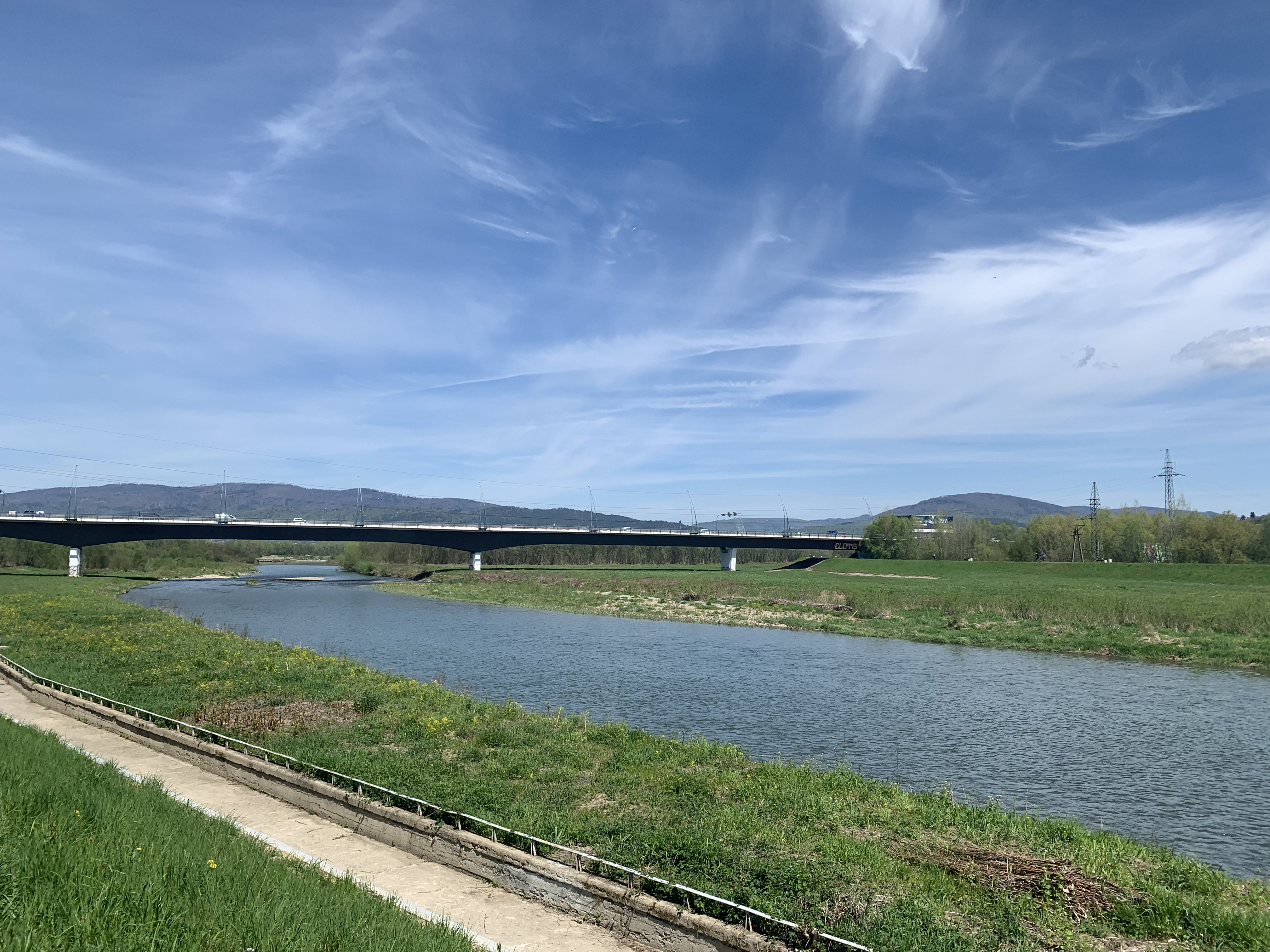
Most na Sole oddany do użytku w 1999 r.

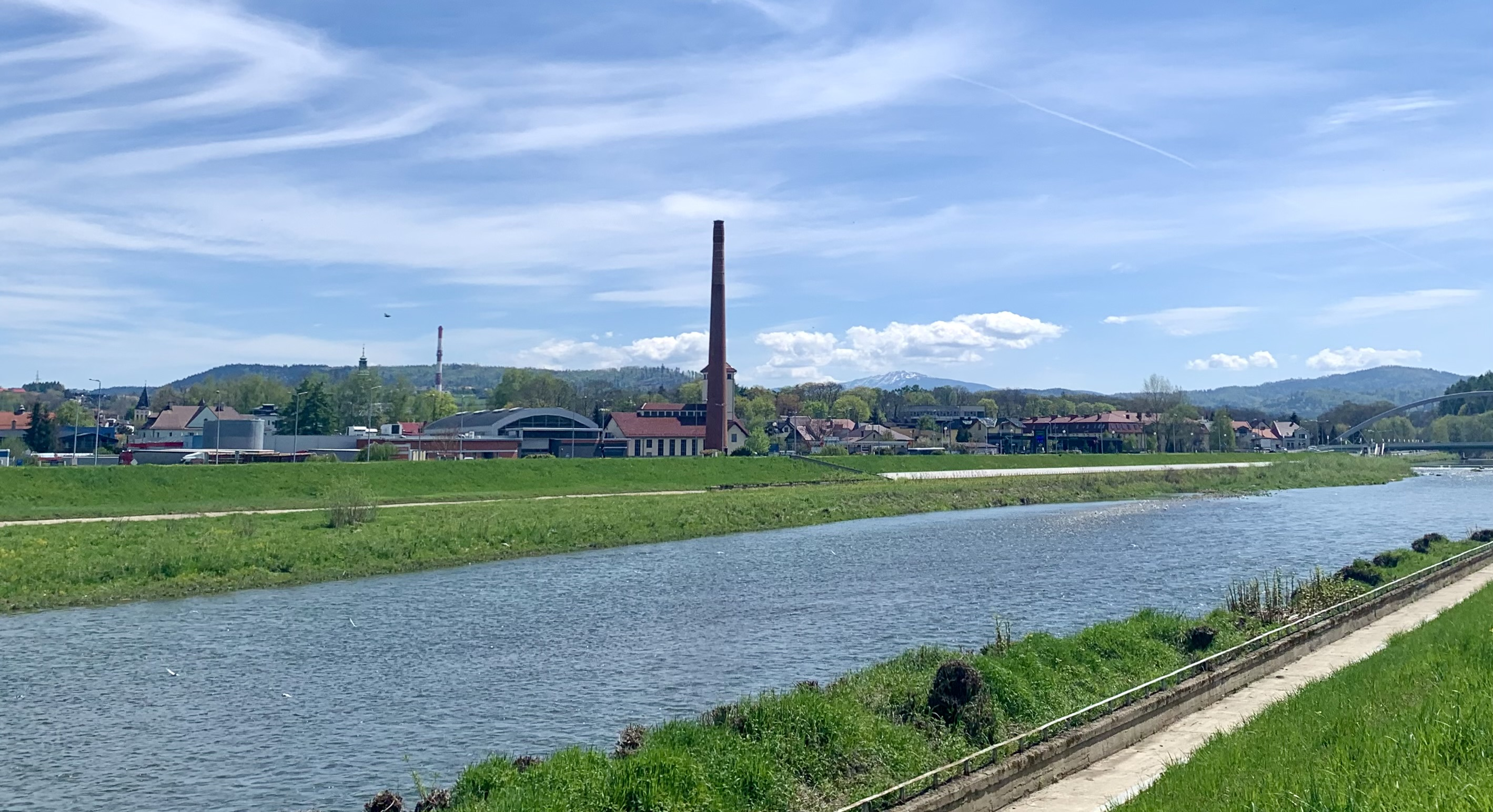
Centrum Handlowe przy ul. Jana Pawła II otwarte w 2005 r.

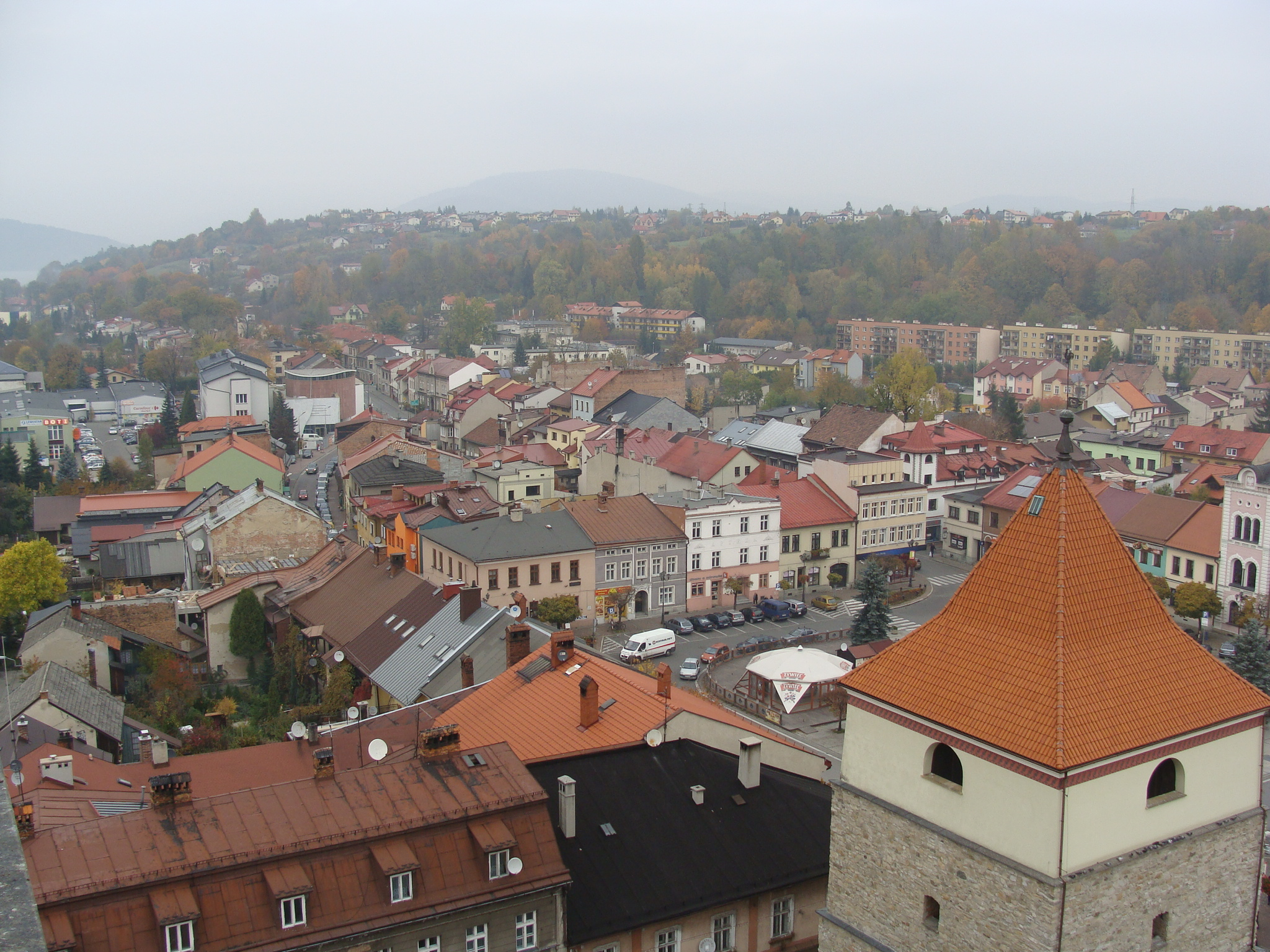
Widok Śródmieścia w 2012 r.

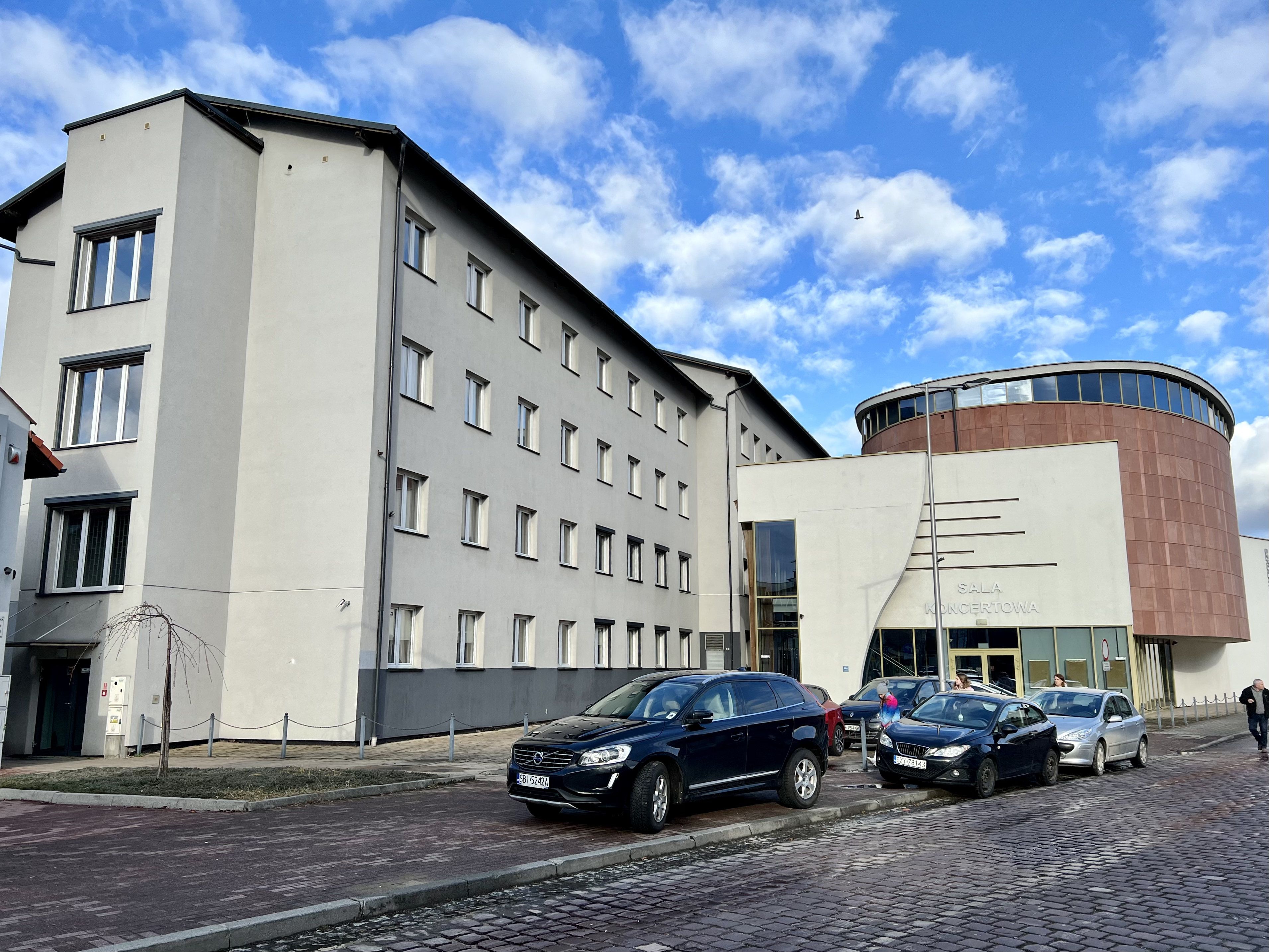
Siedziba Szkoły Muzycznej I i II stopnia wraz z salą koncertową

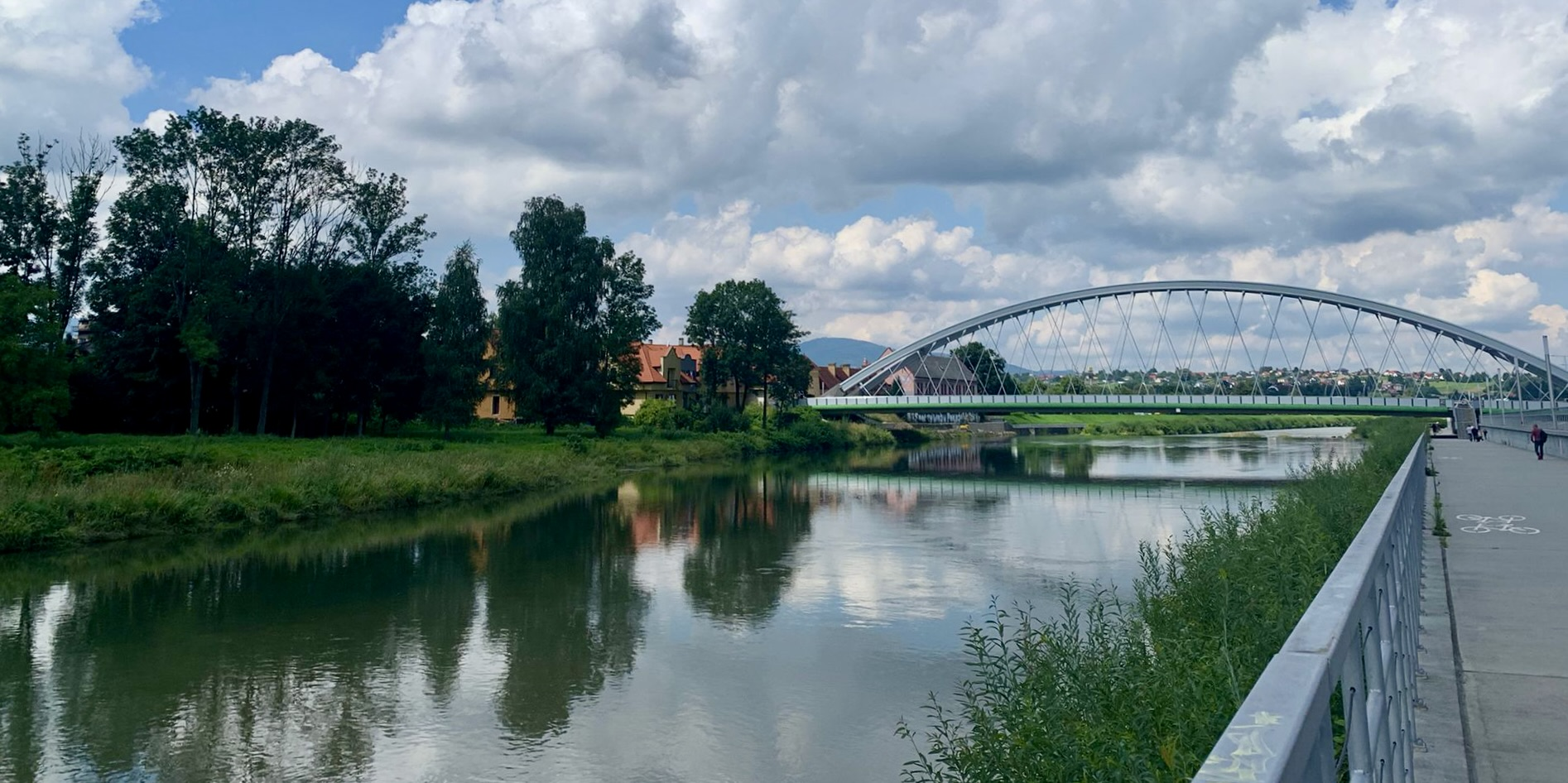
Most Jukacy, powstały w latach 2013–2015

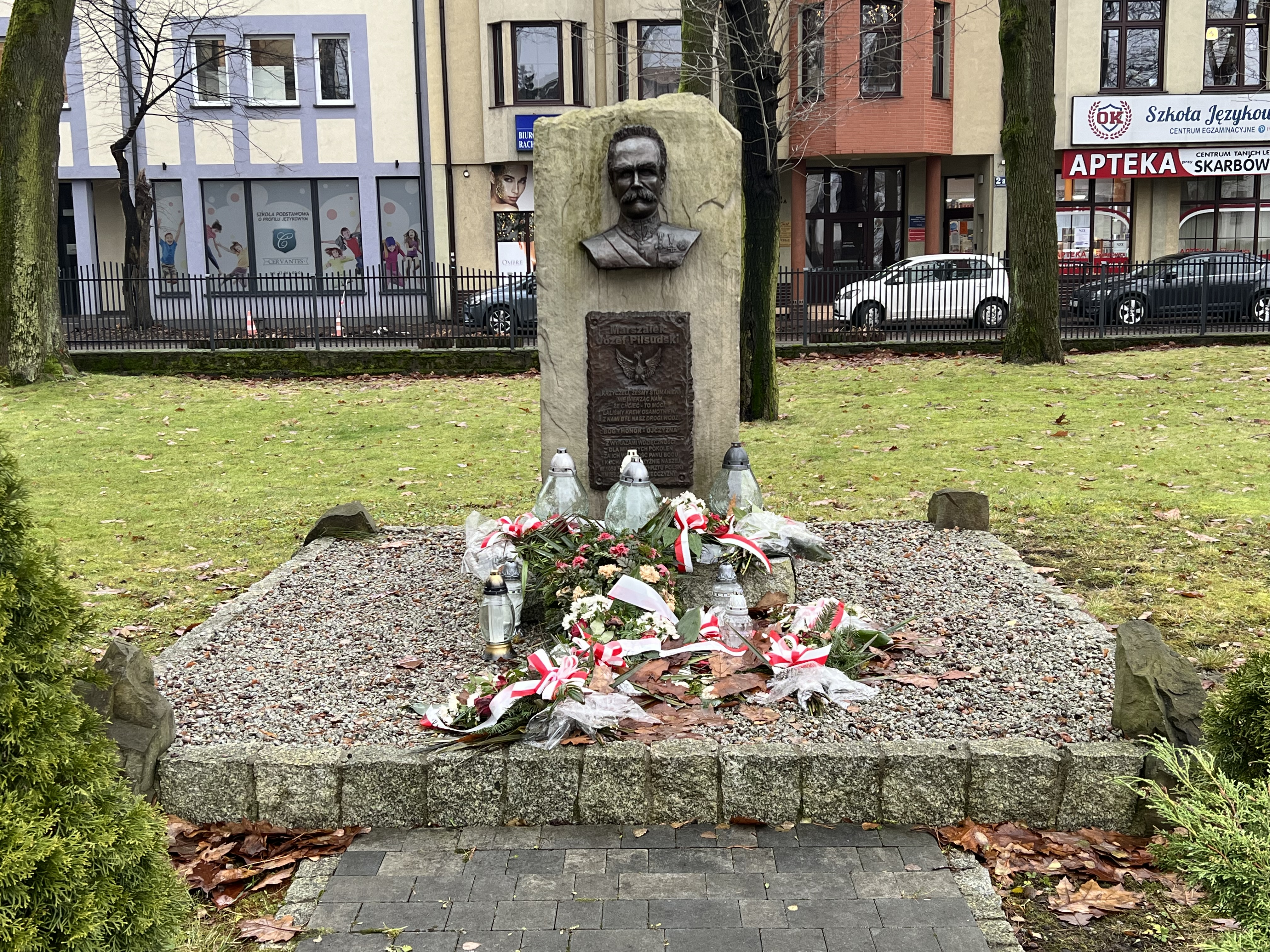
Pomnik Józefa Piłsudskiego odsłonięty w 2016 r.

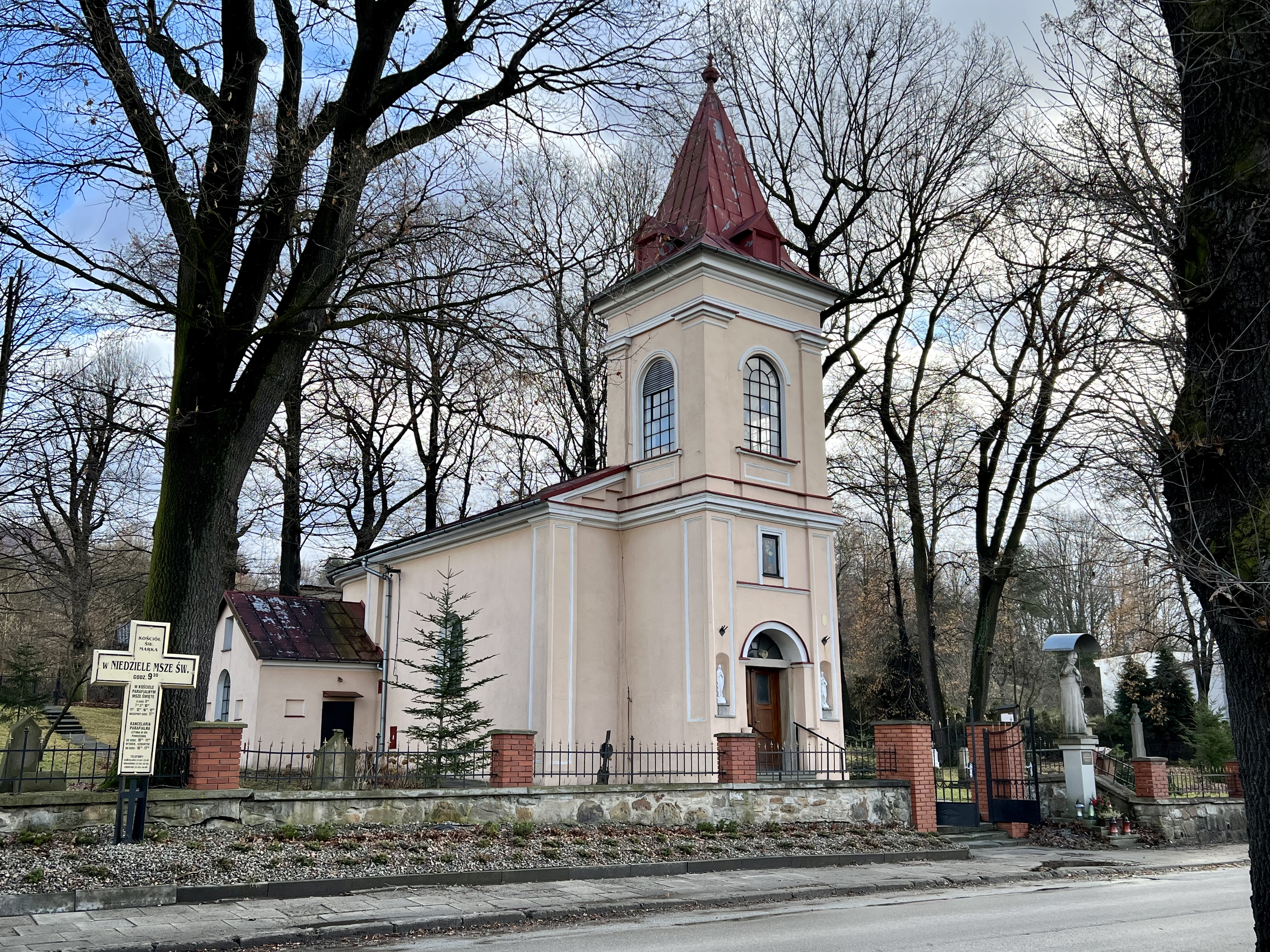
Rzymskokatolicki kościół św. Marka, w latach 2023–2025 współdzielony z miejscową społecznością greckokatolicką

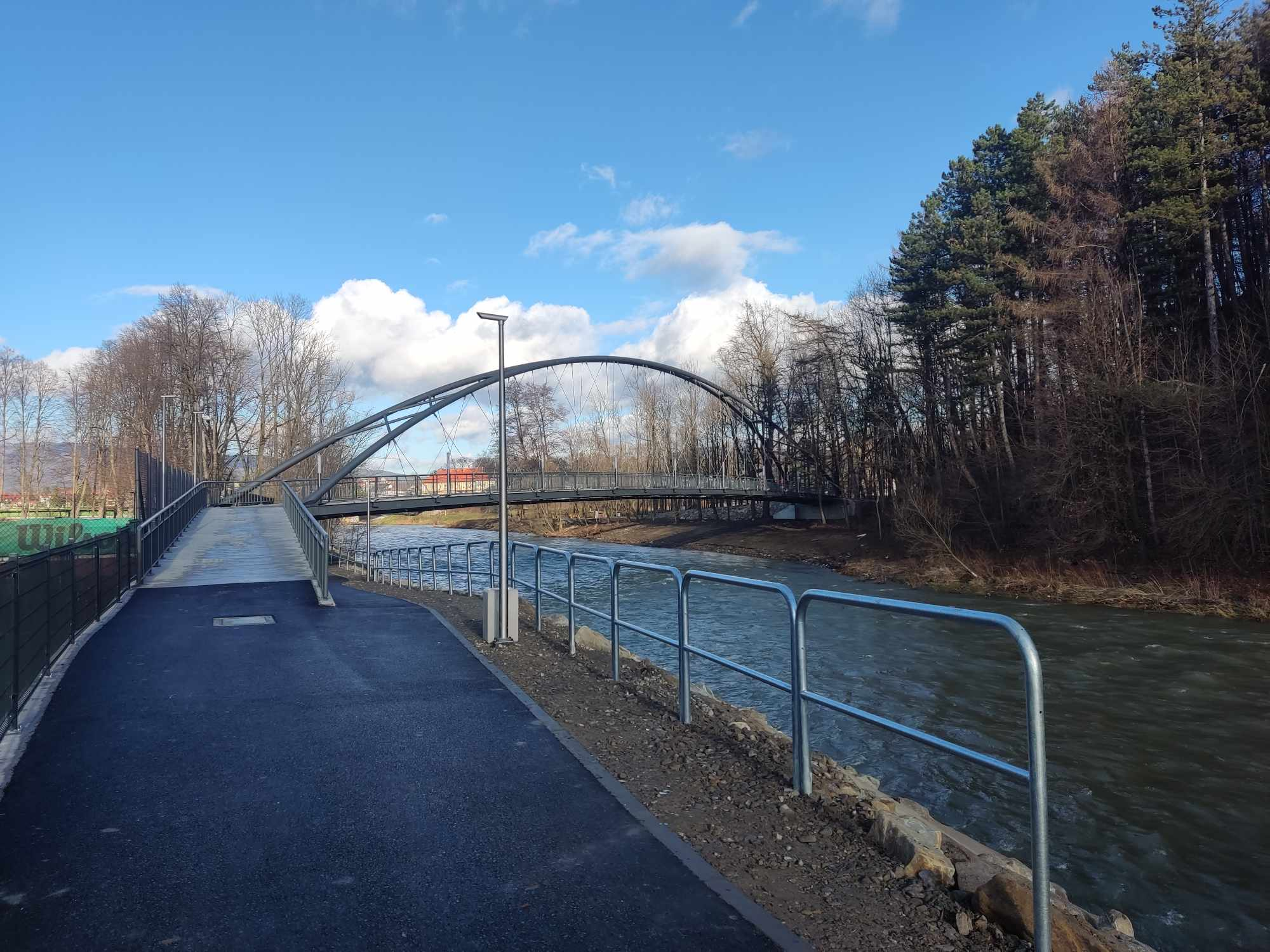
Kładka na Sole łącząca Sporysz z Zabłociem, otwarta w 2024 r.

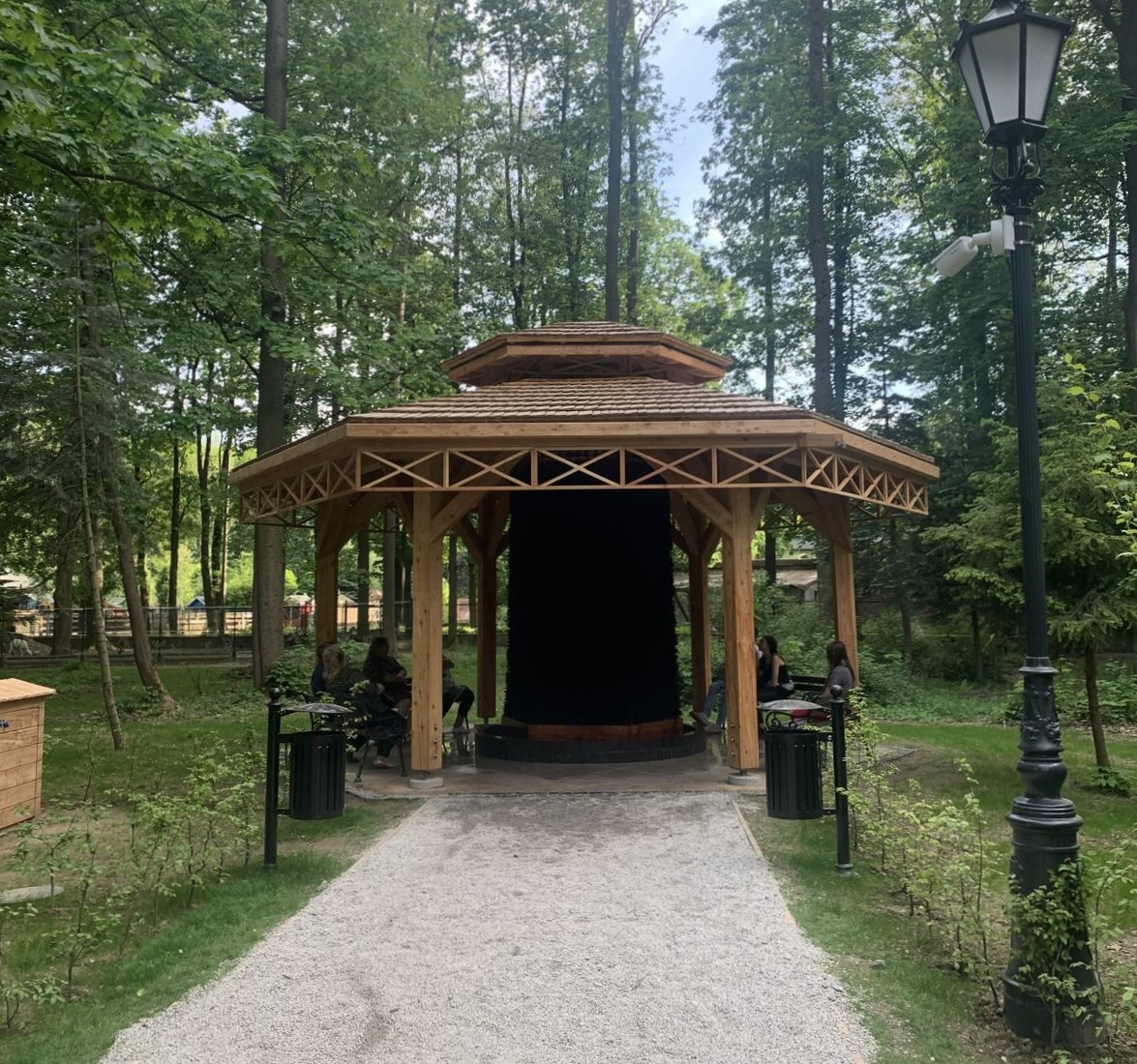
Tężnia solankowa uruchomiona w 2024 r.

W 1991 r. decyzją Rady Miejskiej dokonano zmian nazw szeregu ulic na terenie miasta. W ten sposób dotychczasowy Plac Zjednoczenia powrócił do nazwy Rynek, Aleja XXX-lecia PRL stała się Aleją Piłsudskiego, ul. 22 Lipca przemianowano na ul. 3 Maja, ul. Juliana Marchlewskiego na Dworcową, ul. Marcelego Nowotki na ul. Komorowskich, ul. Hanki Sawickiej na ul. Fabryczną, ul. Karola Świerczewskiego na Pod Górą, ul. Wojsk Ochrony Pogranicza na Aleję Legionów. Osiedle XX-lecia PRL zmieniło nazwę na Osiedle Parkowe, a Osiedle PKWN – na Osiedle Zgoda.
1 maja 1991 na mocy zarządzenia burmistrza z dnia 15 marca 1991 została utworzona Straż Miejska w Żywcu.
16 maja 1991 rozformowane zostały Wojska Ochrony Pogranicza i powołano wówczas Straż Graniczną. Utworzono Beskidzki Oddział Straży Granicznej, którego wydział w Żywcu znalazł siedzibę w dawnych koszarach WOP przy ul. Witosa.
W 1991 r. rozpoczęto również likwidację zakładów państwowych. Zamknięte zostały wówczas cegielnia, Rejonowe Przedsiębiorstwo Remontowo-Budowlane, czy Przedsiębiorstwo Turystyczne „Soła”. Wydzierżawione zostały hotel „Polonia”, bar „Relaks” i Przedsiębiorstwo Turystyki Zagranicznej „Orbis”. W październiku 1991 w stan likwidacji została postawiona Spółdzielnia Pracy Przemysłu Ludowego i Artystycznego „Pilsko”, która funkcjonowała do 1992 r. Następnie została wykupiona przez pracowników i w 1993 przekształcona w spółkę z ograniczoną odpowiedzialnością Rękodzieło Artystyczne i Ludowe „Pilsko-Żywiec”.
25 marca 1992 r. na mocy bulli papieża Jana Pawła II została utworzona rzymskokatolicka diecezja bielsko-żywiecka, a kościół Narodzenia Najświętszej Maryi Panny otrzymał rangę konkatedry. 1 kwietnia tego roku powstał również posterunek Urzędu Celnego.
25 stycznia 1992 w Żywcu gościli Karol Stefan Altenburg, Maria Krystyna Altenburg oraz Joachim Badeni. Otrzymali oni honorowe obywatelstwa miasta.
We wrześniu 1993 w mieście otwarta została niepubliczna szkoła zawodowa prowadzona przez Zakład Doskonalenia Zawodowego w Katowicach. 1 września 1994 otrzymała ona uprawnienia szkoły publicznej, działając od tego czasu jako zasadnicza szkoła zawodowa. Placówka została zlikwidowana w grudniu 1995. W październiku 1996 należące do niej dawne warsztaty szkolne stały się miejscem szkolenia praktycznego dla uczących się w ZDZ w Katowicach. We wrześniu 1996 żywiecka szkoła Zakładu Doskonalenia Zawodowego w Katowicach została reaktywowana, ponownie jako instytucja niepubliczna. Działało technikum uzupełniające dla dorosłych, przy którym w październiku 2006 powołano Państwową Komisję Egzaminacyjną w zawodzie „kucharz małej gastronomii”. We wrześniu 2007 w ramach szkoły działalność rozpoczęło również technikum fryzjerskie. Z czasem placówka utworzyła Zespół Szkół w Żywcu Zakładu Doskonalenia Zawodowego w Katowicach, stanowiące niepubliczną szkołę o uprawnieniach szkół publicznych, prowadzącą technikum, branżową szkołę I i II stopnia oraz policealne studium zawodowe. 1 września 2023 działające w jej składzie technikum zawarło umowę patronacką z Wydziałem Transportu i Inżynierii Lotniczej Politechniki Śląskiej, rozpoczynając dzięki niej kształcenie na kierunku „technik transportu kolejowego”.
22 maja 1995 miała tu miejsce wizyta papieża Jana Pawła II.
15 lipca 1995 Żywiec uzyskał pierwsze miasta partnerskie, nawiązana została umowa z niemieckim Unterhaching. Kolejne akty partnerstwa zostały podpisane z Riom we Francji (6 sierpnia 1995), Czadcą na Słowacji (10 sierpnia 1997), dystryktem Adur w Wielkiej Brytanii (6 sierpnia 2000), miastem Gödöllő na Węgrzech (1 czerwca 2002), Szczytnem (8 listopada 2004) i Liptowskim Mikułaszem na Słowacji (20 czerwca 2008).
W 1996 r. miasto nawiedziła kolejna powódź, a fala kulminacyjna przelała się przez jego teren w nocy z 7 na 8 września. Uszkodzony został wówczas most kolejowy na Sole, a filary podtrzymujące most drogowy uległy naruszeniu. W wyniku niewydolności przepompowni zlokalizowanej przy ul. Łączki, odprowadzającej wodę ze znajdującego się przy niej zbiornika do Jeziora Żywieckiego, wraz z obiektem tym zalane zostało 20 domów położonych przy ulicach Łączki, Jana Kazimierza i Za Wodą. Ewakuacji poddano mieszkańców trzech budynków. Dalsze podnoszenie się poziomu wody w tym rejonie zostało zahamowane dzięki uruchomieniu pomp przywiezionych przez straż pożarną. W wyniku utrzymywania się wody na obszarze pomiędzy torem linii kolejowej nr 139 a wałem wzdłuż Soły, wszystkie piwnice położone w okolicy ulicy Łączki pozostawały zalane wodą. Podobna sytuacja dotyczyła również dzielnicy Rędzina. Ponadto w rejonie oczyszczalni ścieków przy ul. Brackiej doszło do podmycia wałów, które zostały następnie zabezpieczone za pomocą worków z piaskiem. Naruszone zostały również brzegi Koszarawy na odcinku pomiędzy kładką przy ul. Witosa a stopniem wodnym w pobliżu amfiteatru. W działania przeciwpowodziowe zaangażowanych były setki osób – strażacy, funkcjonariusze policji, pracownicy służb komunalnych oraz pozostali mieszkańcy Żywca. Wieczorem w niedzielę 8 września 1996 poziom wody zaczął opadać. W związku z powodzią z 1996 postanowiono o regulacji brzegów Soły i Koszarawy, modernizacji przepompowni przy ul. Łączki oraz konieczności budowy drugiej przeprawy mostowej na Sole. Rok później, podczas powodzi tysiąclecia w 1997 r., podmyte zostały filary mostu kolejowego.
14 listopada 1996 została otwarta pływalnia miejska, która powstała w wyniku trwającej od 1995 przebudowy jednej z dawnych hal Fabryki Wtryskarek „Ponar-Żywiec”. Obiekt został wzniesiony nakładem około 2 mln złotych, a większość tej sumy została pokryta przez władze miejskie. Uruchomiony został tam basen o 25 m długości i 135–190 cm głębokości, powstały z paneli stalowych oraz tworzywa sztucznego. Połączony on został z brodzikiem o długości 15 m i głębokości 0,6–0,9 m. Powstały również dwie sauny fińskie. W określonych godzinach pływalnia wykorzystywana jest na potrzeby prowadzenia zajęć wychowania fizycznego dla uczniów szkół podstawowych i średnich z terenu miasta. 
W 1998 r. rozpoczęta została budowa nowego mostu na Sole na odcinku między ul. Bracką a ul. Wesołą, z dwoma rondami na jego końcach, mającymi łączyć go z planowanymi wówczas obwodnicami. Został otwarty 4 grudnia 1999. Posiadając 450 m długości, stanowił wówczas najdłuższy most na terenie południowej Polski.
W końcu 1998 r. dokonano przeniesienia działającego dotychczas przy ul. Komonieckiego targowiska miejskiego na plac pomiędzy ulicami Zieloną i Jagiellońską, zlokalizowany na terenie dawnego zakładu A Fabryki Wtryskarek „Ponar”, którego obszar został wykupiony przez miasto. W celu powiększenia powierzchni placu wyburzony został budynek istniejącej tam dawnej kotłowni zakładowej, z której pozostawiony został ponad 40 metrowy metalowy komin, przeznaczony następnie na cele reklamowe. 26 stycznia 1999 komin został rozebrany z powodu odchylania się podczas silnego wiatru.
Na skutek reformy administracyjnej w Polsce, 1 stycznia 1999 Żywiec został włączony w skład województwa śląskiego i stał się ponownie siedzibą powiatu.
W 1999 r. siedziba Urzędu Stanu Cywilnego została przeniesiona z gmachu Starostwa Powiatowego do pomieszczeń w Starym Zamku.
Początkiem listopada 1999 zainaugurowane zostały prace budowlane nad przedłużeniem ulicy Jodłowej w celu połączenia Osiedla Widok z Osiedlem Góra Burgałowska i poprowadzenia tą trasą linii autobusowych komunikacji miejskiej.
Na mocy porozumienia podpisanego 18 lutego 2000 w Rajczy przez przedstawicieli stron polskiej i słowackiej, powołany został Euroregion Beskidy, w skład którego wszedł Żywiec.
29 lutego 2000 miało miejsce otwarcie Centrum Handlowego „Mega”, powstałego w wyniku adaptacji dawnej hali produkcyjnej zakładu A Fabryki Wtryskarek „Ponar” przy ulicy Zielonej. W centrum działał wówczas supermarket spożywczy „Lider Market”, sklep AGD i RTV „Euronorm”, salon wyposażenia łazienek „Madix”, salon prasowy „Kolporter”, sklep odzieżowy, obuwniczy i ogrodniczo-kwiatowy oraz kawiarnia. Centrum handlowe zostało następie rozbudowane o nową część handlowo-restauracyjną, powstałą w miejsce krytych kortów tenisowych utworzonych w dawnej hali fabrycznej zakładów „Ponar”, otwartą w 2005 i funkcjonującą początkowo pod nazwą „Nowy Świat”.
W 2000 r. została uruchomiona Samorządowa Szkoła Muzyczna II stopnia, dzieląca siedzibę z Państwową Szkołą Muzyczną I stopnia. W tym samym roku założona została również Beskidzka Wyższa Szkoła Turystyki, działająca początkowo w pomieszczeniach Zespołu Szkół Drzewnych i Leśnych w Nowym Zamku. W 2003 uczelnia przeniosła się do własnego budynku, dawnego biurowca Fabryki Śrub.
W 2000 r. do Żywca powróciła Maria Krystyna Altenburg, urodzona w 1923 córka Karola Olbrachta Habsburga – ostatniego właściciela państwa żywieckiego. Zamieszkała w wydzielonym jej przez władze mieszkaniu w Nowym Zamku.
6 października 2001 miała miejsce inauguracja roku akademickiego w nowo powstałym Ośrodku Dydaktycznym w Żywcu Wydziału Inżynierii Lądowej Politechniki Krakowskiej, którego siedzibą stały się pomieszczenia w gmachu Zespołu Szkół Budowlano-Drzewnych.
W styczniu 2002 w Żywcu została uruchomiona pierwsza na terenie powiatu stacja dializ. 2 grudnia 2003 w siedzibie Komendy Powiatowej Państwowej Straży Pożarnej powstało Centrum Powiadamiania Ratunkowego.
11 listopada 2005 na Placu Grunwaldzkim odsłonięty został odbudowany Pomnik Grunwaldzki.
8 stycznia 2007 został otwarty odcinek drogi ekspresowej S69 pomiędzy węzłami Żywiec i Przybędza, stanowiący zachodnie obejście drogowe miasta. Uruchomiono wówczas również odcinek łączący ją z mostem na Sole. 24 lipca 2015 droga ekspresowa została przedłużona w kierunku północnym do Bielska-Białej.
15 kwietnia 2008 przy ul. Żeromskiego zostało otwarte Centrum Handlowe „Targówek”, które powstało na miejscu budynków należących do dawnego Przedsiębiorstwa Budownictwa Ogólnego „Oświęcim”. Obiekt posiadał wówczas 2000 m² powierzchni, na której znalazło się 40 sklepów i punktów usługowych. Po rozbudowie i modernizacji został ponownie otwarty 22 listopada 2022 pod nazwą „NOWA – Twoje Centrum”.
9 listopada 2009 miało miejsce otwarcie nowej siedziby schroniska dla bezdomnych zwierząt przy ul. Kabaty, dokąd placówka została przeniesiona z poprzedniego obiektu zlokalizowanego przy ul. Świętokrzyskiej.
Od 5 sierpnia 2011 do 13 czerwca 2013 trwała budowa sali koncertowej na 250 miejsc, przyległej do budynku Szkoły Muzycznej. Jej otwarcia dokonano 25 września 2013.
17 listopada 2011 miało miejsce otwarcie północnej obwodnicy miasta, która połączyła Nowy Most na Sole ze skrzyżowaniem ulic Sienkiewicza i Krakowskiej, gdzie wybudowane zostało rondo.
24 października 2013 przystąpiono do budowy nowego mostu na Sole w Śródmieściu pomiędzy ulicami Kościuszki i Dworcową, który zastąpił znajdującą się tam dotychczas starą przeprawę. Jego otwarcia dokonano 15 października 2015. Powstało również przedłużenie Alei Jana Pawła II, które połączyło ją z ul. Witosa.
W 2014 r. zakończona została przebudowa miejskiego amfiteatru, który został otwarty w lipcu 2014.
W listopadzie 2015 rozpoczęła się budowa nowego szpitala, zlokalizowanego w dzielnicy Sporysz. Uroczystość jego otwarcia miała miejsce 21 września 2020, a obsługę pacjentów uruchomiono 24 września. Jego powstanie było możliwe dzięki pierwszej w skali kraju umowie partnerstwa publiczno-prywatnego dotyczącej służby zdrowia.
11 października 2016 odsłonięty został obelisk z popiersiem Józefa Piłsudskiego, zlokalizowany przed siedzibą Starostwa Powiatowego.
21 grudnia 2021 została podpisana umowa w celu dofinansowania projektu „SMART ŻYWIEC – (r)ewolucja”, który zostanie zrealizowany w terminie do 30 kwietnia 2024. Do inwestycji związanych z projektem należy m.in. powstanie kładki pieszo-rowerowej na rzece Sole prowadzącej z dzielnicy Sporysz do Zabłocia wraz z budową ścieżek pieszo-rowerowych wzdłuż brzegów Soły i Koszarawy – od kładki na rzece Koszarawie do kładki na Sole, następnie od kładki na Sole do ul. Tetmajera oraz za boiskiem Czarni Góral do istniejącej kładki na Leśniance (prace rozpoczęto 21 sierpnia 2023, a kładka wraz ze ścieżkami została oddana do użytku 1 stycznia 2024), realizacja programu zajęć rekreacyjno-sportowych, wdrożenie systemu elektronicznego monitorowania poziomu zapełnienia koszy na śmieci na terenie miasta (uruchomiony końcem października 2023) oraz program „Zielony Żywiec”, jak również organizacja aktywności związanych z integracją społeczną. 9 października 2023 miało miejsce także podpisanie umowy na budowę związanej z projektem „SMART ŻYWIEC – (r)ewolucja” tężni solankowej, zlokalizowanej na terenie parku arcyksiążęcego, uruchomionej 19 kwietnia 2024. Zakończenie realizacji projektu „SMART ŻYWIEC – (r)ewolucja” miało miejsce 30 kwietnia 2024.
24 stycznia 2023 miało miejsce przekazanie placu pod budowę nowego ronda zlokalizowanego na skrzyżowaniu ulic Kopernika i Isep. 14 sierpnia 2023 rondo zostało udostępnione do ruchu w ciągu ul. Kopernika, natomiast uroczystości związane z jego otwarciem odbyły się 20 września 2023. 30 listopada 2023 otrzymało ono nazwę Ronda Solidarności.
15 czerwca 2023 została otwarta nowa kładka na rzece Koszarawa prowadząca do rejonu amfiteatru „Pod Grojcem”, która zastąpiła wcześniej istniejącą tam przeprawę.
Na mocy uchwały Rady Miejskiej z dnia 30 listopada 2023 most na Sole łączący ulice Kościuszki i Dworcową otrzymał nazwę Mostu Jukacy. Uroczystości związane z nadaniem nazwy przeprawie miały miejsce 1 stycznia 2023. Do przyznania nazwy kolejnemu mostowi doszło 14 grudnia 2023, kiedy to zgodnie z uchwałą Rady most w ciągu ulicy Isep otrzymał imię Wandy Miodońskiej.
1 grudnia 2023 zgodnie z decyzją zwierzchnika archieparchii przemysko-warszawskiej kościoła greckokatolickiego abp Eugeniusza Popowicza w Żywcu został powołany greckokatolicki punkt duszpasterski podległy parafii św. Cyryla i Metodego w Bielsku-Białej, którego rektorem został jej proboszcz, ks. Dmytro Fedluk. Miejscem sprawowania cotygodniowych nabożeństw żywieckiej wspólnoty katolickiej obrządku bizantyjsko-ukraińskiego został rzymskokatolicki kościół św. Marka przy ul. Sienkiewicza, a pierwsza greckokatolicka liturgia miała w nim miejsce 3 grudnia 2023. W 2025 nabożeństwa greckokatolickie zostały przeniesione do kościoła Przemienienia Pańskiego.

## Zwyczaje miejskie

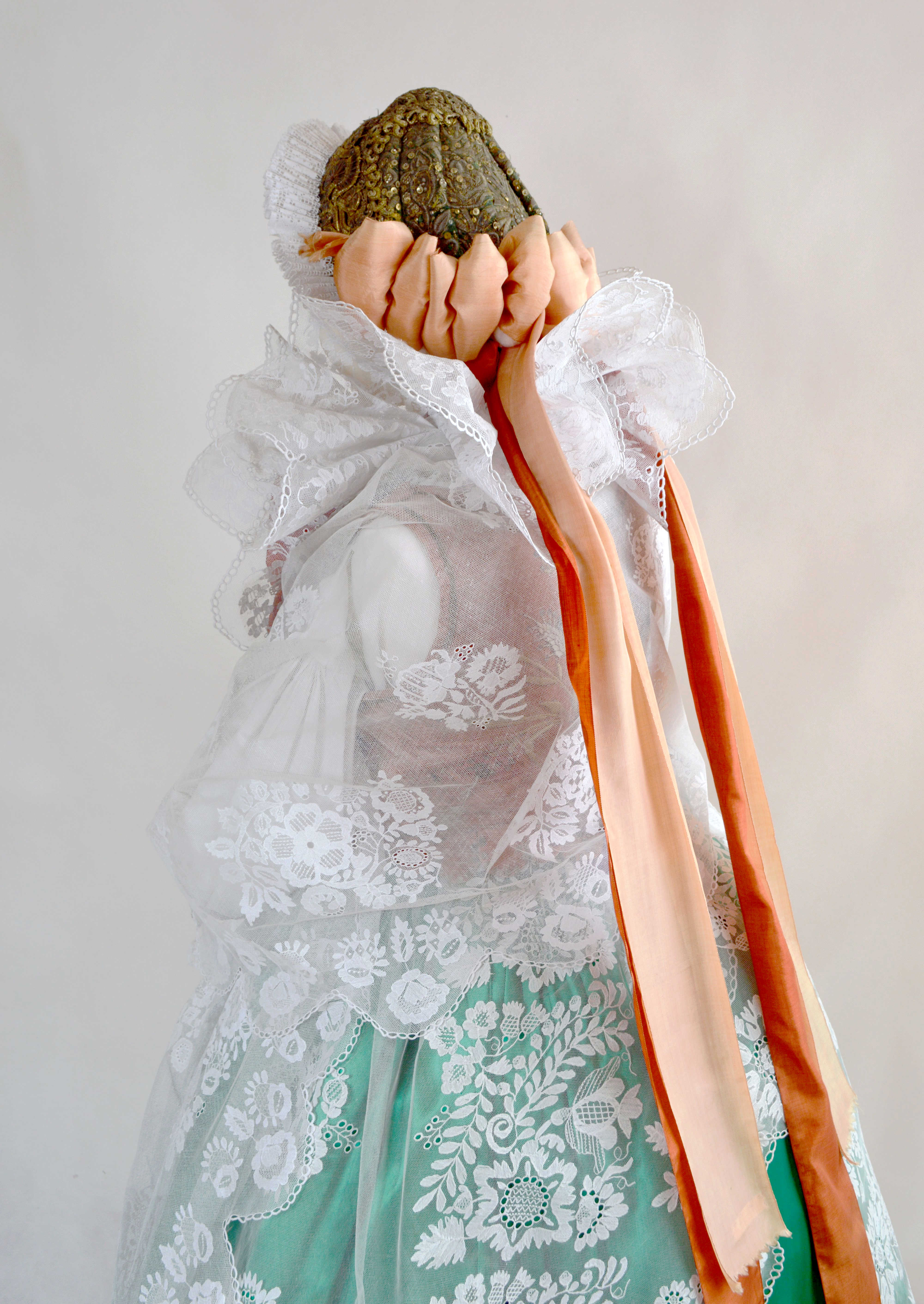
Strój mieszczanki żywieckiej

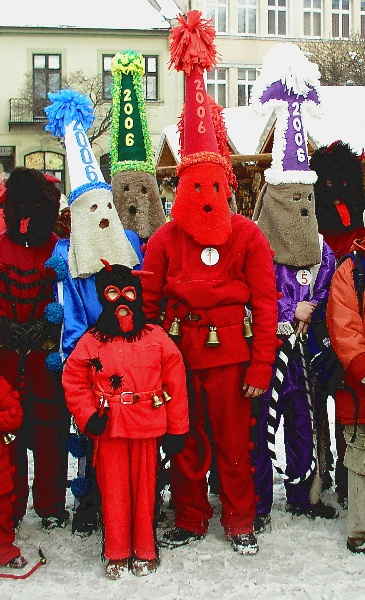
Jukace

Żywieckie obyczaje miejskie ukształtowały się w okresie rozwoju ośrodka na przełomie XV i XVI wieku. Stanowił on wówczas miasto handlowe, do którego wjazd wiązał się z opłatą w postaci myta. Odbywały się tutaj jarmarki, na których swe towary wystawiali kupcy zmierzający na Węgry i do Krakowa. Powstały wówczas stroje miejskie, używane tylko i wyłącznie przez tutejszych mieszczan, różne od ubioru zamieszkujących tę okolicę górali żywieckich. Wygląd stroju rozwijał się do końca XIX wieku.

### Stroje miejskie
Strój męski ma ascetyczny charakter i składa się on z czarnego lub brązowego płaszcza z wełny, pod który zakładany jest żupan uszyty z jedwabiu bądź aksamitu, zapinany na pągwice (zdobione guziki). Spodnie z ciemnego sukna wpuszczane są w skórzane buty z cholewami, mające długość do połowy łydki. Żupan przewiązany jest pięciometrowym, zdobionym złotymi nićmi pasem, bogato wyszywanym i zakończonym frędzlami. Na głowę mężczyzna zakłada rogatywkę z aksamitu.
Strój żeński ma bardzo bogaty charakter i różni się zależnie od wieku i stanu cywilnego danej osoby. Składa się on przede wszystkim z dużej liczby spódnic, wkładanych jedna na drugą. Ostatnią z warstw stanowi spódnica wykonana z jedwabiu lub brokatu w kolorze pąsowym, zielonym, bądź niebieskim. Na to zakładany jest tiulowy fartuch. Kobiety noszą białe bluzki z haftowaną kryzą. Mężatki ubierają czepce wyszywane koronkami, perłami, cekinami i złotymi nićmi, natomiast niezamężne ozdabiają głowy kwiatami.

### Nazewnictwo mieszkańców miasta
Mieszczanie żywieccy stanowili społeczność bardzo konserwatywną i z dumą kultywującą dawne tradycje. Żywiec mogli zamieszkiwać jedynie wybrani, nie pozwalano tu osiedlać się Żydom, Romom, jak również ludziom niewykształconym, nieposiadającym wyuczonego zawodu i ubogim. W celu określenia typu członków miejskiej społeczności powstały specyficzne nazwy, które nadawano jego mieszkańcom:
- Putosze – nazwa ta pochodzi od słowa puta lub buta, które oznacza dumę[56]. Tą cechą mieli się charakteryzować mieszkańcy wywodzący się z dawnego patrycjatu. Zaliczały się do nich zamożne osoby pochodzące z bogatych rodów, takich jak Studenccy, Jeziorscy, Miodońscy, Obtułowiczowie, Staszkiewiczowie i inni. Zajmowali się między innymi pełnieniem stanowisk w żywieckich urzędach. Mieli prawo noszenia stroju miejskiego[328].
- Szczupoki – stanowili ich mieszkańcy miasta, którzy nie mogli się poszczycić taką zamożnością jak putosze i nie pracujący w urzędach[56]. Byli to wszyscy ci, którzy nie zaliczali się do pustoszy, ale mieszkali w Żywcu od kilku pokoleń, na skutek czego zapomniano o ich obcym pochodzeniu. Dopuszczone były też związki pomiędzy putoszami a szczupokami[328].
- Przystoce – osoby mieszkające w Żywcu, ale pochodzące spoza miasta. Na ich obcość zwracano uwagę przez kilka następnych pokoleń, a następnie stawali się oni szczupokami bądź putoszami, w zależności od majętności i wpływów tej rodziny w mieście[328].
- gorol lub górol – ludność zamieszkująca okoliczne wsie, odwiedzająca miasto podczas jarmarków, a także zatrudniona na jego terenie[328].

### Tańce
Kilka razy do roku odbywały się tu bale, w których udział brały miejskie elity. Dodatkowo miały miejsce również uroczystości cechowe, przeznaczone dla określonych grup rzemieślników.
Każdy z cechów rzemieślniczych posiadał określony, charakterystyczny dla siebie rodzaj tańca. Najbardziej popularnym na przełomie XIX i XX wieku pozostawał cech szewców, posiadający taniec o nazwie szewc żywiecki. Do pozostałych rodzajów tańców należały takie jak, ogrodnik, piekarz, czy świniarz. Podczas wesel oprócz tańców cechowych tańczono ojcowskiego (pierwszy taniec), mietlorza i poloneza całowanego, polkę żywiecką oraz tramla polkę.
Od XVIII wieku zaczęły tu się pojawiać tańce z pozostałego terytorium Polski, takie jak polonez czy mazur. Dostosowywano je jednak w celu nadania im form charakterystycznych dla miejscowych tańców. Te wykonywane przez żywieckich mieszczan pozbawione były elementów skocznych, co związane było między innymi z ograniczonymi możliwościami na skutek noszenia bogatych strojów miejskich.

### Jukace
Z dzielnicą Zabłocie związany jest obrzęd dziadów żywieckich (jukacy). Terytorium jego występowania obejmuje wsie położone na północny zachód od Żywca, aż do Zabłocia, będącego dawną podżywiecką miejscowością, od 1950 włączoną w granice administracyjne miasta. W Sylwestra i Nowy Rok mężczyźni przebrani w wielokolorowe stroje i maski, mające wywoływać wrażenie na widzach, zajmują się kolędowaniem i składaniem życzeń, a także wykonywaniem żartów przechodniom. Granicą, której nie mogły przekroczyć dziady, pozostawał most na Sole między Zabłociem a Żywcem. Współcześnie tradycja jukacy ma charakter zorganizowanej imprezy miejskiej.

## Zabytki
- zespół zamkowo-parkowy:

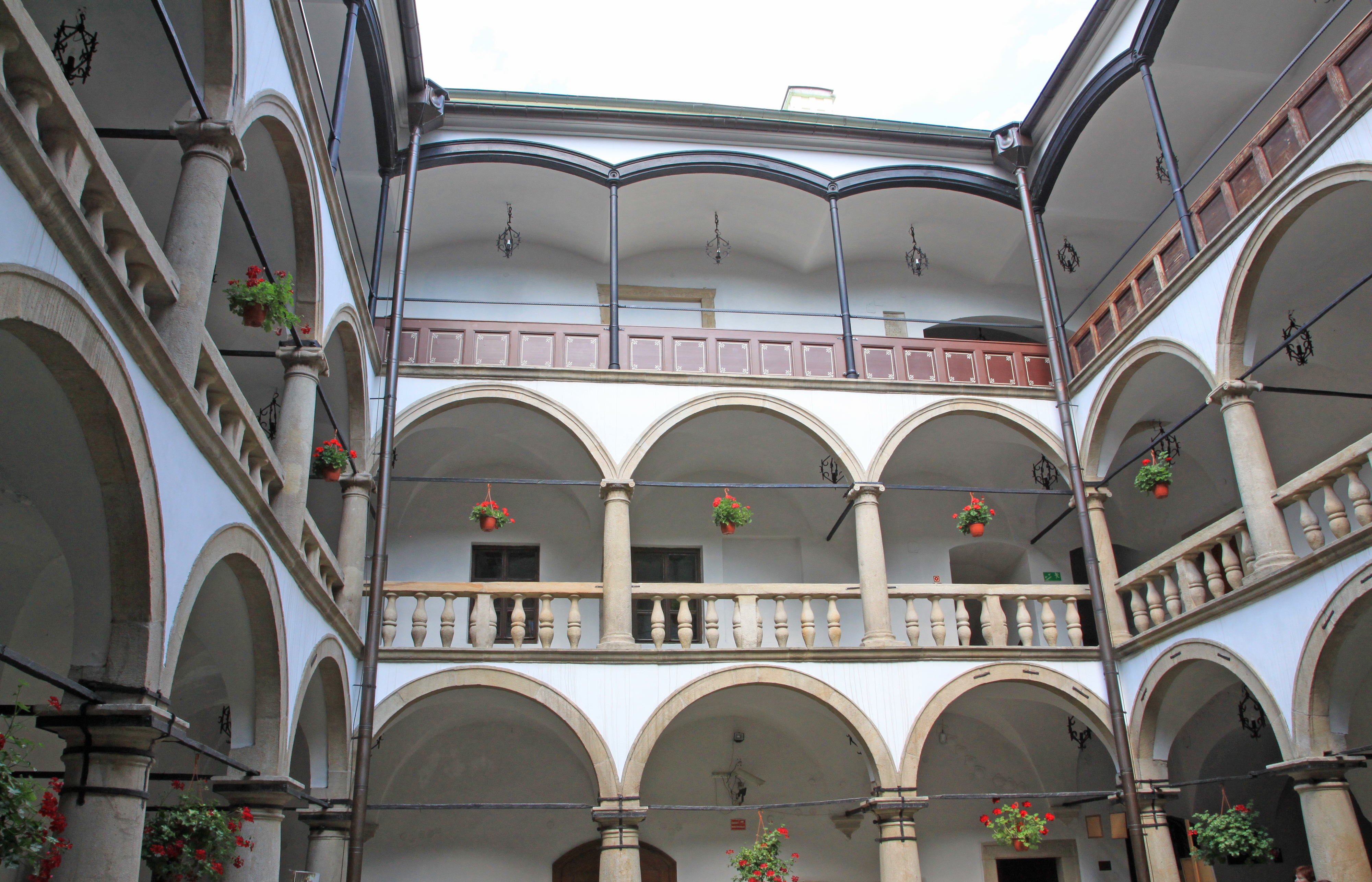
Krużganki na zamku w Żywcu

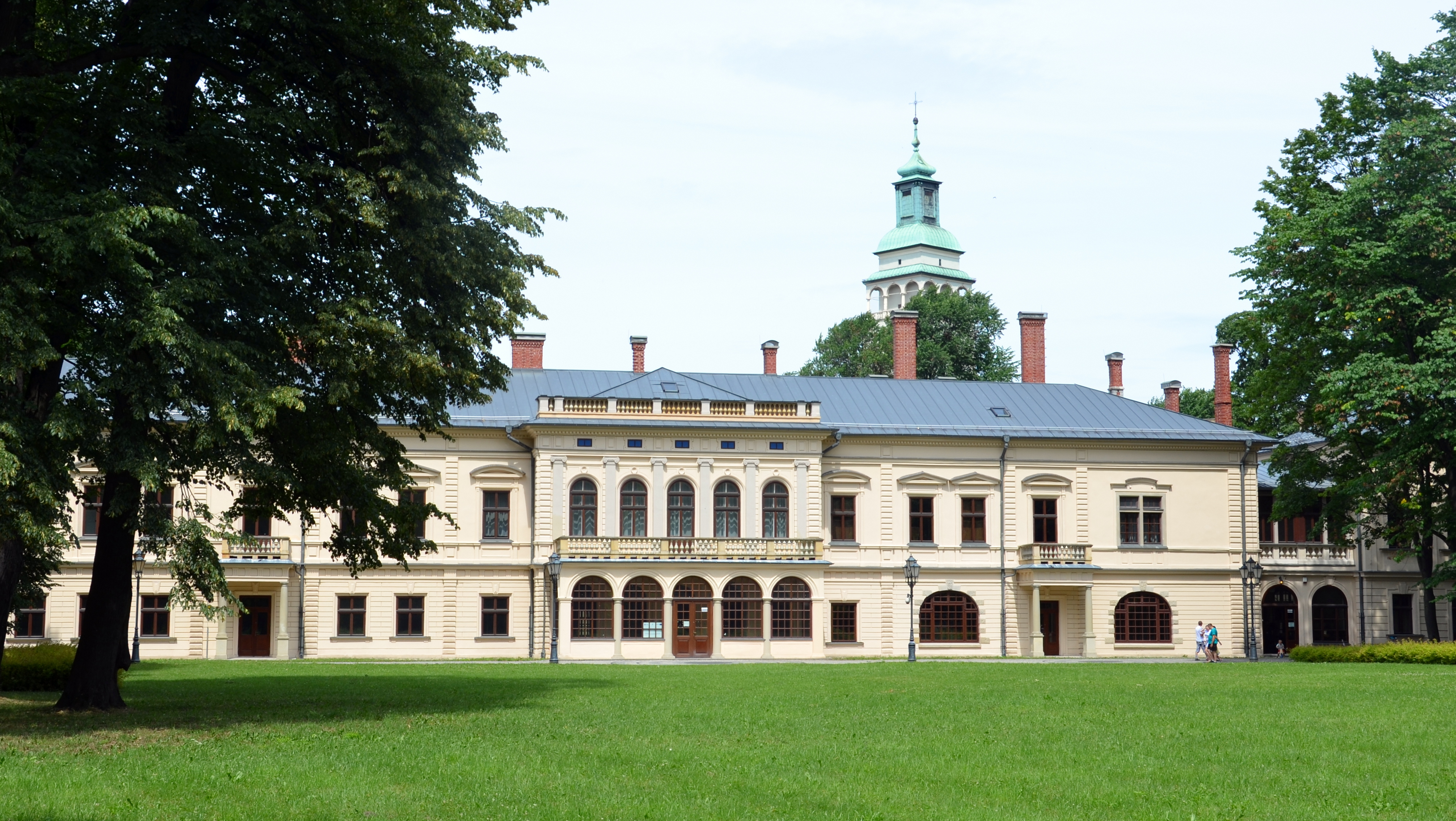
Neoklasycystyczny Pałac Habsburgów (Nowy Zamek) z lat 1893–1895

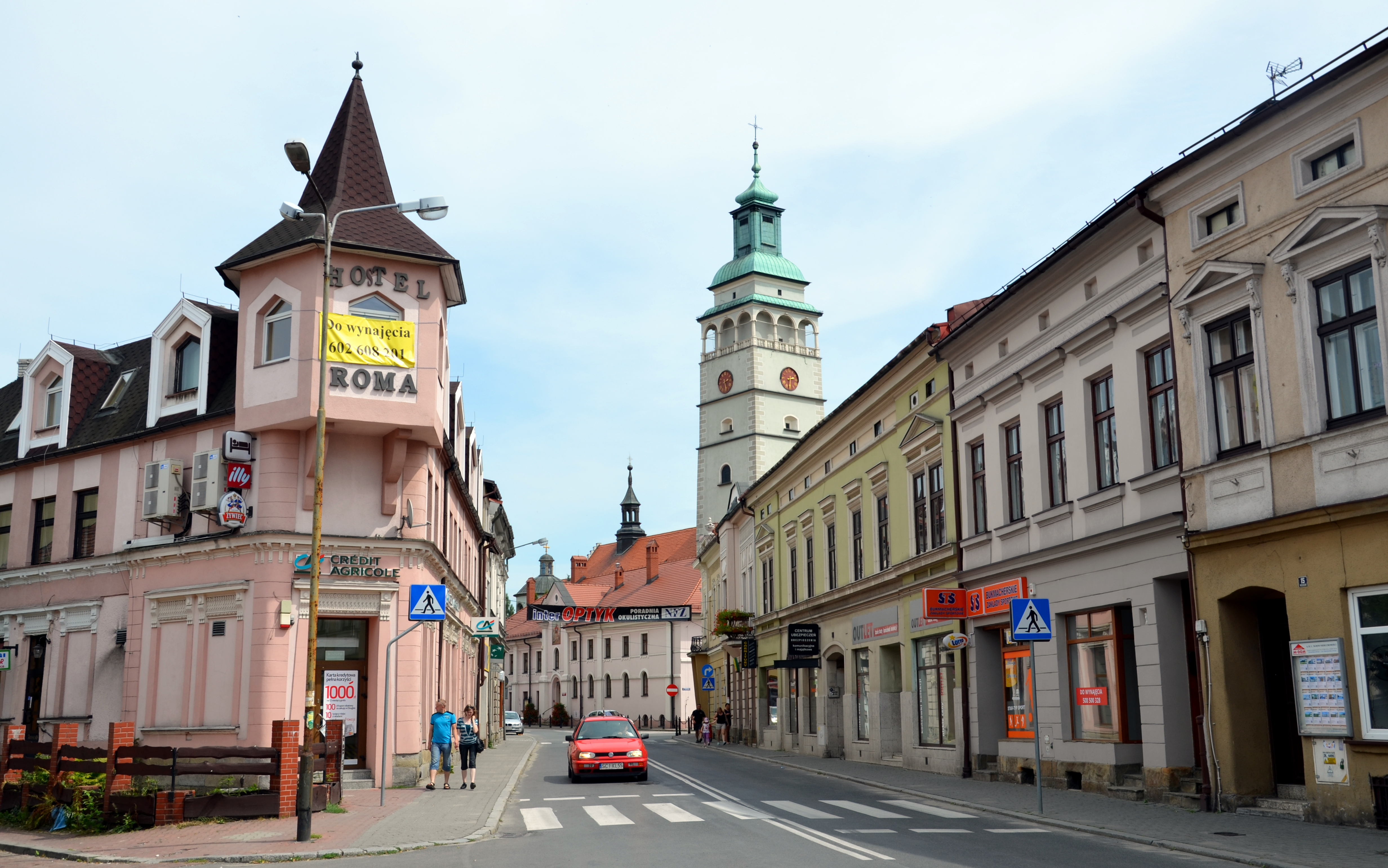
Ul. Kościuszki, w tle konkatedra Narodzenia NMP

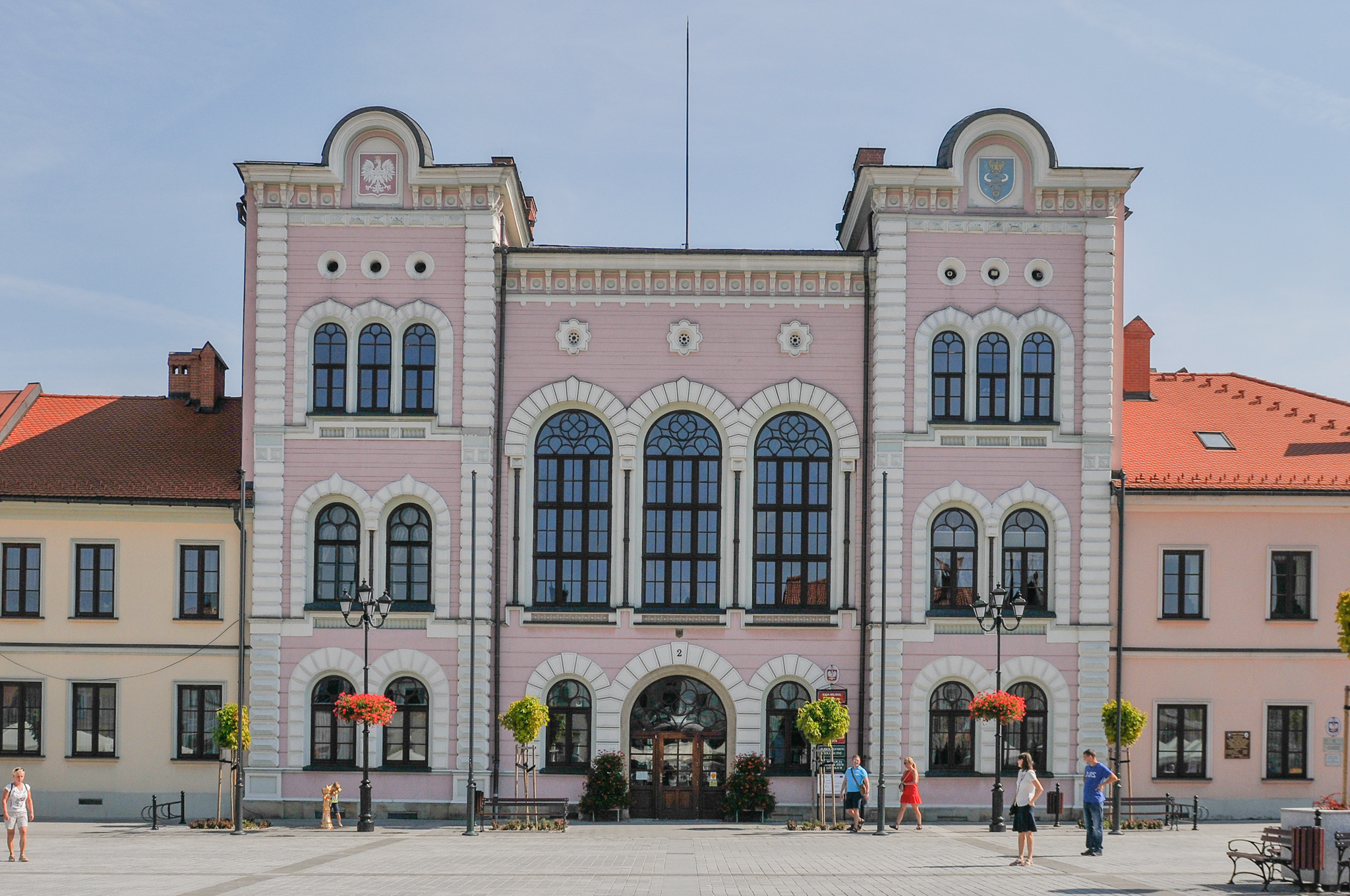
Ratusz w Żywcu

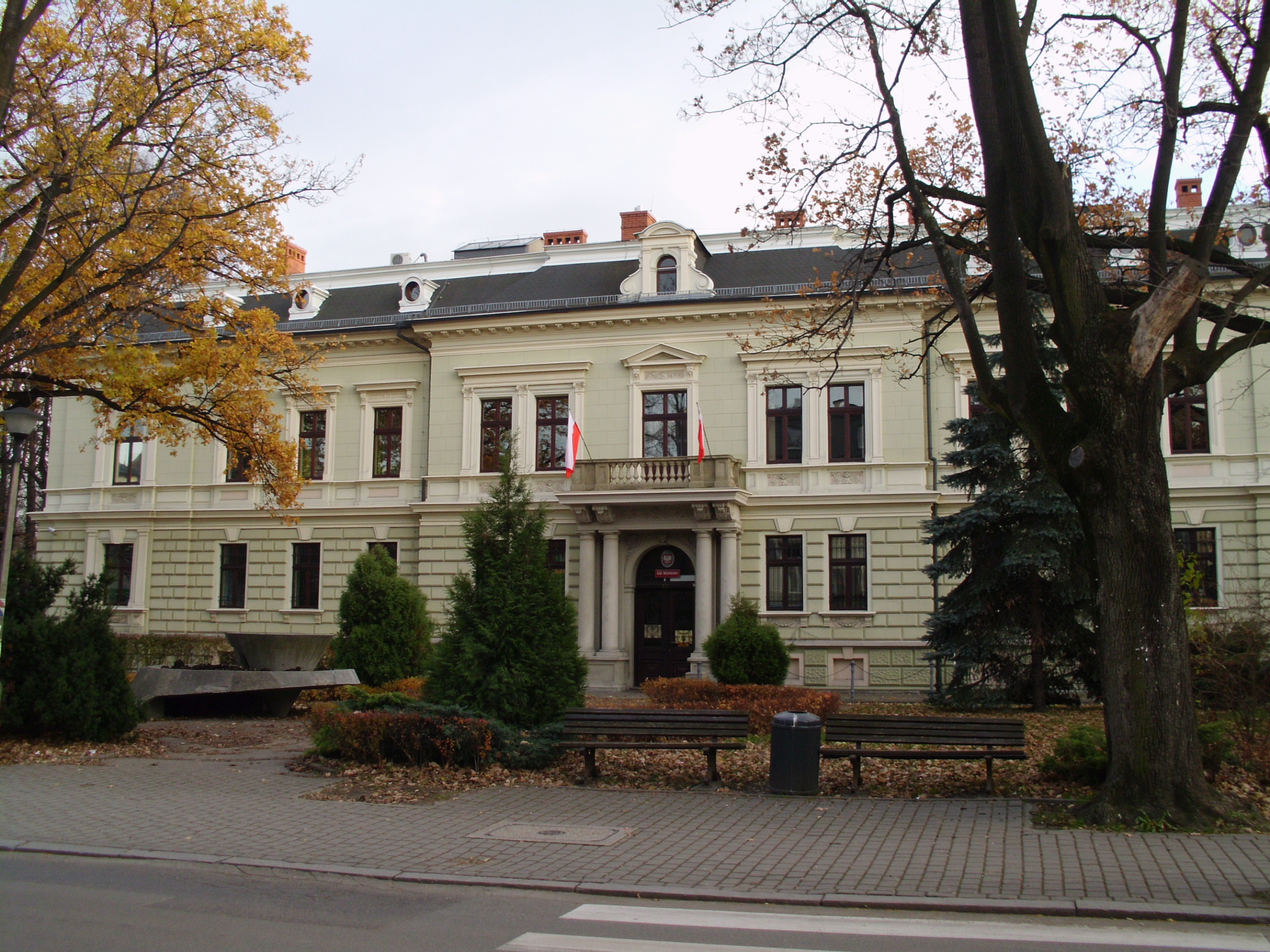
Gmach Sądu Rejonowego

  - Stary Zamek – wzniesiony przez Komorowskich w latach 1485–1500, kilkukrotnie przebudowywany, obecny neogotycki wygląd jest efektem przebudowy przez Habsburgów w latach 1850–1870, siedziba Muzeum Miejskiego
  - Nowy Zamek – neoklasycystyczny pałac Habsburgów z lat 1893–1895, rozbudowany w latach 1906–1910
  - Park Zamkowy – założony przez Wielopolskich w końcu XVII w., przekomponowany w stylu angielskim przez Habsburgów na przełomie XIX i XX w.
    - Domek Chiński – dwukondygnacyjna XVIII-wieczna altana na parkowej wyspie
- konkatedra Narodzenia NMP – powstała w połowie XV w., wskutek licznych przebudów mieszana stylowo (dominuje gotyk i renesans)
  - dzwonnica – wolnostojąca, kamienna, wzniesiona w latach 1723–1724
- kościół św. Krzyża – gotycki, powstały w 1428 r., wieża z 1910 r.
- kościół św. Marka – neogotycki, wzniesiony w 1885 r. w miejscu wcześniejszej drewnianej świątyni
- cmentarz przy starym kościele św. Marka – założony w 1591 r., zamknięty w 1797 r.
- cmentarz Przemienienia Pańskiego – założony w 1705 r.[333]
  - kościół cmentarny Przemienienia Pańskiego – barokowy, zbudowany w 1701 r.
- zespół dworski w Moszczanicy:
  - dwór – powstał w stylu klasycystycznym w 1828 r., przebudowany w latach 1907–1910
  - stajnia z 1907 r.
  - kaplica z 1908 r.
  - park założony na przełomie XIX i XX w.
- kaplica św. Floriana – neogotycka, zbudowana na początku XIX w. i rozbudowana w 1894 r.
- Siejba – klasycystyczny budynek z końca XVIII w., obecnie siedziba Żywieckiej Biblioteki Samorządowej
- cmentarz żydowski – założony w połowie XIX w.
- ratusz – zbudowany w 1868 r., swoją architekturą – łączącą neorenesans i neomauretanizm – przypomina synagogę
- zabudowania browaru Żywiec – neorenesansowe, wzniesione w końcu XIX wieku
- dworzec kolejowy – powstał w 1878 r., przebudowany w stylu secesyjnym w 1912 r.
- Zespół Szkół Ekonomiczno-Gastronomicznych – gmach neorenesansowy zbudowany w 1880 r., pierwotnie siedziba szkoły podstawowej
- Szpital Powiatowy – zbudowany w 1888 r. w stylu neorenesansowym
- Sąd Rejonowy – gmach neorenesansowy, z końca XIX w., pierwotnie siedziba Zarządu Dóbr Arcyksiążęcych
- gmach „Sokoła” – secesyjny z 1904 r.
- Gimnazjum nr 2 – gmach neobarokowy, wzniesiony w latach 1907–1909, pierwotnie siedziba Szkoły Panieńskiej
- I Liceum Ogólnokształcące – gmach neorenesansowy, zbudowany w latach 1905–1911 dla c. k. Wyższej Szkoły Realnej
- Pomnik Grunwaldzki – odsłonięty w 1910 r., zburzony w 1939 r., odbudowany w oryginalnym kształcie w 2005 r.
- dawna remiza strażacka przy ul. Kościuszki – neogotycka, z 1910 r.
- kaplica MB Nieustającej Pomocy – modernistyczna, powstała w 1933 r.
- kościół św. Floriana – modernistyczny, zbudowany w latach 1935–1954
- kościół Chrystusa Króla – modernistyczny, z lat 1953–1958

Pełna lista zabytków:

## Demografia
| struktura ludności dane z 31 XII 2021 |        |        |         |         |           |           |
| Opis                                  | Ogółem | Ogółem | Kobiety | Kobiety | Mężczyźni | Mężczyźni |
| jednostka                             | osób   | %      | osób    | %       | osób      | %         |
| populacja                             | 30 313 | 100    | 15 790  | 52,09   | 14 523    | 47,91     |
| gęstość zaludnienia                   | 600    | 600    | 312     | 312     | 288       | 288       |

| wykształcenie dane z Narodowego Spisu Powszechnego z 2002 roku |      |            |          |         |        |
|                                                                | brak | podstawowe | zawodowe | średnie | wyższe |
| osób                                                           | 403  | 6476       | 5833     | 10273   | 3248   |
| kobiet                                                         | 245  | 3722       | 2234     | 5578    | 1757   |
| mężczyzn                                                       | 158  | 2754       | 3599     | 4695    | 1491   |

Żywiec w 2021 r. liczył ponad 30 tys. mieszkańców i plasował się na 31. miejscu pod tym względem wśród miast województwa śląskiego.
Zmiana liczby mieszkańców miasta w latach 1810–2019:
W Żywcu w 2021 r. na 100 mężczyzn przypadało 108 kobiet.

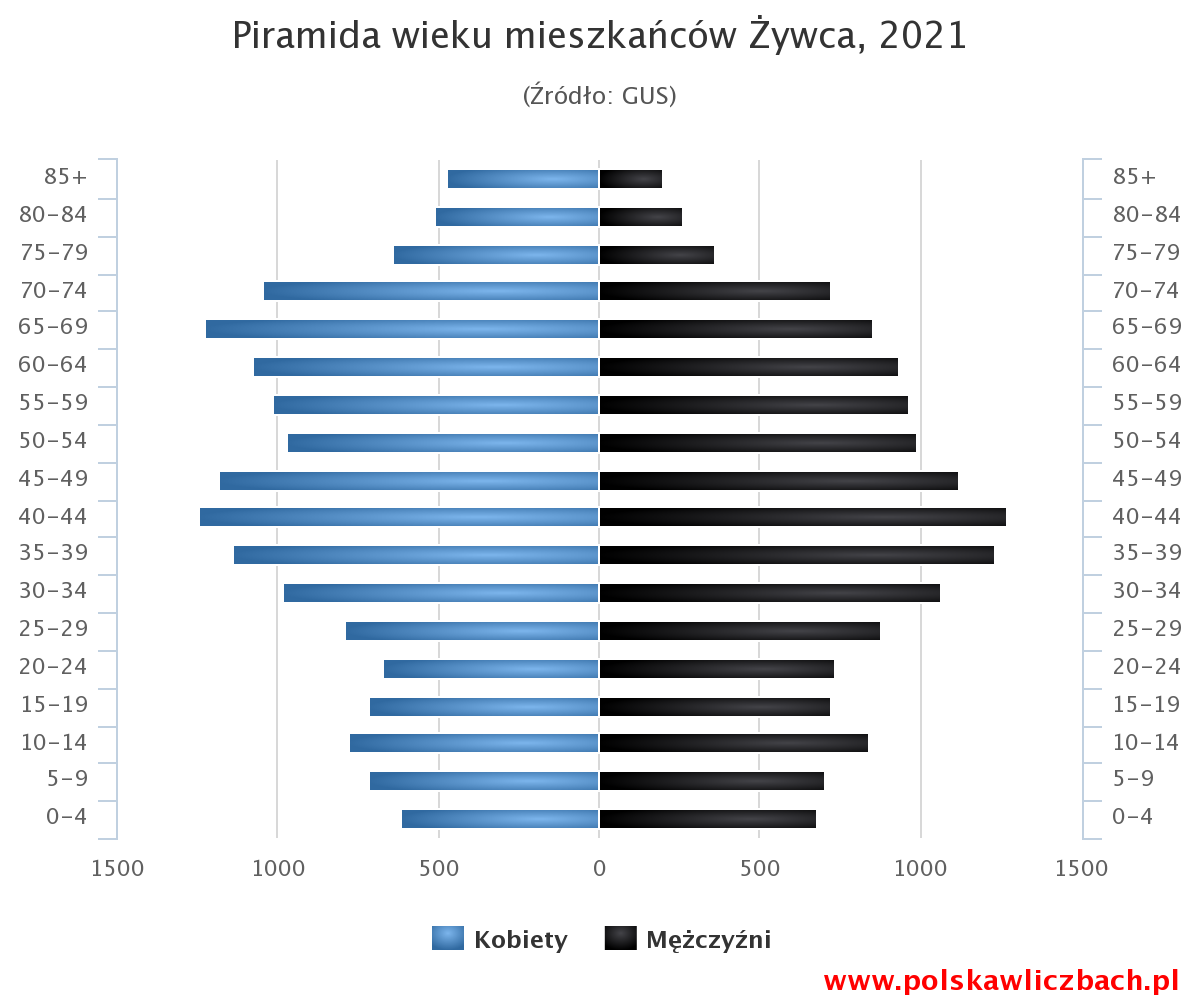

### Struktura etniczna i językowa
W Narodowym Spisie Powszechnym Ludności i Mieszkań 2021 na 30 334 mieszkańców Żywca 99,40% (30 152 osoby) zadeklarowało narodowość polską. 1,59% zadeklarowało inną narodowość (jako jedyną lub wspólnie z polską), w tym: 0,25% (77 osób) śląską, 0,23% (71 osób) angielską, 0,15% (46 osób) ukraińską, 0,14% (41 osób) romską, a 0,07% (21 osób) góralską, natomiast 0,38% (114 osób) podało inną narodowość bądź nie została ona ustalona.
W świetle tego samego spisu 99,83% zamieszkałych w mieście (30 281 osób) posługuje się w kontaktach domowych językiem polskim. Inne najczęściej używane języki (wyłącznie lub wspólnie z polskim) to: angielski (2,03%, 617 osób), niemiecki (0,41%, 125 osób), romani (0,11%, 32 osoby) i śląski (0,10%, 29 osób).

## Podział administracyjny

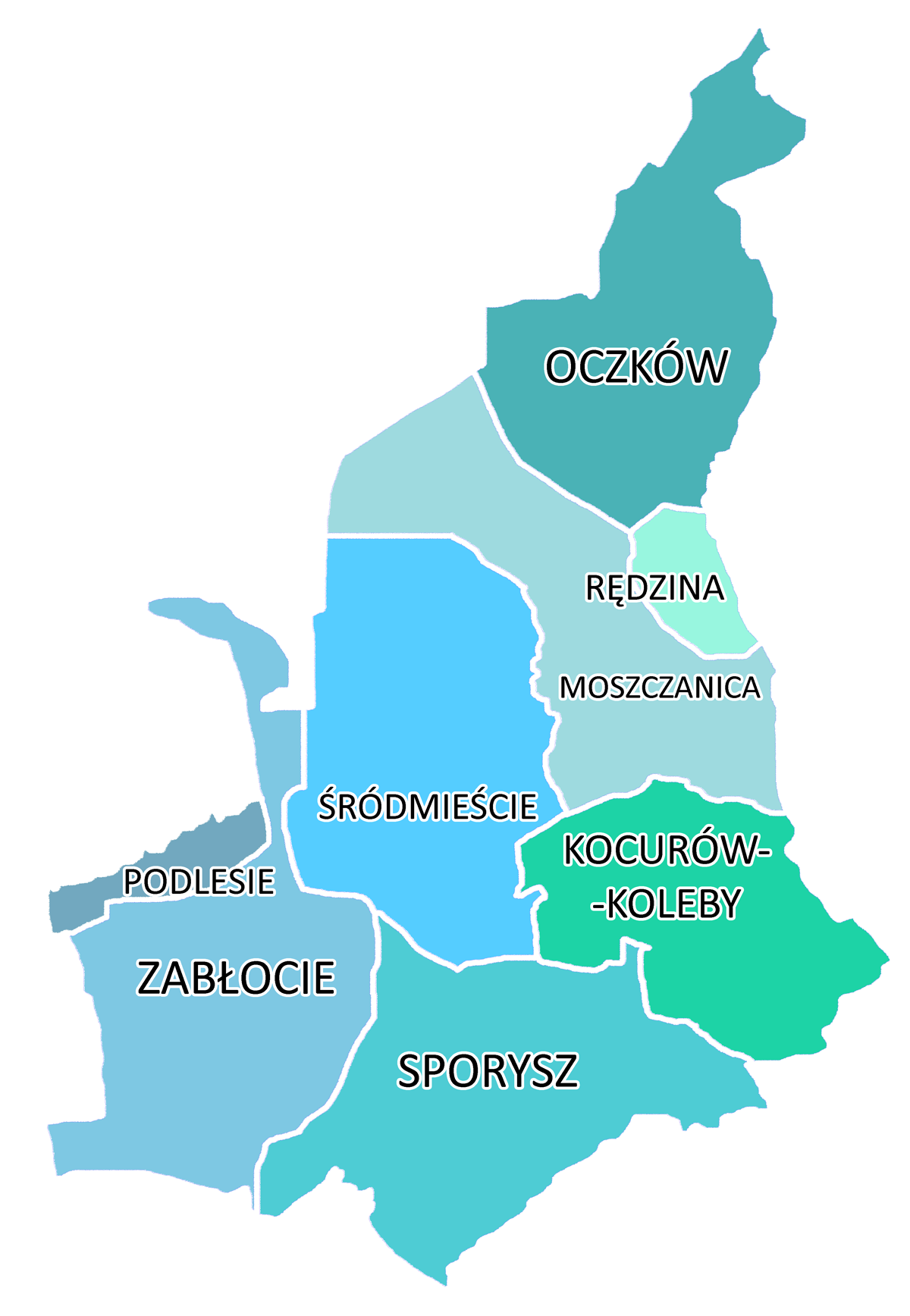
Podział administracyjny miasta

W skład Żywca wchodzi 8 dzielnic:
- Kocurów-Koleby
- Moszczanica
- Oczków
- Podlesie
- Rędzina
- Sporysz
- Śródmieście
- Zabłocie

## Gospodarka

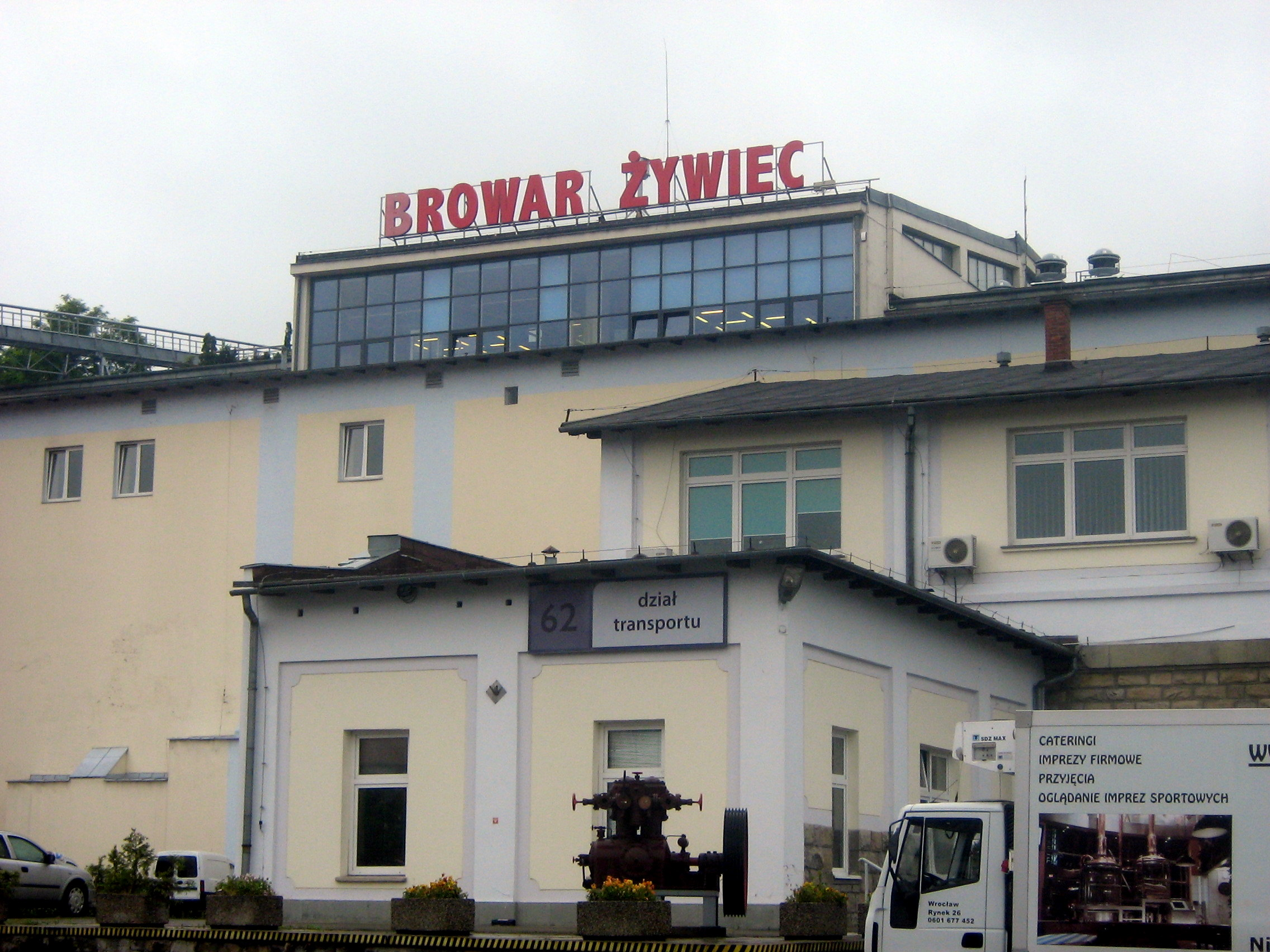
Jeden z głównych budynków Browaru w Żywcu

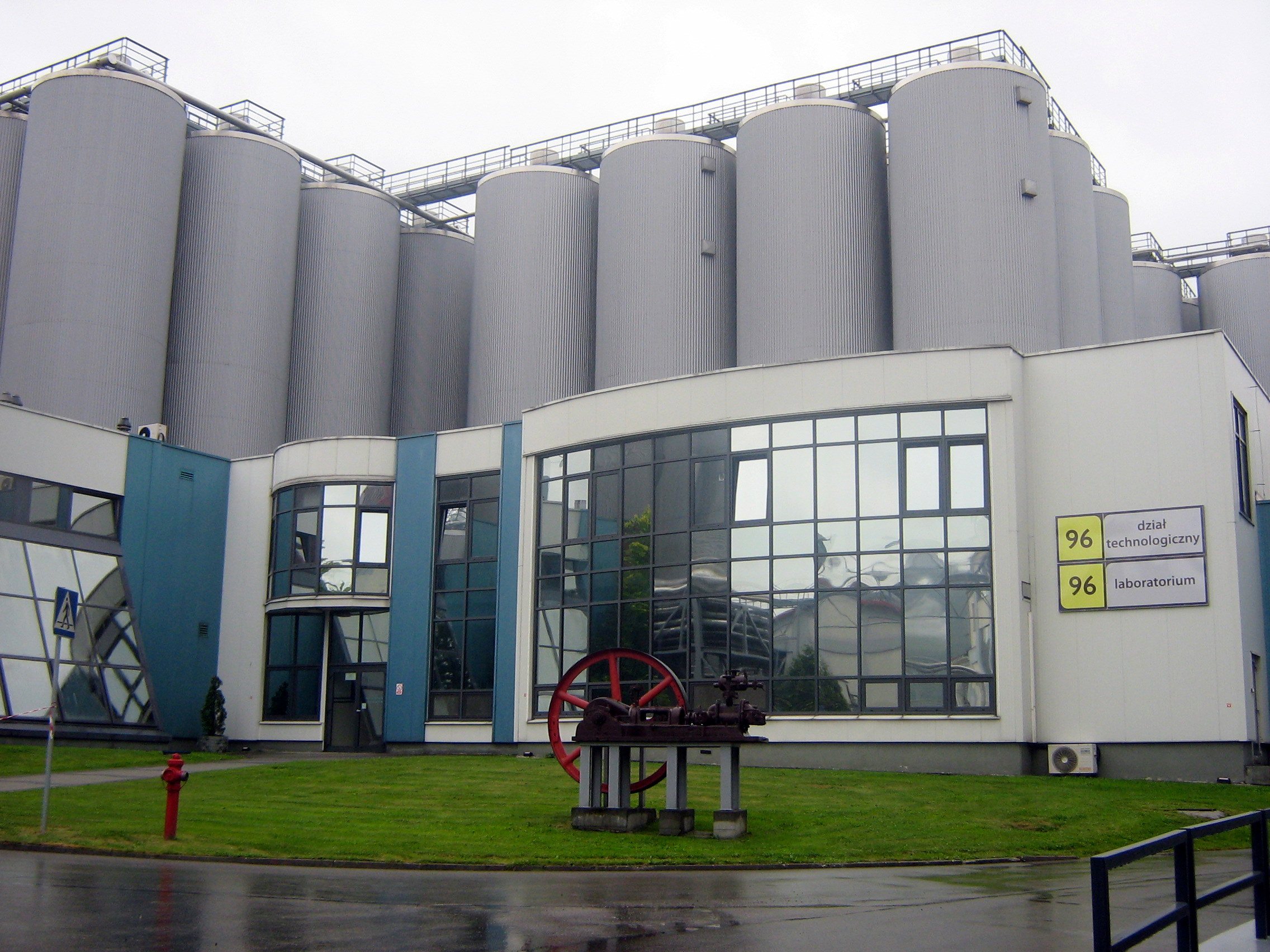
Tankofermentory w Żywcu

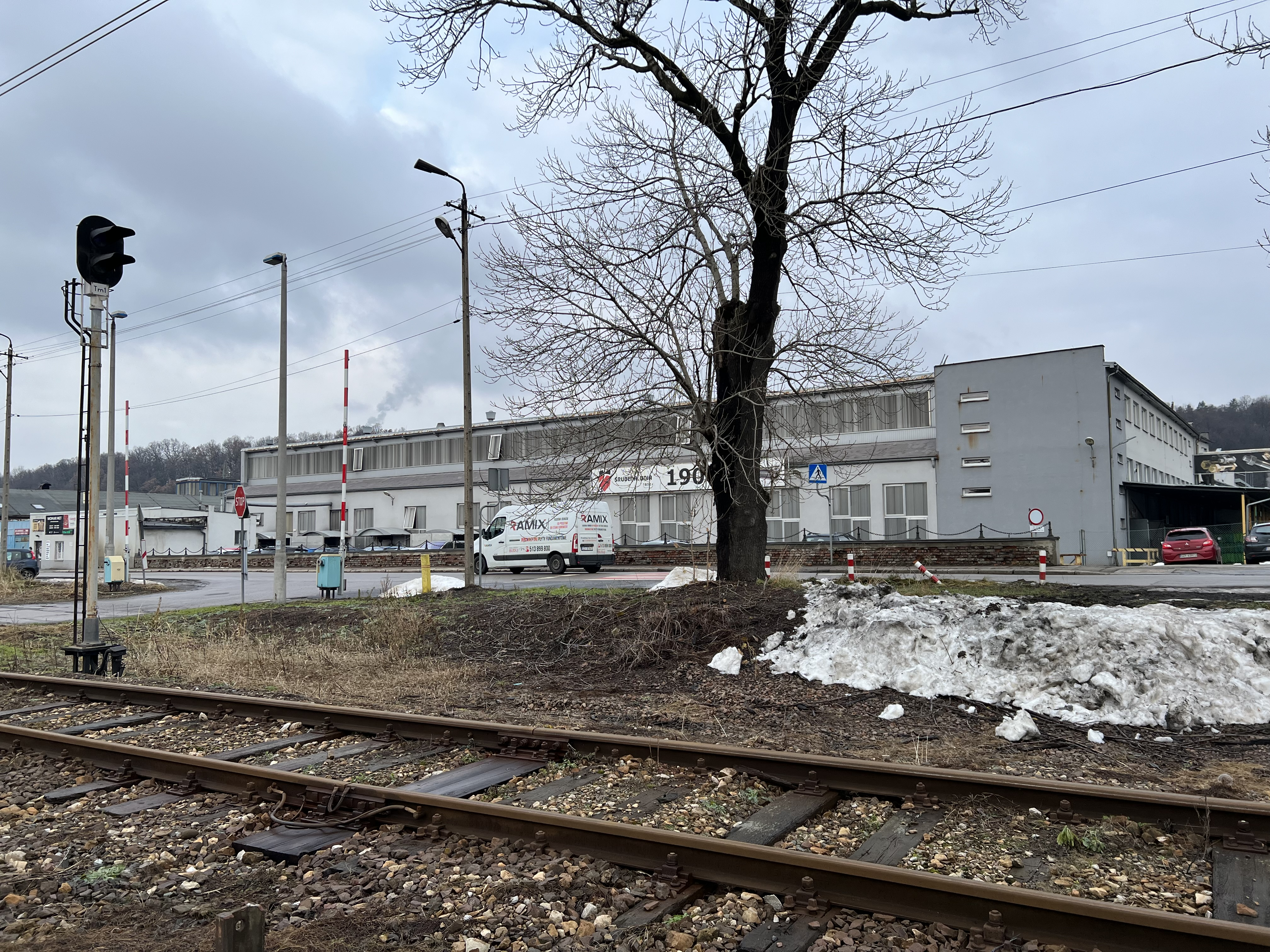
Żywiecka Fabryka Śrub „Śrubena”

Miasto znane jest z produkcji piwa. Pierwsze wzmianki na temat wytwarzania tego napoju na jego terenie pochodzą z 1448 r. W Żywcu funkcjonowało wiele zakładów rzemieślniczych, zrzeszonych już od czasu średniowiecza w cechach. Miasto już wówczas było lokalnym centrum handlu, usług i administracji.
Co najmniej w XIX wieku na terenie miasta została zapoczątkowana produkcja pierników, Żywiec stanowił wówczas jeden z bardziej znaczących ośrodków piernikarstwa na ziemiach polskich. Wytwarzanie pierników zostało wstrzymane decyzją władz okupacyjnych w trakcie II wojny światowej i wznowione po zakończeniu wojny. W kolejnych latach w wyniku zmian przepisów oraz braku kontynuatorów, na terenie miasta pozostały jedynie dwa zakłady piernikarskie. Do czasów współczesnych produkcję prowadzi jeden zakład, zlokalizowany przy ul. Piernikarskiej. Został on uruchomiony w 1921 przez Jana Bielewicza, pobierającego nauki rzemiosła przed I wojną światową w żywieckiej wytwórni pierników Karola Białka i praktykującego później u Antoniego Rothego i Feliksa Mikeskiego w Krakowie, a w czasie urlopu z armii w trakcie I wojny światowej zatrudnionego u Prohaski w Wiedniu. W 1968 zakład Jana Bielewicza został przejęty przez jego syna, Zygmunta, a od 1994 tradycje te kontynuuje jego syn, Krzysztof Bielewicz wraz z żoną Kazimierą.
Pod koniec XIX wieku Żywiec uzyskał połączenia kolejowe z Bielskiem (1878) oraz ze Zwardoniem i Suchą (1884). Połączenia ze Zwardoniem i Suchą stanowią fragment tzw. kolei transwersalnej.
Na przełomie XIX i XX w. na terenie ówczesnego miasta, jak i przyległych miejscowości, które w późniejszych latach zostały włączone w jego granice administracyjne, powstało wiele zakładów przemysłowych i produkcyjnych:
- Fabryka Mydła i Świec (1818)[353]
- Huta Fryderyka (1837)[74]
- Fabryka Wyrobu Masy z Drzewa na Papier (1838)[75]
- Arcyksiążęcy Browar Żywiec (1856)[73]
- Fabryka Maszyn braci Wróblów (1902)[76]
- Futrzarnia Braci Balicerów (1919)[77]
- Fabryka Mebli Stalowych „Wschód” (1921)[354]
- Fabryka Skór i Pasów „Siła” (1921)[77]
- Fabryka Dywanów „Persja” (1923)[355]
- Rzeźnia Miejska (1 grudnia 1931)[356][357]

Dominującą pozycję na współczesnym rynku w mieście mają zakłady, takie jak: Grupa Żywiec (Browar w Żywcu), Ponar (fabryka maszyn), Miejski Zakład Energetyki Cieplnej „Ekoterm” (ciepłownia), Żywiecka Fabryka Śrub „Śrubena”, Famed Żywiec (fabryka sprzętu szpitalnego), Hutchinson Poland, Sews-Cabind. Rozwinięte są również działalność wytwórcza w mniejszych przedsiębiorstwach, rzemieślnicza, a także usługi i handel. Poza przemysłem, najwięcej miejsc pracy oferuje sektor turystyczny, przede wszystkim sezonowo.

## Transport

### Transport kolejowy

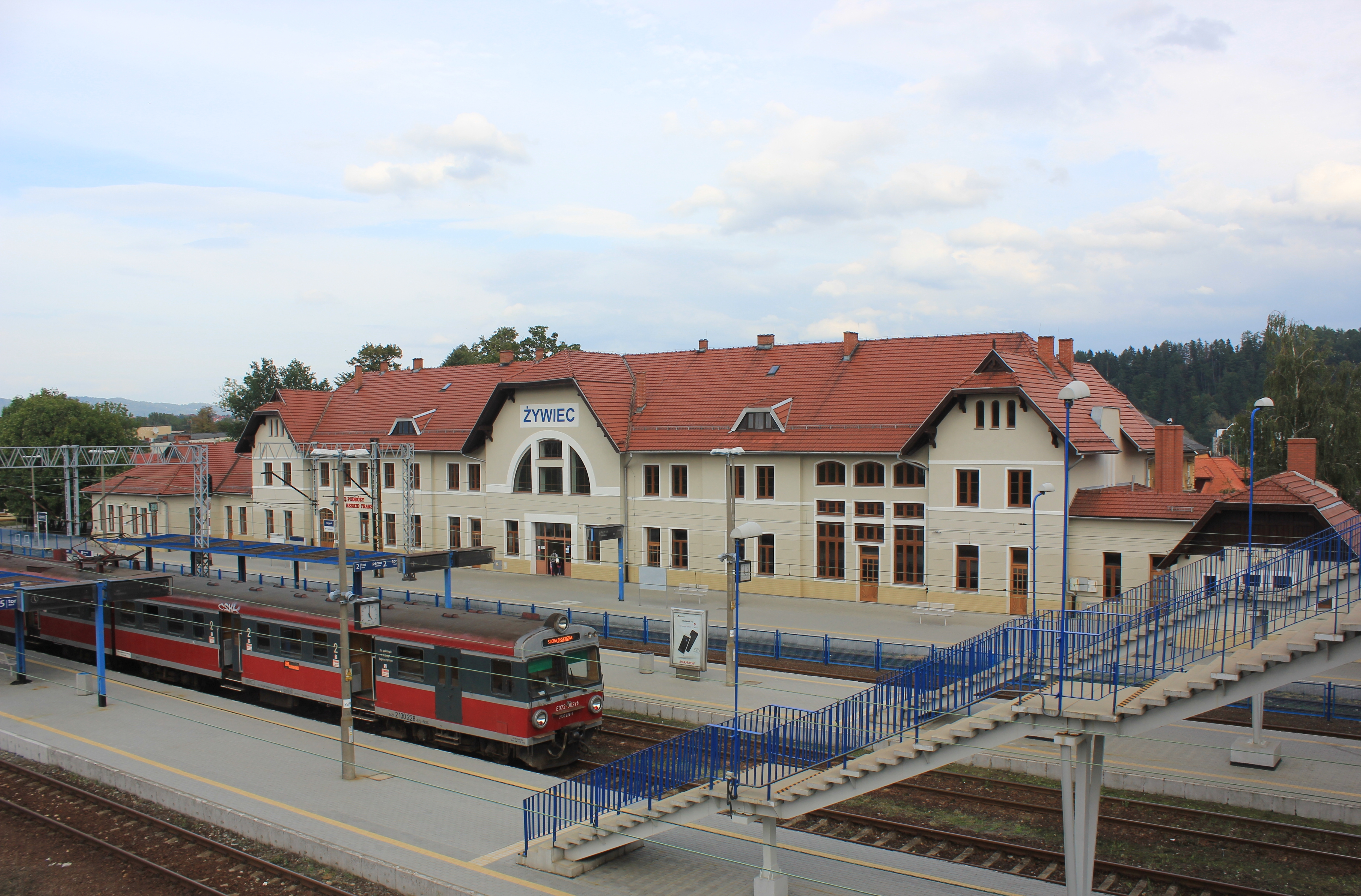
Dworzec kolejowy Żywiec

Żywiec położony jest na skrzyżowaniu linii kolejowych nr 139 (Katowice-Zwardoń) oraz nr 97 (Skawina-Żywiec).
Rolę głównego dworca kolejowego pełni węzłowa stacja Żywiec, zlokalizowana w dzielnicy Zabłocie. Posiada kategorię dworca aglomeracyjnego (dworce stanowiące węzły komunikacyjne w aglomeracji, obsługujące ruch lokalny i dalekobieżny). Dzienny przepływ podróżnych na stacji w 2022 wynosił 2000–3000 pasażerów na dobę. Obsługiwana jest ona przez pociągi Kolei Śląskich (linie KS: S5 Katowice-Zwardoń, S51 Katowice-Zakopane i S75 Gliwice-Żywiec), InterCity oraz Polregio.
W dzielnicy Sporysz zlokalizowana jest stacja kolejowa Żywiec Sporysz, do której docierają pociągi Kolei Śląskich (linia KS S51 Katowice-Zakopane) oraz Polregio (w kierunku Suchej Beskidzkiej i Krakowa). Stacja ta posiada marginalne znaczenie na mapie transportowej miasta – w 2022 obsługiwała ona 0–9 pasażerów na dobę.
Przystanek kolejowy Pietrzykowice Żywieckie znajduje się na liniach S5, S51 i S75 Kolei Śląskich. W 2022 korzystało z niego 200–299 pasażerów dziennie.
W związku z rewitalizacją przebiegających przez Żywiec linii kolejowych, planowana jest budowa trzech dodatkowych przystanków kolejowych na terenie miasta – Żywiec Browar, Żywiec Łączki oraz Żywiec Park.

### Transport drogowy
Przez Żywiec przebiegają drogi:

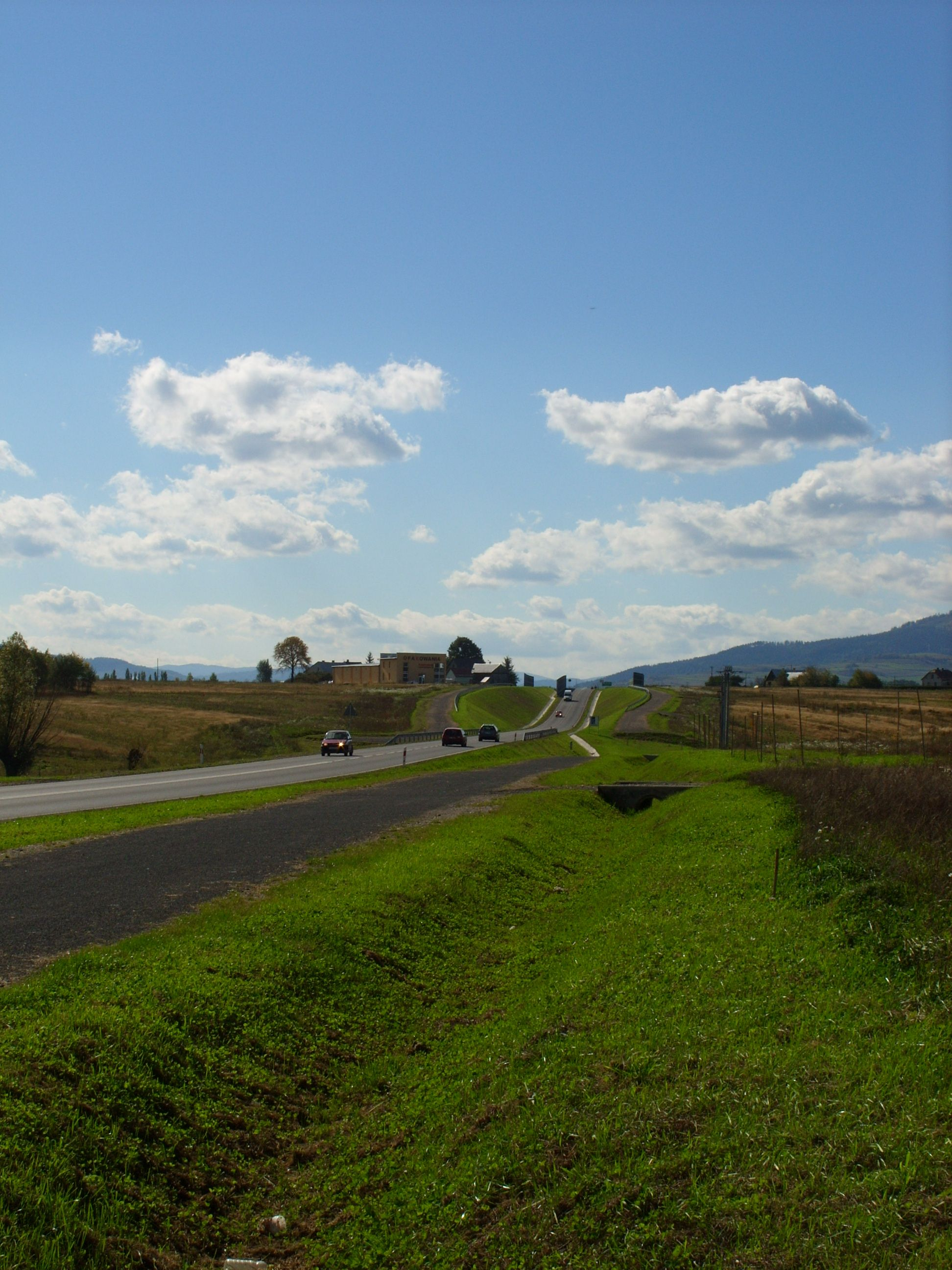
Droga wojewódzka nr 946 w dzielnicy Podlesie

- droga ekspresowa S1 – wraz z drogą krajową nr 1 prowadzi z Gdańska do Zwardonia[371]. Na terenie Żywca znajdują się jej dwa węzły: Żywiec Browar i Żywiec Soła[372]
- droga wojewódzka nr 945 – stanowi połączenie węzła z drogą ekspresową S1 w Rybarzowicach oraz z granicą państwa w Korbielowie[371]
- droga wojewódzka nr 946 – łączy zjazd z drogi ekspresowej S1 Żywiec Soła z Suchą Beskidzką[371]
- droga wojewódzka nr 948 – prowadzi z Oświęcimia do żywieckiej dzielnicy Oczków, gdzie łączy się z drogą wojewódzką nr 946[373]

Odcinek drogi ekspresowej S1 od węzła Żywiec Browar do węzła Żywiec wraz z fragmentem drogi wojewódzkiej nr 946 od węzła Żywiec do ronda na ulicy Wesołej stanowi zachodnią obwodnicę miasta. Żywiec posiada także obwodnicę północną (ul. 3 Pułku Strzelców Podhalańskich), znajdującą się w ciągu drogi wojewódzkiej nr 946. Jej przedłużeniem w kierunku południowym pozostaje śródmiejska obwodnica w stronę Korbielowa (Aleja Jana Pawła II), stanowiąca fragment drogi wojewódzkiej nr 945.

### Komunikacja miejska

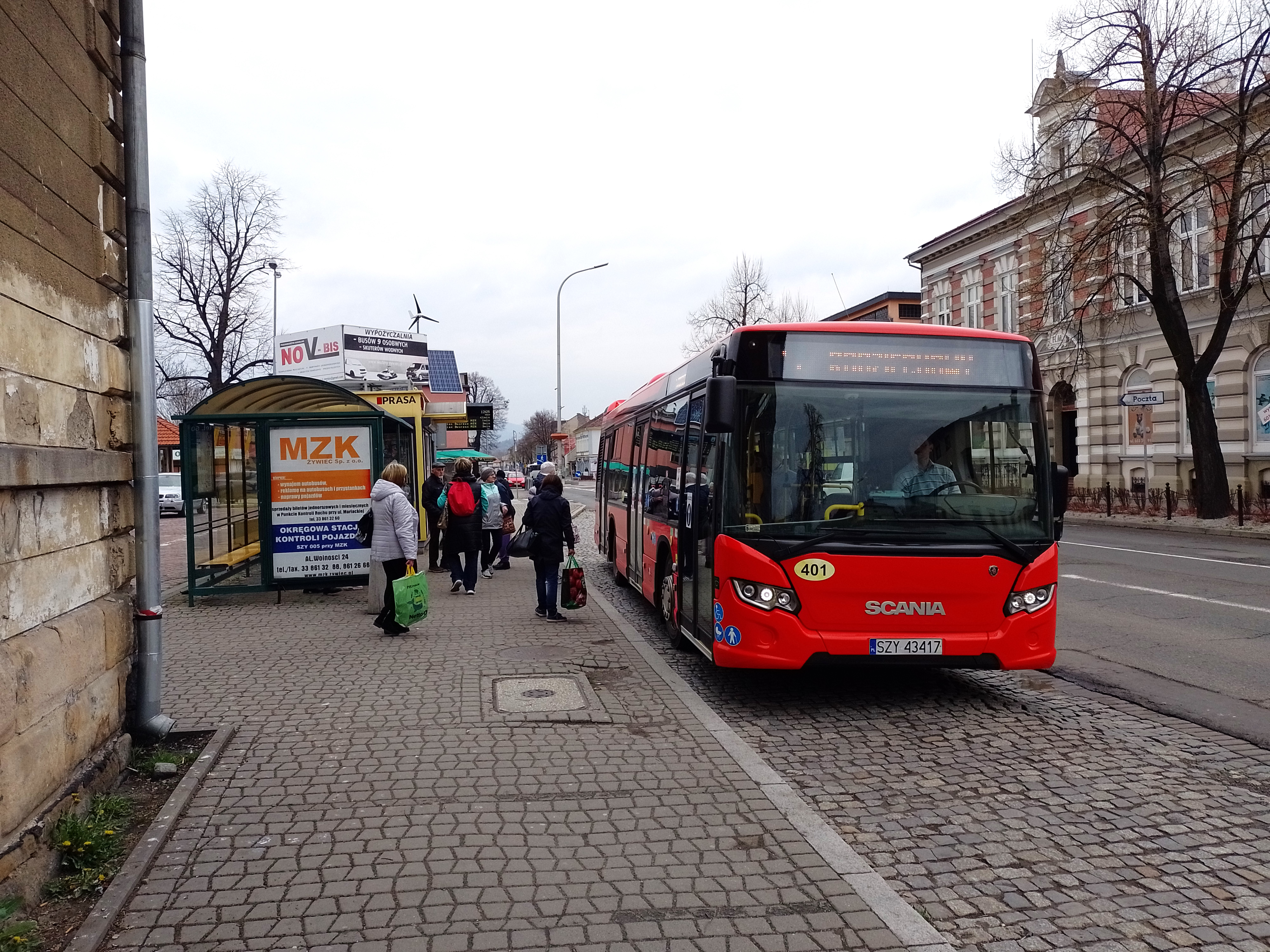
Autobus MZK Żywiec na ulicy Dworcowej

Komunikacja miejska na terenie Żywca jest prowadzona przez Miejski Zakład Komunikacyjny, który pozostaje operatorem 18 linii autobusowych (4 wewnątrzmiejskich i 14 wykraczających poza jego granice). Łączna długość linii wynosi 264 km.
Poza granicami administracyjnymi miasta, autobusy komunikacji miejskiej docierają do sąsiednich miejscowości, takich jak: Bierna, Brzuśnik, Bystra, Czernichów, Gilowice, Juszczyna, Kalna, Leśna, Łodygowice, Międzybrodzie Bialskie, Międzybrodzie Żywieckie, Pewel Mała, Pewel Ślemieńska, Pietrzykowice, Przybędza, Przyłęków, Radziechowy, Rychwałd, Rychwałdek, Sienna, Świnna, Tresna, Trzebinia, Wieprz, Zarzecze.

### Przewozy autobusowe

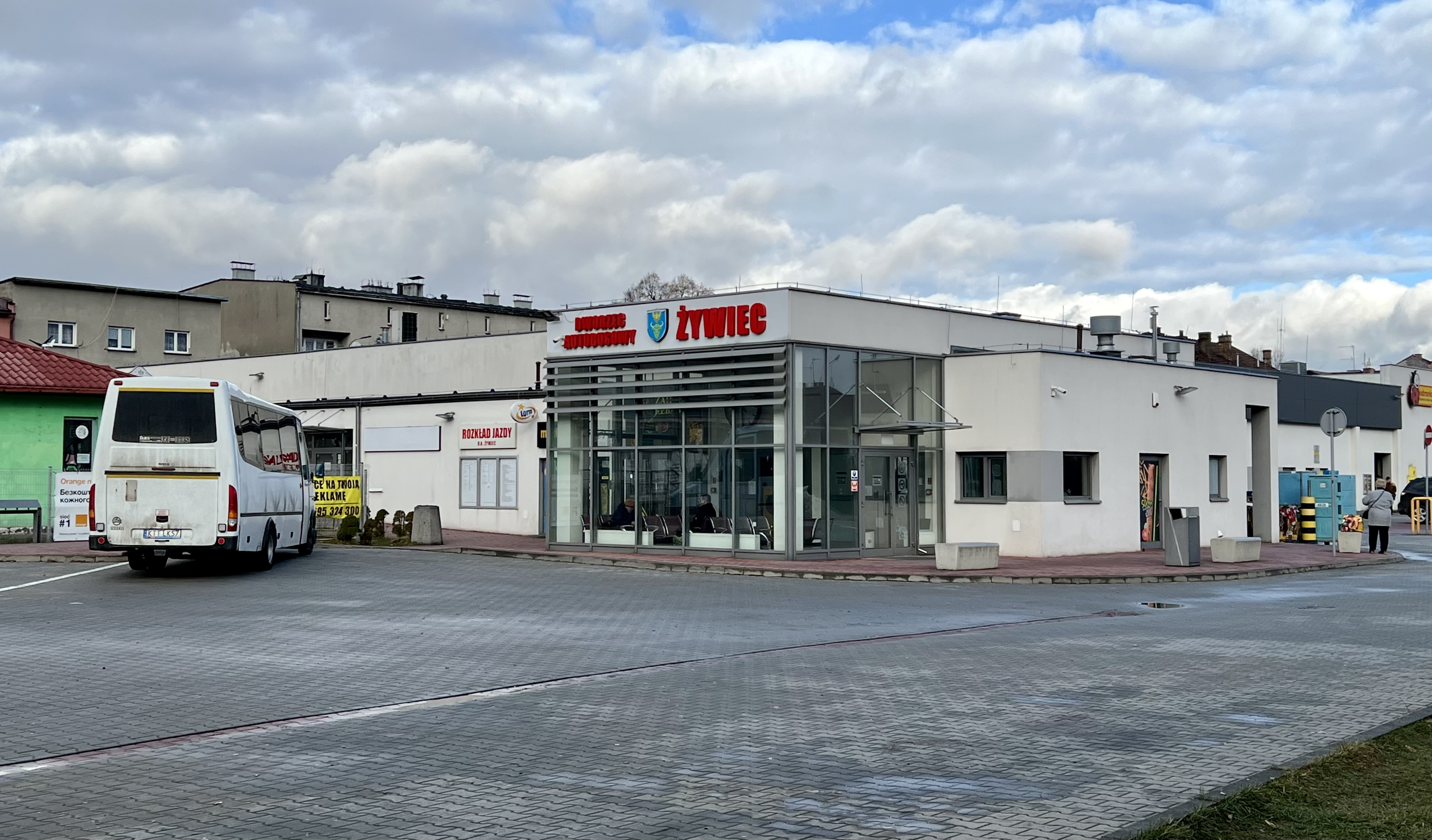
Dworzec autobusowy w Żywcu

Dworzec autobusowy położony jest w dzielnicy Zabłocie. Obiekt mieści kasy biletowe, poczekalnię i dyspozytornię. Połączony jest z niewielką galerią handlową oraz supermarketem. Znajdują się tutaj stanowiska odjazdów zarówno dla autobusów, jak i busów.
Oprócz linii prywatnych przewoźników, komunikację z innymi miejscowościami powiatu żywieckiego zapewniają także autobusy obsługujące linie komunikacji powiatowej, organizowanej przez Starostwo Powiatowe. Kursują one do przystanku położonego w pobliżu Szpitala Żywiec przy ul. Pola Lisickich.

## Edukacja

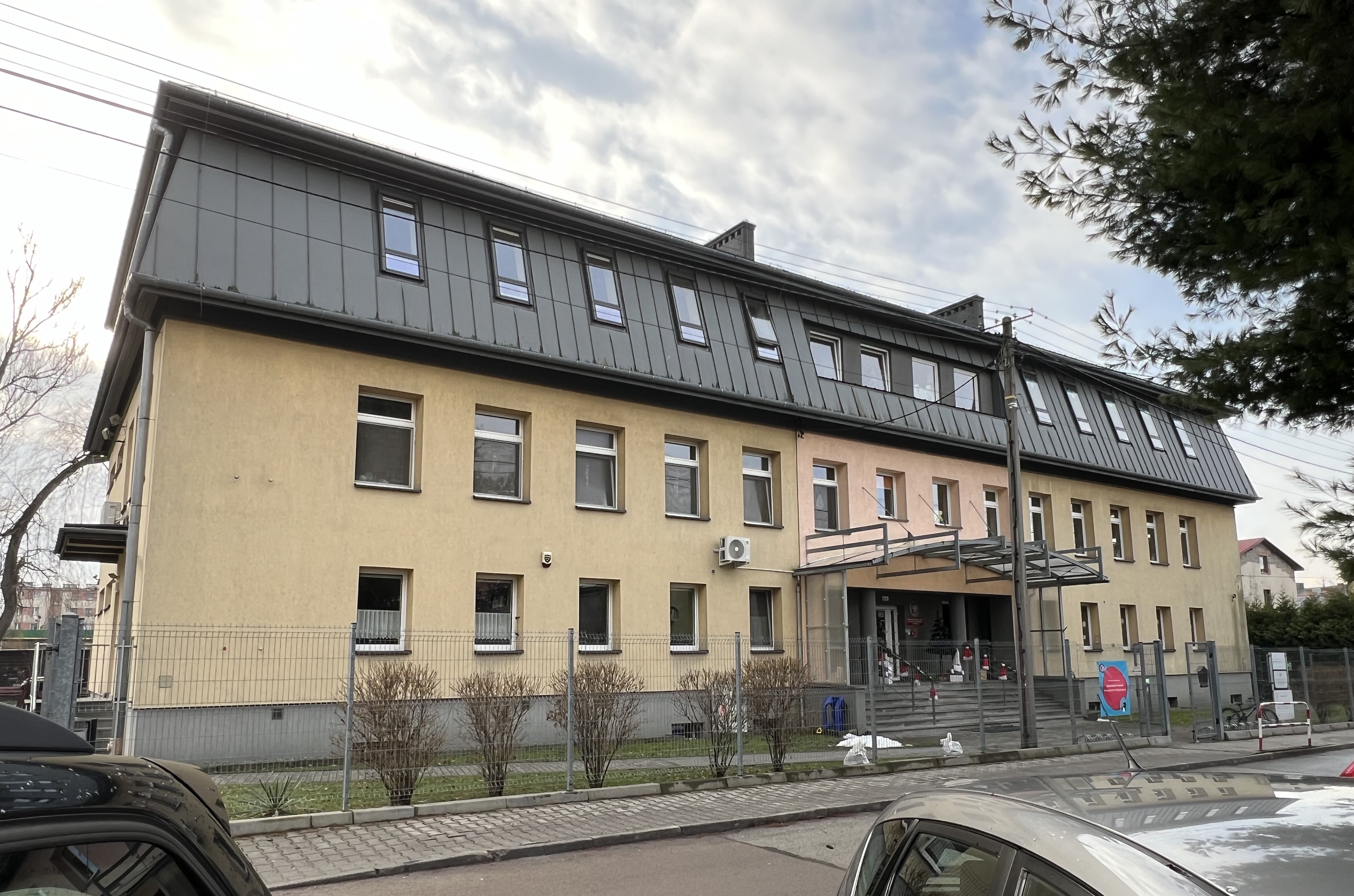
Przedszkole nr 9 im. Andrzeja Komonieckiego

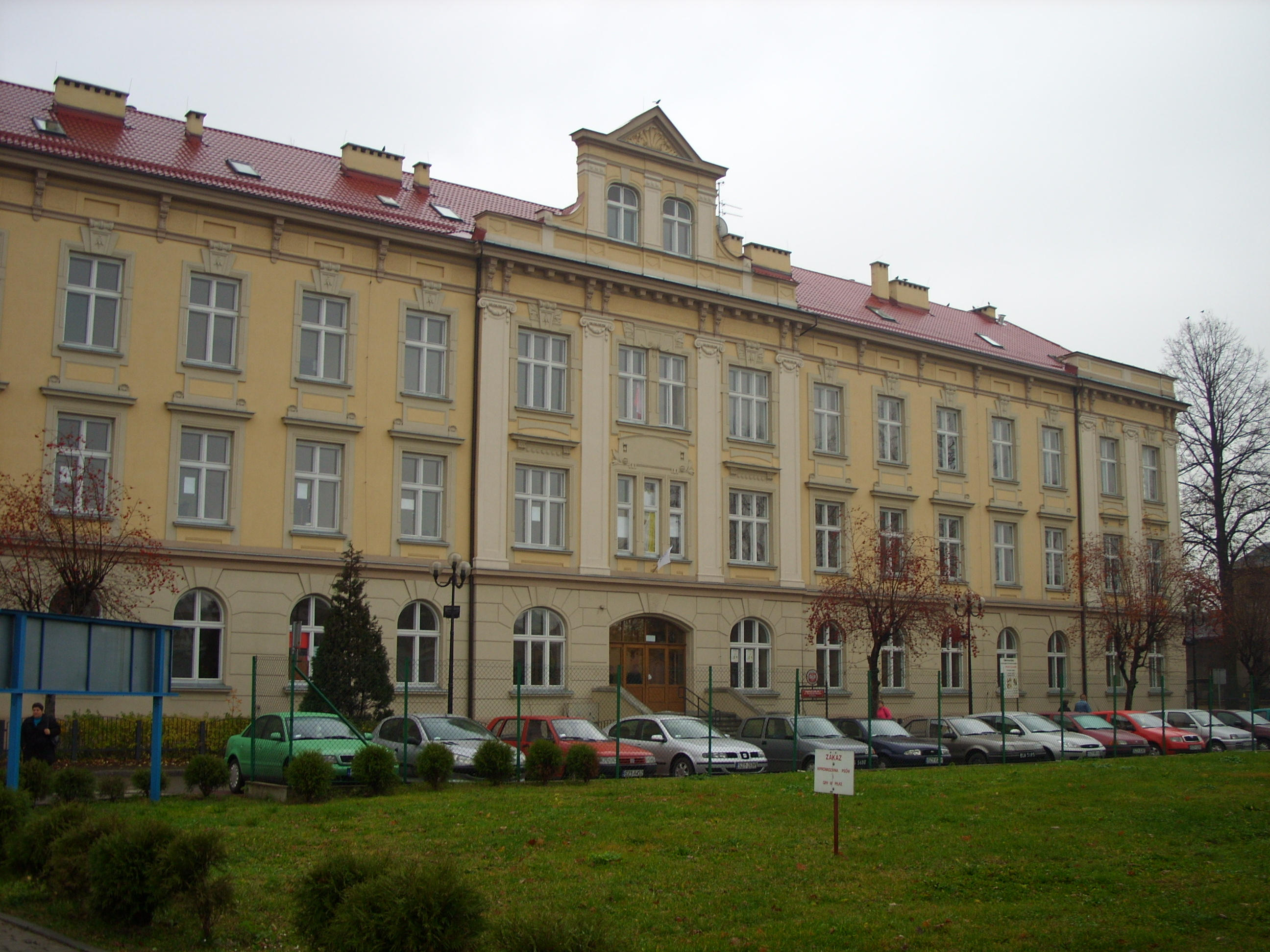
Szkoła Podstawowa nr 2 im. Stanisława Staszica

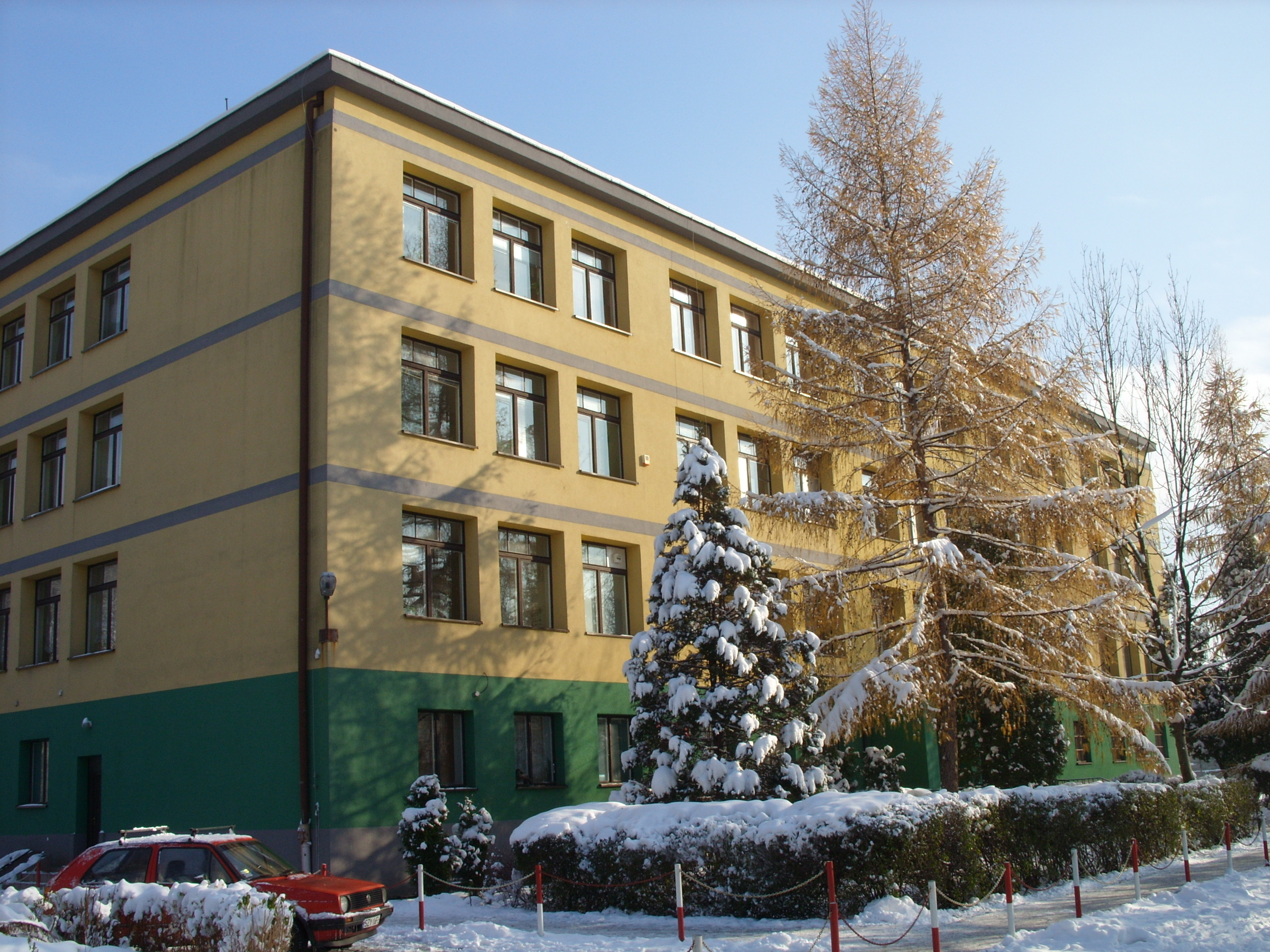
Szkoła Podstawowa nr 3 im. Adama Mickiewicza

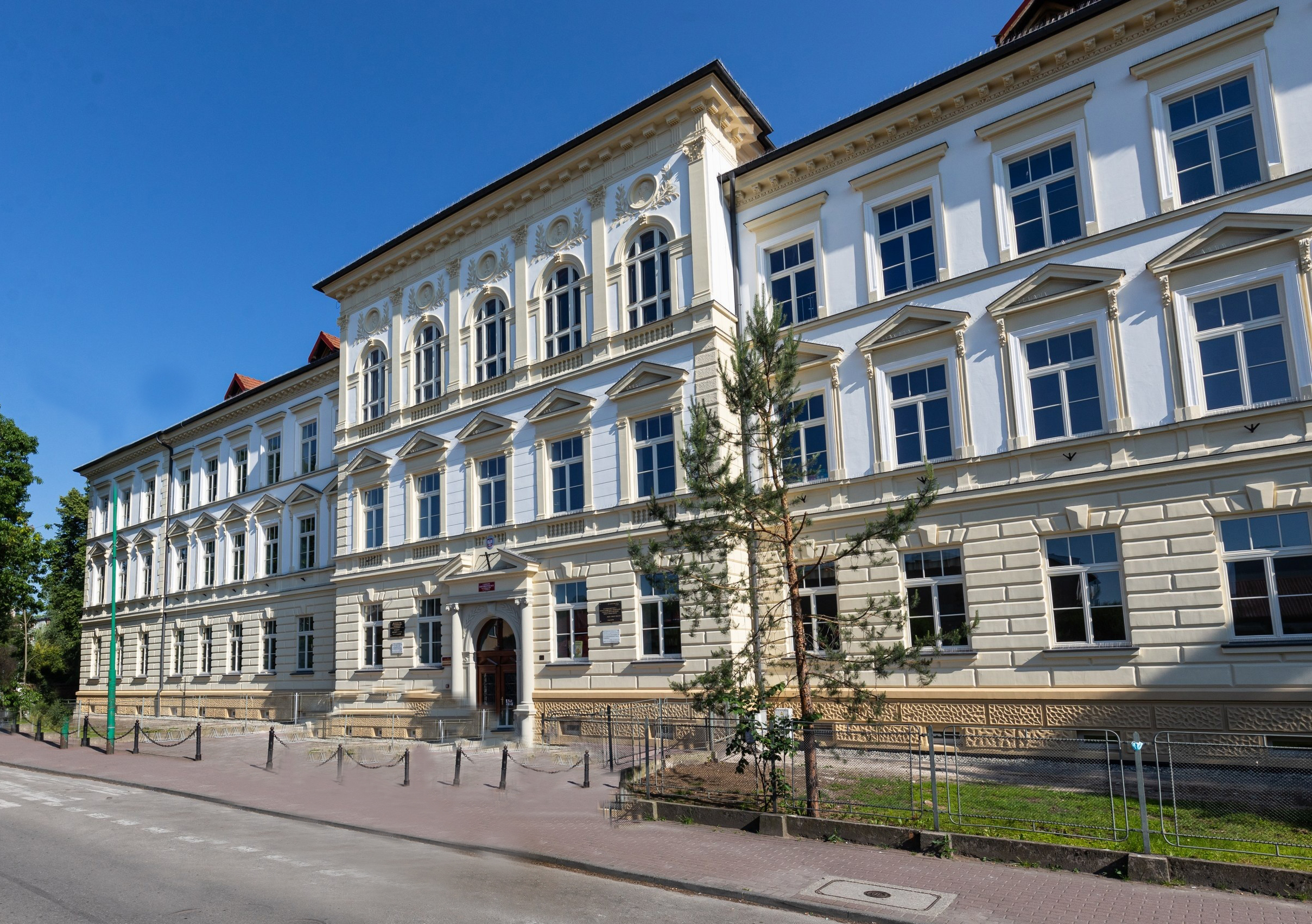
I Liceum Ogólnokształcące im. Mikołaja Kopernika

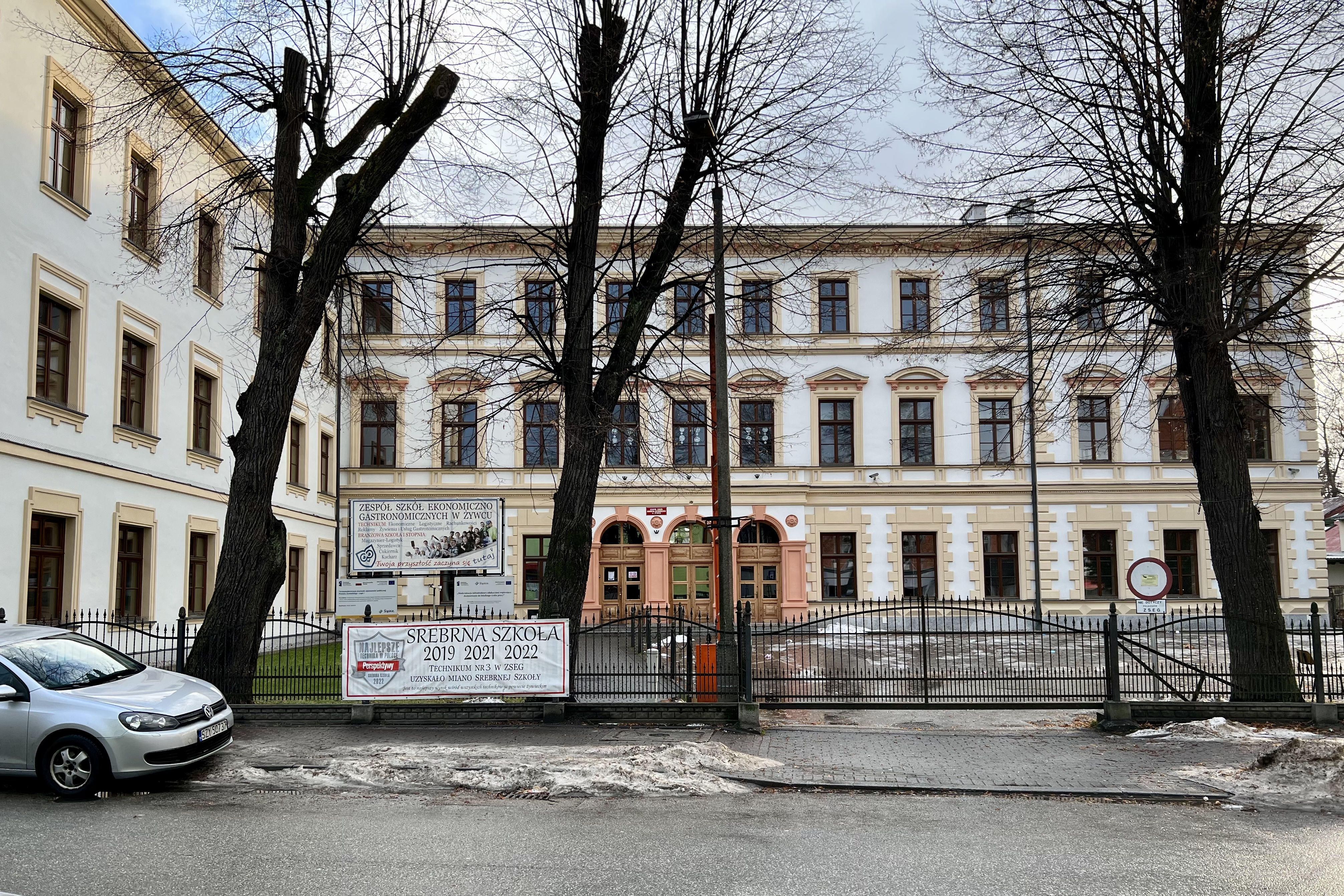
Zespół Szkół Ekonomiczno-Gastronomicznych

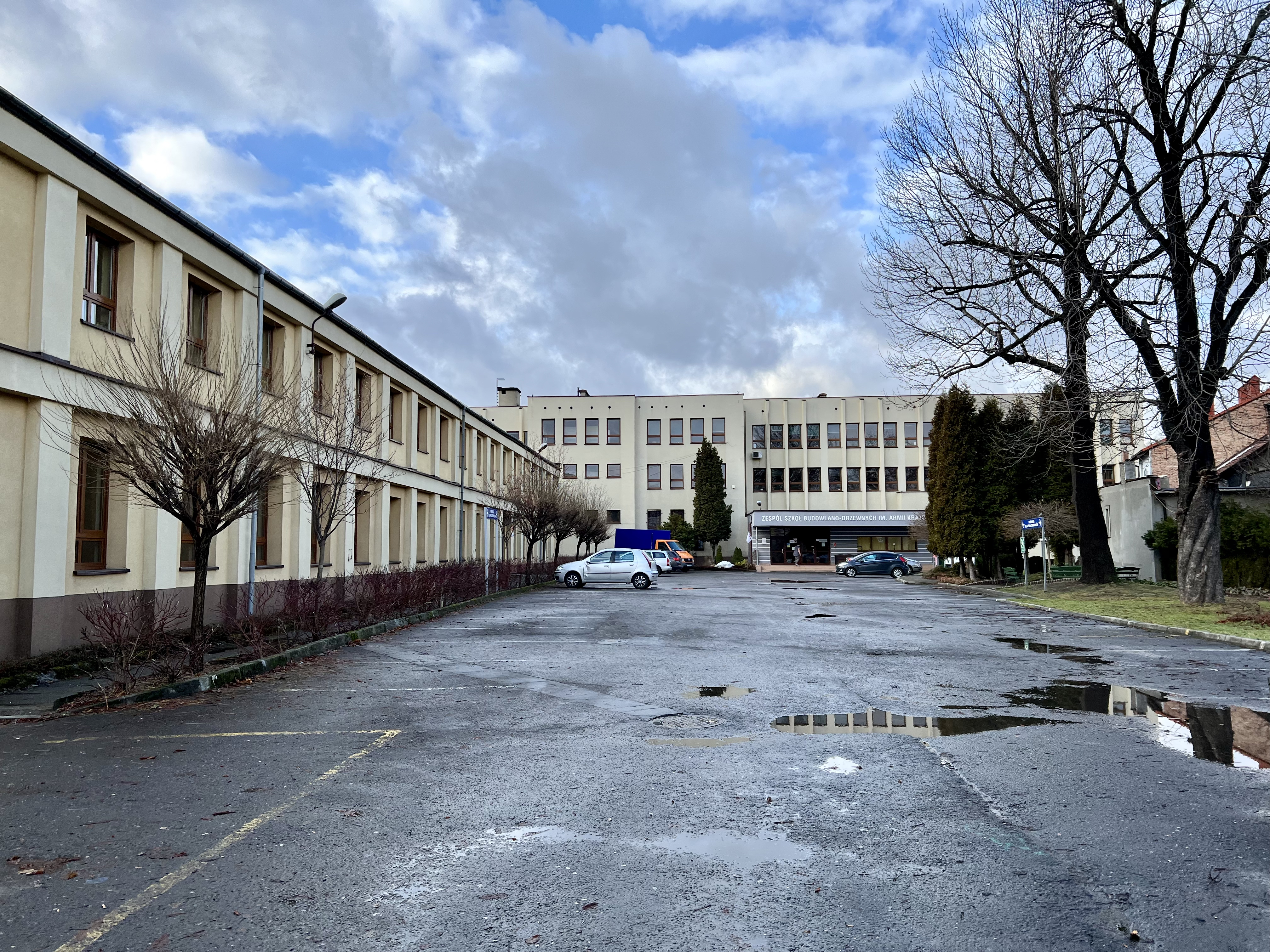
Zespół Szkół Budowlano-Drzewnych im. Armii Krajowej

### Przedszkola

#### Publiczne
- Przedszkole nr 1[384]
- Przedszkole nr 6[384]
- Przedszkole nr 8 im. Marii Krystyny Habsburg[384]
- Przedszkole nr 9 im. Andrzeja Komonieckiego[384]
- Przedszkole nr 10[384]
- Przedszkole nr 11 im. Rodziny Komorowskich[384]
- Przedszkole nr 12[385]
- Przedszkole nr 13[386]

#### Niepubliczne
- Niepubliczne Przedszkole „Akademia Malucha”[384]
- Niepubliczne Przedszkole „Aniołkowo”[384]
- Niepubliczne Przedszkole „W Ogrodzie”[384]
- Niepubliczne Przedszkole Ekologiczno-Językowe „Mały Naukowiec”[384]
- Niepubliczne Przedszkole Polsko-Angielskie „Oxford House”[384]
- Niepubliczne Przedszkole Sportowo-Artystyczne „Aktive Kids”[384]
- Przedszkole Niepubliczne „Akuku” z Oddziałami Integracyjnymi[384]
- Przedszkole Sióstr Serafitek[384]
- Niepubliczne Przedszkole Integracyjno-Terapeutyczne „Niebieski Motyl”[384]

### Szkoły podstawowe

#### Publiczne
- Szkoła Podstawowa nr 1 im. Wojska Polskiego[384]
- Szkoła Podstawowa nr 2 im. Stanisława Staszica[384]
- Szkoła Podstawowa nr 3 im. Adama Mickiewicza[384]
- Szkoła Podstawowa nr 5 im. Hugona Kołłątaja[384]
- Zespół Szkolno-Przedszkolny nr 1 – Szkoła Podstawowa nr 6 im. Janusza Korczaka[384]
- Zespół Szkolno-Przedszkolny Nr 2 – Szkoła Podstawowa nr 8 im. Orła Białego[384]
- Szkoła Podstawowa nr 9 im. Jana Pawła II[384]
- Specjalny Ośrodek Szkolno-Wychowawczy – Szkoła Podstawowa nr 10[387][388]

#### Niepubliczne
- Niepubliczna Szkoła Podstawowa Fundacji Królowej Świętej Jadwigi w Kolebach[389]
- Niepubliczna Szkoła Podstawowa o Profilu Językowym Cervantes[384][390]
- Szkoła Podstawowa Mistrzostwa Sportowego[391]
- Szkoła Podstawowa Stowarzyszenia Przyjaciół Szkół Katolickich im. Stefana Kardynała Wyszyńskiego[384][392]

### Szkoły średnie

#### Publiczne
- I Liceum Ogólnokształcące im. Mikołaja Kopernika[393]
- Zespół Szkół Mechaniczno-Elektrycznych[393]
- Zespół Szkół Technicznych i Leśnych[393]
- Zespół Szkół Ekonomiczno-Gastronomicznych[393]
- Zespół Szkół Budowlano-Drzewnych im. Armii Krajowej
- Zespół Szkół Samochodowych[393]
- Zespół Szkół Agrotechnicznych i Ogólnokształcących im. J. Piłsudskiego[393]
- Specjalny Ośrodek Szkolno-Wychowawczy – Branżowa Szkoła I stopnia nr 6[388][394]

#### Niepubliczne
- Liceum Ogólnokształcące Mistrzostwa Sportowego[391]
- Niepubliczne Liceum Ogólnokształcące Fundacji Królowej Świętej Jadwigi w Żywcu – Liceum Cogito[389][395]
- Niepubliczna Szkoła dla Dorosłych[396]
- Niepubliczna Szkoła Ogólnokształcąca i Zawodowa[397]
- Zespół Szkół w Żywcu Zakładu Doskonalenia Zawodowego w Katowicach[398]

### Uczelnie
- Akademia WSB – Wydział Zamiejscowy w Żywcu[399]

## Kultura

### Miejskie Centrum Kultury

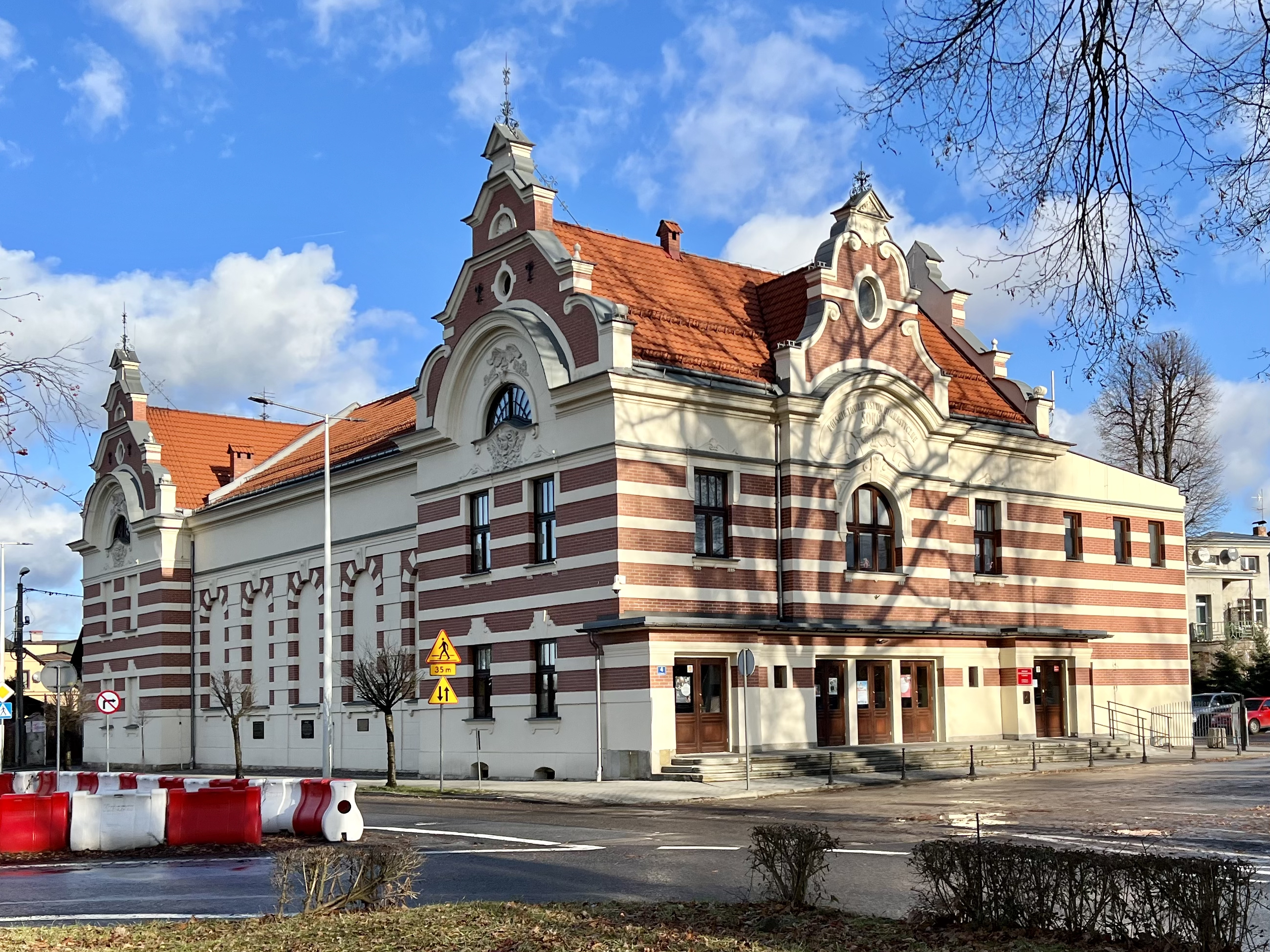
Siedziba Miejskiego Centrum Kultury

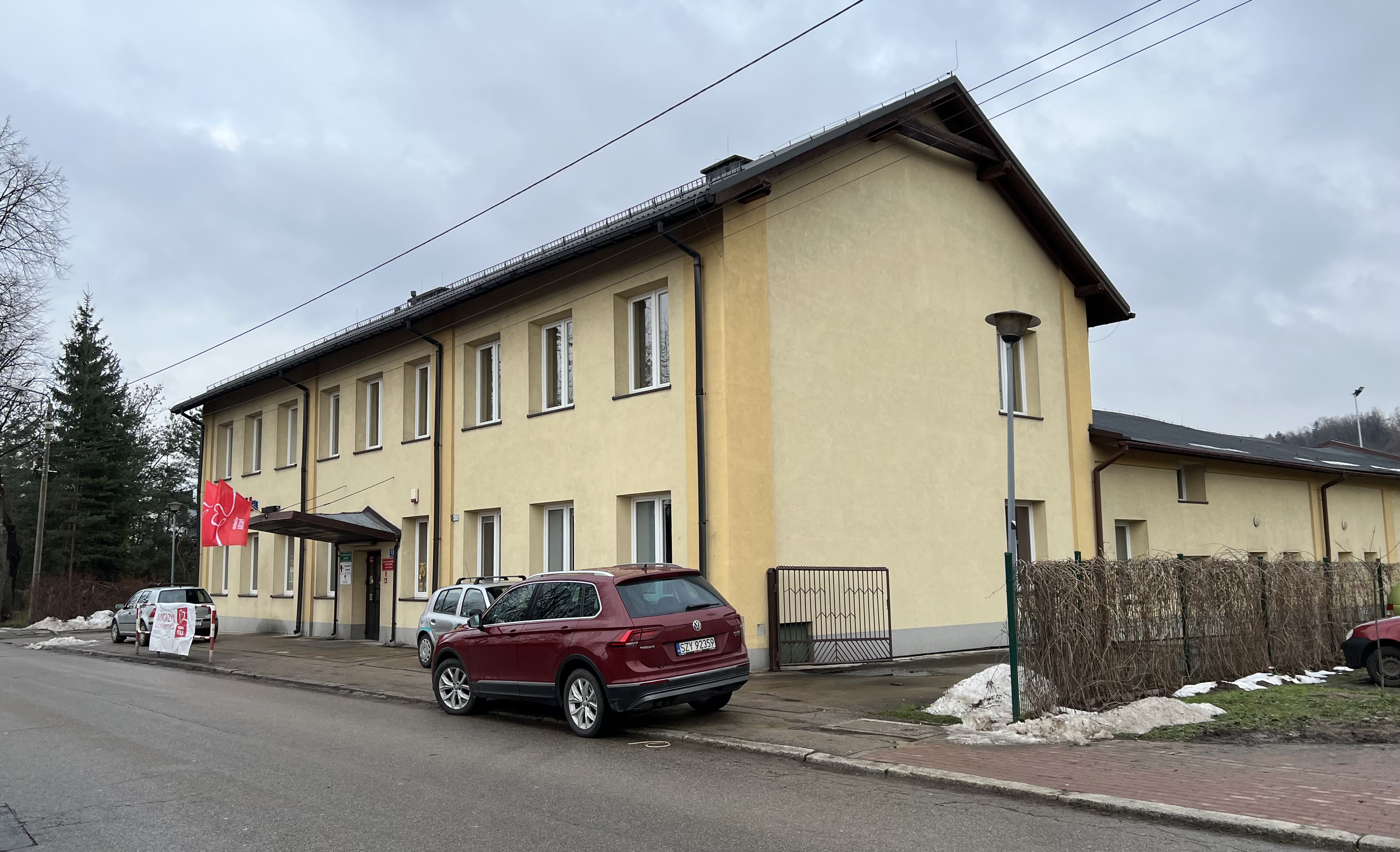
Klub „Śrubka” w dzielnicy Sporysz

Tworzeniem i propagowaniem wielu form działalności kulturalnej, zarówno profesjonalnej, jak i amatorskiej, zajmuje się Miejskie Centrum Kultury w Żywcu z siedzibą w zabytkowym budynku dawnego „Sokoła” przy Alei Wolności. Poza organizowaniem koncertów, festiwali, spektakli teatralnych i operetkowych, a także przeglądów, zajmuje się ono aktywizacją mieszkańców do uczestnictwa w kołach zainteresowań, warsztatach, sekcjach kulturalnych, czy konkursach. Pod egidą Centrum odbywają się sympozja, inauguracje czy obchody różnych uroczystości.
Miejskiemu Centrum Kultury podlegają kluby środowiskowe, takie jak „Globik/Senior+” (Sporysz), „Ogródek” (Osiedle Parkowe), „Papiernik” (Zabłocie), „Senior+” (Zabłocie), „Śrubka” (Sporysz).
Przy Centrum, jak i poszczególnych klubach środowiskowych, działa szereg zespołów, chórów i orkiestr. Należą do nich między innymi: Reprezentacyjny Zespół Pieśni i Tańca miasta Żywca „Ziemia Żywiecka”, Zespół Pieśni i Tańca „Żywczanie”, Żywiecki Chór „Akord”, Zespół Instrumentalny „Sonata”, Zespół Wokalny „Serenada”, Miejska Orkiestra Dęta, Asysta Żywiecka, czy liczne formacje tańca towarzyskiego.
Kolejną jednostką Miejskiego Centrum Kultury jest Żywiecka Szkoła Folkloru z siedzibą przy ul. Zamkowej 4. Zajmuje się ona pielęgnowaniem regionalnej tradycji, prowadząc warsztaty malarstwa na szkle, linorytu, drzeworytu, haftu czy bibułkarstwa. Organizuje również wykłady i wystawy.

#### Amfiteatr
Miejskie Centrum Kultury dysponuje amfiteatrem położonym u stóp wzgórza Grojec, który służy do organizacji wydarzeń kulturalnych, rozrywkowych i rekreacyjnych. Jest obiektem przystosowanym do organizacji dużych koncertów i innych imprez masowych. Dysponuje widownią na 3000 miejsc siedzących.

### Biblioteki

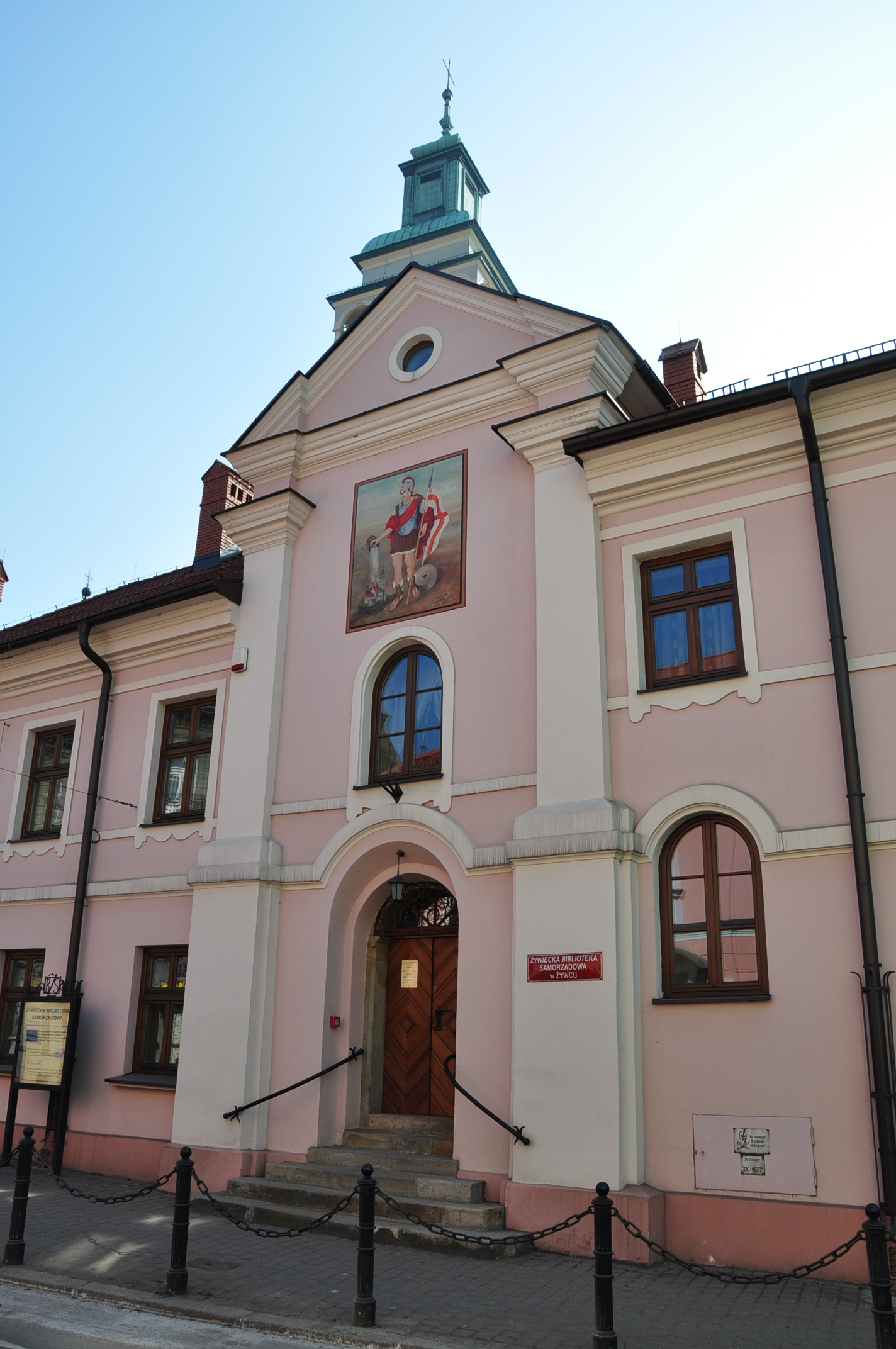
Kamienica „Siejba” – siedziba Żywieckiej Biblioteki Samorządowej

- Żywiecka Biblioteka Samorządowa – powstała w 1892 jako Biblioteka Towarzystwa Szkoły Ludowej. Od 15 grudnia 2007 zajmuje „Siejbę” przy ul. Kościuszki, będącą jednym z najstarszych budynków na terenie miasta[406]. Oprócz spełniania zadania głównej biblioteki miejskiej, od 1999 pełni także funkcję biblioteki powiatowej, sprawując nadzór nad wszystkimi bibliotekami gminnymi na terenie powiatu żywieckiego i ich filiami[407]. Dysponuje uniwersalnymi zbiorami w wypożyczalniach dla dorosłych i dzieci, prowadzone są czytelnia, pracownia komputerowa oraz dział „książki mówionej” dla osób niewidomych niepełnosprawnych[408][409][410]. Żywiecka Biblioteka Samorządowa posiada także filie na terenie miasta zlokalizowane w dzielnicach Sporysz i Zabłocie[410].
- Pedagogiczna Biblioteka Wojewódzka w Bielsku-Białej. Filia Żywiec – w obecnym kształcie działa od 1975, kiedy istniejąca od 1951 Pedagogiczna Biblioteka Powiatowa w Żywcu weszła w skład nowo powołanej Pedagogicznej Biblioteki Wojewódzkiej w Bielsku-Białej[411][412]. Poza udostępnianiem swoich zbiorów czytelnikom, biblioteka prowadzi warsztaty, lekcje biblioteczne oraz zajęcia czytelnicze dla dzieci i młodzieży. Odbywają się również spotkania, warsztaty i konsultacje dla studentów oraz nauczycieli[413].

### Muzea

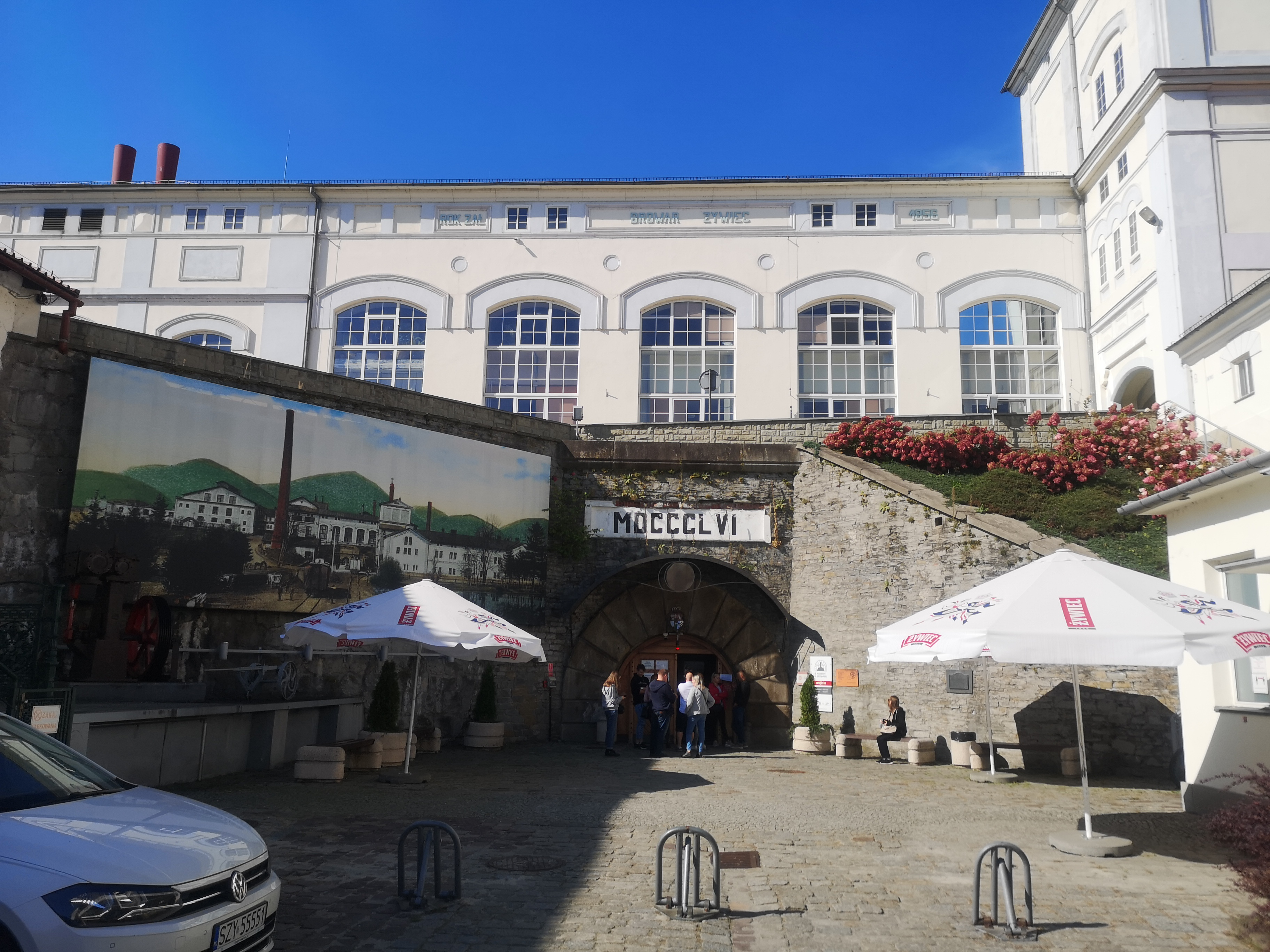
Muzeum Browaru Żywiec

- Muzeum Miejskie w Żywcu – historia muzeum sięga zbiorów tworzonych od 1925 przez osoby związane z Państwowym Seminarium Nauczycielskim w Żywcu. W 1934 w budynku seminarium odbyła się pierwsza wystawa. W 1936 utworzono Muzeum Ziemi Żywieckiej, przeniesione dwa lata później do kamienicy pod adresem Rynek 1. W kolejnych latach zbiory muzeum wzbogacały się o nowe eksponaty. Po II wojnie światowej tymczasowo siedzibą muzeum stał się Stary Zamek, a od 1960 – kamienica „Siejba”. W 2005 muzeum przeniesiono do Starego Zamku[414]. Prezentowane są tutaj zbiory dotyczące historii i tradycji Żywca, strojów mieszczańskich, kultury górali Żywiecczyzny, archeologii, przyrody, sztuki sakralnej, dawnych narzędzi tortur, jak również udziału mieszkańców w walce o niepodległość Polski[415]. Odbywają się liczne wystawy czasowe[416].
- Muzeum Browaru Żywiec – zostało uruchomione w 2006 w dawnych piwnicach leżakowych Browaru w Żywcu. Prezentuje historię browaru oraz wytwarzanego w nim piwa[417].
- Muzeum Czynu Zbrojnego Żywiecczyzny – muzeum zostało otwarte w 2016 i mieści się w dawnym schronie przeciwlotniczym położonym w sąsiedztwie siedziby Miejskiego Centrum Kultury. Zgromadzono w nim pamiątki, wyposażenie i sprzęt wojskowy z czasów od I wojny światowej do II wojny światowej[418].

### Kina

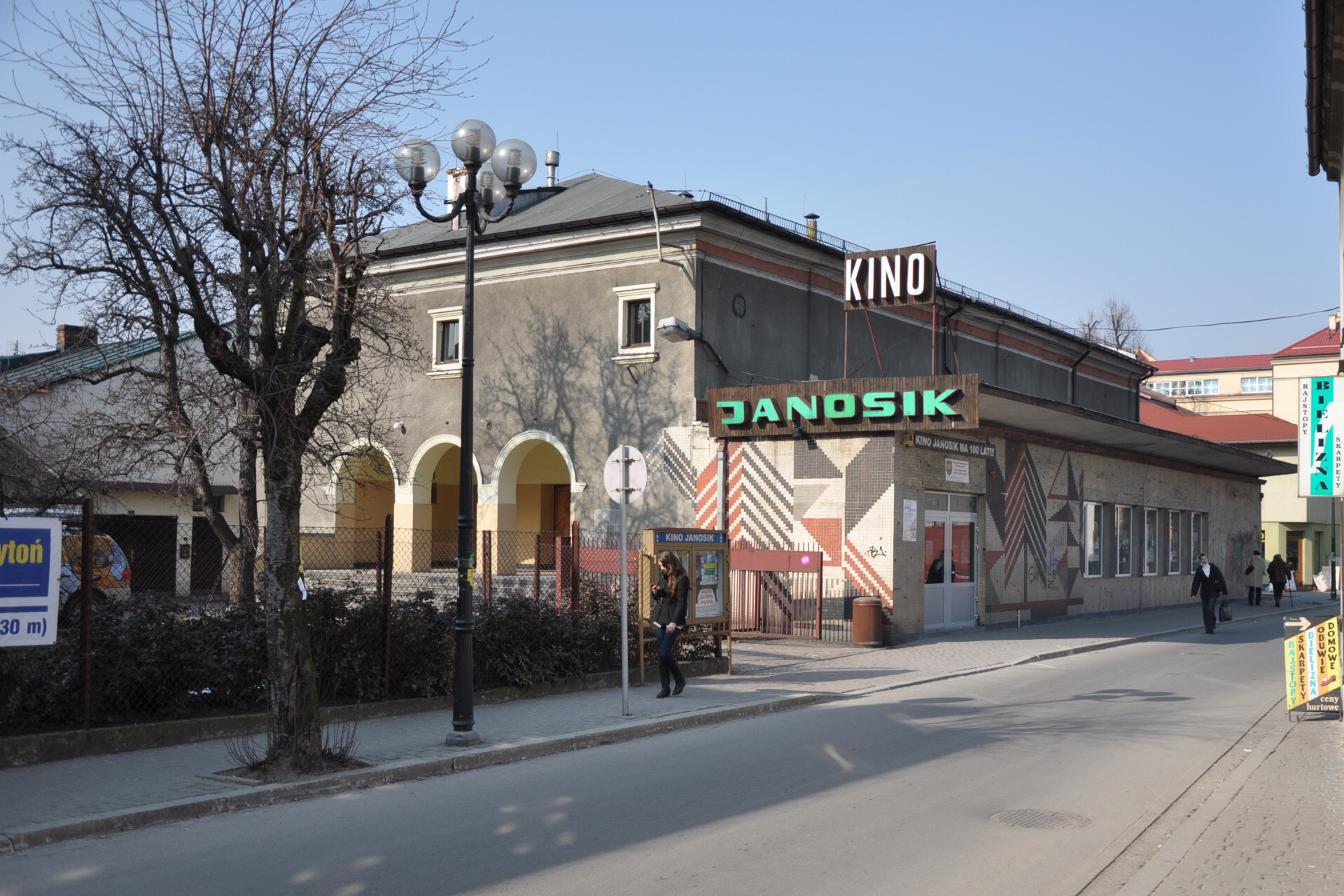
Kino „Janosik”

- Kino „Janosik” – filmy zaczęto wyświetlać w nim w 1911, co czyni je jednym z najstarszych kin na świecie[419][420]. Początkowo działało pod nazwą Teatr Świetlny „Urania”, w 1916 zmienioną na Kino „Edison”. Od przełomu lat 1948–1949 otrzymało nazwę „Janosik”[421]. Poza projekcją premier filmowych, kino organizuje szereg cykli i klubów filmowych[422]. Jest miejscem odbywania się festiwali oraz spotkań autorskich[423]. Zajmuje się także działalnością edukacyjną, którą realizuje poprzez Interdyscyplinarny Program Edukacji Medialnej i Społecznej „Kinoszkoła”[424], jak również projekcje dla szkół[425] i warsztaty dla dzieci[426].

### Towarzystwo Miłośników Ziemi Żywieckiej

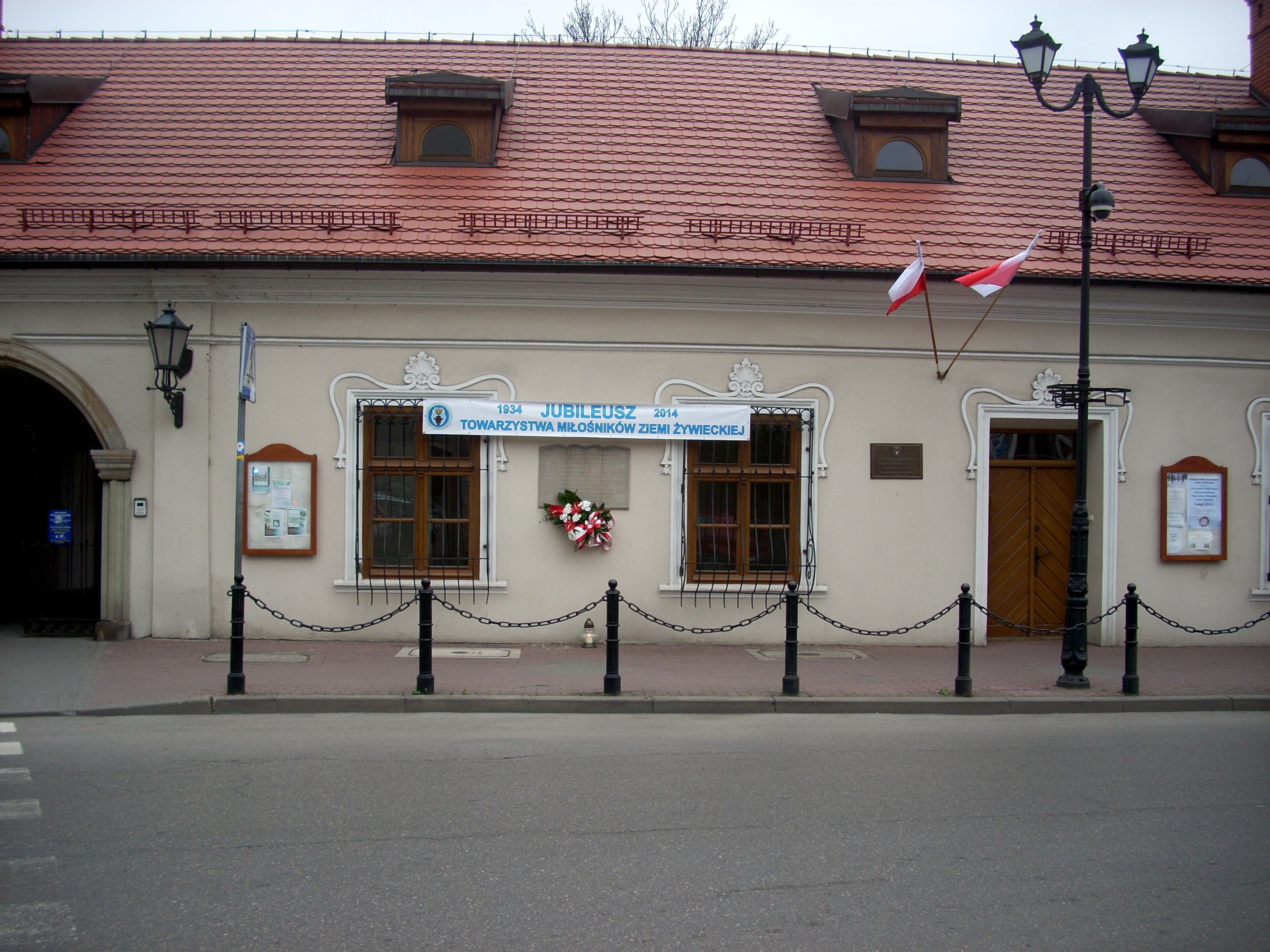
Siedziba Towarzystwa Miłośników Ziemi Żywieckiej

Towarzystwo Miłośników Ziemi Żywieckiej powstało w 1954, a jego siedzibą pozostają oficyny Starego Zamku. Zajmuje się ono rozwojem i propagowaniem szeroko rozumianej kultury Żywca i okolic poprzez prowadzenie widowisk, wystaw, prelekcji i konkursów, a także działalność wydawniczą.

### Media lokalne
Radio
- DzikieRadio – radio streamingowe[428][429]
- Radio Eska Beskidy – 97,0 MHz[430]
- Radio Bielsko - 106,7 MHz[431]

Serwisy informacyjne
- beskidinfo.pl – Regionalny Portal Informacyjny[432]
- beskidzka24.pl – portal informacyjny związany z redakcją tygodnika Kronika Beskidzka[433][434]
- zywiecinfo.pl – Żywiecki Serwis Informacyjny[435][436]
- zywiecsupernowa.pl – Informacje z Żywca[437]

Prasa
- „Żywiecka Kronika Beskidzka” – dodatek publicystyczno-informacyjny do tygodnika Kronika Beskidzka dotyczący powiatu żywieckiego[438][434]
- „Nad Sołą i Koszarawą” – miesięcznik informacyjny[439]

### Festiwale
Żywiec jest jednym z głównych miast, gdzie na przełomie lipca i sierpnia odbywa się największy i najstarszy polski festiwal folklorystyczny „Tydzień Kultury Beskidzkiej” (a w jego ramach m.in. „Festiwal Folkloru Górali Polskich” oraz „Międzynarodowe Spotkania Folklorystyczne”). Co roku w kategorii lokalnych zespołów folklorystycznych występuje około 80 zespołów, w tym około 20 z zagranicy.
W końcu stycznia i na początku lutego ma miejsce Przegląd Zespołów Kolędniczych i Obrzędowych „Żywieckie Gody”, na którym prezentowane są ludowe tradycje dotyczące okresu świąt Bożego Narodzenia.

## Turystyka i rekreacja

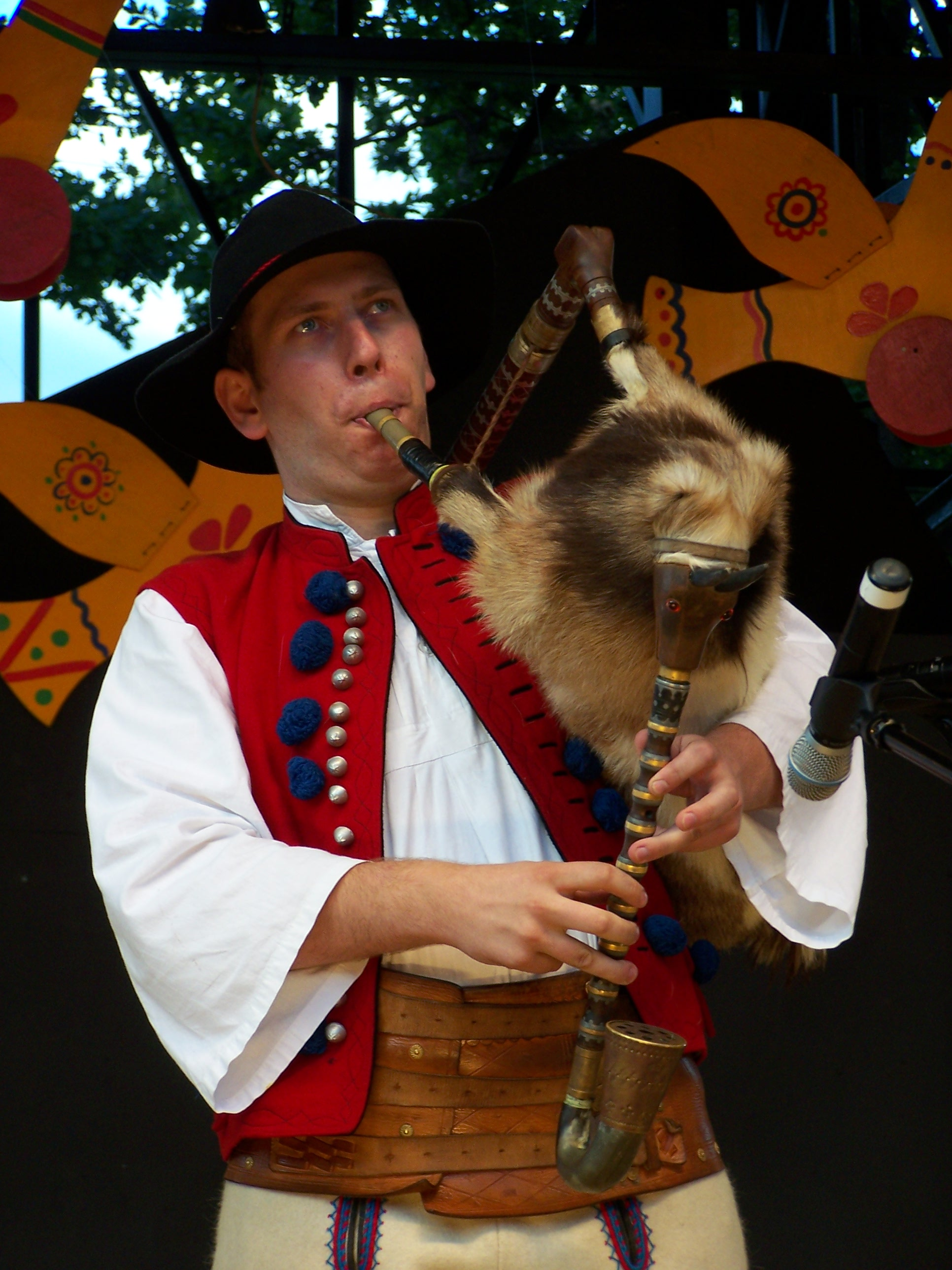
Góral w regionalnym stroju grający na dudach podczas Tygodnia Kultury Beskidzkiej w Żywcu

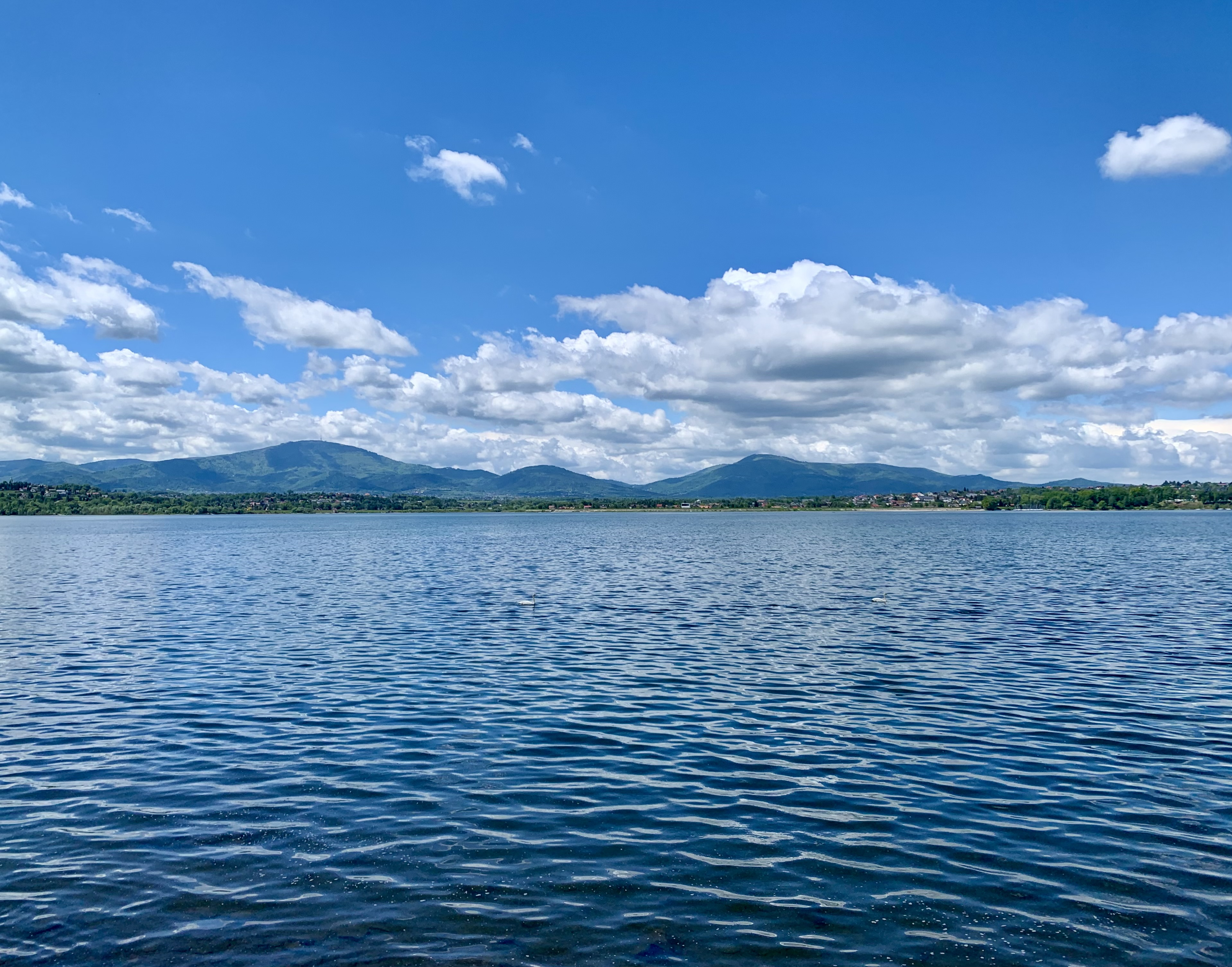
Jezioro Żywieckie

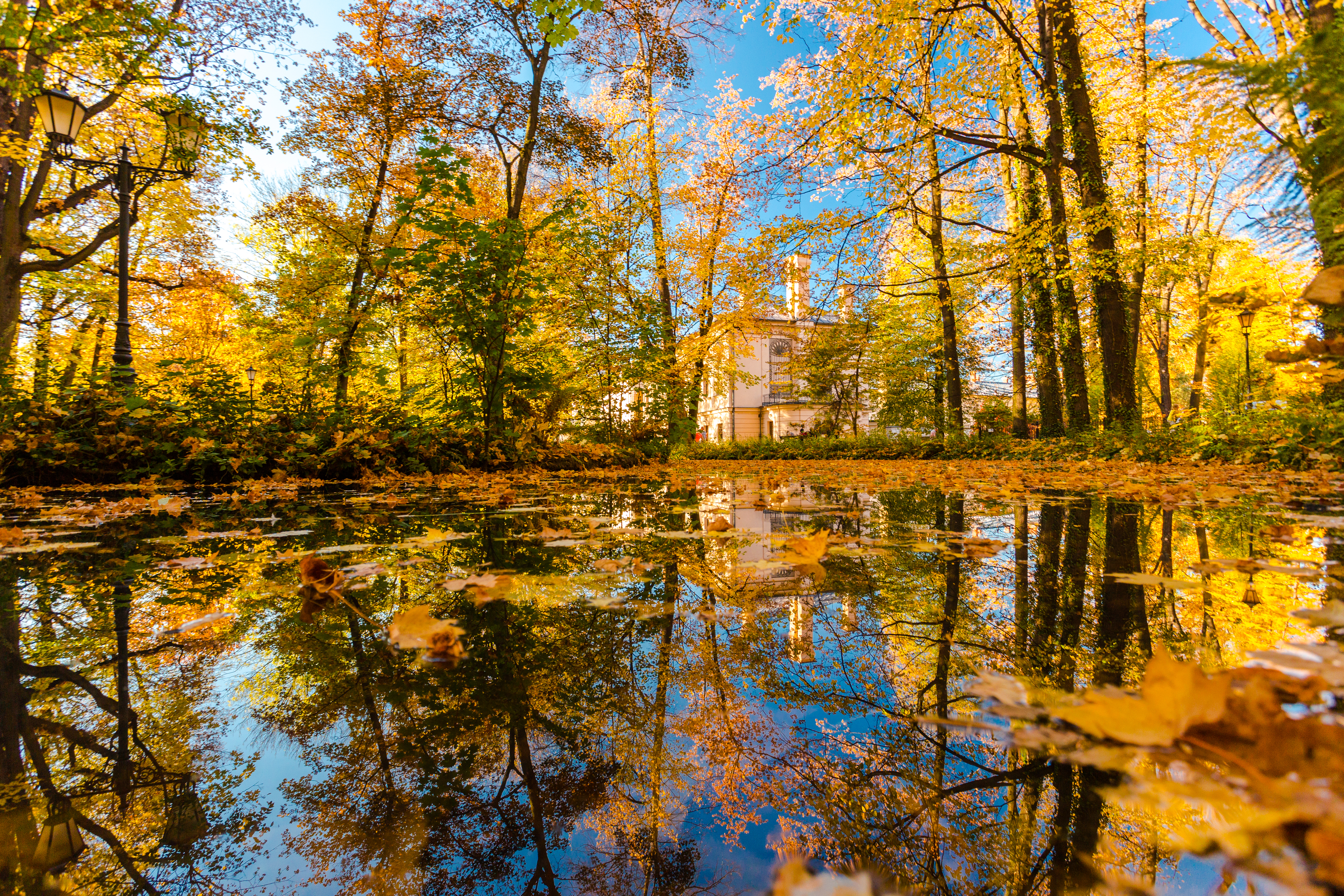
Park w Żywcu

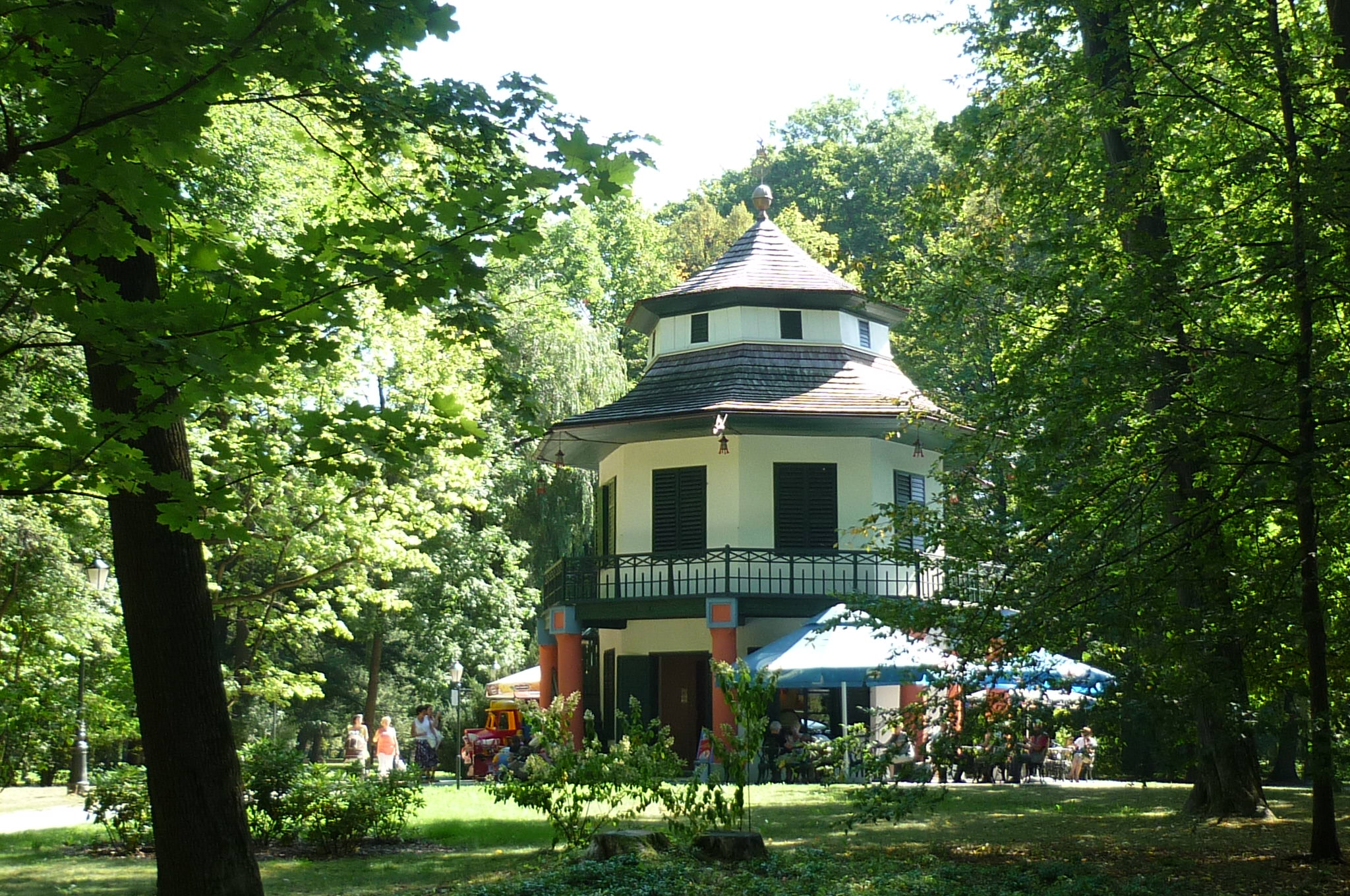
Domek Chiński

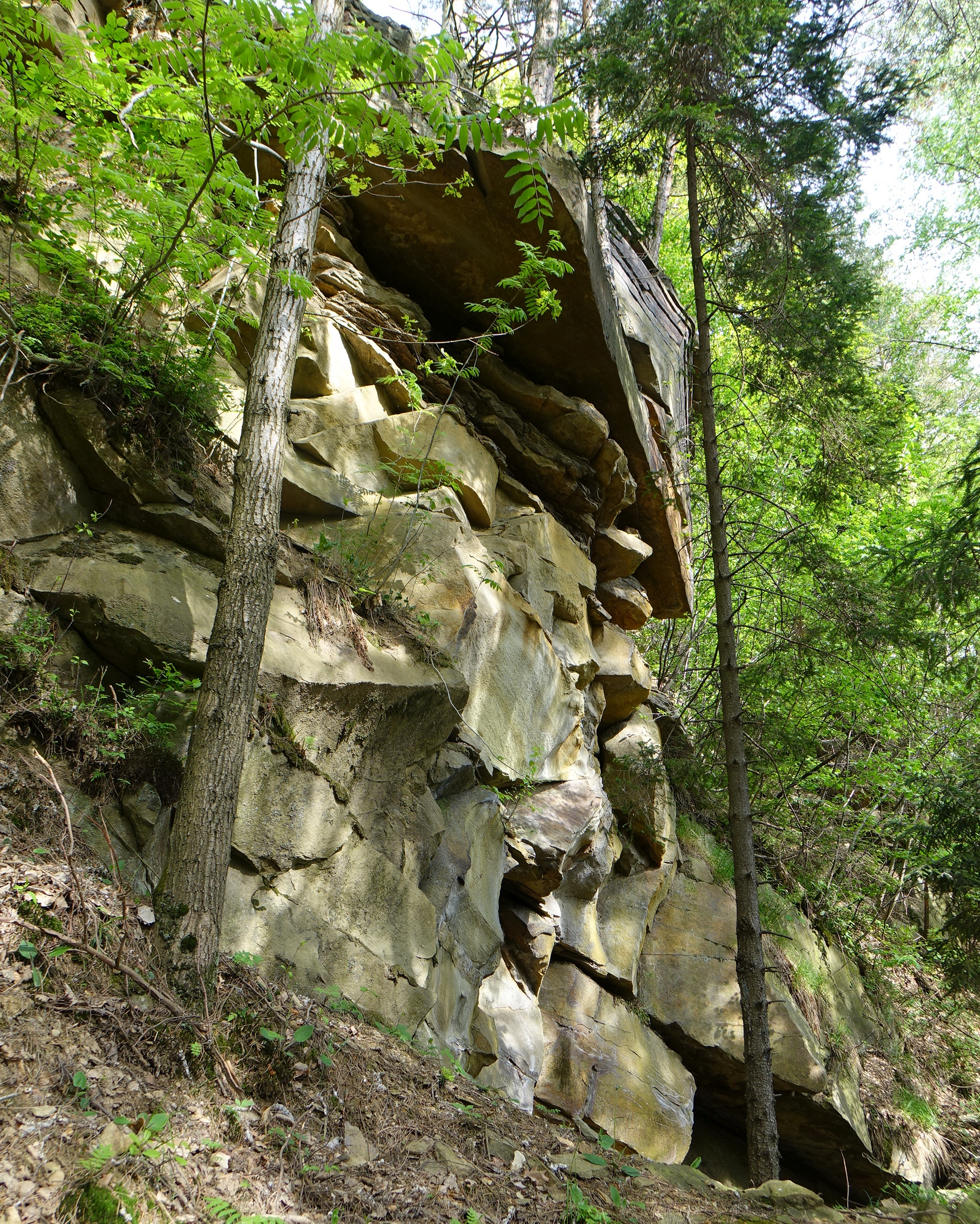
Skały Oczków

Żywiec stanowi ośrodek turystyczny, na co mają wpływ położenie nad Jeziorem Żywieckim oraz bliskość okolicznych ośrodków sportów zimowych w Korbielowie, Zwardoniu i Szczyrku. Stanowi bazę wypadową dla turystów udających się w pobliskie pasma górskie: Beskid Mały, Średni Śląski i Żywiecki. W samym mieście atrakcje turystyczne stanowi szereg obiektów zabytkowych, m.in. Stary Zamek i Pałac Habsburgów wraz z otaczającym go parkiem, w którym zlokalizowane są również park miniatur „Od Komorowskich do Habsburgów”, niewielki ogród zoologiczny i skate park.

### Informacja turystyczna
W Żywcu działalność prowadzi Centrum Informacji Kulturalno-Turystycznej, którego siedziba położona jest w budynku Starego Zamku. Centrum zajmuje się udzielaniem informacji na temat miasta i jego okolicy dla mieszkańców, turystów i organizacji, wydawaniem materiałów informacyjnych i edukacyjnych, współpracą z różnymi instytucjami i stowarzyszeniami kulturalnymi, turystycznymi, czy sportowymi w celu promocji ich działalności. Prowadzi także współpracę z przedsiębiorstwami z branży turystycznej i mediami, jak również działalność kulturalną w ramach projektu „Od Komorowskich do Habsburgów – żywiecki skarbiec kultury i tradycji”.

### Szlaki turystyczne i spacerowe
Muzeum Browaru Żywiec położone jest na Szlaku Zabytków Techniki Województwa Śląskiego oraz Europejskim Szlaku Dziedzictwa Przemysłowego.
W mieście wytyczony został szereg szlaków spacerowych:
- Szlak Zabytków Architektury Miasta Żywca – biegnie przez Rynek oraz ulice Zamkową (dzwonnica, „Siejba”), Kościuszki (gmach Sądu Rejonowego), 3-go Maja (Rudza), Batorego (kościół św. Krzyża), Park Zamkowy, Stary Zamek, Nowy Zamek, następnie przebiega ulicą Zamkową (oficyny zamkowe, Konkatedra) i Sienkiewicza (kościół św. Marka, źródło św. Wita), po czym bulwarami nad Jeziorem Żywieckim i Sołą powraca do mostu w ciągu ul. Kościuszki[445]
- Szlak Właścicieli Miasta Żywca – łączy dworzec kolejowy, kościół św. Floriana, ulicę Dworcową, most na Sole, ulicę Kościuszki, Park Zamkowy, Amfiteatr, Grojec i browar[445]
- Szlak Papieża Jana Pawła II – prowadzi przez Rynek, konkatedrę wraz z dzwonnicą, oficyny zamkowe, Park Zamkowy, Grojec do Sporysza[445]
- Przyrodniczy Szlak Spacerowy po Żywcu – przebiega z Rynku poprzez konkatedrę, dzwonnicę i park do rezerwatu przyrody „Grapa” i dzielnicy Sporysza[445]
- Szlak im. Żywieckich Habsburgów – został wytyczony w formie pętli z placu przy kościele św. Maksymiliana Kolbego w dzielnicy Oczków przez Stary Groń i Kościelec na Jaworzynę, a następnie z powrotem ul. Oczkowską[446]
- Żywiecki Szlak Oręża Polskiego – biegnie od dworca kolejowego przy ul. Dworcowej do skweru przy Alei Wolności, Pomnika Żołnierzy Polskich i Muzeum Czynu Zbrojnego Żywiecczyzny, następnie prowadzi do Pomnika Grunwaldzkiego, przez park dochodząc do Pomnika Józefa Piłsudskiego przy budynku Starostwa Powiatowego, a później przez Cmentarz Przeminienia Pańskiego dochodzi do Dworu Kępińskich w Moszczanicy[447]

Powstały również tematyczne szlaki spacerowe po dzielnicy Zabłocie, wytyczone w ramach programu „Zabłockie szlaki do Browaru i nie tylko”:
- Szlak Galicyjski – przestawiający ślady Galicji w Zabłociu i prowadzący z Mostu Jukacy przez ul. Dworcową i okolice Fabryki Papieru oraz dworzec do cmentarza żydowskiego[449].
- Szlak Jukacy – biegnący z browaru przez ul. Browarną i Dworcową do Mostu Jukacy, a stamtąd ul. Wesołą do dawnej cegielni, zawierający trasę przejścia uczestników zwyczaju ludowego „dziady żywieckie”[450].
- Szlak Piwny – związany z działalnością browaru żywieckiego i prowadzący od ujęcia wody na Leśniance, a następnie przez budynki browaru pod zboczem Grojca do Wieprza[451].
- Szlak Siutrorzy – o tematyce związanej z wydobywaniem żwiru rzecznego, przebiegający z wyrobiska żwiru na Sole przez betoniarnię do ramp na linii kolejowej[452]
- Szlak Sportowy – łączący obiekty sportowe zlokalizowane na terenie dzielnicy i biegnący od Mostu Jukacy do boiska do siatkówki plażowej nad Sołą, następnie przez boisko klubu sportowego „Soła”, korty tenisowe, boisko „Orlik”, boisko klubu „Góral 1956 Żywiec”, plażę nad Leśnianką do kładki przechodzącej nad tym potokiem[453].
- Szlak Węgierski – dotyczący dawnego przysiółka „Na Węgrach” w rejonie współczesnej ulicy Pawlusie, łączący betoniarnię, krzyż przydrożny na Pawlusiu i kładkę na Leśniance[454].

Utworzono także ścieżki dydaktyczno-przyrodnicze „Wzgórze Grojec” oraz wzdłuż brzegu Jeziora Żywieckiego i rzeki Soły. W celu ułatwienia ich zwiedzania, powstała dedykowana dla nich aplikacja mobilna.
Ponadto przez samo miasto i jego okolice biegną następujące szlaki turystyczne:
- Żywiec Rynek – Trzebinia – Tokarka – Przełęcz U Poloka – Sopotnia Mała – Romanka – Schronisko „Słowianka” – Bystra[457]
- Żywiec Oczków – Stary Groń – Kościelec[458]
- Rynek w Żywcu – Grojec – Browar[459]
- „Szlak Wyzwolenia Żywca” Sporysz – Moszczanica – Żywiec[460]

Miasto znajduje się na trasie otwartej 10 sierpnia 2024 ścieżki rowerowej „Velo Soła”, łączącej Żywiec z Rajczą. Na terenie miasta ścieżka przebiega wzdłuż Soły przez dzielnice Zabłocie i Śródmieście, prowadząc następnie wzdłuż brzegu Jeziora Żywieckiego.

### Lotnisko
Około 15 km na północ od Żywca w Międzybrodziu Żywieckim znajduje się lotnisko Żar.

### Baza noclegowa
Miasto posiada rozbudowaną bazę obiektów noclegowych różnych kategorii, do których należą hotele, pensjonaty, prywatne kwatery, kempingi i schroniska.

## Bezpieczeństwo

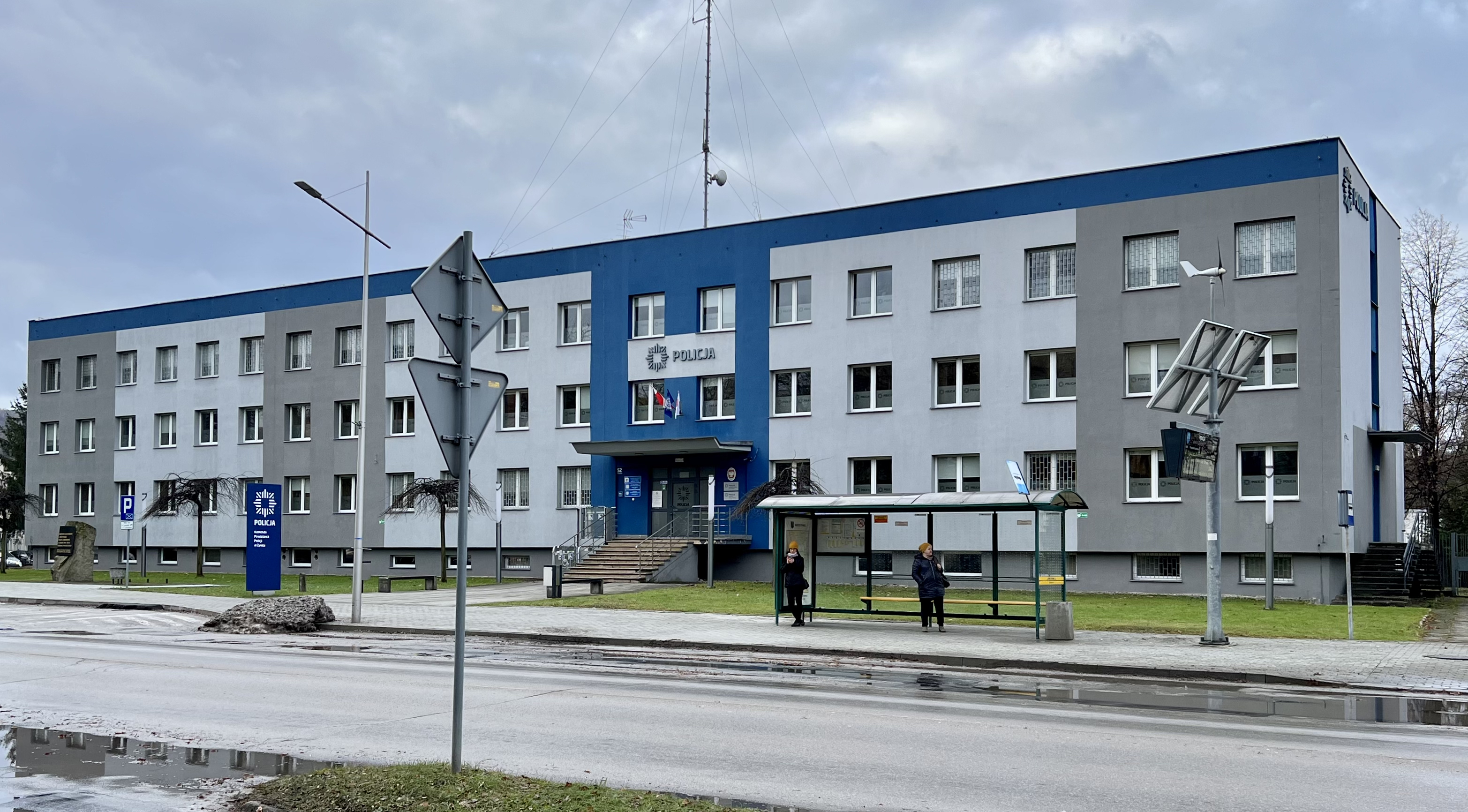
Komenda Powiatowa Policji w Żywcu

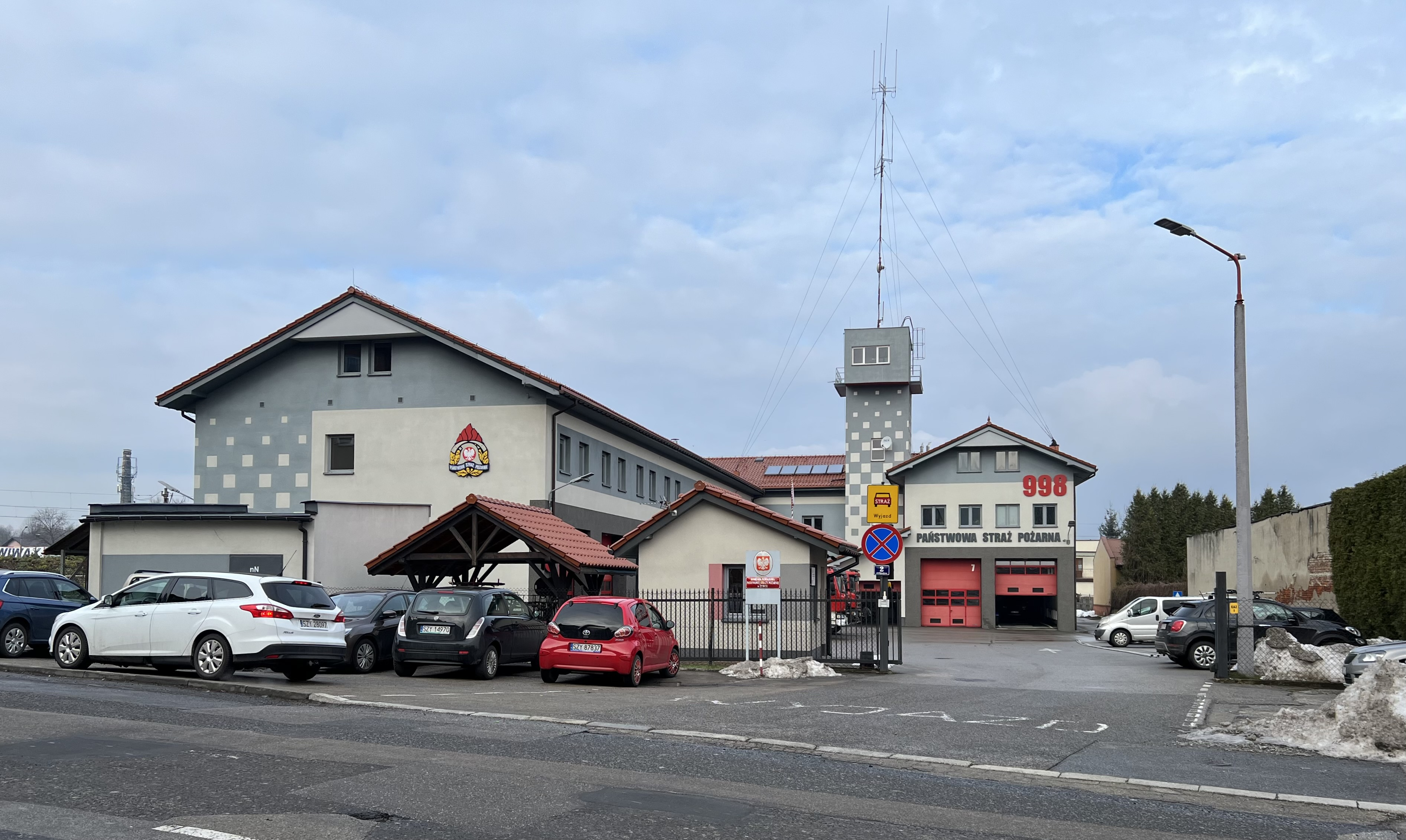
Komenda Powiatowa Państwowej Straży Pożarnej

### Policja
Komenda Powiatowa Policji w Żywcu zajmuje się organizacją działań Policji na terenach miasta i powiatu. Jej siedziba znajduje się przy Al. Piłsudskiego. Obiekt ten mieści również siedzibę Komisariatu Policji w Gilowicach.
Według danych z 2019 r. poczucie bezpieczeństwa mieszkańców określane było jako wysokie, a stan zagrożenia przestępczością na terenie powiatu był niski. W okresie 2016–2020 liczba przestępstw spadła o około 23%, a trend ten zauważalny był we wszystkich ich kategoriach poza przestępstwami związanymi z niszczeniem mienia, gdzie odnotowano kilkuprocentowy wzrost.

### Straż pożarna
Komenda Powiatowa Państwowej Straży Pożarnej mieści się przy ul. Objazdowej. Zajmuje się ona prowadzeniem akcji ratowniczych i utrzymywaniem gotowości do jej podjęcia. Współpracuje z innymi instytucjami ratowniczymi z terenu powiatu oraz prowadzi ćwiczenia zawodowe dla strażaków.
Jednostki Ochotniczej Straży Pożarnej działają w dzielnicach Moszczanica, Oczków i Sporysz.

## Ochrona zdrowia

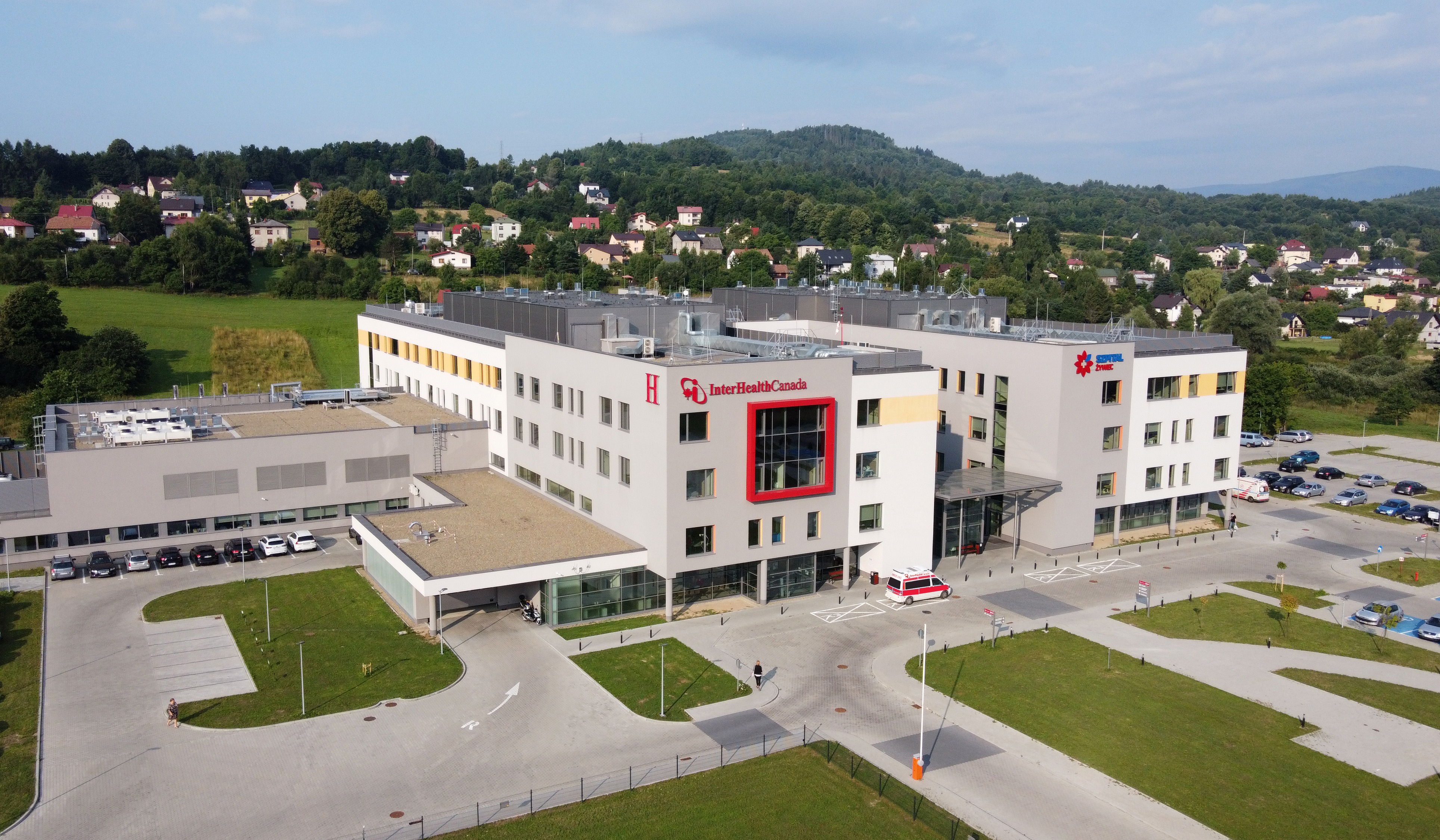
Szpital Żywiec

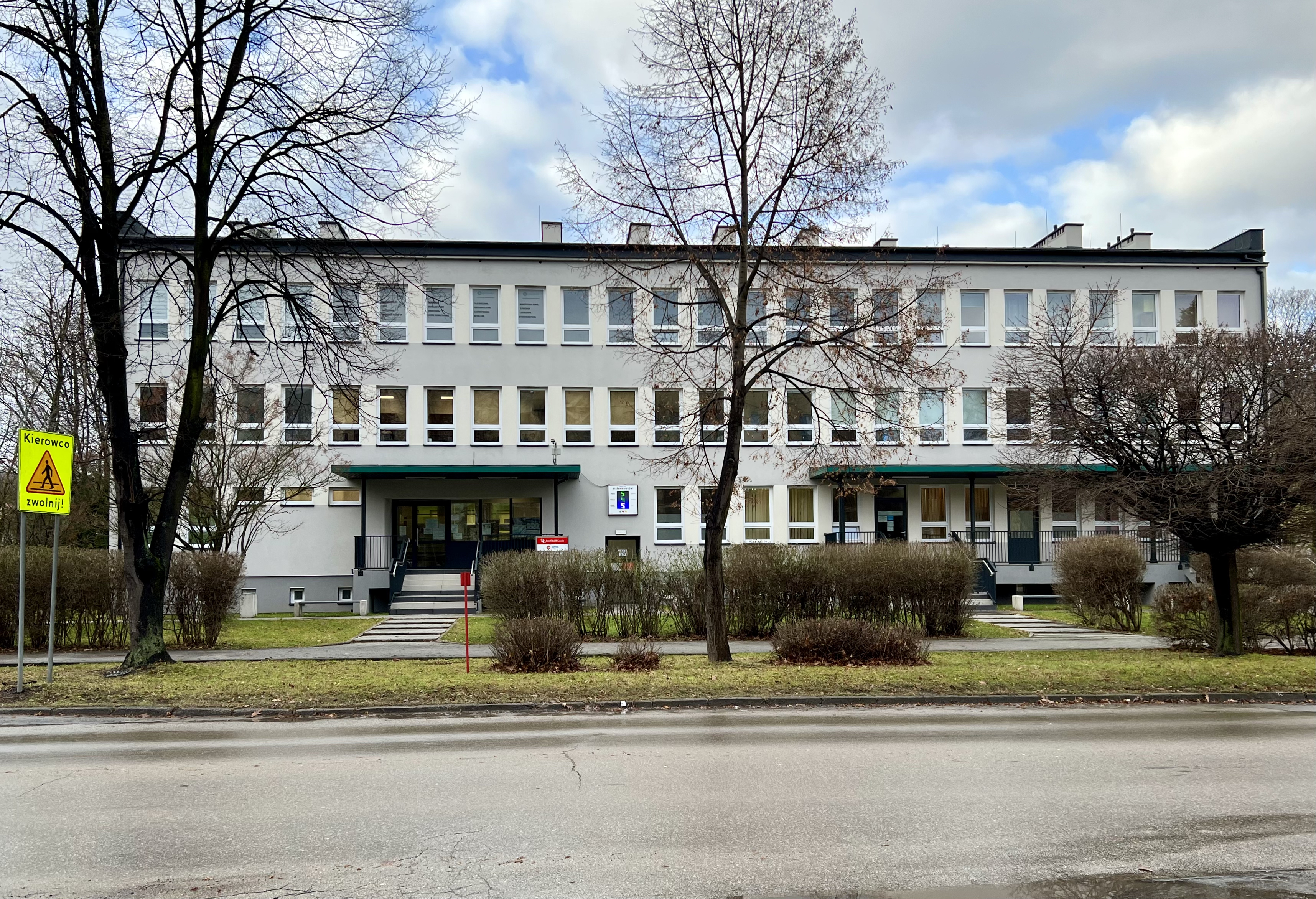
Przychodnia Rejonowa przy Al. Piłsudskiego

Szpital Powiatowy „Szpital Żywiec” przy ul. Pola Lisickich prowadzony jest w oparciu o model partnerstwa publiczno-prywatnego z przedsiębiorstwem ICZ Healthcare sp. z o.o. i Starostwem Powiatowym w Żywcu. Został uruchomiony 24 września 2020, zastępując starą placówkę działającą dotychczas przy ul. Sienkiewicza. Posiada 11 oddziałów, kilkadziesiąt poradni specjalistycznych działających w ramach NFZ i prywatnych, centrum rehabilitacji, laboratoria diagnostyczne i zakład opiekuńczo-leczniczy. Prowadzi również działalność z zakresu medycyny pracy.
Przy ul. Żeromskiego znajduje się siedziba zespołów ratownictwa medycznego.
Na terenie miasta działalność prowadzi także szereg przychodni, zakładów opieki zdrowotnej, gabinetów lekarskich w ramach praktyk grupowych i indywidualnych lekarzy, gabinetów stomatologicznych i aptek. Funkcjonują zakłady opiekuńczo-lecznicze, domy pomocy społecznej i spokojnej starości.
Przy ul. Krasińskiego mieści się siedziba Powiatowej Stacji Sanitarno-Epidemiologicznej, zajmującej się nadzorem nad warunkami higieniczno-sanitarnymi środowiska, w zakładach pracy, placówkach medycznych i edukacyjnych oraz higieną i warunkami zdrowotnymi związanymi z żywieniem, przedmiotami użytkowymi oraz wypoczynkiem i rekreacją, jak również działalnością związaną z przeciwdziałaniem rozprzestrzenianiu się chorób zakaźnych.
Przy ul. Folwark działa Powiatowy Inspektorat Weterynarii.
W Żywcu istnieje jednostka terenowa Wodnego Pogotowia Ratunkowego oraz oddział Wodnego Ochotniczego Pogotowia Ratunkowego.

## Opieka społeczna
Działalność związaną z opieką społeczną na terenie Żywca realizuje Miejski Ośrodek Pomocy Społecznej z siedzibą przy ul. Zamkowej. Zajmuje się on programami dofinansowań oraz świadczeniami pieniężnymi i rzeczowymi, zasiłkami, czy stypendiami. Udziela usług opiekuńczych, pomocy psychologicznej i zajmuje się poradnictwem rodzinnym. Prowadzi działalności na rzecz zapobiegania przemocy w rodzinie, pod jego auspicjami działa instytucja asystenta rodziny. Angażuje się także w programy aktywizacji seniorów.
Powiatowe Centrum Pomocy Rodzinie w Żywcu mieści się przy ul. Słonki. Do jego zadań należy m.in. rozwiązywanie problemów społecznych i raelizacja związanych z tym programów, poradnictwo rodzinne, organizacja opieki w rodzinach zastępczych, prowadzenie ośrodków adopcyjnych i opiekuńczo-wychowawczych oraz wsparcie osób opuszczających te placówki i ich integracja, pomoc cudzoziemcom, rozwój ośrodków interwencji kryzysowej, domów opieki społecznej i prowadzenie mieszkań chronionych, doradztwo metodyczne oraz organizacja szkoleń.

## Wspólnoty wyznaniowe

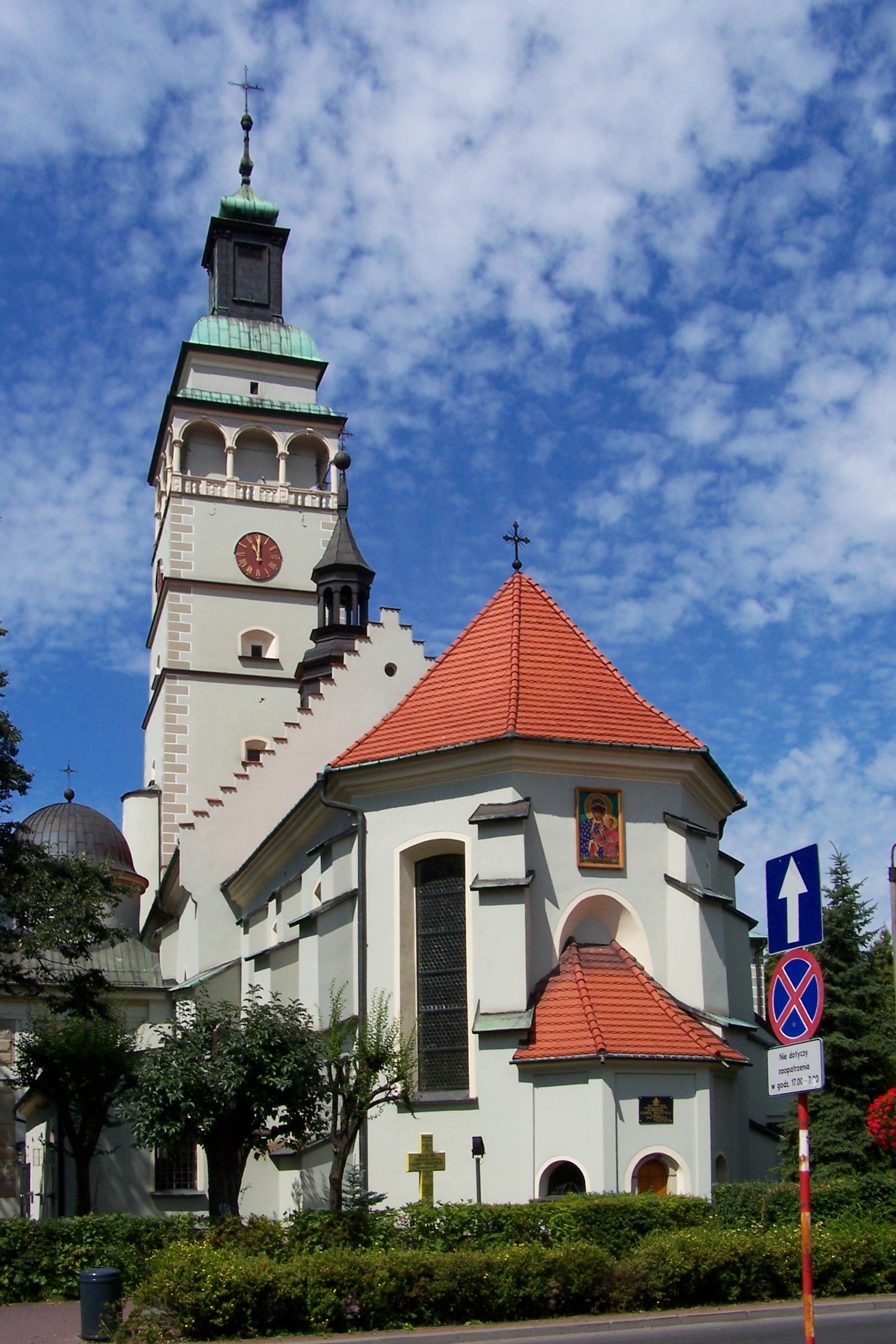
Konkatedra Narodzenia Najświętszej Maryi Panny

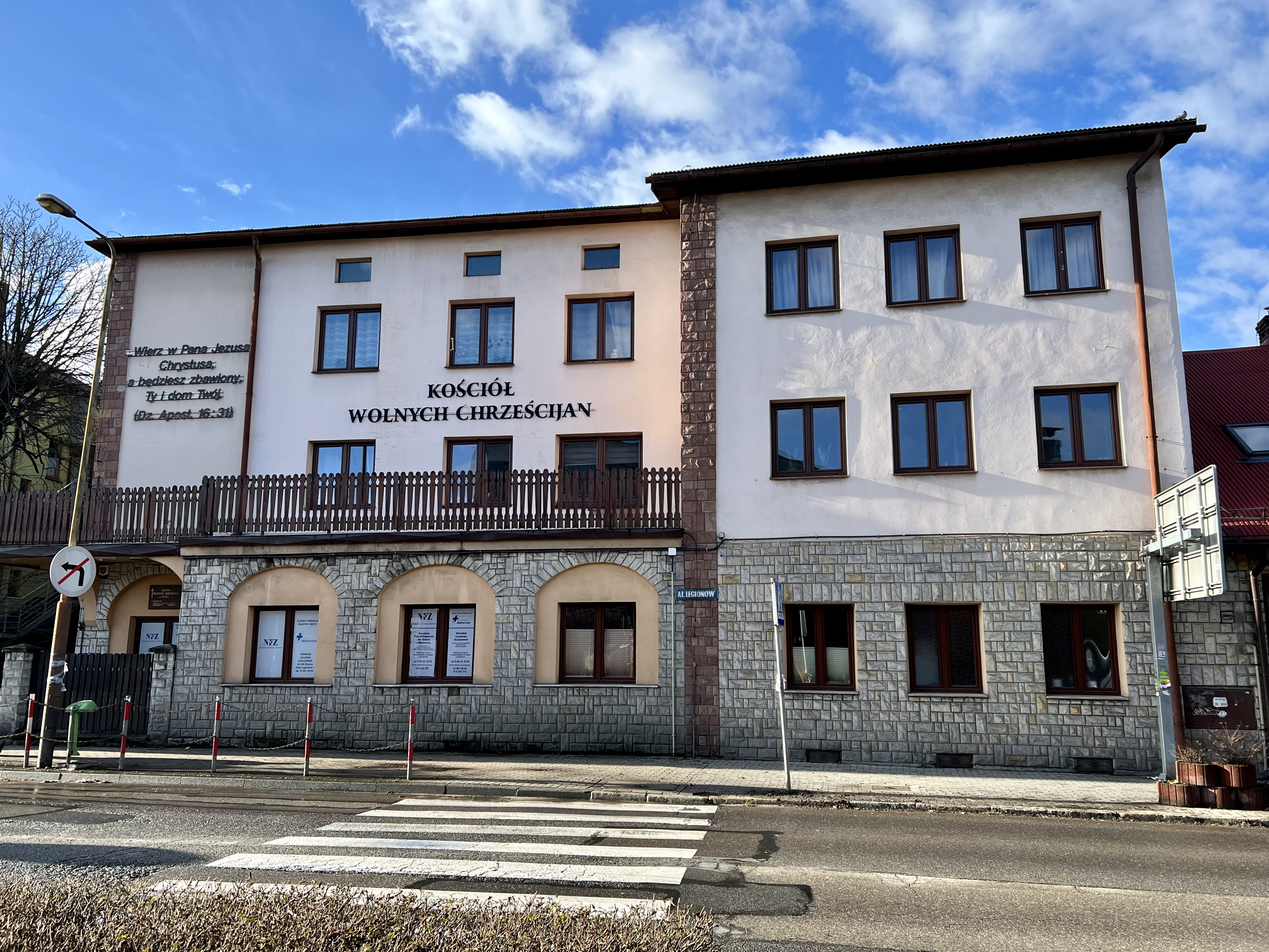
Kościół Wolnych Chrześcijan

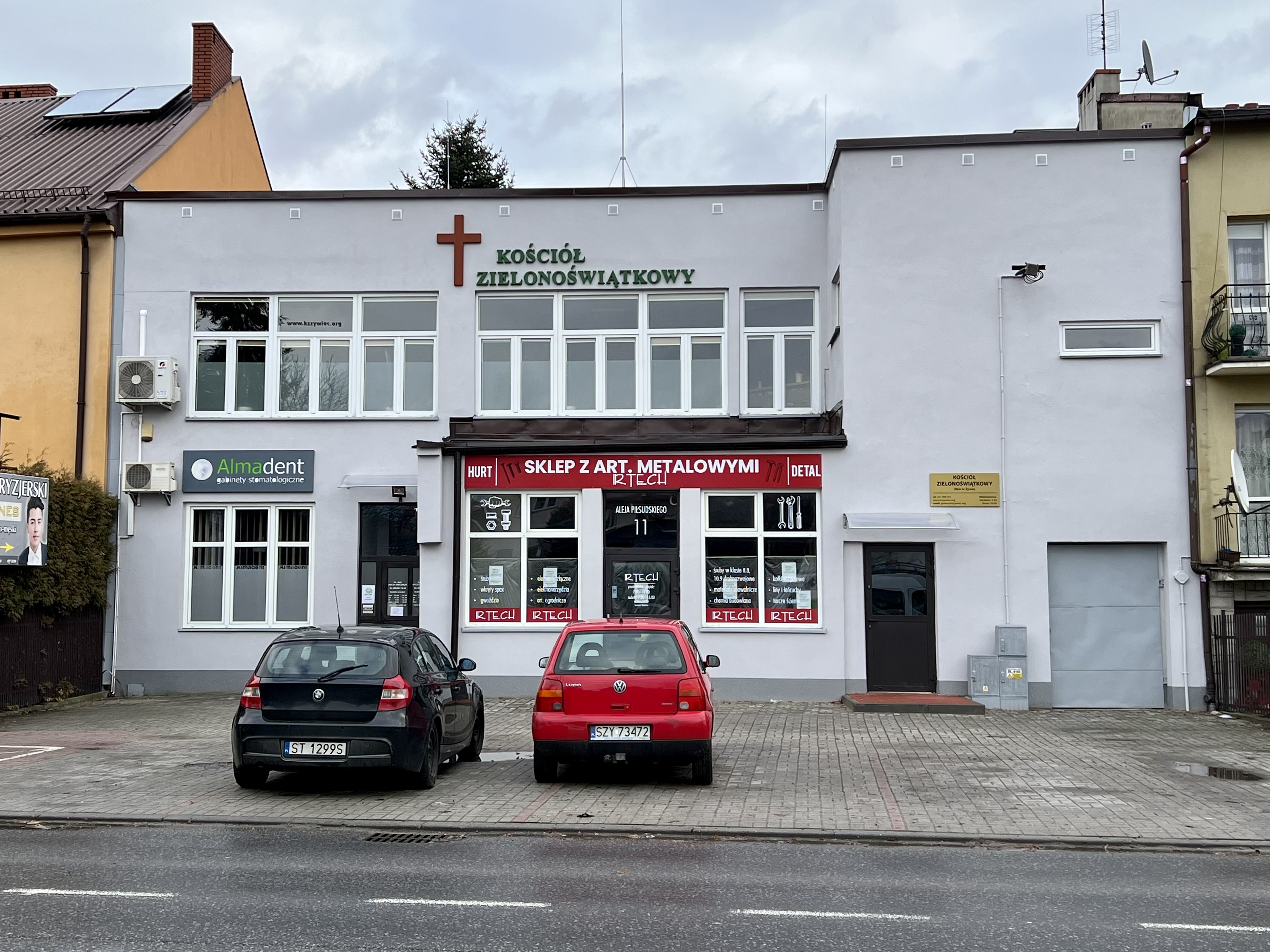
Siedziba zboru Kościoła Zielonoświątkowego w Żywcu

### Katolicyzm
- Kościół rzymskokatolicki:
  - parafia Narodzenia Najświętszej Marii Panny[482]
  - parafia Chrystusa Króla[482]
  - parafia św. Floriana[482]
  - parafia Miłosierdzia Bożego[482]
  - parafia św. Maksymiliana Kolbego[482]
- Kościół greckokatolicki:
  - punkt duszpasterski w Żywcu podległy parafii św. Cyryla i Metodego w Bielsku-Białej, nabożeństwa w obrządku bizantyjsko-ukraińskim prowadzone są w każdą niedzielę w rzymskokatolickim kościele Przemienienia Pańskiego[326][483]

### Protestantyzm
- Kościół Adwentystów Dnia Siódmego:
  - zbór w Żywcu[484]
- Kościół Ewangelicko-Augsburski w RP:
  - miejscowi wierni Kościoła Ewangelicko-Augsburskiego należą do parafii w Białej (Bielsko-Biała)[485][486].
- Kościół Ewangelicznych Chrześcijan:
  - zbór w Żywcu[487]
- Kościół Wolnych Chrześcijan:
  - zbór w Żywcu[488]
- Kościół Zielonoświątkowy:
  - zbór w Żywcu[489]
  - zbór „Kościół w Drodze”[490]
- Mesjańskie Zbory Boże:
  - zbór Żywiec[491]
- Ruch Williama Branhama:
  - zbór w Żywcu[492].

### Restoracjonizm
- Świadkowie Jehowy:
  - zbór Żywiec-Zachód[493][494]
  - zbór Żywiec-Południe[493][494][495]
- Zrzeszenie Wolnych Badaczy Pisma Świętego:
  - zbór Żywiec[496][497]
  - zbór Moszczanica[496][497]

## Sport

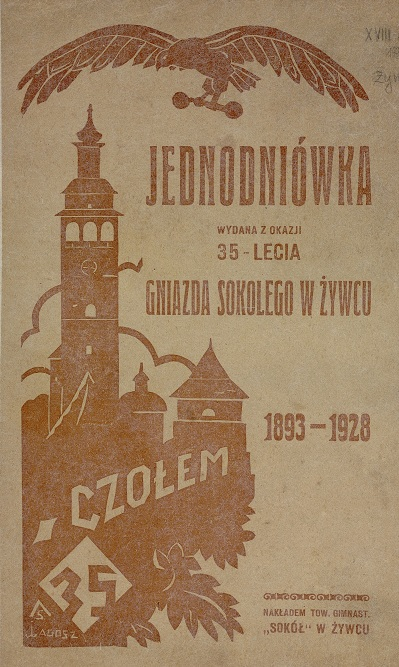
Okolicznościowy druk upamiętniający działalność TG Sokół w Żywcu w latach 1893–1928

Jedną z pierwszych sportowych organizacji w Żywcu był regionalny oddział Polskiego Towarzystwa Gimnastycznego „Sokół” w Żywcu założonego 15 lipca 1893 roku z inicjatywy Władysława Nowotarskiego oraz Władysława Niemczynowskiego.
Żywiec jest ośrodkiem gry w pétanque. Od 2003 roku na przełomie lipca i sierpnia organizowane są w Żywcu pierwszy w Polsce Międzynarodowy Festiwal Pétanque oraz finał Mistrzostw Polski Pétanque Polskiej Federacji Pétanque.
Zawodnicy Żywieckiego Klubu Bulowego byli wielokrotnymi zdobywcami tytułu Mistrza Polski w pétanque: Andrzej Śliż (sześć razy), Jędrzej Śliż (sześć razy), Szymon Kubiesa (cztery razy), Katarzyna Śliż (cztery razy), Marek Lach (raz). Wielokrotnie reprezentowali Polskę na Mistrzostwach Świata i Mistrzostwach Europy.
Drużyny wywodzące się z Żywieckiego Klubu Boules zdobywały też kilkukrotnie Puchar Polski w pétanque.
Jędrzej Śliż w 2003 r. na Mistrzostwach Świata Juniorów w Brnie zdobył brązowy medal w konkurencji strzału precyzyjnego.
W Żywcu mają swoją siedzibę następujące kluby piłkarskie: TS Koszarawa Żywiec, ZKS Czarni-Góral Żywiec, TS Soła Żywiec, LKS Błękitni Żywiec, TS Mitech Żywiec, TS Stal-Śrubiarnia Żywiec.

## Administracja

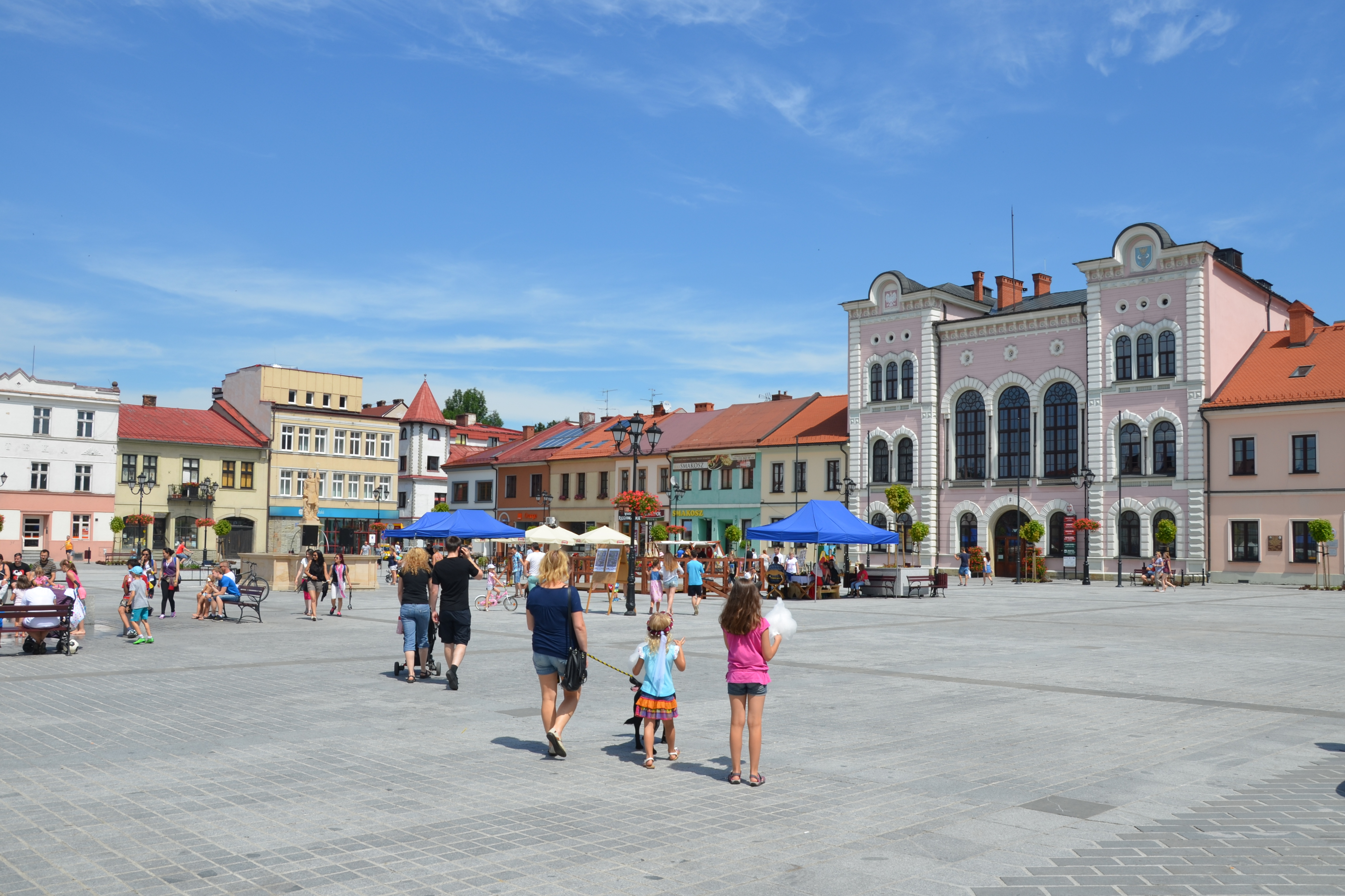
Rynek z ratuszem

Żywiec ma status gminy miejskiej. Organem stanowiącym samorządu jest Rada Miejska w Żywcu, składająca się z 21 radnych. Organem wykonawczym samorządu jest Burmistrz Miasta Żywca.

## Pozostałe informacje
Lokalizacja stacji kolejowej
Oto fragment przemówienia jednego z rajców miejskich wraz z komentarzem, w wyniku którego udało się uniknąć „fatalnej w skutkach” lokalizacji dworca kolejowego bliżej centrum miasta (za Stanisławem Jeziorskim, „Dwa światy”, w: Księga Pamiątkowa Gimnazjum im. Kopernika w Żywcu, s. 319):

Sławetni rajcowie! Kolej dobra rzecz, bo to bez marnowania koni zajedziesz do Bielska, Wiednia i Pesztu. Towary można sobie sprowadzać i szynki, kiełbasy z naszych prosiąt wysyłać (...). Ale z tą stacją to mi się nie widzi. Kolejami jeżdżą sobie różni ludzie i Żydzi naturalnie też (...). A co będzie jak taka Żydówka urodzi dziecko na stacji, w poczekalni, na ziemi naszego miasta?! Nowego obywatela nam przysporzy! (...) Ja pierwszy nie zgadzam się na żadną stację w mieście (...). Poszli za nim wszyscy. Nie było ani jednego głosu sprzeciwu (...).

## Odznaczenia
- Order Sztandaru Pracy II klasy (1985)[516]